# Cách thức phòng vệ của động vật

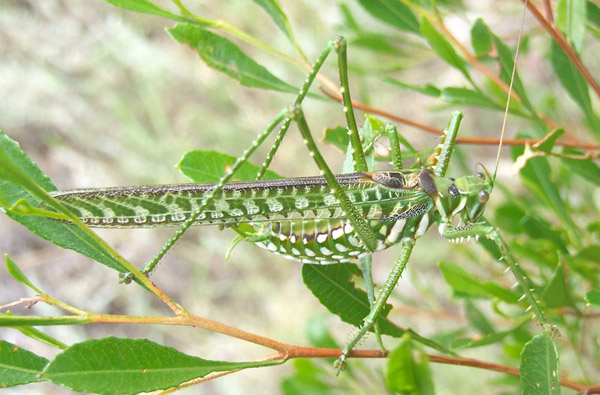
Con châu chấu đang ngụy trang

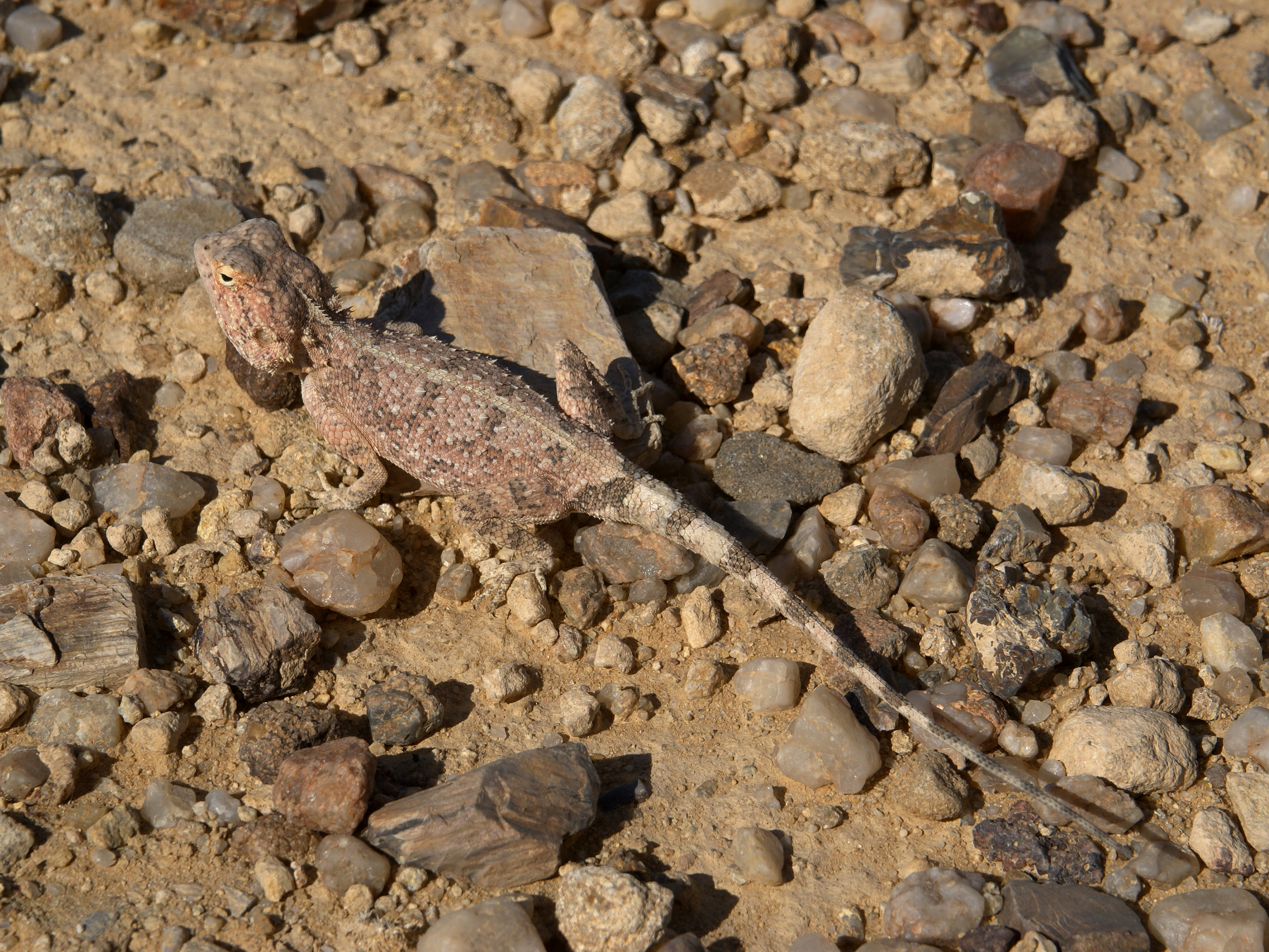
Một con thằn lằn đang lẫn vào đất

Cách thức phòng vệ của động vật hay việc thích ứng chống động vật ăn thịt (Anti-predator adaptation) là thuật ngữ sinh thái học đề cập đến cơ chế phòng vệ của động vật được hình thành, phát triển và hoàn thiện theo thời gian thông qua quá trình tiến hóa giúp những loài động vật bị coi là con mồi hoặc kẻ yếu thế trong cuộc đấu tranh sinh tồn không ngừng nghỉ chống lại kẻ thù là những kẻ săn mồi hoặc những động vật gây hại đến bản thân hoặc giống loài của chúng. Trong thế giới động vật, sự thích nghi tiến hóa cho mọi giai đoạn của cuộc đấu tranh này để tối đa hóa sự sống con mồi và cuối cùng là dẫn đến sự cân bằng sinh thái theo phương trình con mồi và kẻ săn mồi và đây cũng chính là một trong những điều kỳ diệu của quá trình tiến hóa và sự sống. Sự tương tác giữa động vật ăn thịt hay động vật săn mồi và con mồi có ảnh hưởng đến quá trình tiến hóa của chính con mồi, nhất là những sinh vật nằm ở đáy của chuỗi thức ăn. Phương thức tự vệ của động vật có thể được chia thành hai loại phòng vệ chính yếu là tự bảo vệ bằng hình thái cơ thể và hành vi (tập tính) tự phòng vệ. 
Bảo vệ hình thái cơ thể liên quan đến sự thích nghi cấu trúc cơ thể như sự phát triển của sừng, gai, nọc, móng vuốt, răng, nanh và độc tố. Một số hình thái phòng thủ sử dụng các khía cạnh của sự xuất hiện của con mồi để tránh bị phát hiện. Những chiến lược này bao gồm ngụy trang và bắt chước. Những tập tính tự vệ liên quan đến hành vi thích ứng chống lại sự săn mồi được các con mồi thực hiện để tránh bị ăn thịt như một bản năng tự bảo toàn. Có hai chiến lược chủ đạo là chiến lược phòng vệ một cách chủ động (phủ đầu) và cách phòng vệ thụ động, trong đó chiến lược phủ đầu là sự phòng ngự tầm xa của con mồi trước kẻ thù của chúng, còn cách phòng vệ thụ động phát xuất từ những tình huống hiểm nghèo. Từ chiến lược phủ đầu đến phòng vệ thụ động, từ cách dùng vũ khí hóa học đến khoanh vùng lãnh thổ cho đến các cách thức và hình thức khác thì các sinh vật đều chứng tỏ sự lão luyện trong việc luồn tránh sự săn đuổi của kẻ thù, nhất là các sinh vật biển. Cả hai loại phòng thủ đã tiến hóa qua chọn lọc tự nhiên vì chúng làm tăng thể lực, sức sinh tồn và sự lanh lợi của con mồi dẫn đến sự thành công sinh sản tốt hơn của các cá thể sở hữu những đặc điểm có lợi, được đào luyện, trui rèn trong tự nhiên và do đó, dẫn đến sự tồn tại của các đặc tính trong quần thể theo thời gian.

## Tổng quan

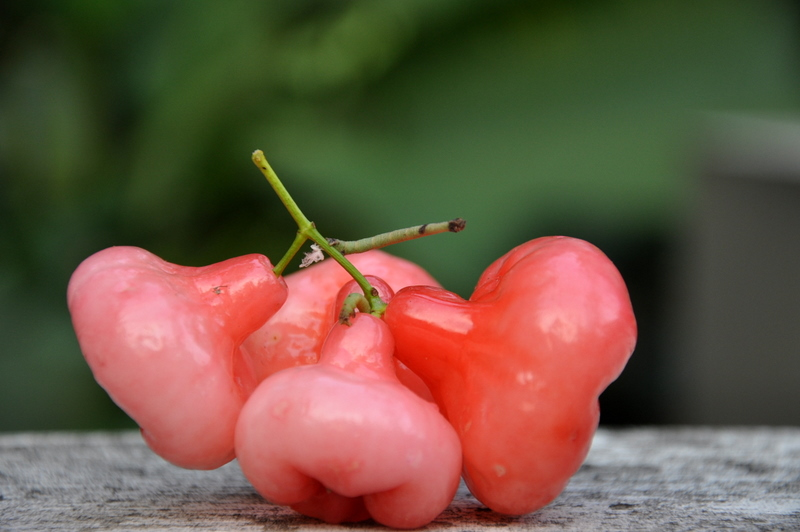
Một con sâu đo đang ngụy trang thành nhánh của quả roi hoa trắng Syzygium samarangense

Trong tự nhiên, mỗi lợi thế đều làm tăng cơ hội sinh tồn của động vật, cũng như cơ hội sinh sản, phát triển bầy đàn. Thực tế đơn giản này cũng là nguyên nhân khiến động vật phát triển một số điểm thích nghi đặc biệt có thể giúp chúng tìm mồi và không phải biến thành con mồi của loài thú khác. Một trong những sự thích nghi đó chính là khả năng ngụy trang, khả năng giấu mình của động vật tránh xa thú dữ và hiểm nguy rình rập, các động vật bị săn đuổi nhờ đó trốn tránh kẻ săn mồi và động vật săn mồi thì có thể tấn công mà không bị phát hiện.
Những phòng thủ bao gồm các hoạt động như tín hiệu theo đuổi răn đe, và hợp quần hay chiến thuật đám đông, chiến thuật canh gác, đánh động, bản năng bám theo mẹ như hình với bóng của con non, bản năng đứng im, giữ im lặng. Các loài thú ăn cỏ như thú móng guốc luôn hiền lành, chăm chú ăn uống thì số phận của chúng là dễ trở thành mồi ngon cho các loài ăn thịt bất cứ lúc nào, vì thế, chúng có mắt ở hai bên sẽ tạo ra tầm nhìn rộng rãi (có con có tầm nhìn tới 360 độ), giúp chúng nhanh chóng phát hiện ra kẻ địch và chạy trốn. Vượn và khỉ tuy không hung dữ như các loài thú ăn thịt, nhưng cũng có mắt mọc ở chính trước mặt vì cấu trúc này có lợi cho chúng trong việc xác định khoảng cách giữa các cành cây, từ đó chúng có thể nhanh chóng tẩu thoát kịp thời trước kẻ thù.

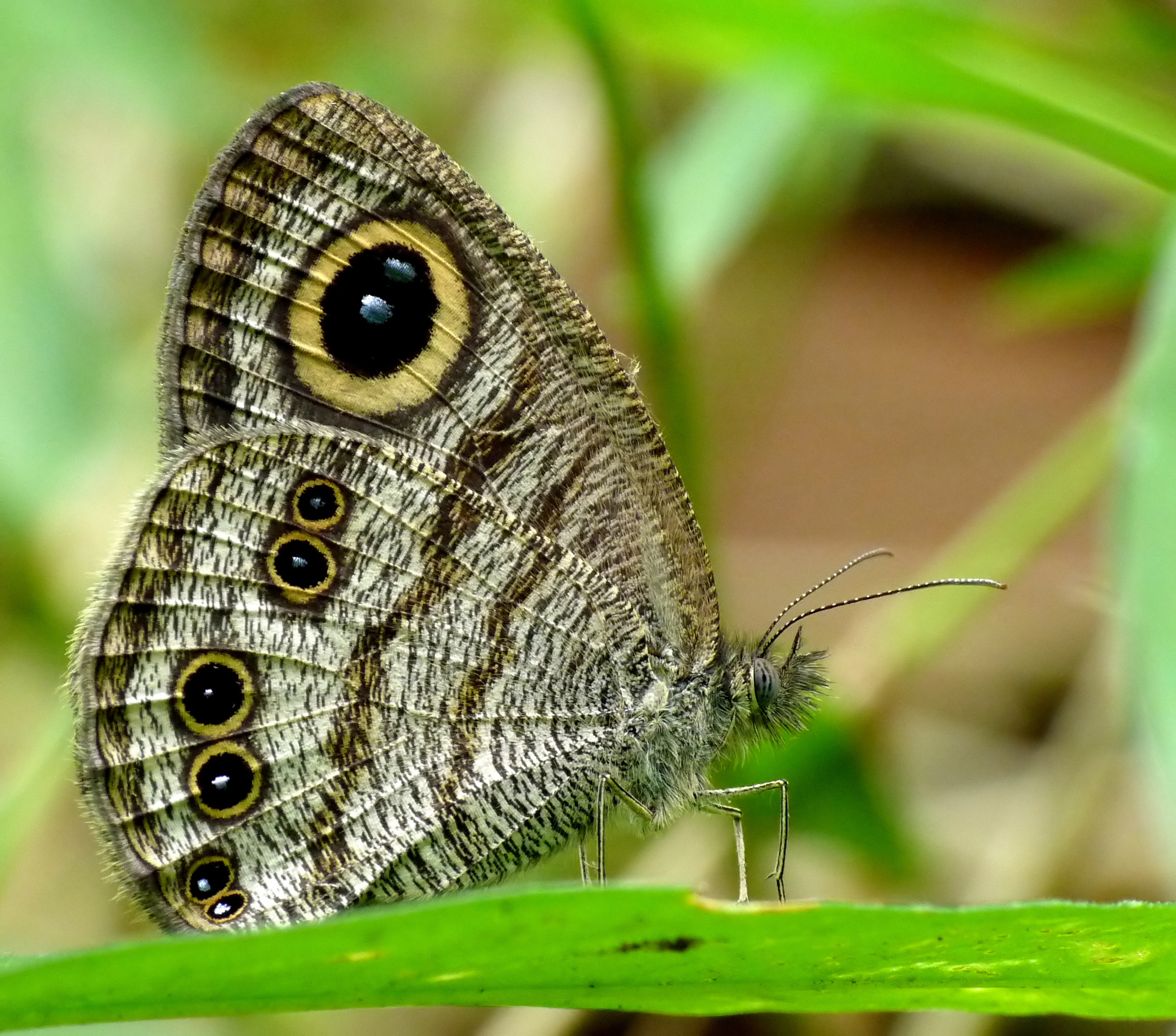
Một con bướm Satyrinae có cánh hình mắt lớn

Nhiều loại động vật sở hữu những dấu chấm phòng vệ để tránh bị ăn thịt, bao gồm có các mẫu hoa văn, họa tiết nhằm giảm bớt nguy cơ bị phát hiện, để cảnh báo rằng con vật này có chứa độc tố hay không thể ăn thịt được, hay để bắt chước giả làm con vật khác hay vật thể khác ("bắt chước" và "giả dạng"). Bên cạnh đó, nhiều loài như bướm, ngài và cá đều có hơn hai cặp dấu chấm tròn, thường được gọi là "những đốm mắt", nhiều đốm mắt rất hữu hiệu khi hăm dọa được hay làm cho động vật ăn thịt giật mình và có thể giúp chặn đứng được một cuộc tập kích bất thình lình Những dấu chấm tròn ở các loài vật như ở bướm chống lại các loài động vật ăn thịt hiệu quả vì chúng là những nét riêng nổi bật, chứ không phải chúng bắt trước hình thù con mắt của chính kẻ thù của động vật ăn thịt.
Ở một số loại con mồi khi phát hiện ra kẻ thù thì có tập tính lẩn trốn, bỏ chạy hoặc tự vệ. Trong đa số trường hợp con mồi bị truy đuổi quá gần thì lập tức nó chuyển từ trạng thái trốn chạy sang tư thế tấn công, khi gặp kẻ thù thường biểu hiện tư thế dọa nạt, thú ăn thịt thì nhe nanh, dương vuốt, thú móng guốc thì dậm chân, thở phì phì. Một số loài thì xù lông, sửng cồ lên và dựng đứng người. Các loài khỉ thường có tập tính rung lắc cành cây, bẻ cành ném xuống thậm chí phóng uế vào mặt kẻ thù. Đôi khi là những phản ứng bất động như phản ứng tự vệ của con bọ que hoặc hành vi giả chết chờ kẻ thù bỏ đi. Một số sử dụng màu sắc để đe dọa (cảnh báo màu sắc). Những con thông minh hơn thì thè lưỡi và nằm bất động để giả chết.
Các phản ứng tập tính đều mang tính cách thích nghi, thích ứng nghĩa là làm cho cơ thể sinh vật tiếp tục tồn tại, các phản ứng này giúp con vật tránh xa các mối nguy hiểm hoặc giảm thiểu tối đa những sự đe dọa trước mắt nhờ sử dụng một loạt các phản ứng điều hòa. Chẳng hạn như thỏ bỏ chạy khi bị chó tấn công, nhím xù lông để tự vệ trước kẻ thù (phản ứng chiến hay chạy), hay có những loài chọn những cách tự vệ kì dị, như giả chết, cuộn tròn thân mình hay biến mình thành vũ khí khó nuốt. Để sinh tồn được trong thế giới tự nhiên đầy hiểm họa rình rập, một số động vật đã tự phát triển cơ chế phòng vệ quái dị như thằn lằn bắn máu từ mắt, ếch lông tự bẻ gãy xương sườn để biến thành gai hay kiến tự biến mình thành bom cảm tử để thổi bay kẻ thù, động vật còn có nhiều cách thức tự vệ khác như xù gai để de dọa kẻ thù như chuột gai, hoặc tiết ra chất keo dính chặt kẻ thù như loài ếch, hoặc một số loài sên tiết ra dịch nhầy làm đông cứng những cặp hàm của bầy kiến khi bị bâu lại tấn công.

## Chiến thuật

### Ngụy trang

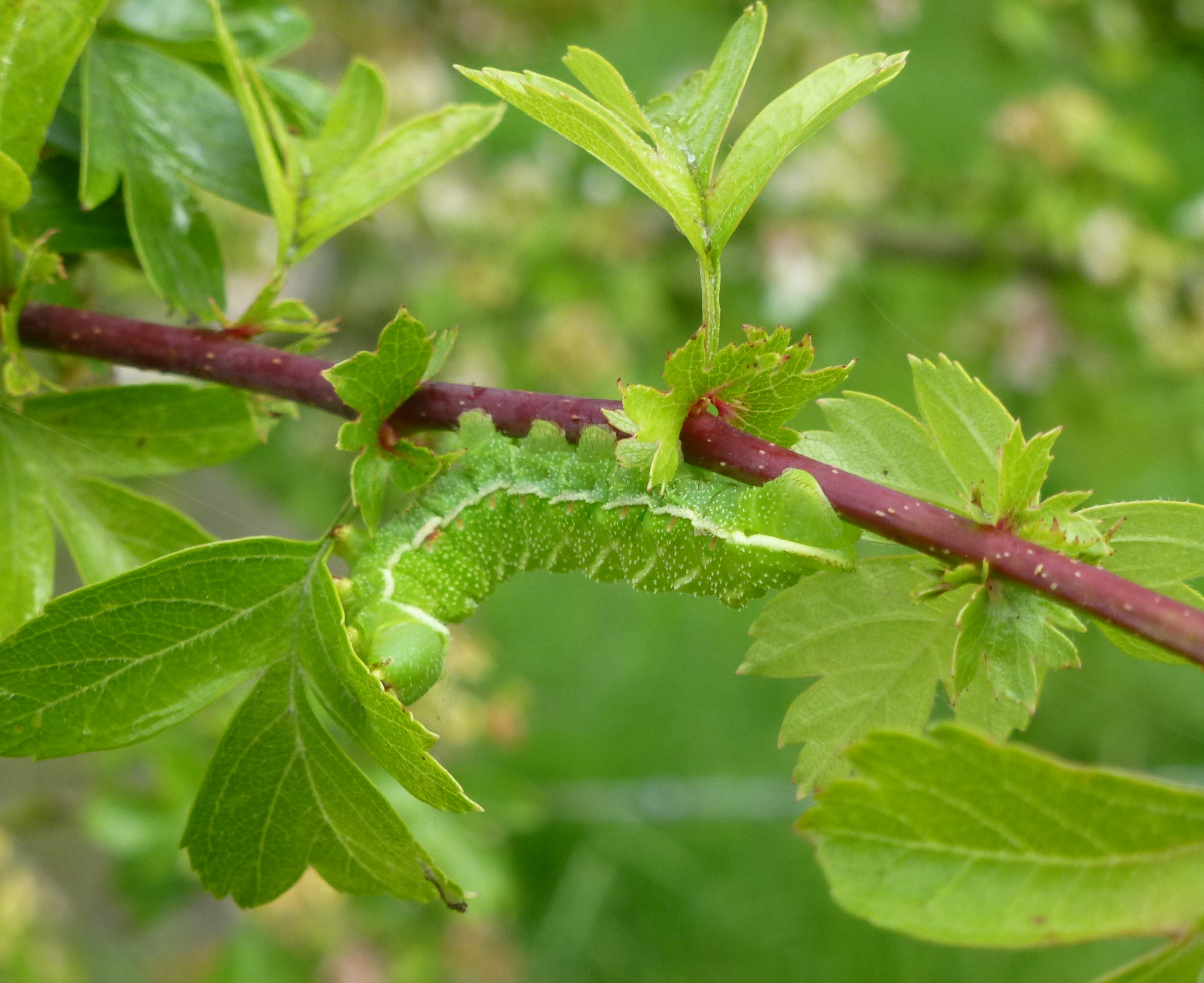
Một con sâu bướm đang ngụy trang thành một nhành cây

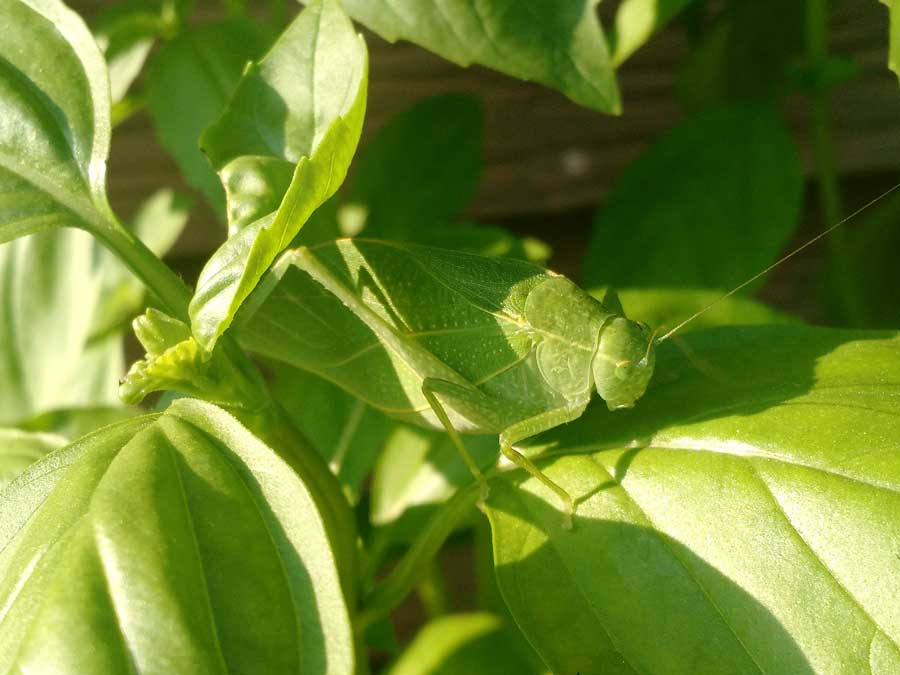
Bọ muỗm (bọ lá Katydid) đang ngụy trang

Sỏi
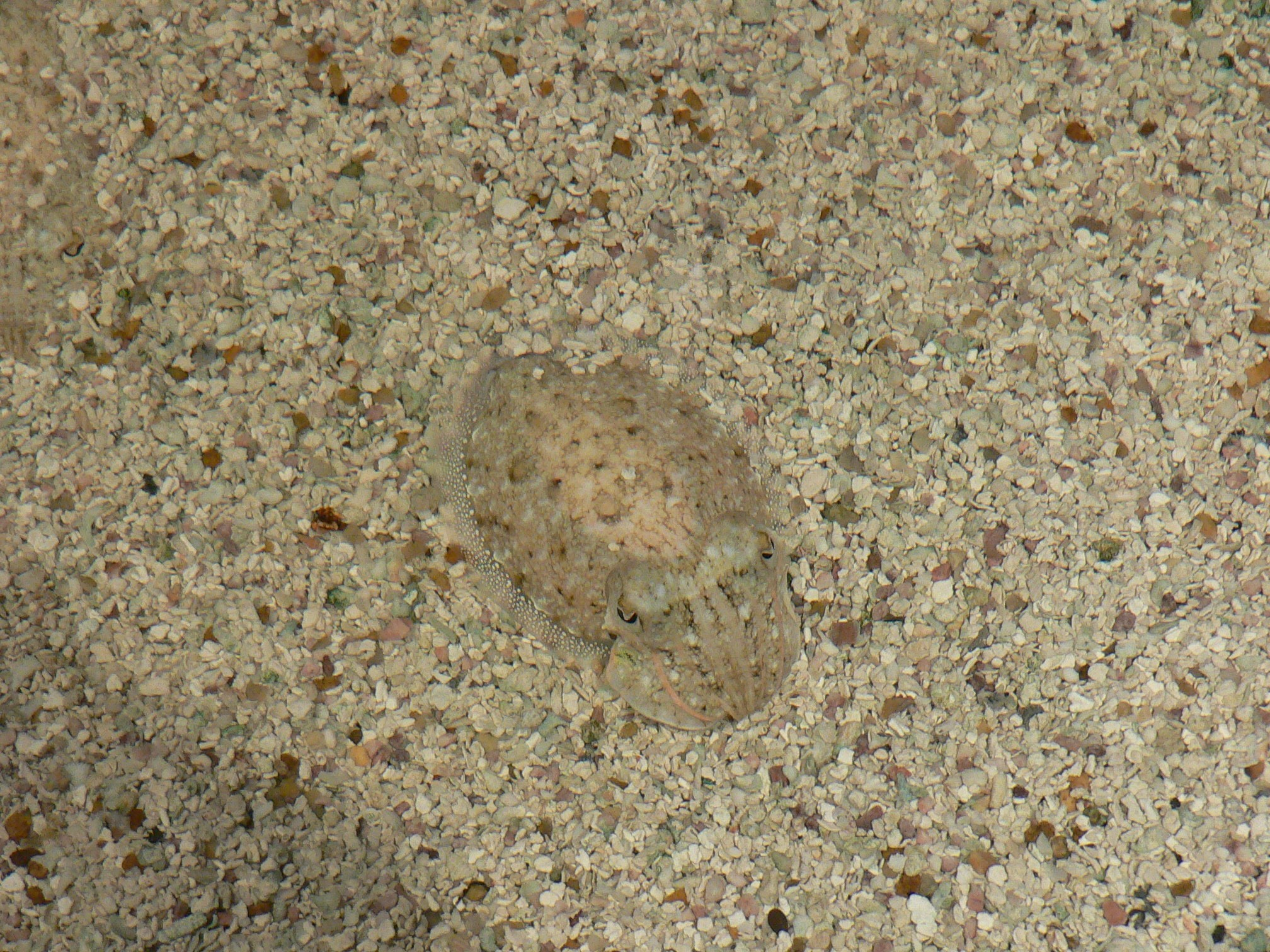
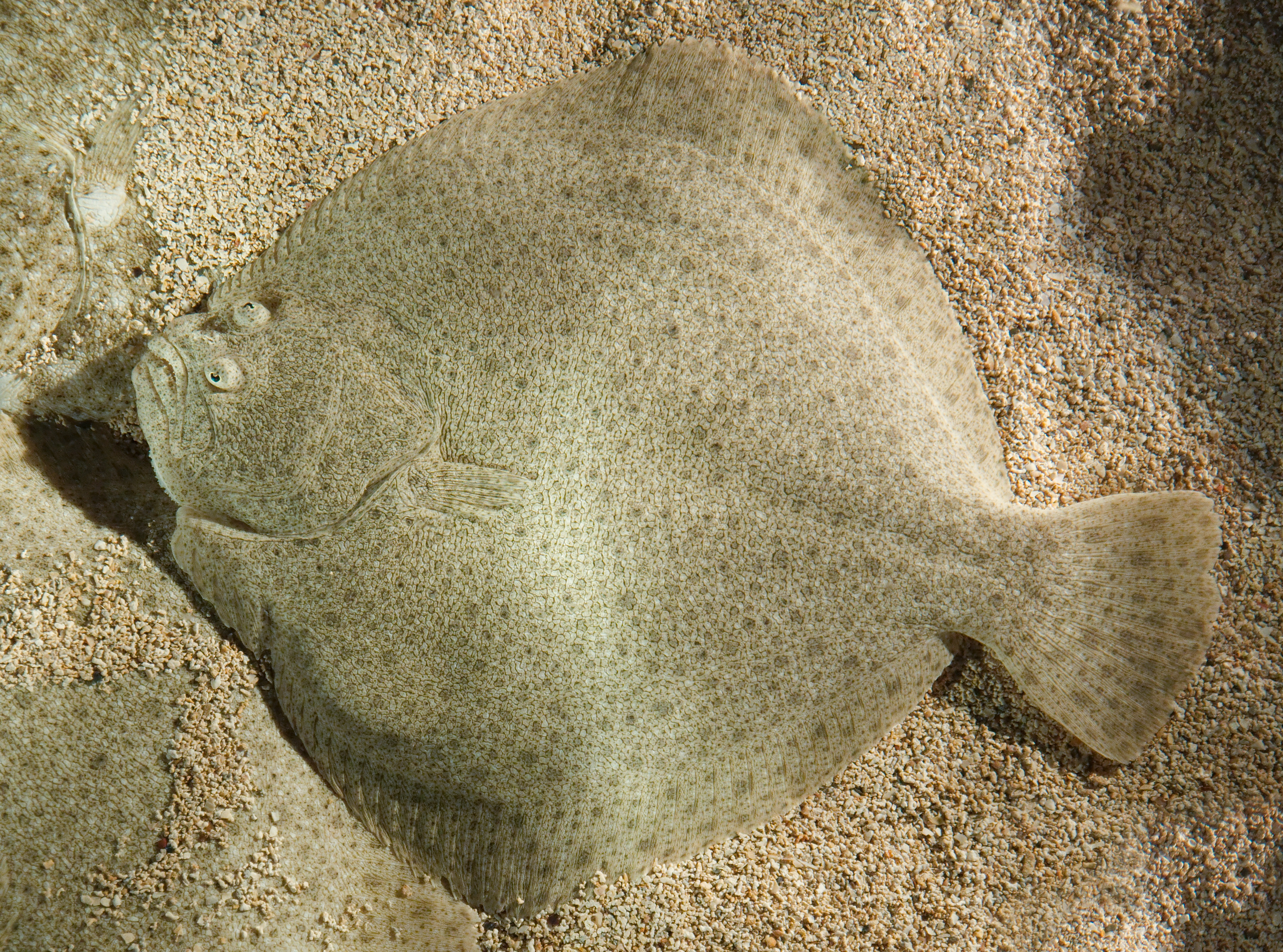
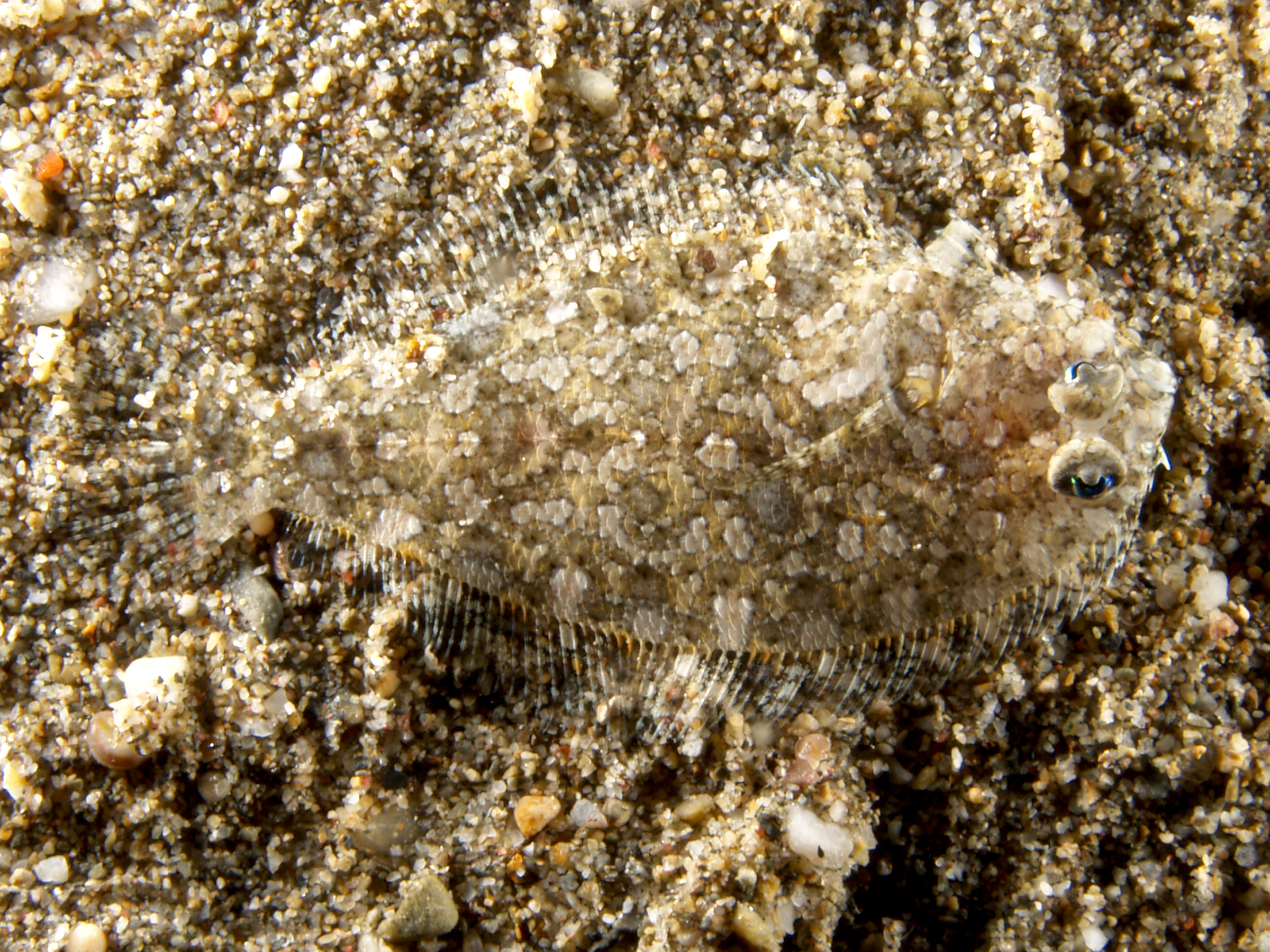
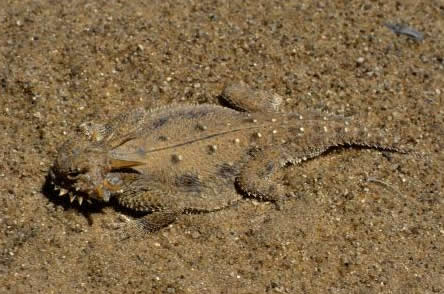
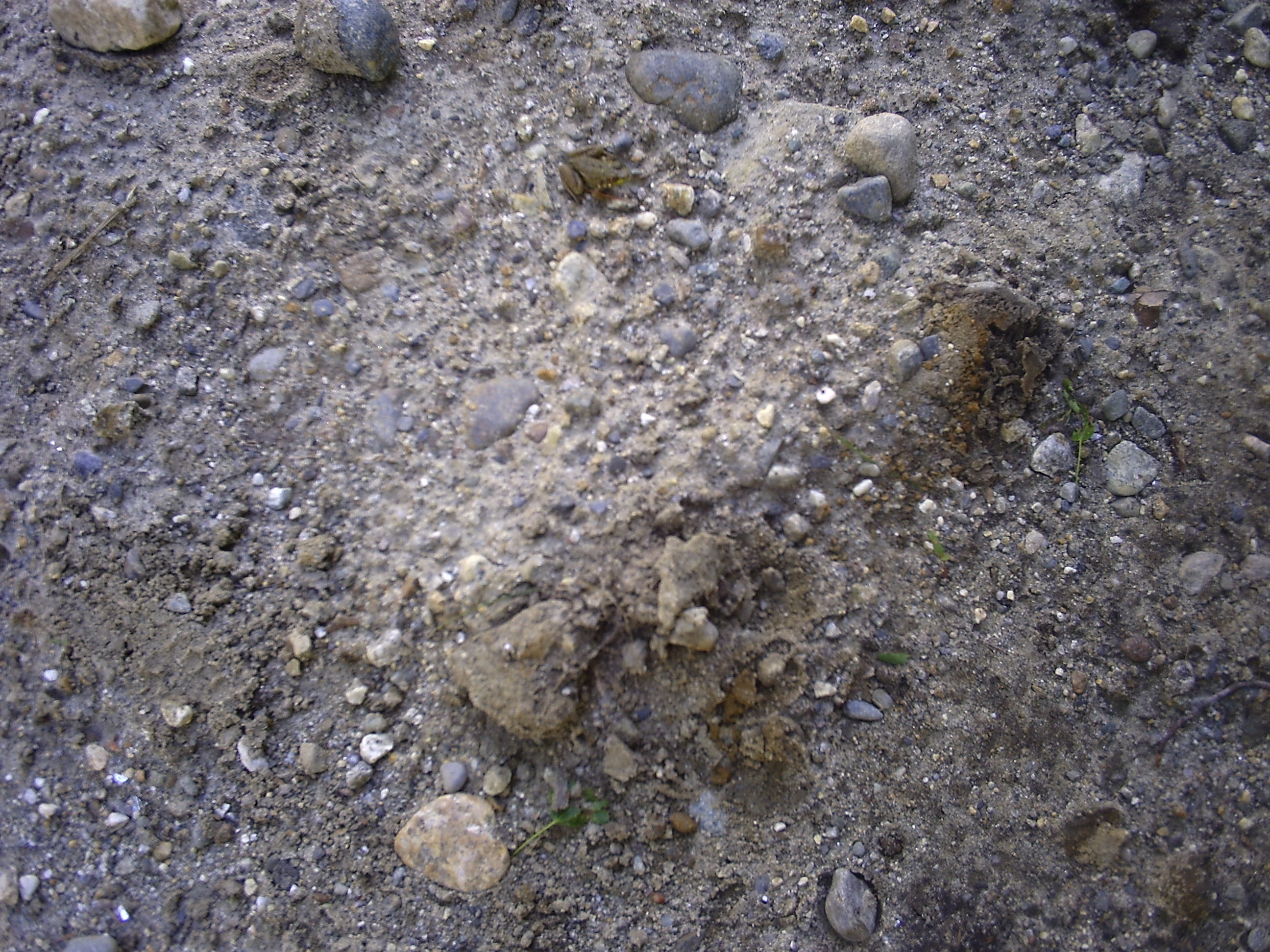

Lá
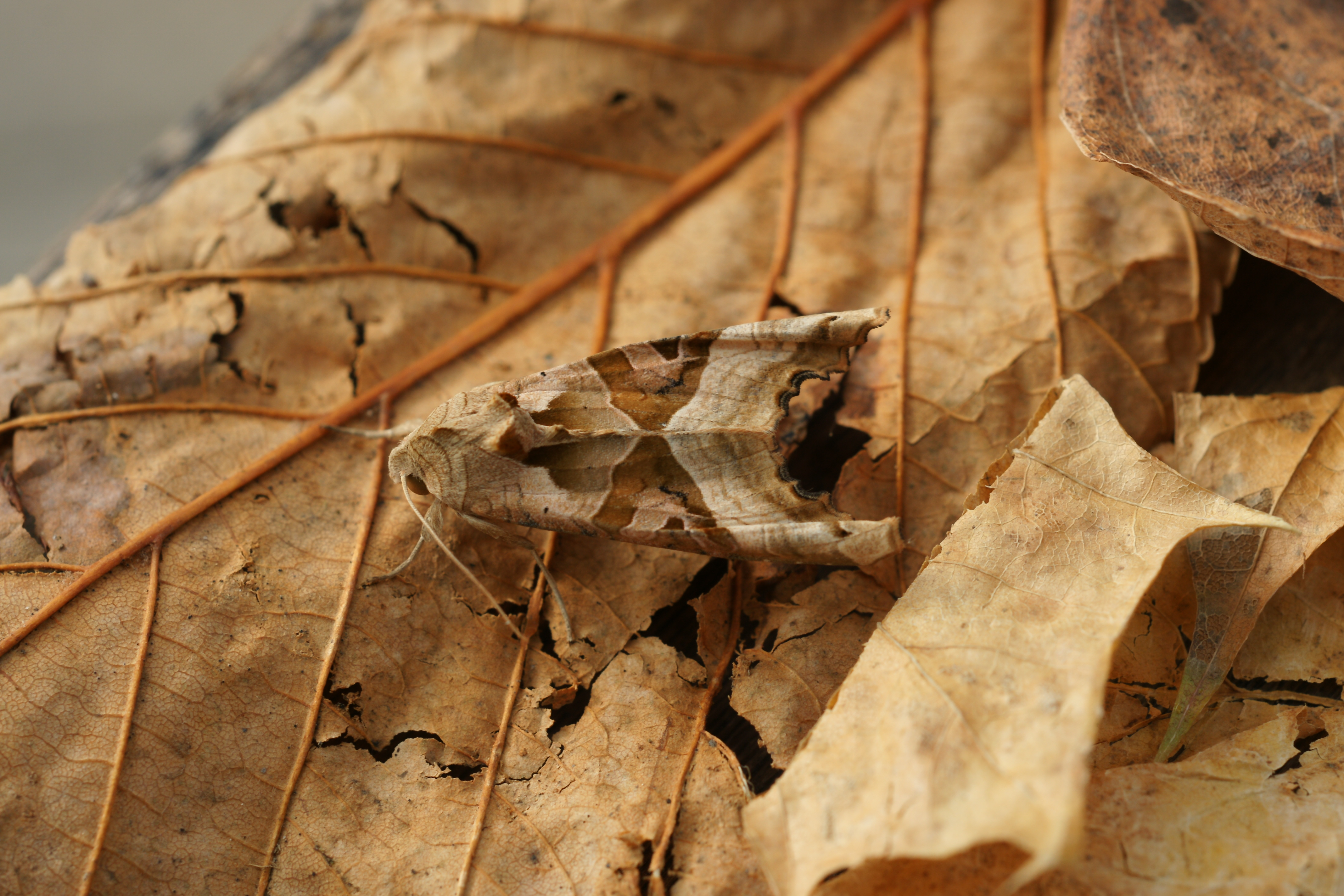
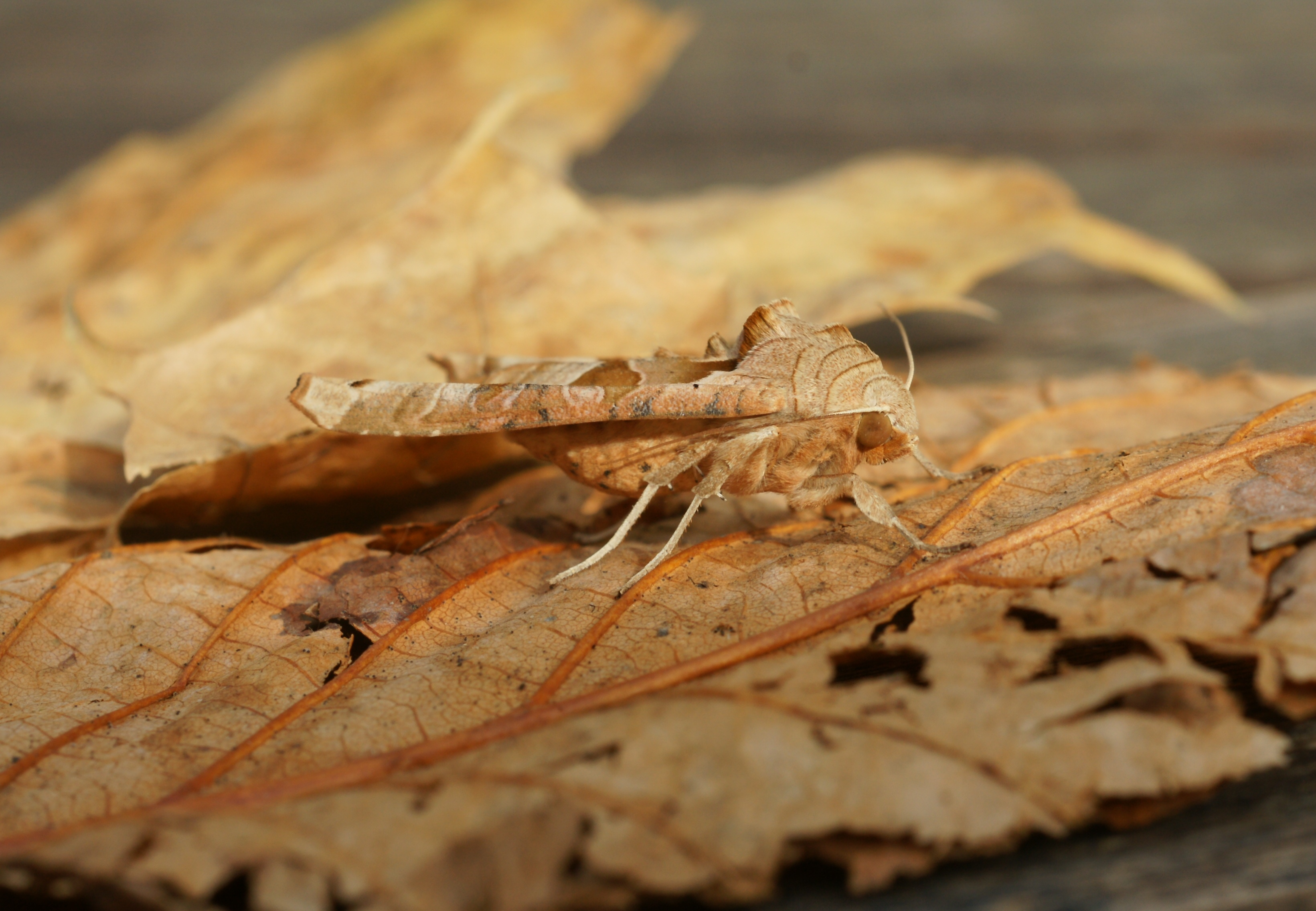
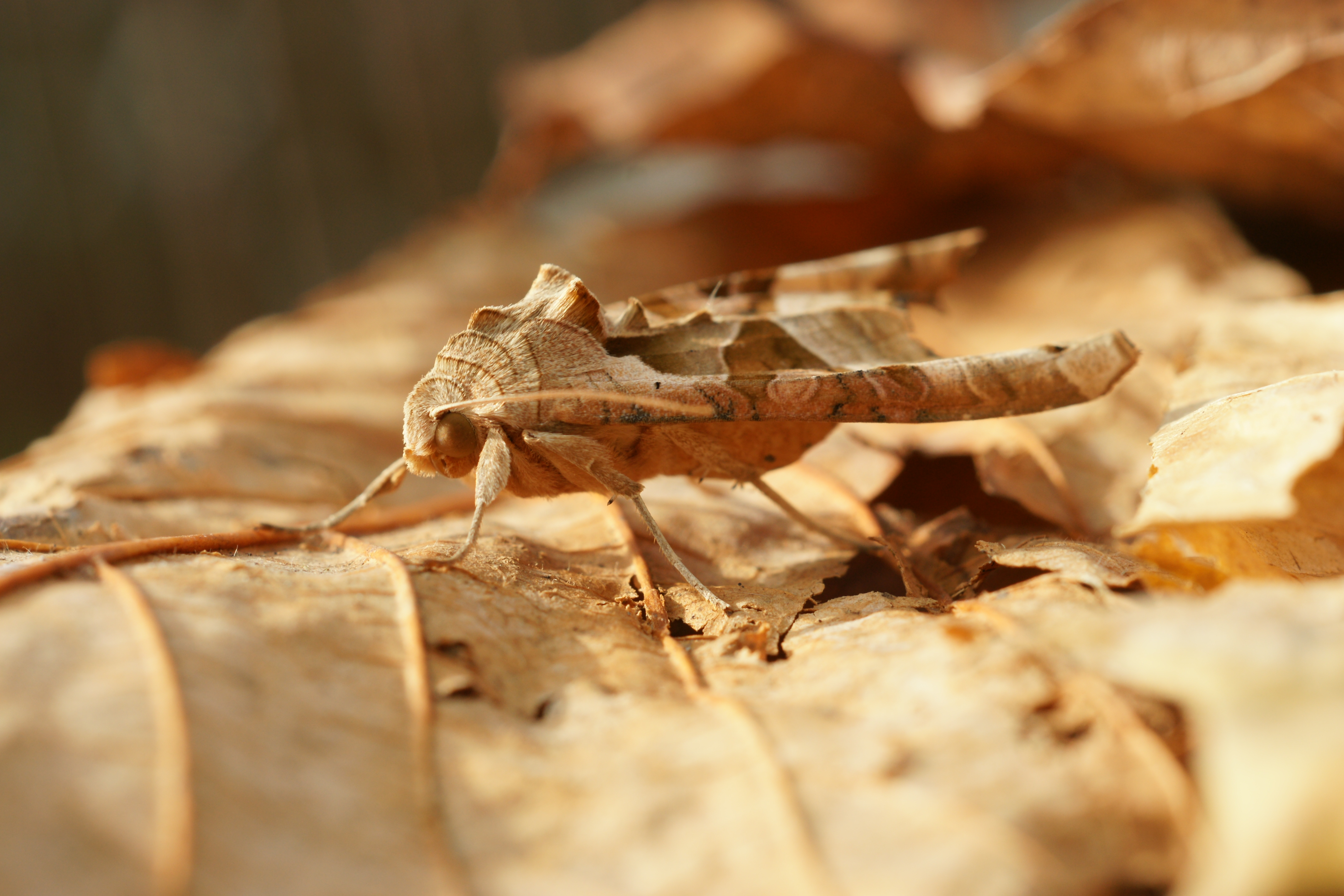
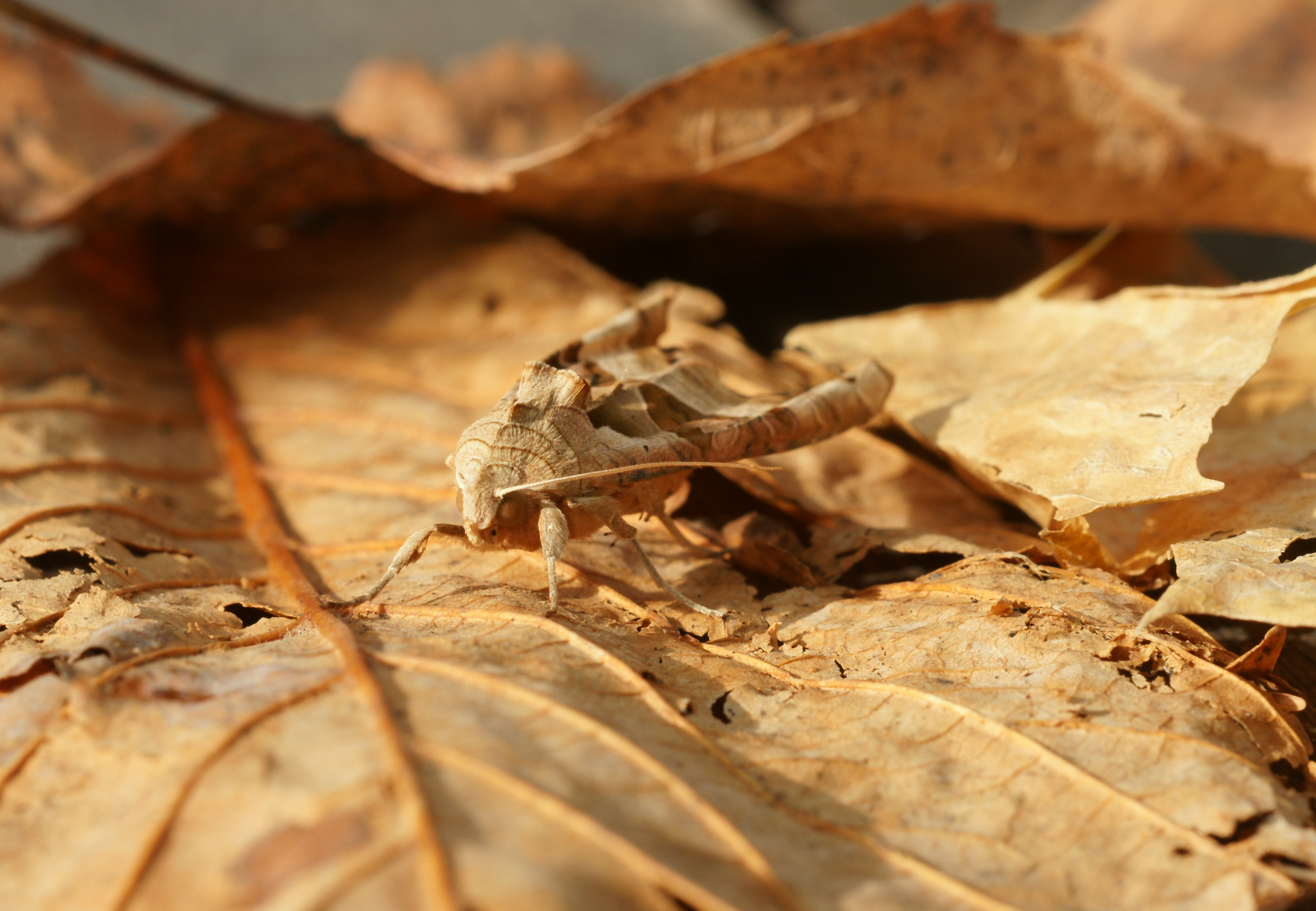
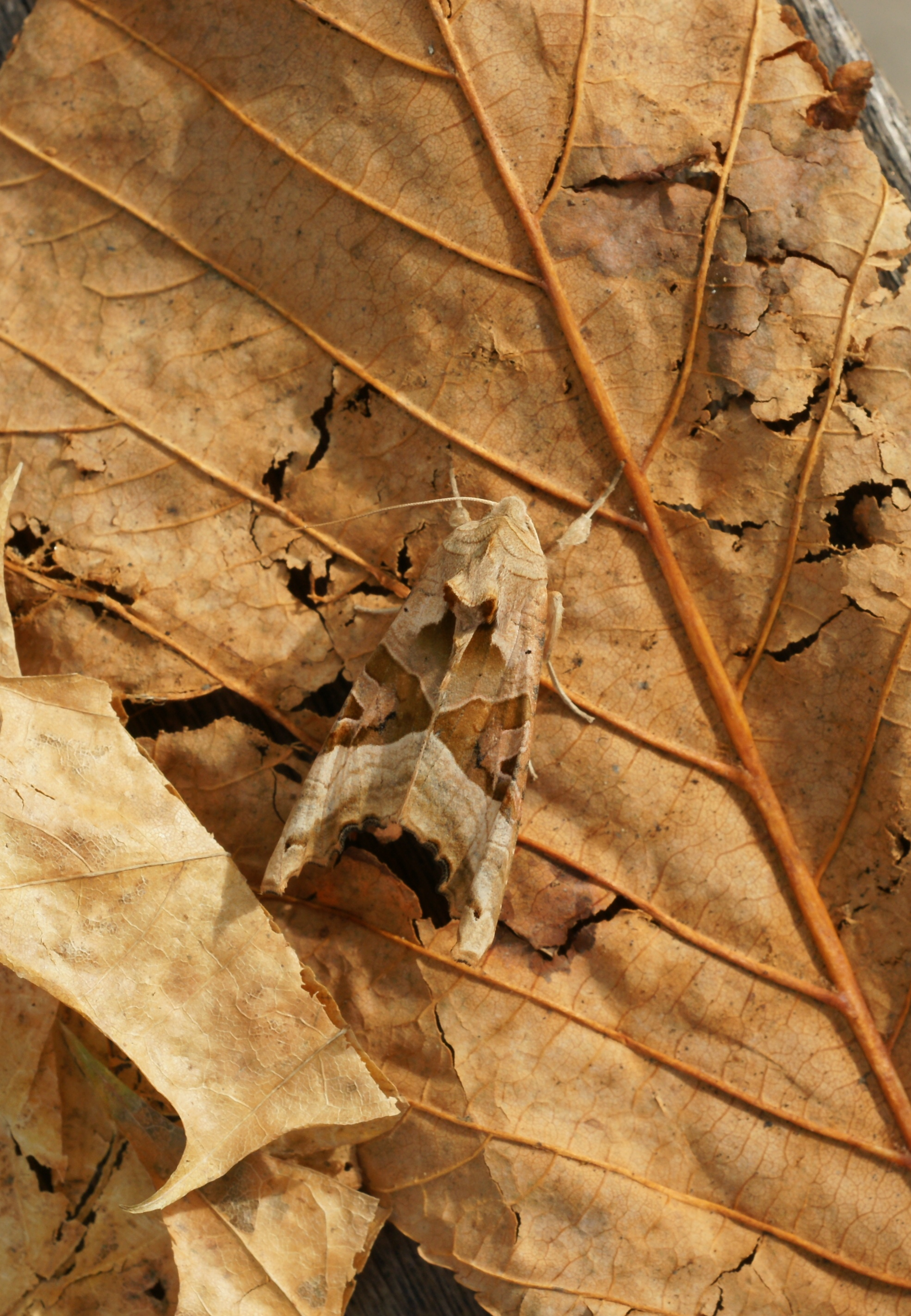
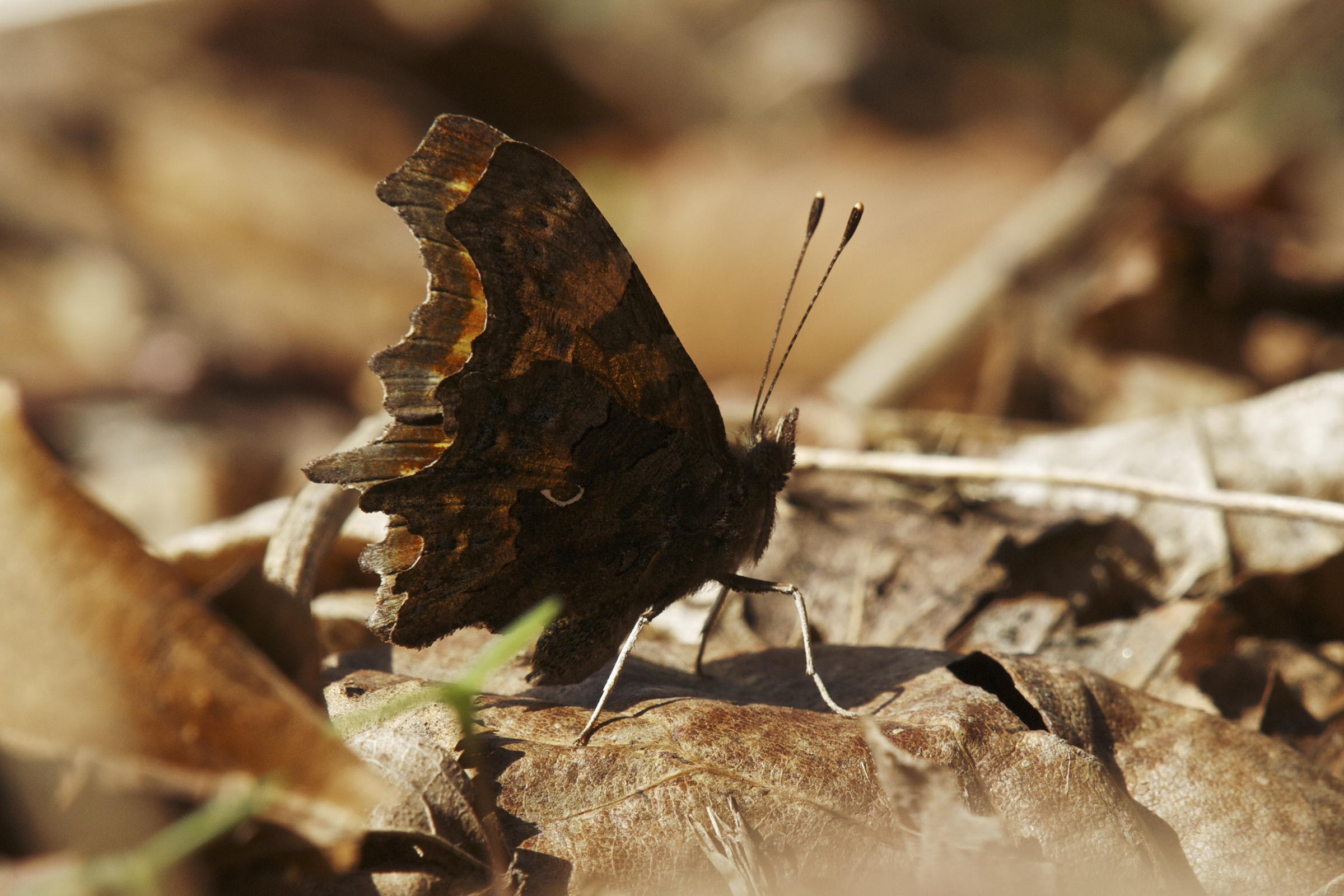
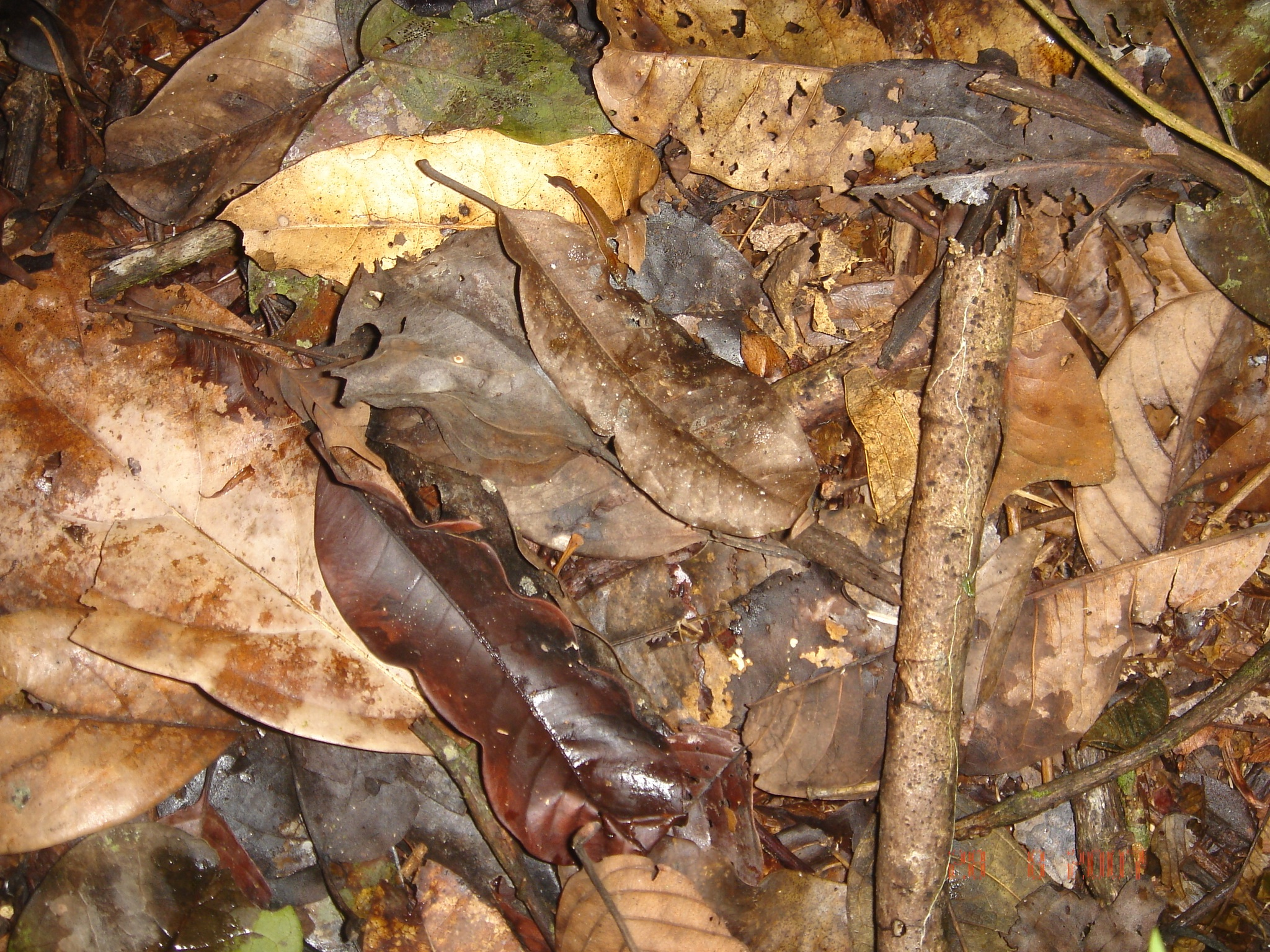
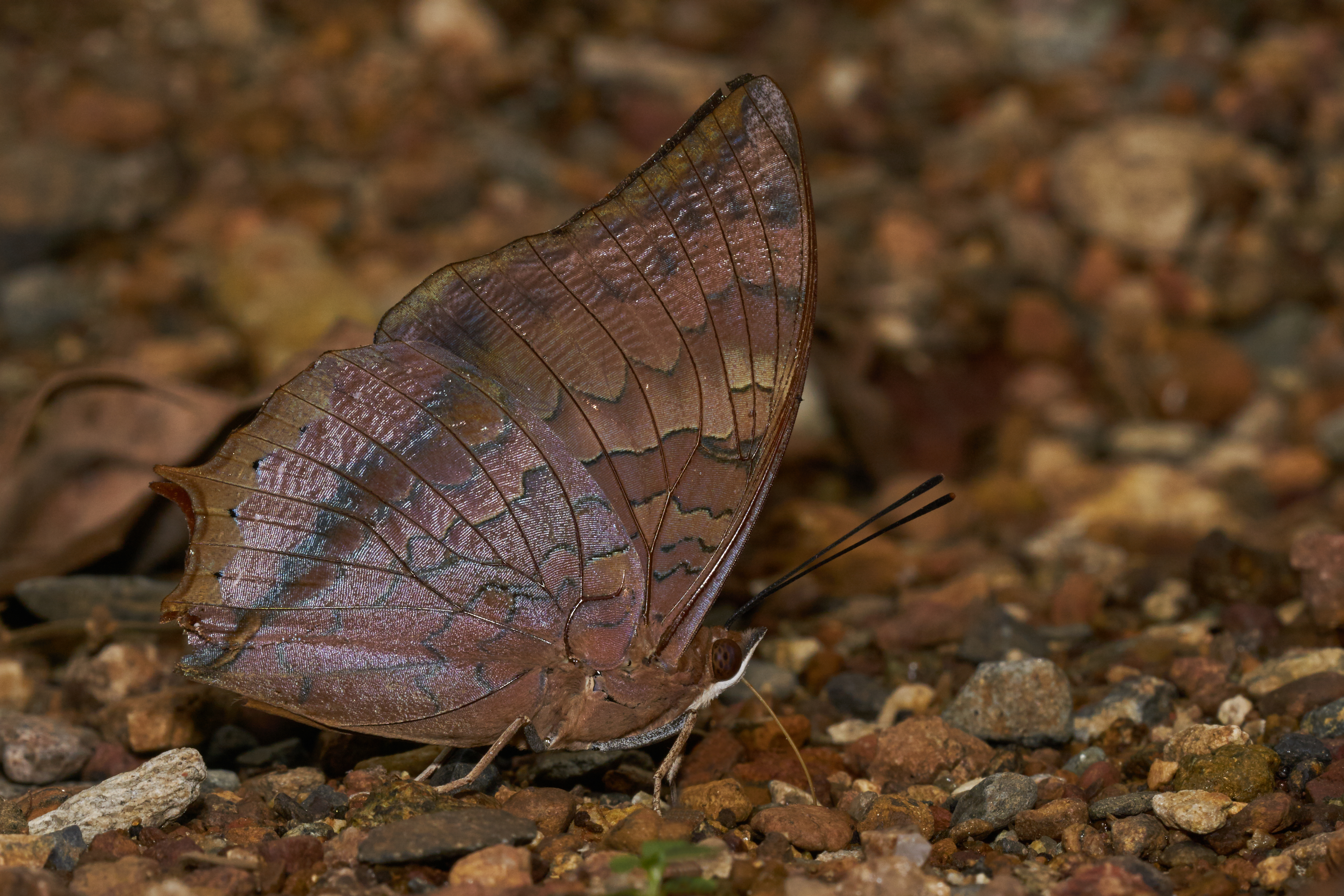
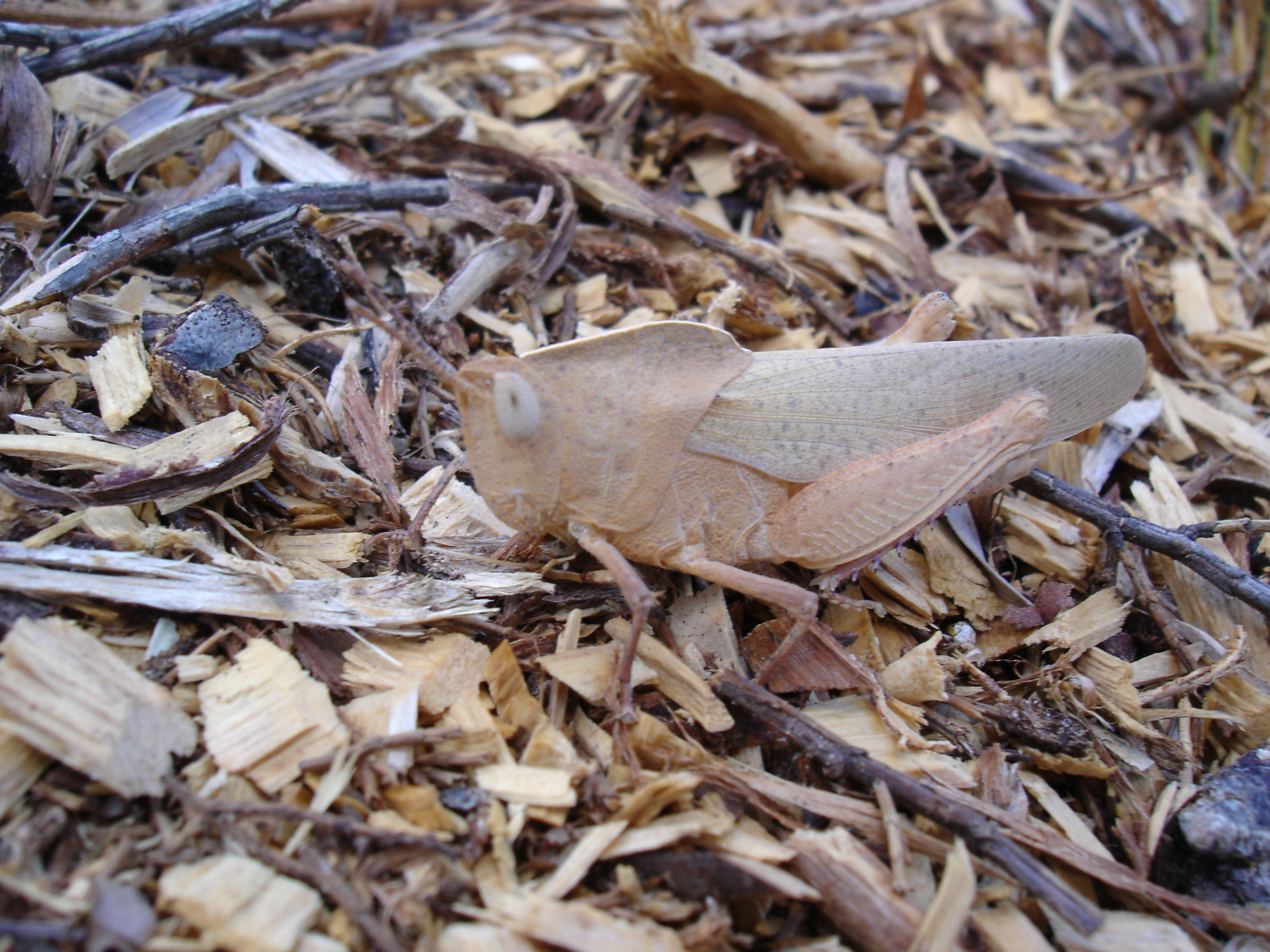
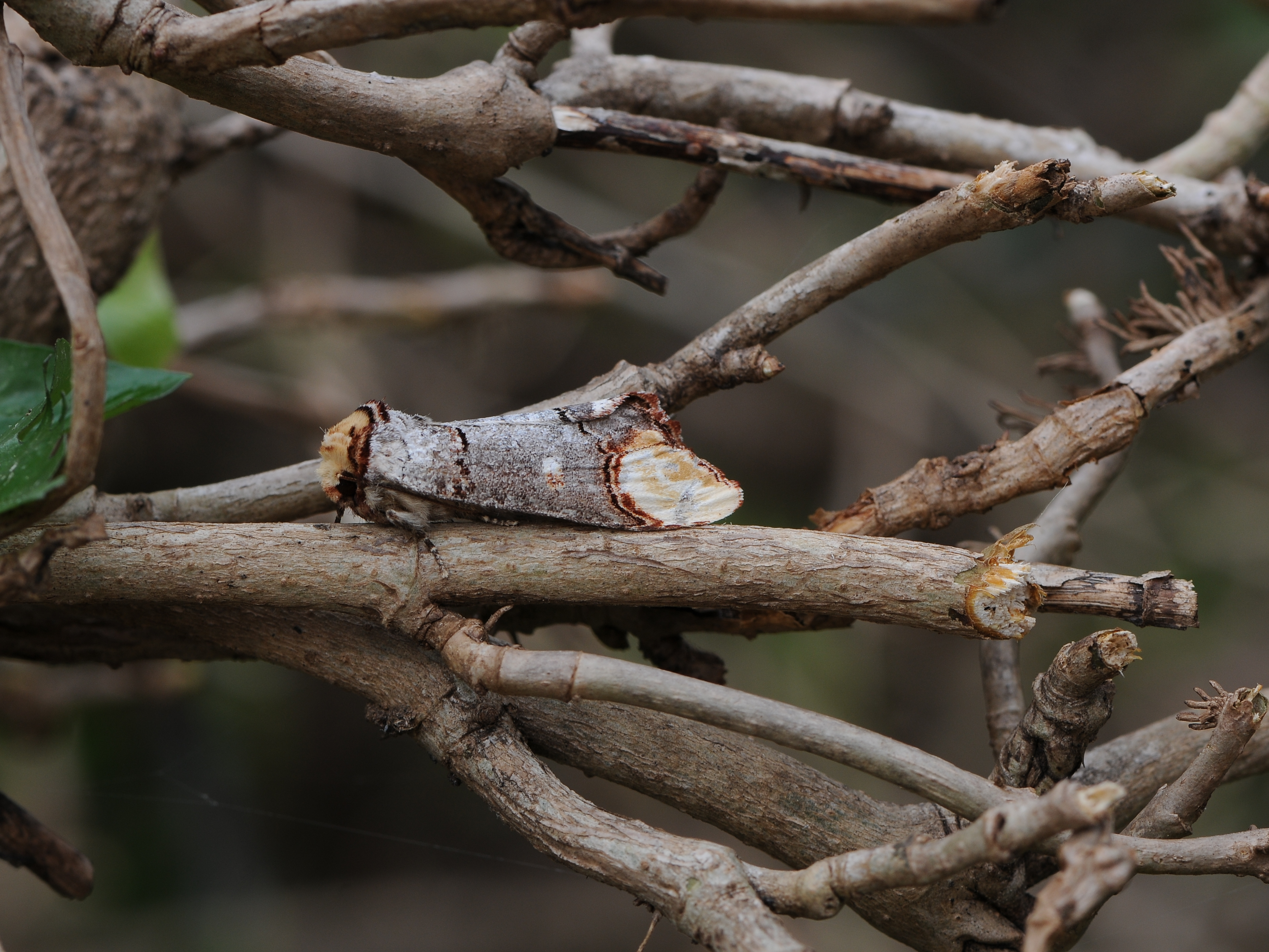
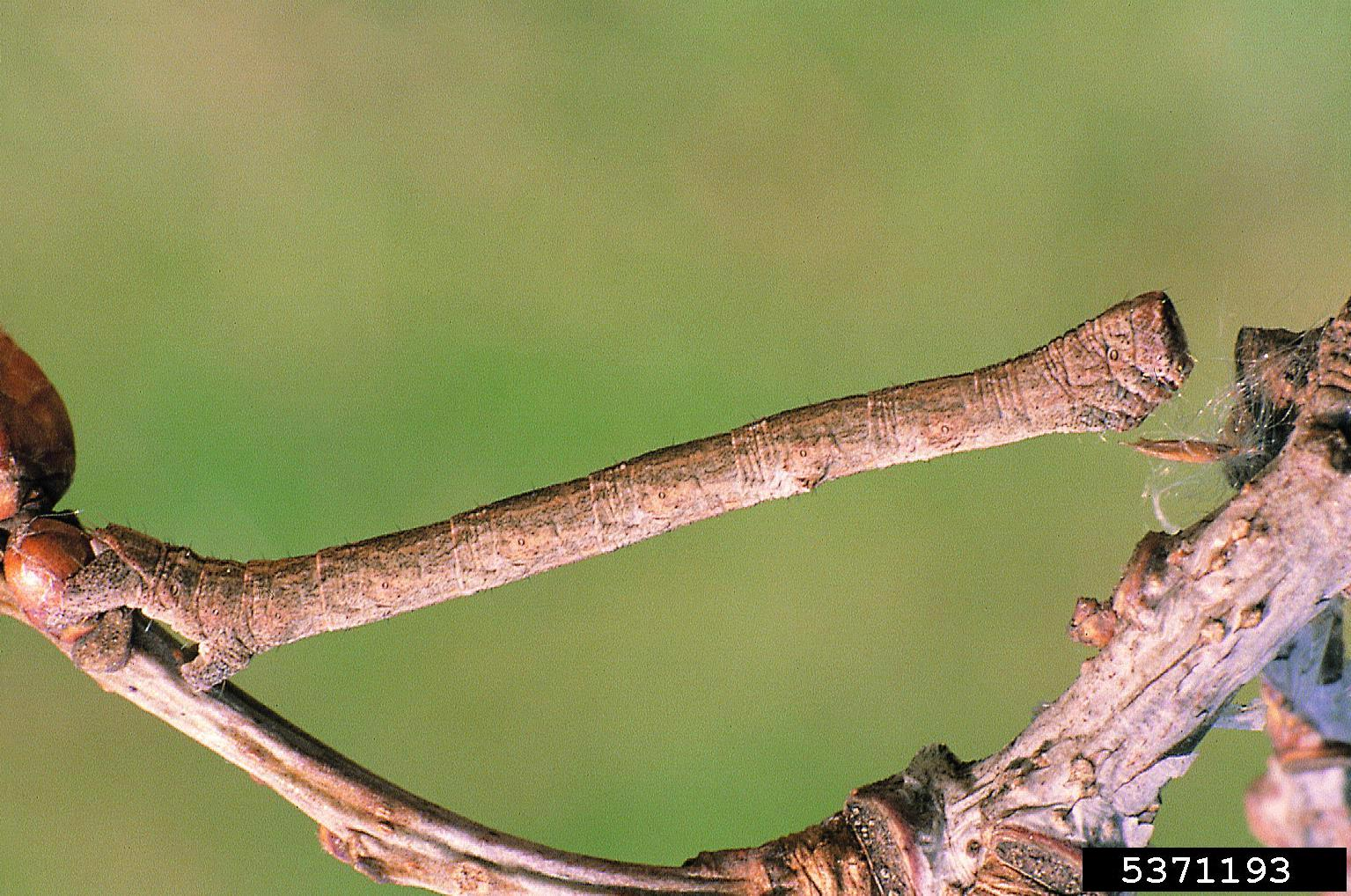
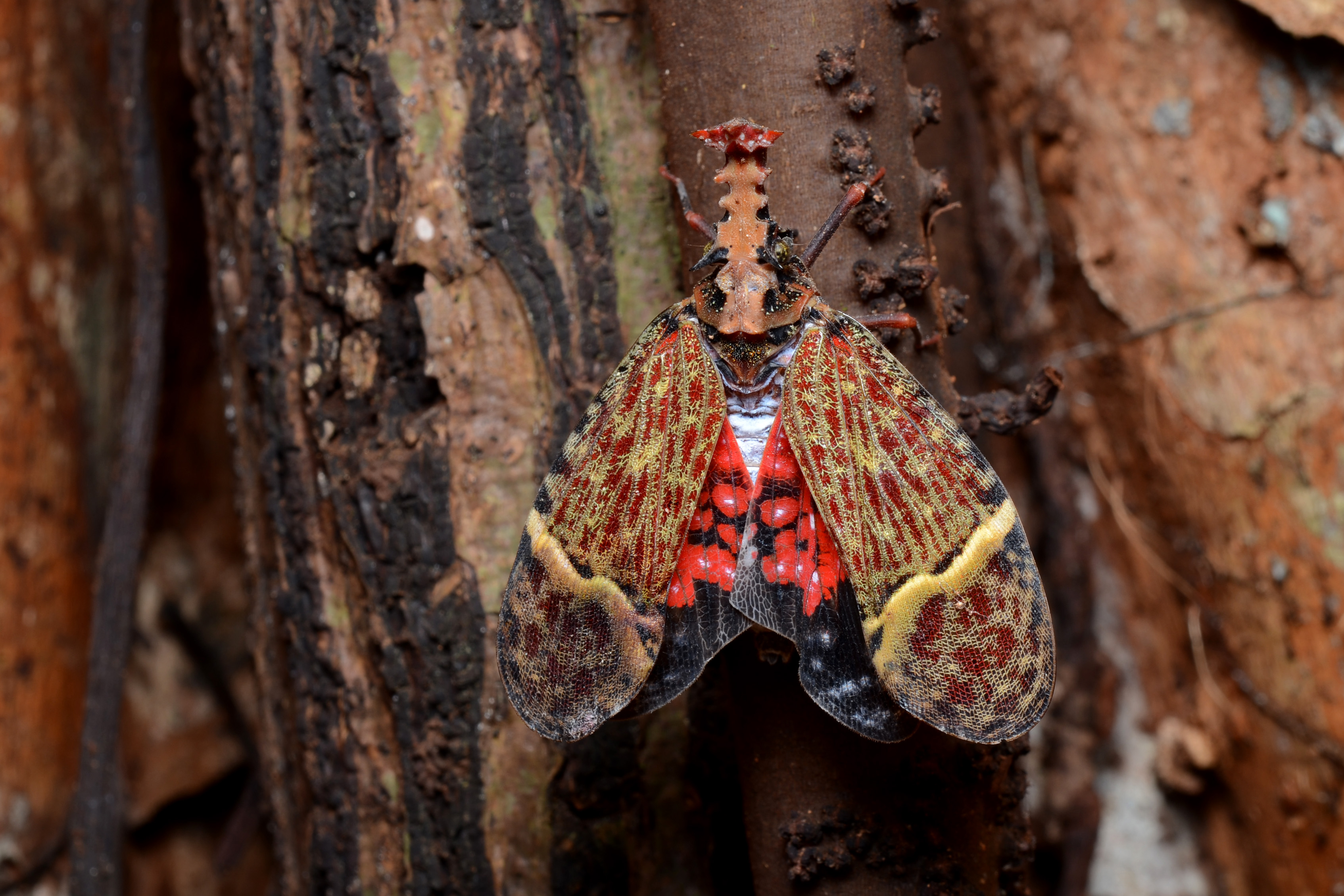

Ngụy trang tự nhiên là một trong những biện pháp phòng vệ của con mồi chống lại những kẻ săn mồi, đây là một trong những chiến lược phổ biến, những cách thức cụ thể gồm sử dụng màu sắc, hoa văn hay hòa trộn, mô phỏng. Trong tự nhiên, rất nhiều loài động vật sử dụng màu sắc cơ thể để ngụy trang tránh động vật săn mồi. Ở sinh vật còn có trường hợp thay đổi ngoại hình để nó trở nên lẫn vào môi trường xung quanh gọi là ngụy trang, trá hình. Đây là hành vi (tập tính) của sinh vật nhằm trốn tránh khỏi khả năng quan sát của đối tượng khác. Tập tính này có thể giúp sinh vật trốn tránh kẻ thù, ngụy trang cho phép một con vật trở nên bí ẩn (Crypsis). Luôn có sự tiến hóa liên tục trong khả năng phát hiện sự trá hình và tương tự năng lực ẩn trốn cũng biến đổi luôn luôn. Ở mỗi cặp động vật săn đuổi-trốn tránh, cấp độ tiến hóa trá hình và phát hiện khác nhau.
Có một số cách để làm điều này, một là động vật hòa mình vào môi trường xung quanh, cách khác là động vật biến hình thành thứ gì khác hấp dẫn hoặc có vẻ ngoài nguy hiểm. Một số động vật ẩn trốn làm giả chuyển động trong tự nhiên, ví dụ chiếc lá trong gió, điều này gọi là hành vi ẩn mình theo môi trường. Các động vật khác gắn liền hoặc lấy những vật liệu trong tự nhiên đắp lên thân mình để ẩn náu. Ngụy trang có thể là động vật hòa mình vào môi trường xung quanh thông qua sự biến đổi màu sắc động động. Sự thay đổi nhanh chóng của màu da, bộ lông là một trong những điều kỳ lạ có thể thấy ở vương quốc động vật, nhiều loài động vật tự biến đổi màu sắc và hình dạng của mình trông giống y như một chiếc lá, một khúc cây hay một khối rong biển để ngụy trang và trốn tránh kẻ thù. Ngụy trang không chỉ là sự thay đổi màu sắc tạm thời của những con vật khi muốn lẩn trốn hiểm nguy mà chính là sự biến đổi lâu dài về hệ gen của chúng trong quá trình đấu tranh sinh tồn để sao cho phù hợp với môi trường sống xung quanh.
Sự thay đổi nhanh chóng của màu da là đặc biệt nổi bật nhất của tắc kè hoa, tắc kè hoa hoàn toàn có thể pha trộn với môi trường xung quanh bằng cách ngụy trang màu sắc của chúng. Việc thay đổi màu da của tắc kè hoa lại gây ra bởi sự thay đổi tâm trạng, nhiệt độ và cường độ của ánh sáng xung quanh. Một số loài tắc kè hoa có thể biến thành bất kỳ màu sắc nào. Nó là kết quả trong việc thay đổi màu sắc của da. Sự thay đổi này sẽ xảy ra chỉ trong vòng 16-20 giây. Nó cũng cho phép chúng hoàn toàn hòa nhập với môi trường xung quanh. Loài thằn lằn quỷ gai cũng có khả năng biến đổi màu sắc trên cơ thể. Trong thời tiết ấm áp, những con thằn lằn thường có màu vàng nhạt và đỏ, nhưng nó có thể nhanh chóng thay đổi màu sắc tối hơn trong thời tiết lạnh hoặc khi gặp kẻ thù. Chúng trải qua sự thay đổi màu sắc này hàng ngày.
Loài cóc sống trong các khu rừng nhiệt đới ở Panama có hình dạng giống như những chiếc lá khô đã ngả màu vàng. Vì sống trong các khu rừng nhiệt đới, nơi dễ bị tấn công và trở thành con mồi của những loài động vật to lớn khác, nên đặc điểm này giúp chúng ẩn mình vào những đám lá và tránh được sự tìm kiếm của kẻ thù. Loài côn trùng lá ở Malaysia có vẻ bề ngoài rất giống một loài thực vật, với phần thân có màu sắc và hình dáng của một chiếc lá. Nhờ vào lợi thế này, chúng có thể đánh lừa thị giác của những kẻ săn mồi một cách dễ dàng. Để tránh sự tấn công của chim, thằn lằn hoặc những loài động vật săn mồi khác, sâu bọ nhảy có thể khiến kẻ thù giật mình bằng cách xoay người, làm lộ hai đốm đỏ, gây nhầm lẫn với đôi mắt của các loài động vật lớn hơn. Khi quay người vào trong, đôi cánh của con bọ sẽ có màu trùng với màu sắc của vỏ cây.

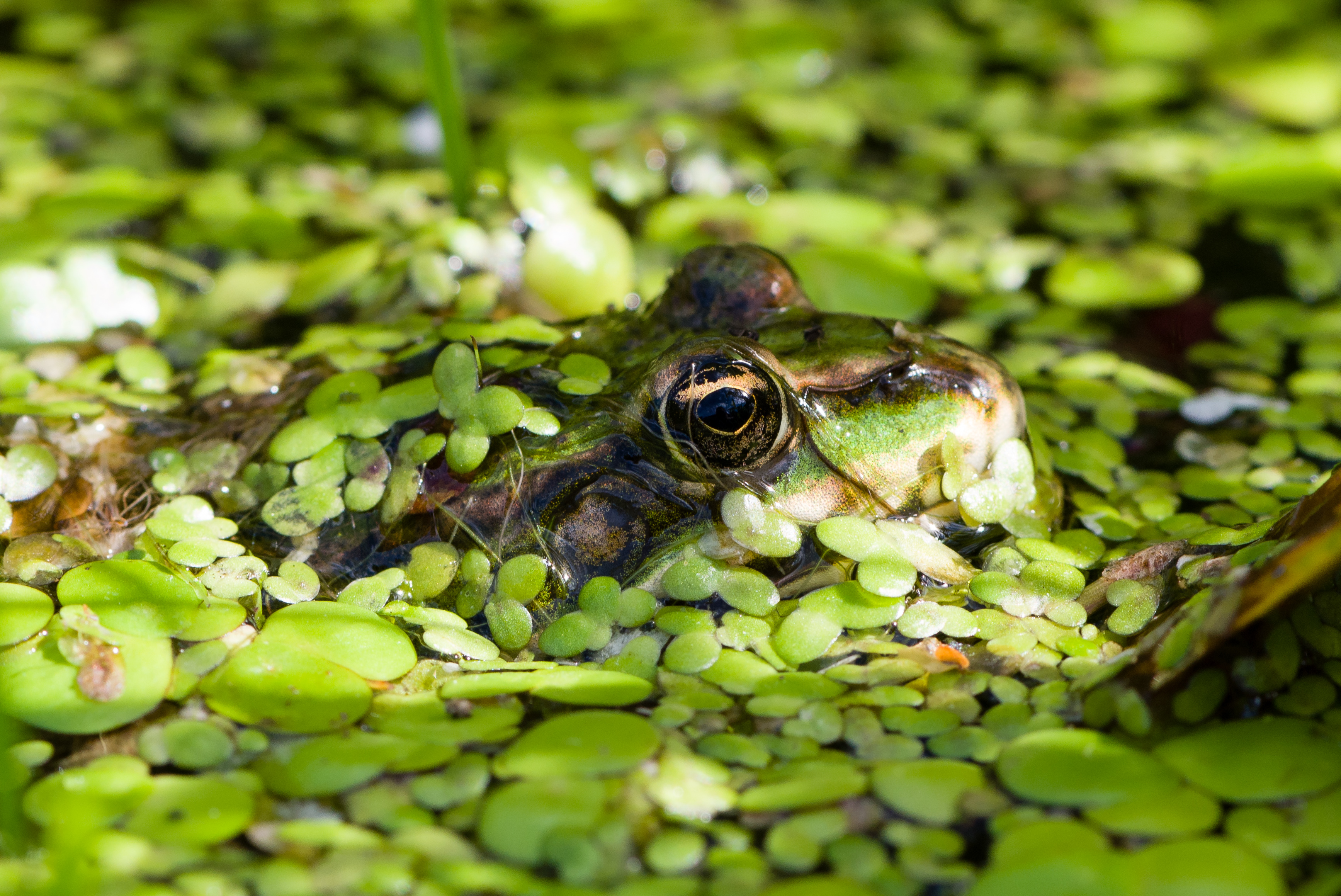
Một con ếch đang ngụy trang

Cách ngụy trang của một loài côn trùng thuộc họ muỗm được gọi là katydid, sống ở rừng nhiệt đới của Panama, là bám vào những cây địa y có màu sắc tương tự như màu da của chúng. Vào ban ngày, loài côn trùng này nằm im bất động trên các thân cây. Chúng thường đi kiếm ăn vào ban đêm. Một loài côn trùng tận dụng màu sắc bắt mắt và dễ bị lẫn với các bông hoa lạc tiên để ẩn mình khi gặp nguy hiểm. Khả năng ngụy trang giúp chúng đánh lạc hướng kẻ thù khá hiệu quả. Một loài muỗm khác có bộ chân buông dài giống như những nhánh cây con. Để lẩn trốn, loài này thường bám vào các thân cây mảnh có nhiều nhánh cây nhỏ. Tuy nhiên, cách ngụy trang này đôi khi vẫn bị một số loài động vật như khỉ, chim, thằn lằn, ếch, rắn, phát hiện.
Bướm đêm ngụy trang thành hình lá màu cam để lẫn vào những chiếc lá thu hay san hô xung quanh các đảo ở Indonesia là nơi lý tưởng để cá ngựa nhỏ ngụy trang, trong khi san hô cũng là nơi để loài cá bọ cạp tránh kẻ thù. Cá chìa vôi tận dụng thân hình có màu giống tảo để đánh lừa con mồi tại Eo biển Manche, ngoài ra, trên sống lưng cá có một cái vây dài cứng thon nhọn y hệt cái chìa vôi, chiếc vây này chính là vũ khi tự vệ của cá. Con ếch nâu gần như không bị phát hiện khi nó hòa lẫn với môi trường xung quanh ở Tây Australia, Ếch cây châu Á ngụy trang hoàn hảo thành màu lá trong khu bảo tồn Thung lũng Danum, Borneo, Malaysia. Màu sắc bí ẩn và hình dáng giống như một chiếc lá sẽ bảo vệ loài bướm nhiệt đới Geometridae khỏi nguy cơ bị tấn công. Trong khi vỏ cây giúp bảo vệ một con bướm trắng đốm đen ở Cornwal, Anh.
Đậu trên cây trong rừng ở Tây Malaysia, những con côn trùng lá không lổ rất khó bị phát hiện. Sao biển nằm lẫn với san hô mềm tại vùng biển quanh Papua New Guinea. Đáy biển ở ngoài khơi Tobago là nơi lý tưởng để cá bơn đuôi công lẩn tránh kẻ thù và săn mồi hay Một con cá bọ cáp ngụy trang dưới đáy biển ở Thái Bình Dương. Cú xám lớn lẫn với màu vỏ cây trong rừng. Cỏ dài trên các thảo nguyên ở châu Phi cho phép loài linh dương Kudu dễ dàng lẩn tránh kẻ thù. Lớp lông trắng muốt của thỏ Bắc cực giúp nó gần như không bị kẻ thù phát hiện trên tuyết ở Canada. Một số loài cua vẫn biết cách tự vệ bằng cách ngụy trang độc đáo của mình. Cua nhặt những mảnh vỏ sò, san hô, đá sỏi dưới đáy biển để phủ lên lưng của mình. Nhờ vậy, các loài động vật săn mồi không thể phát hiện ra con cua đang ẩn nấp sau vỏ sò, san hô.

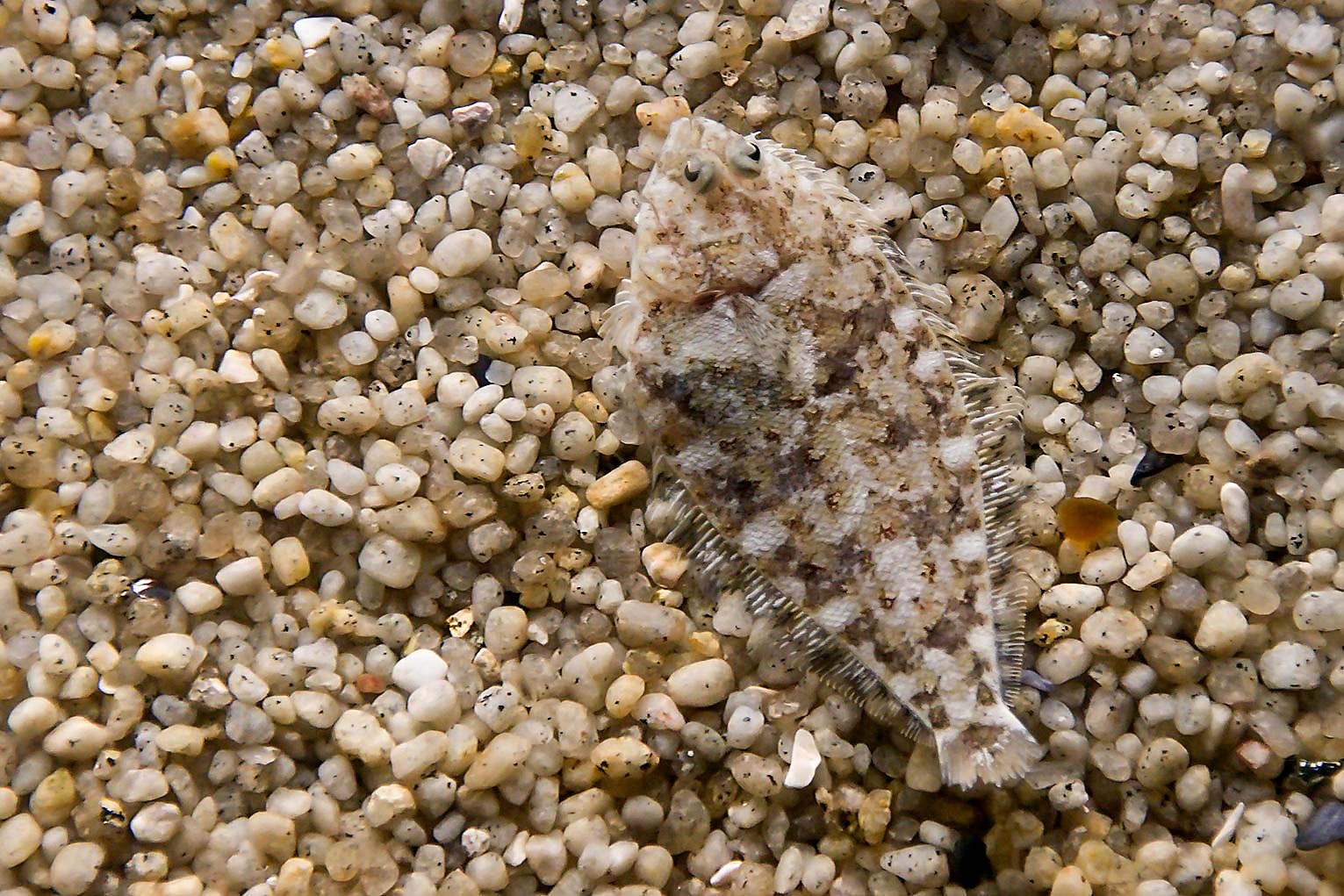
Một con cá bơn đang ngụy trang, lẫn vào môi trường đáy nước đầy cát sạn

Cá bơn có thể dễ dàng thay đổi màu sắc cơ thể phụ thuộc vào môi trường sống, thường được tìm thấy ở dạng màu nâu với những mảng khác nhau. Nó sẽ thay đổi khi họ di chuyển đến một môi trường sống mới, các con cá bơn có thể pha trộn với bất kỳ môi trường sống mới chỉ trong 5-8 giây. Khi một con cá bơn ở trong một môi trường sống mới, cơ thể của chúng sẽ sử dụng ánh sáng nhận được thông qua võng mạc để phát hiện màu sắc của bề mặt. Sau đó, cơ thể sẽ giải phóng các chất màu khác nhau để các tế bào trở thành màu sắc của môi trường sống mới. Chim Potoo vào ban ngày hoàn toàn không di chuyển, chỉ đứng yên như tượng, nhắm mắt lại và ẩn nấp dưới những cành cây, bộ lông màu nâu đặc trưng cũng giúp chúng ngụy trang, tránh nguy hiểm.
Những con ếch cây Thái Bình Dương có đa dạng về màu sắc của da. Chúng tìm thấy với các màu sắc khác nhau như nâu, đỏ và xanh lá cây. Ngoài ra, ếch cây Thái Bình Dương cũng có thể thay đổi màu sắc của chúng theo môi trường xung quanh. Sự thay đổi của màu sắc này sẽ xảy ra trong một vài phút, nó trở nên khó khăn để phát hiện những con ếch cây Thái Bình Dương bởi những kẻ săn mồi như rắn và chim. Bọ lá lẫn với môi trường xung quanh, hay con thằn lằn Anolis caroliensis với khả năng đổi màu da giống hệt môi trường xung quanh gần như trở thành phần phần của cành cây. Ốc sên xanh lục ngụy trang rất tốt trên một chiếc lá lớn ở rừng mưa. Mực nang ngụy trang còn có thể đánh lừa cả đồng loại, Gấu trúc lớn (Ailuropoda melanoleuca) có lông màu đen và màu trắng đặc trưng giúp chúng ngụy trang trong môi trường sống và giao tiếp với nhau, phần lông màu đen giúp chúng ẩn mình trong bóng râm.
Bọ ngũ cốc (Cereal leaf beetle) tự vệ bằng cách bao phủ thân thể bằng chính phân của mình, đó là những gì bọ ngũ cốc làm để tồn tại trong môi trường tự nhiên khắc nghiệt với nhiều kẻ bắt sâu. Bọ ngũ cốc có một vẻ ngoài rất bắt mắt nhờ đôi cánh óng ả và phần thân màu đỏ cam. Chúng là loài côn trùng rất có hại cho nền nông nghiệp, bọ ngũ cốc còn nổi danh trong giới côn trùng học nhờ phương thức tự vệ rất mất vệ sinh. Trong thời gian còn là ấu trùng, loài bọ này phủ lên mình một chất dẻo với thành phần chủ yếu là phân của chúng. Nguyên do là do ấu trùng của bọ ngũ cốc có màu vàng trắng, trông ấn tượng không kém cá thể trưởng thành, việc tạo nên lớp khiên này có thể giúp chúng che lấp đi màu sắc nổi bật của bản thân khỏi sự chú ý của những kẻ săn mồi trong tự nhiên.
Việc ngụy trang không chỉ có ở các loài động vật bị săn đuổi mà ngay cả với những động vật săn mồi chúng cũng dùng phương pháp này, nhất là những loài săn mồi mai phục. Ngụy trang như những đường vằn trên lưng con hổ giúp nó lẫn vào trong môi trường để dễ dàng săn mồi hơn, điển hình nhất là những con hổ Sumatra. Những con cáo Bắc Cực có bộ lông trắng trong suốt mùa đông, nó cho phép chúng ngụy trang với tuyết của đài nguyên Bắc Cực, do đó các loài cáo Bắc cực có thể bắt các con mồi như thỏ rừng tuyết và các loài cá. Trong mùa hè năm sau, màu sắc của chúng sẽ thay đổi sang màu nâu giúp ngụy trang khi ẩn nấp trong các tảng đá phủ rêu ở Bắc Cực thời điểm mùa đó. Nhưng đối ứng lại, nhiều loài động vật ở vùng cực lạnh lẽo cũng biết cách ngụy trang để ẩn mình vào nền tuyết trắng xoá, chẳng hạn như những con thỏ tuyết lông trắng toát, hoặc những con gà gô tuyết (Ptamigan) lông trắng để tàng hình trước những hiểm nguy rình rập.

Lá
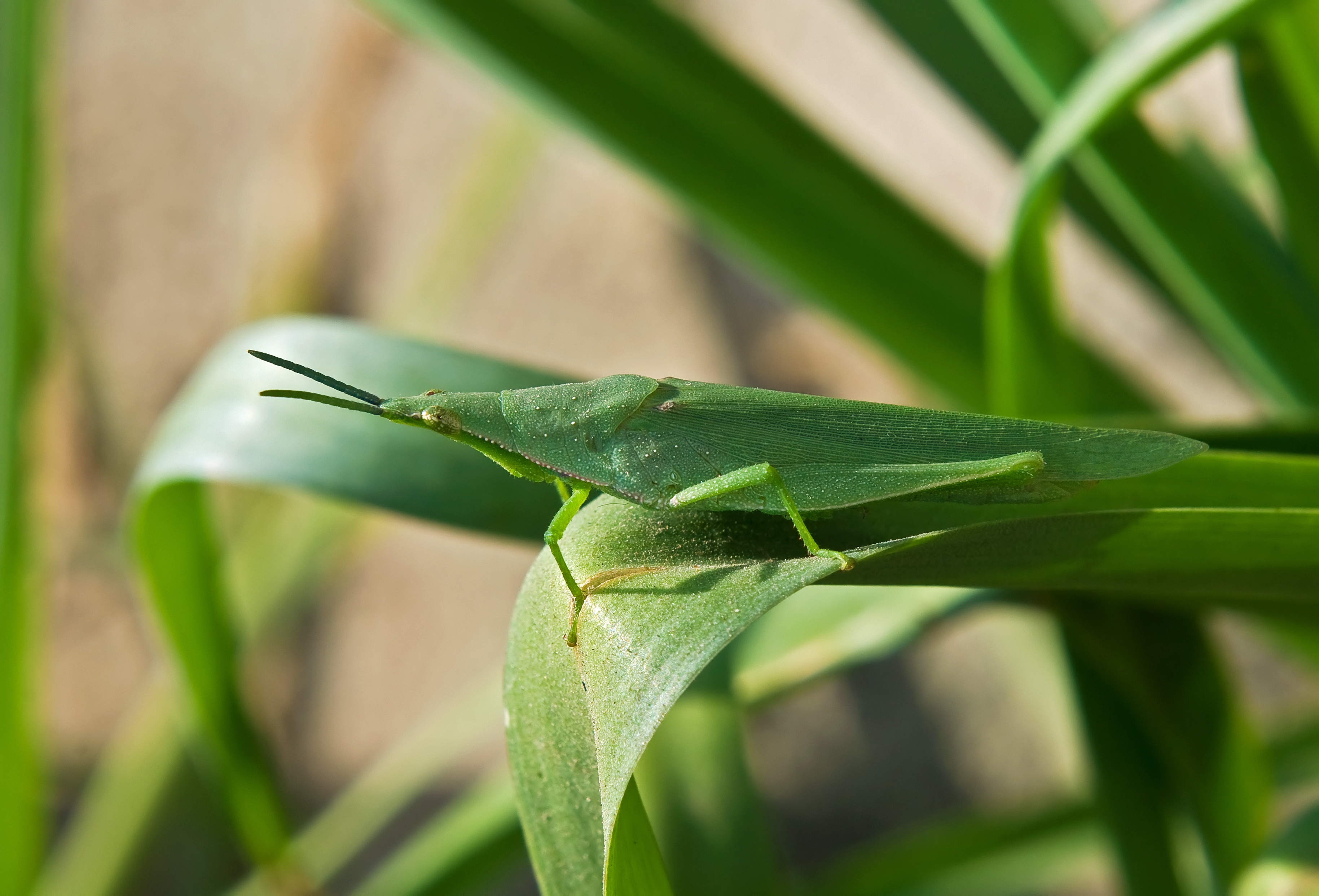
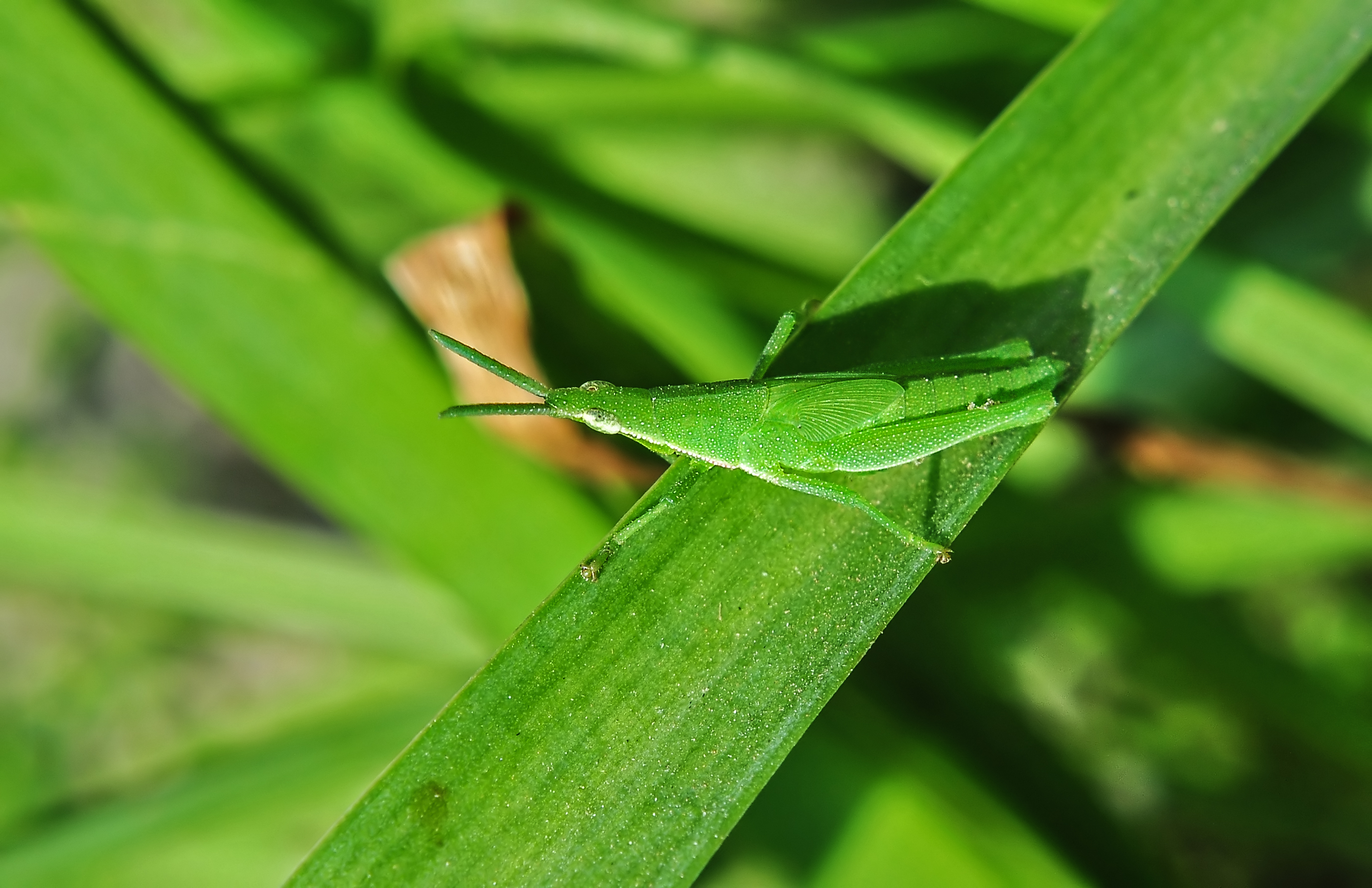
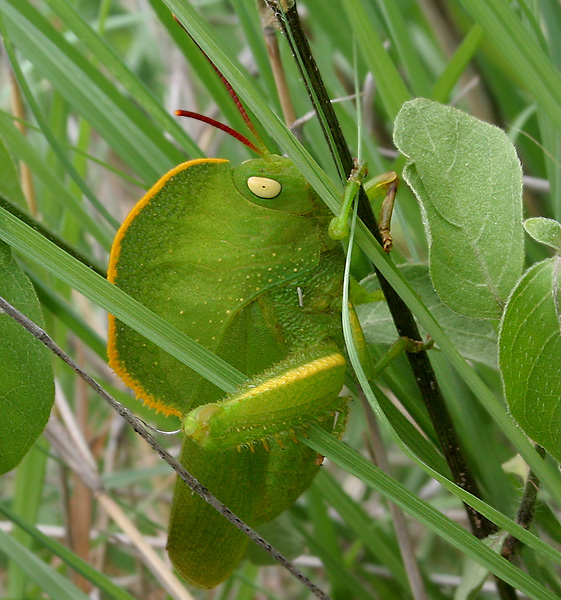
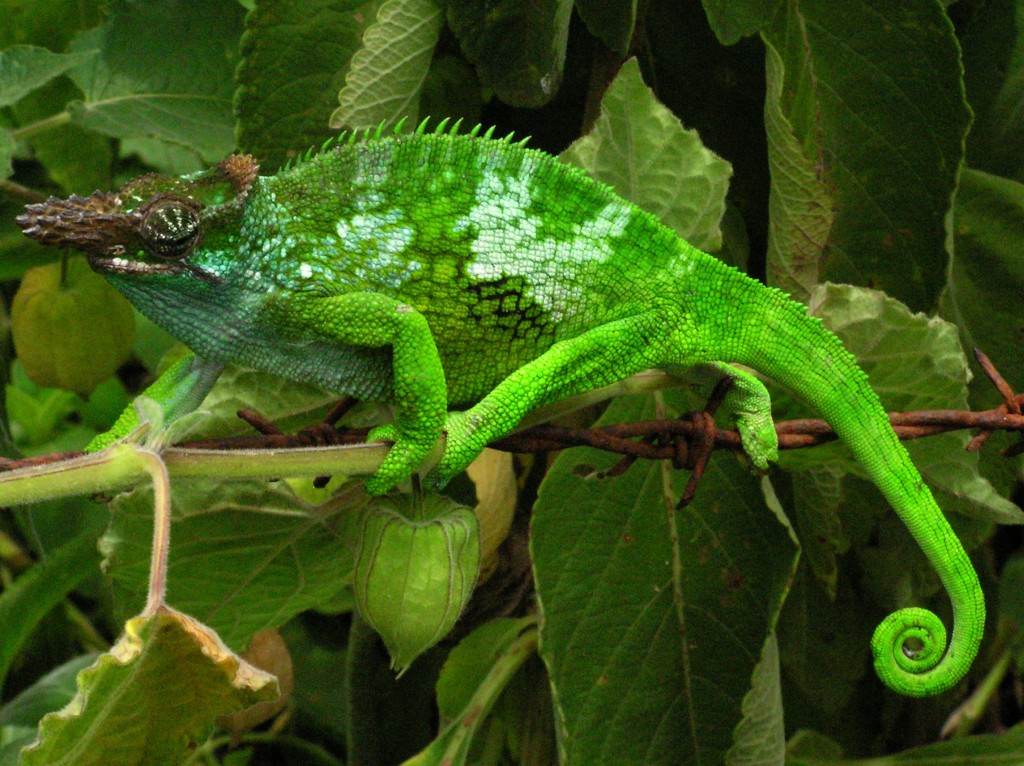
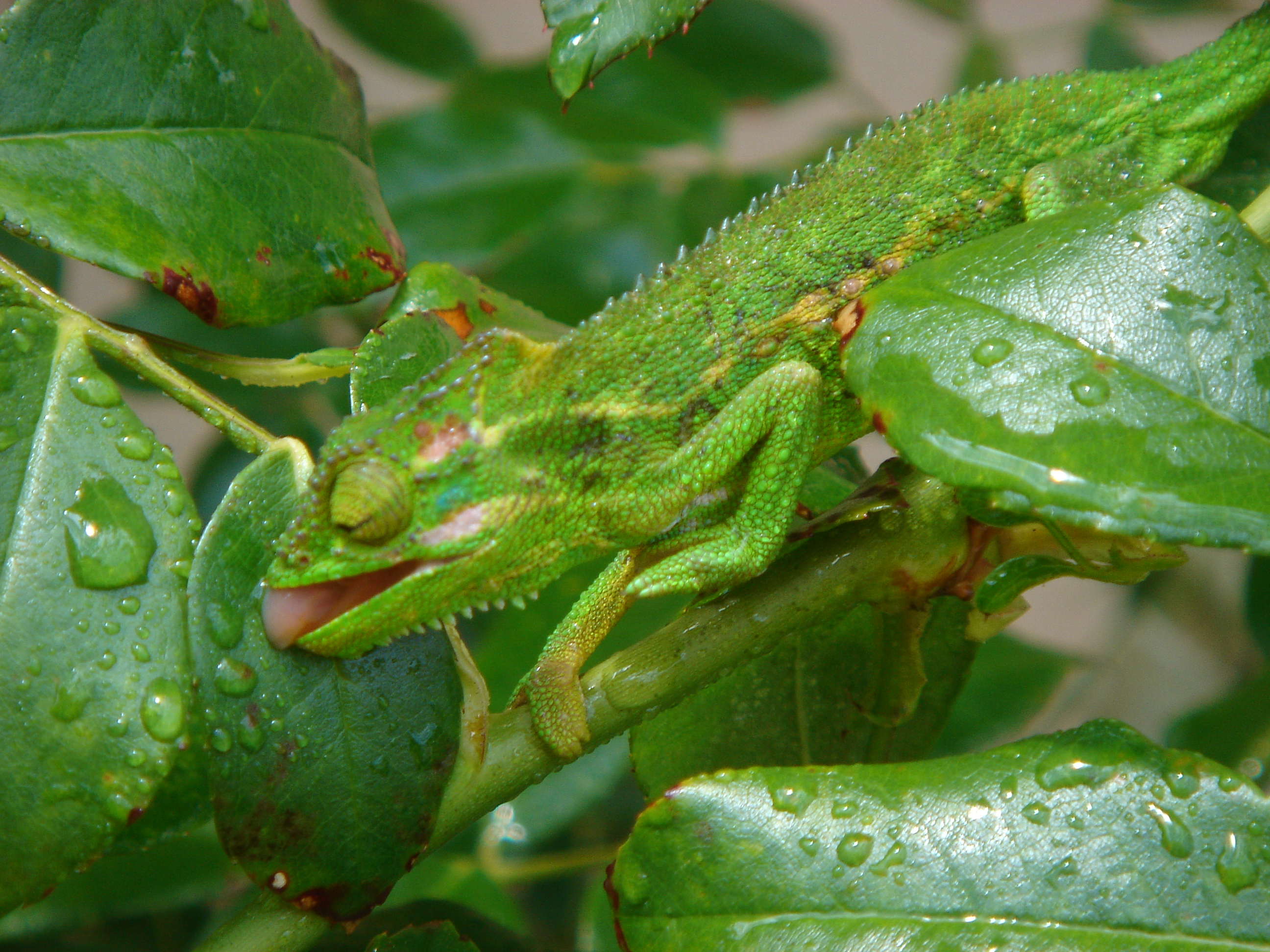
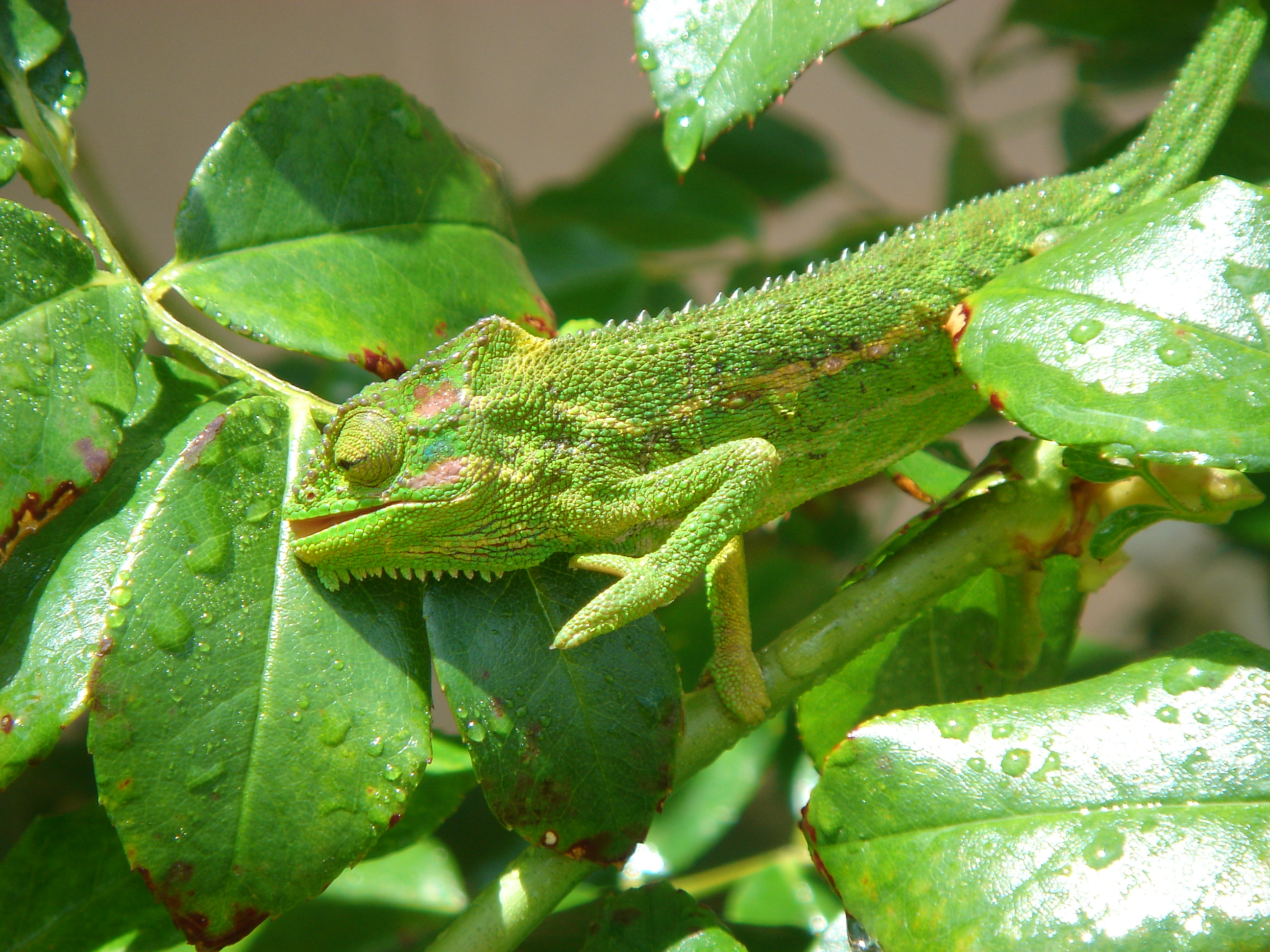
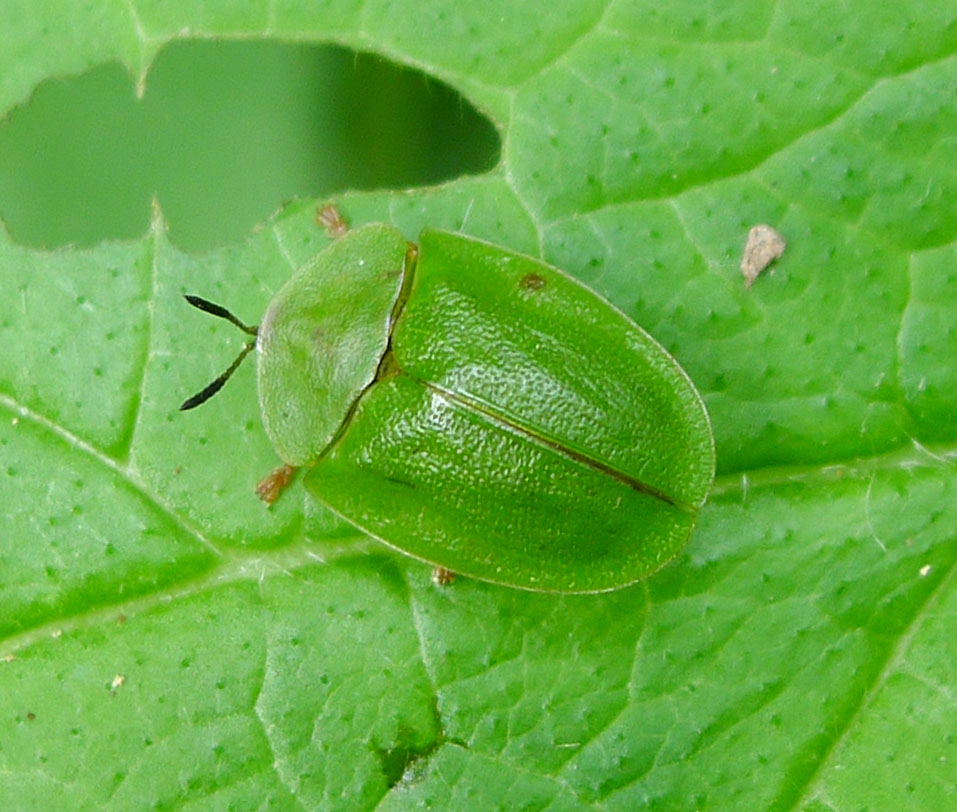
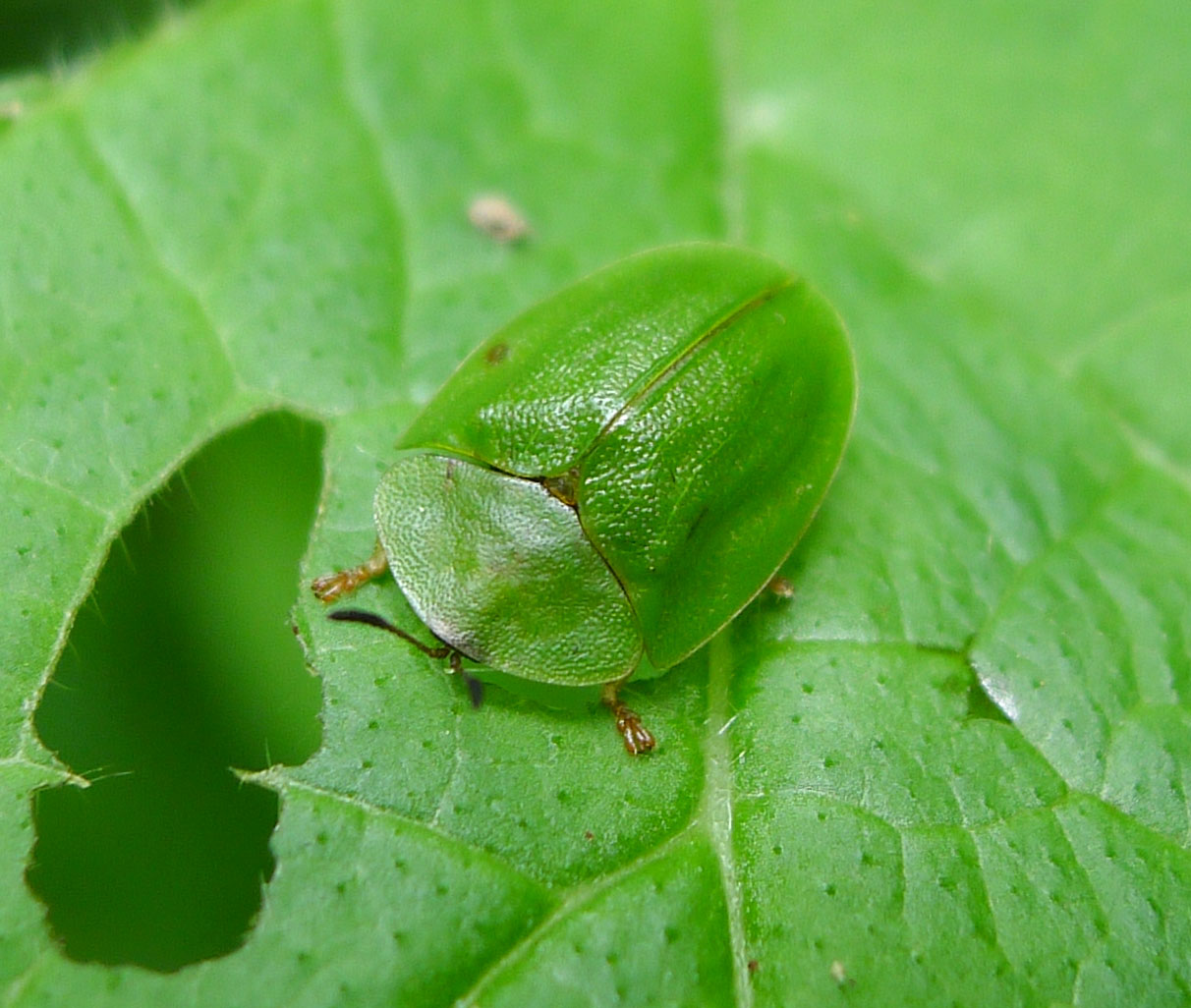
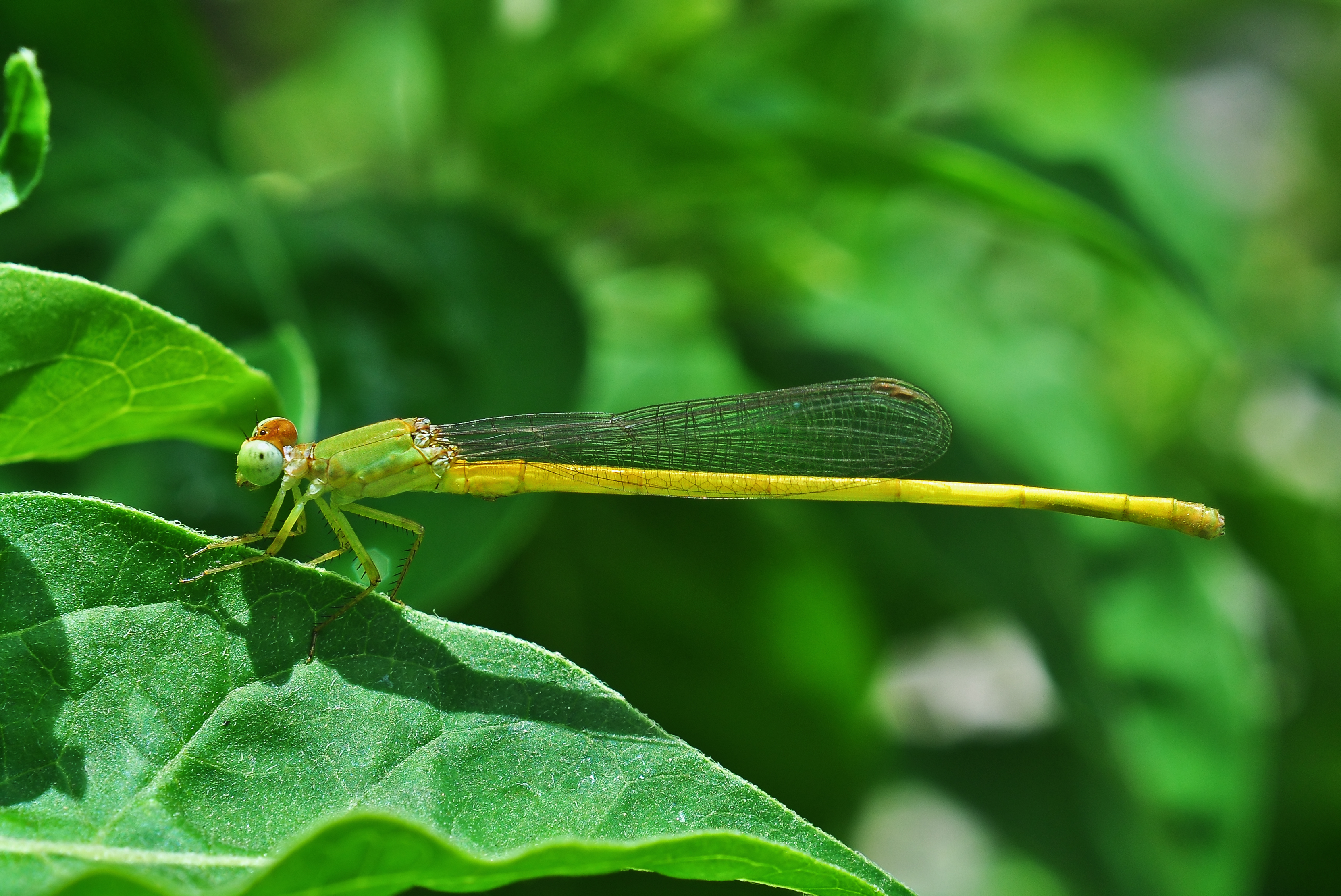
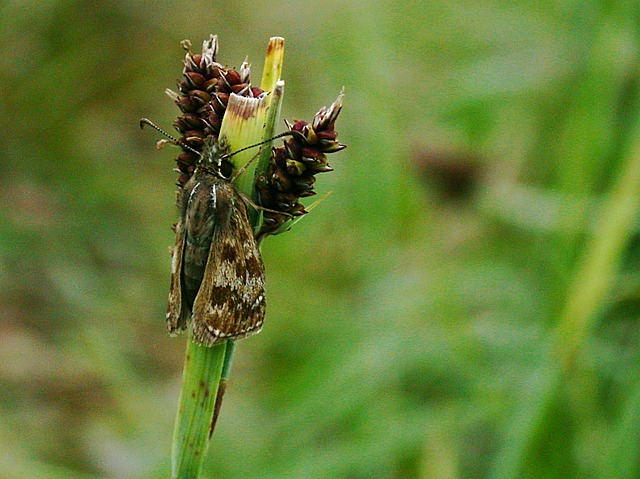
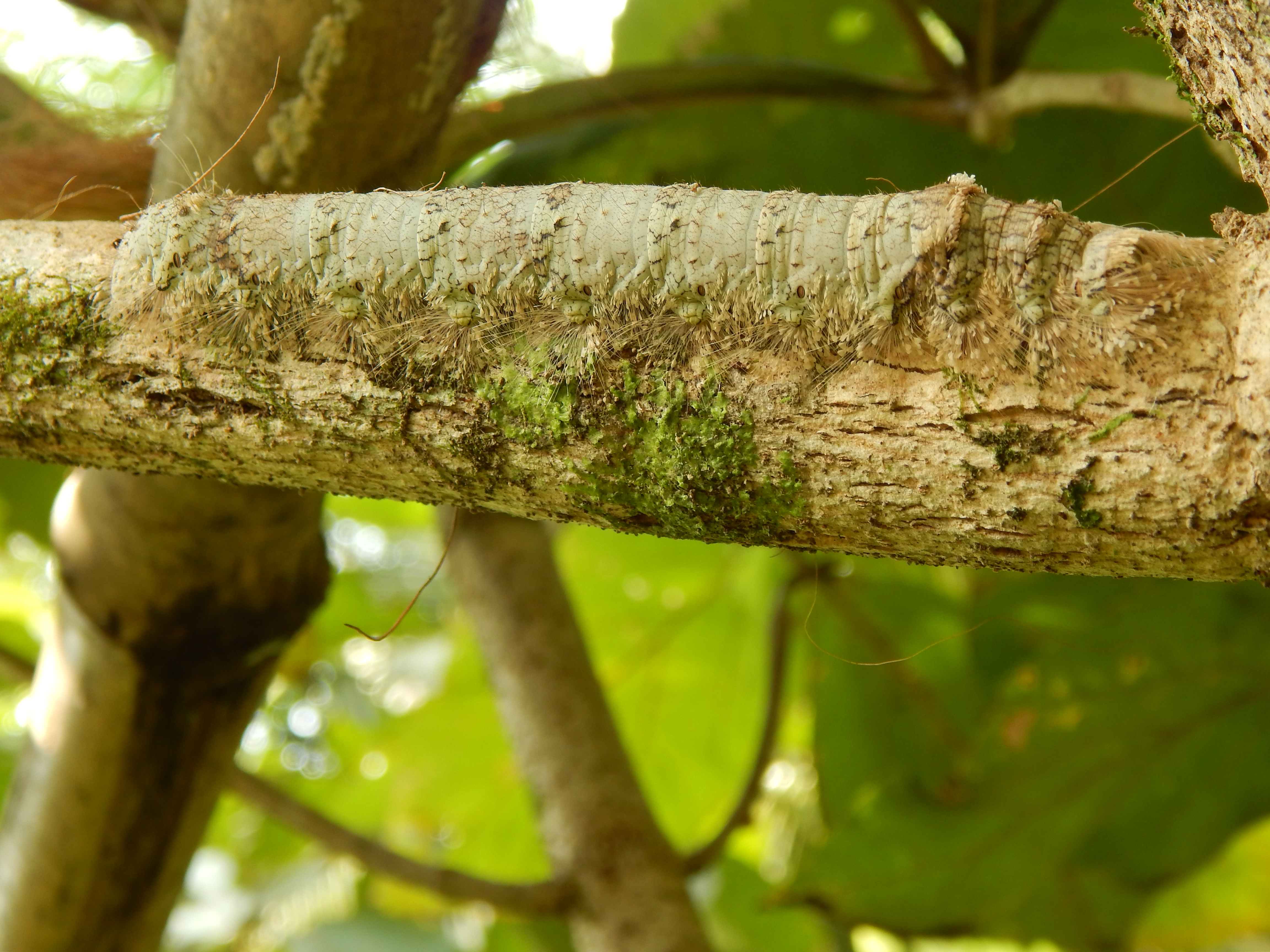
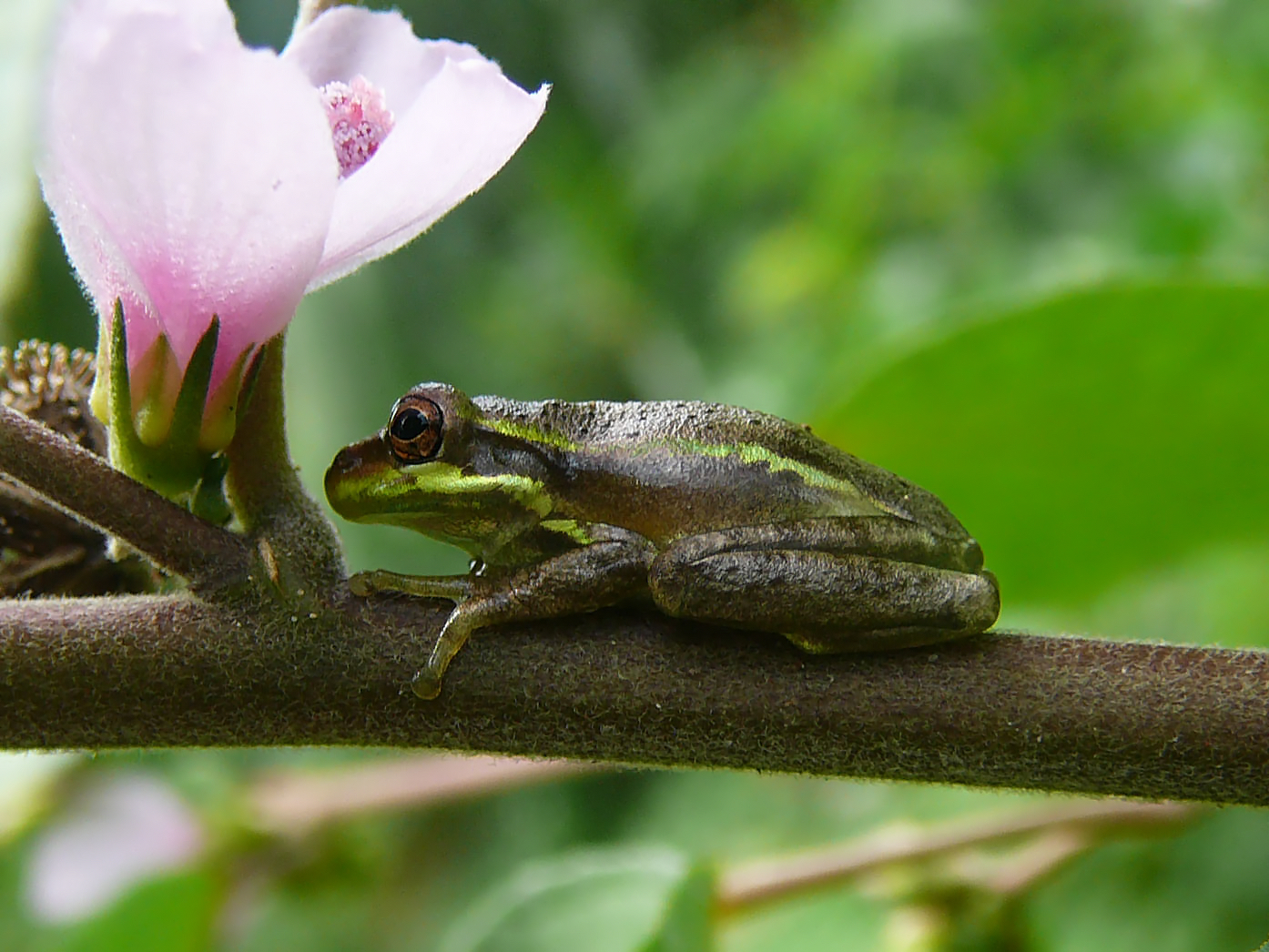
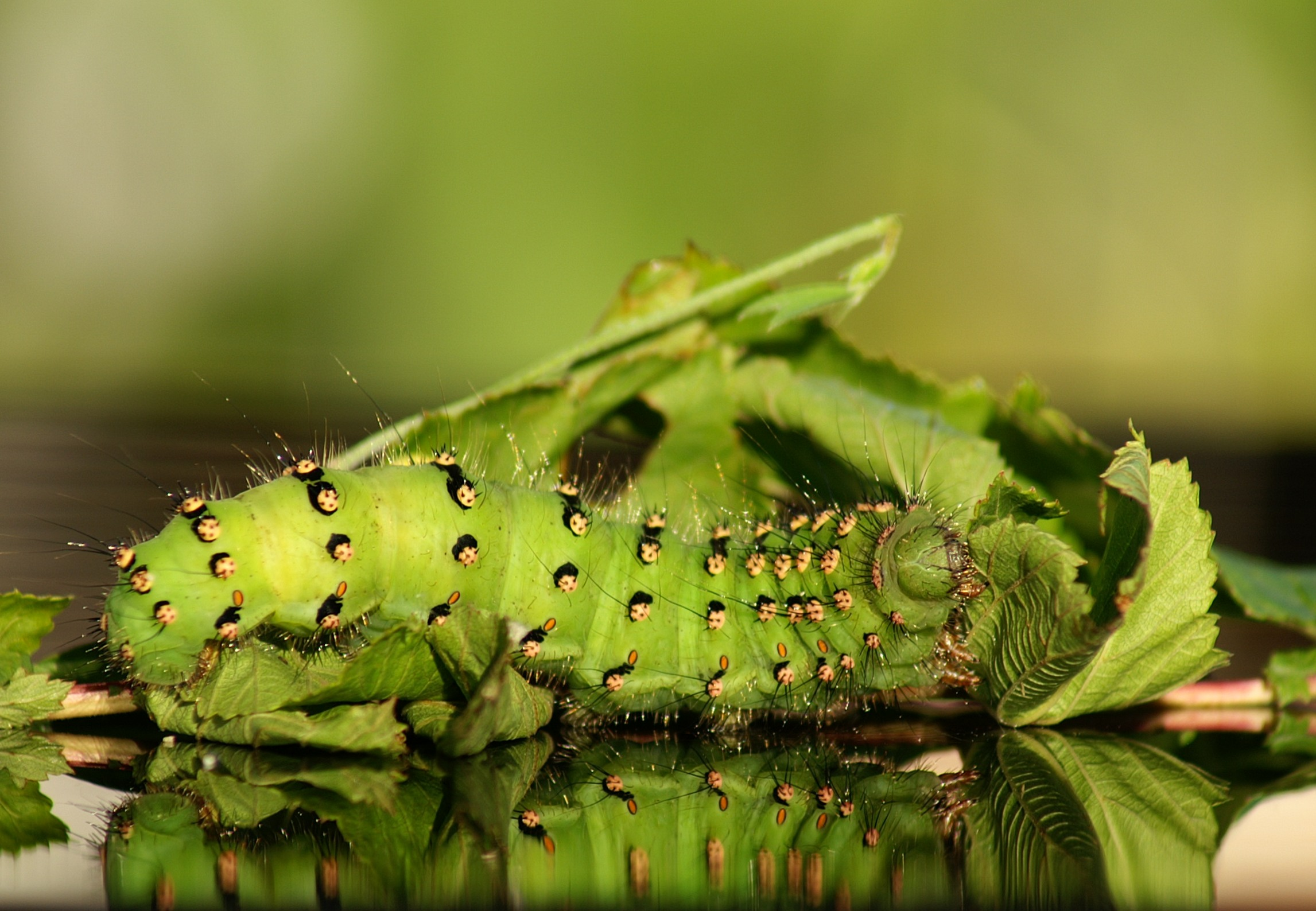
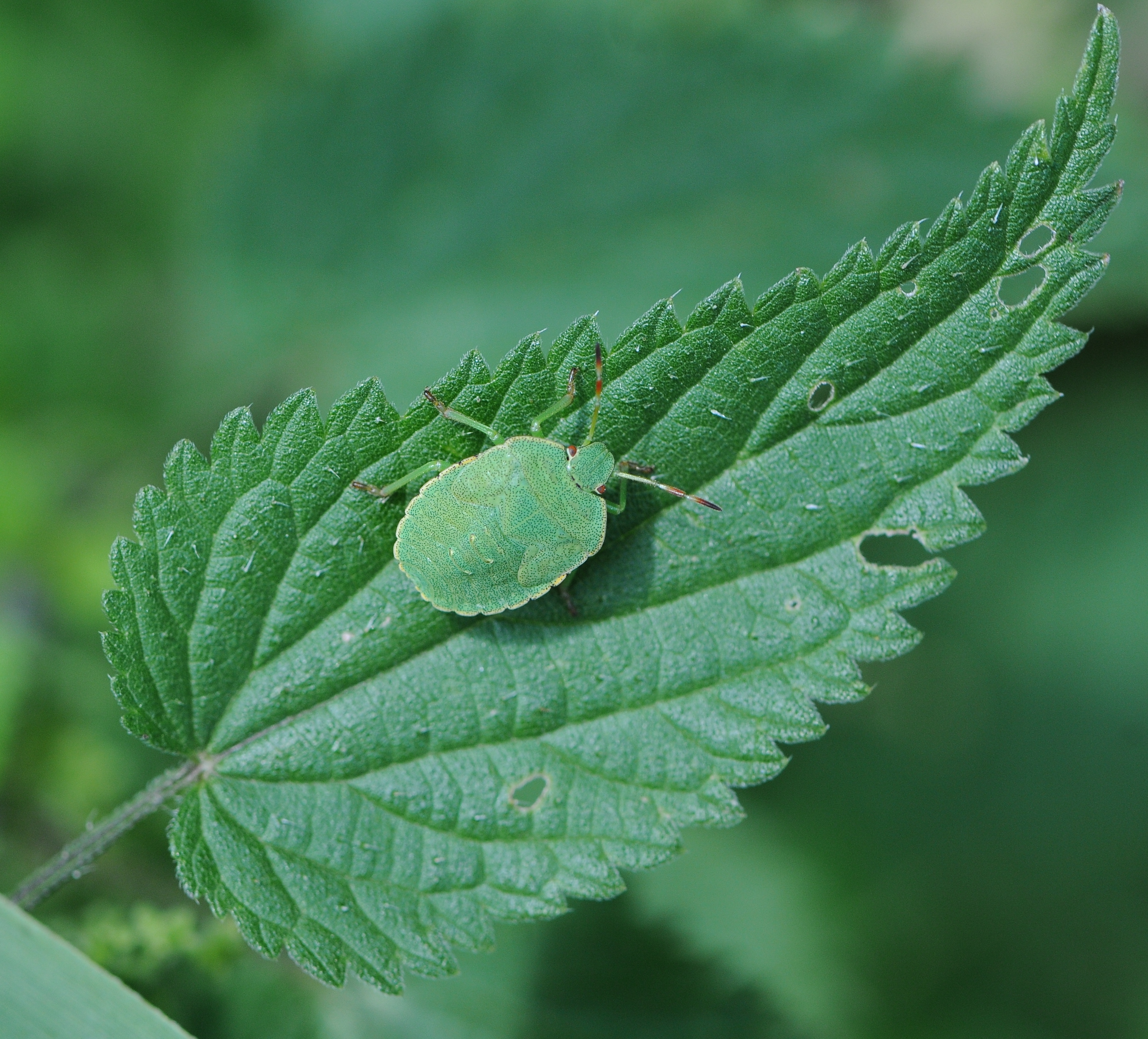
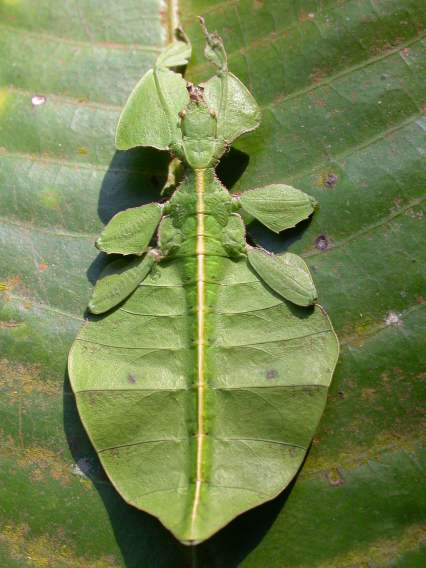
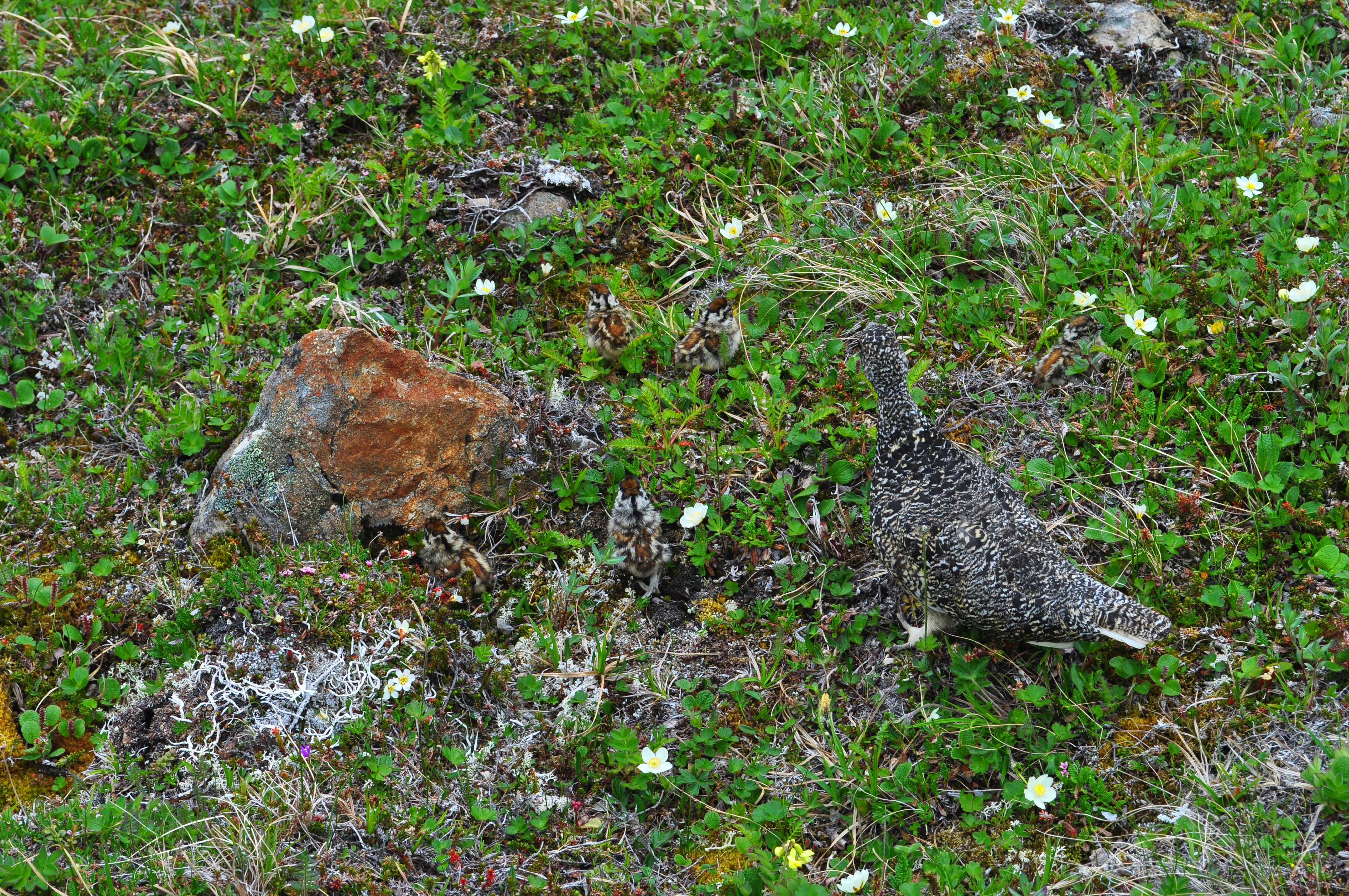

- Sỏi

Nền
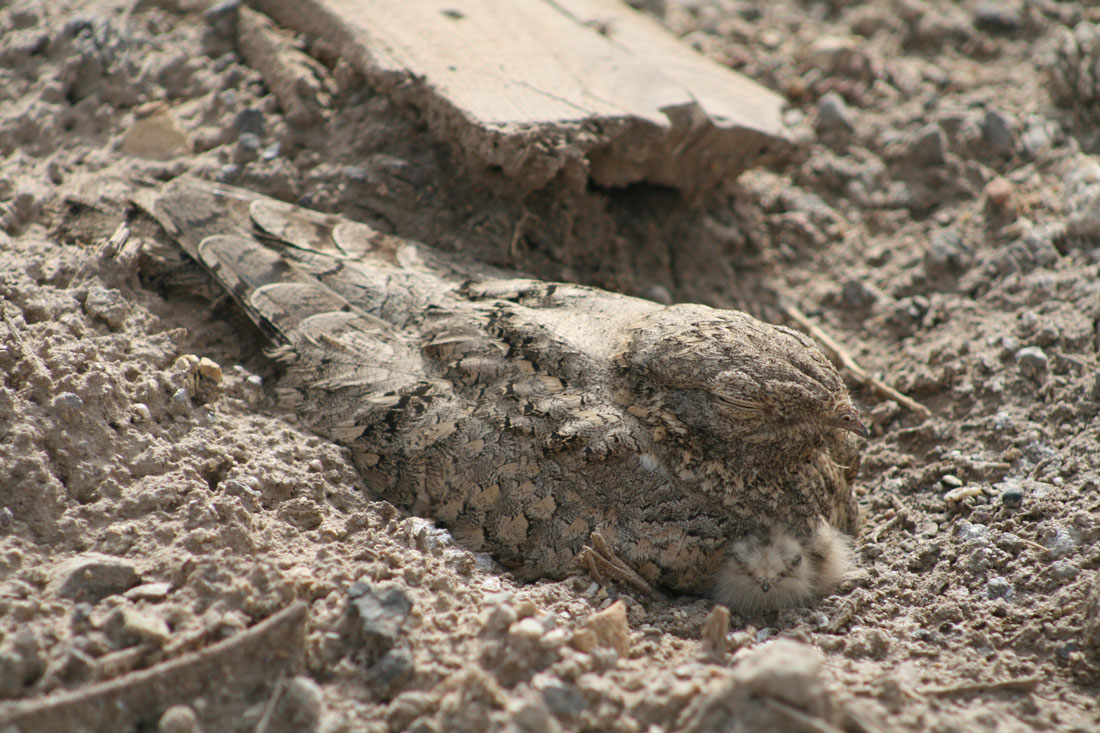
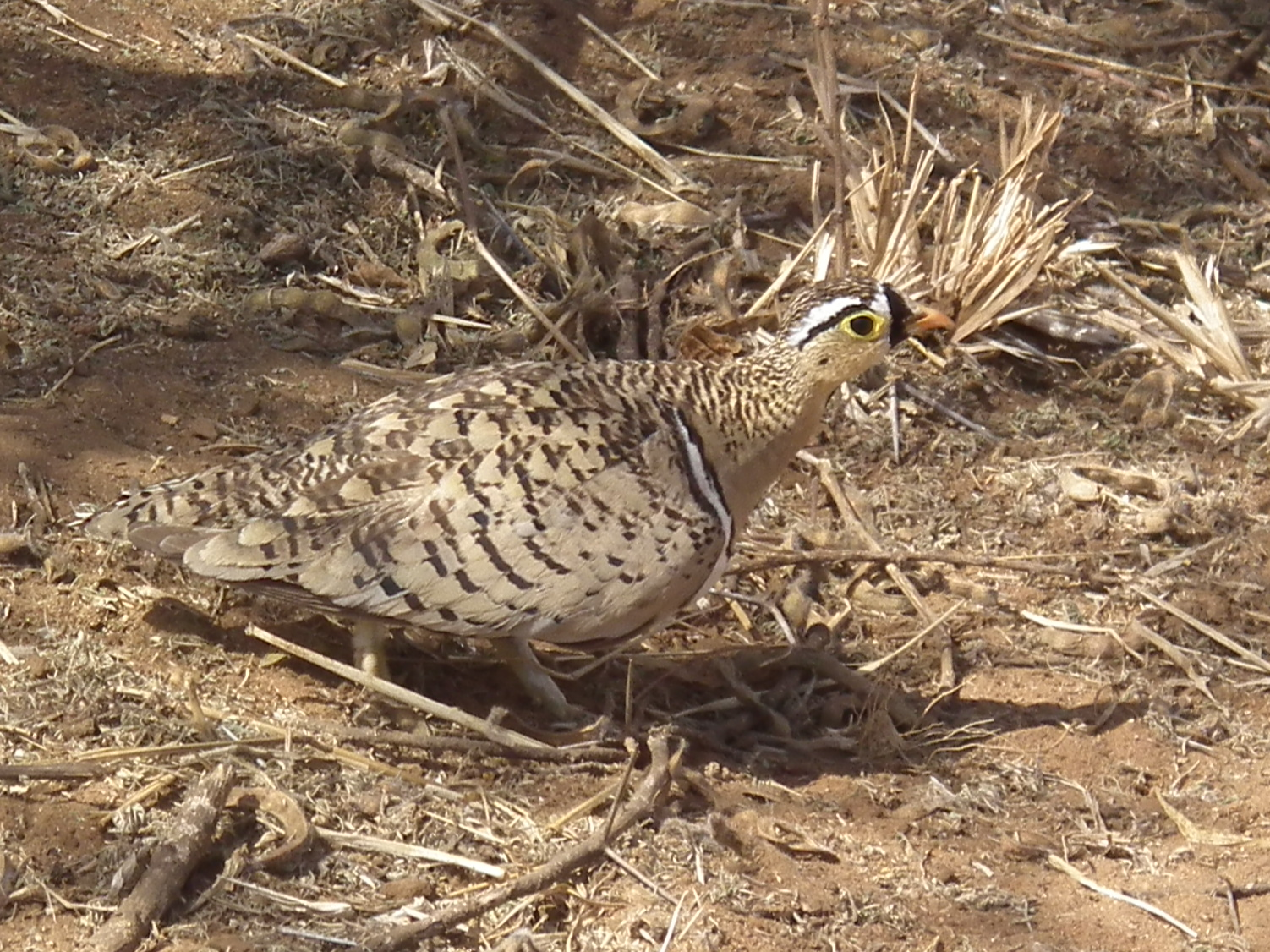
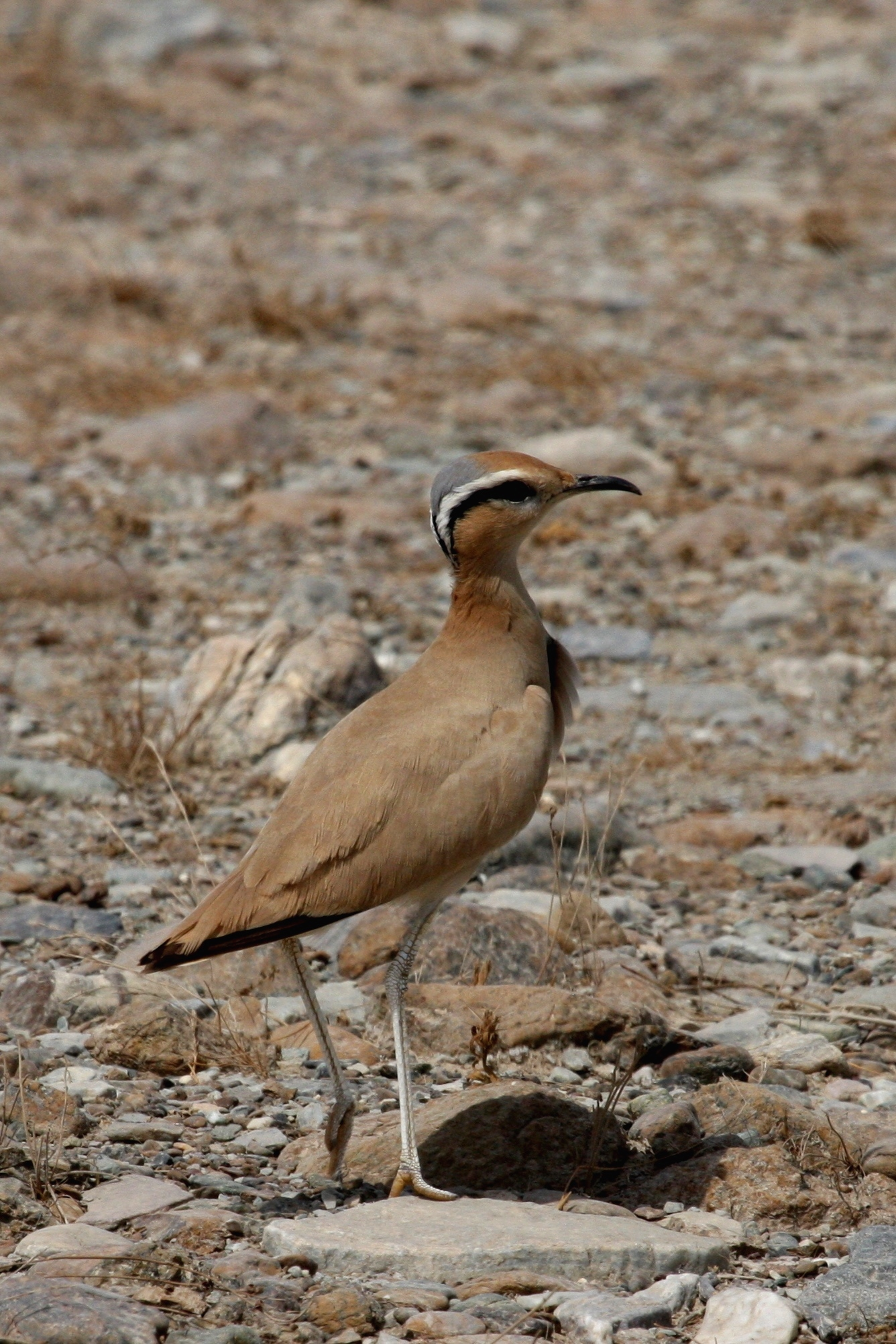
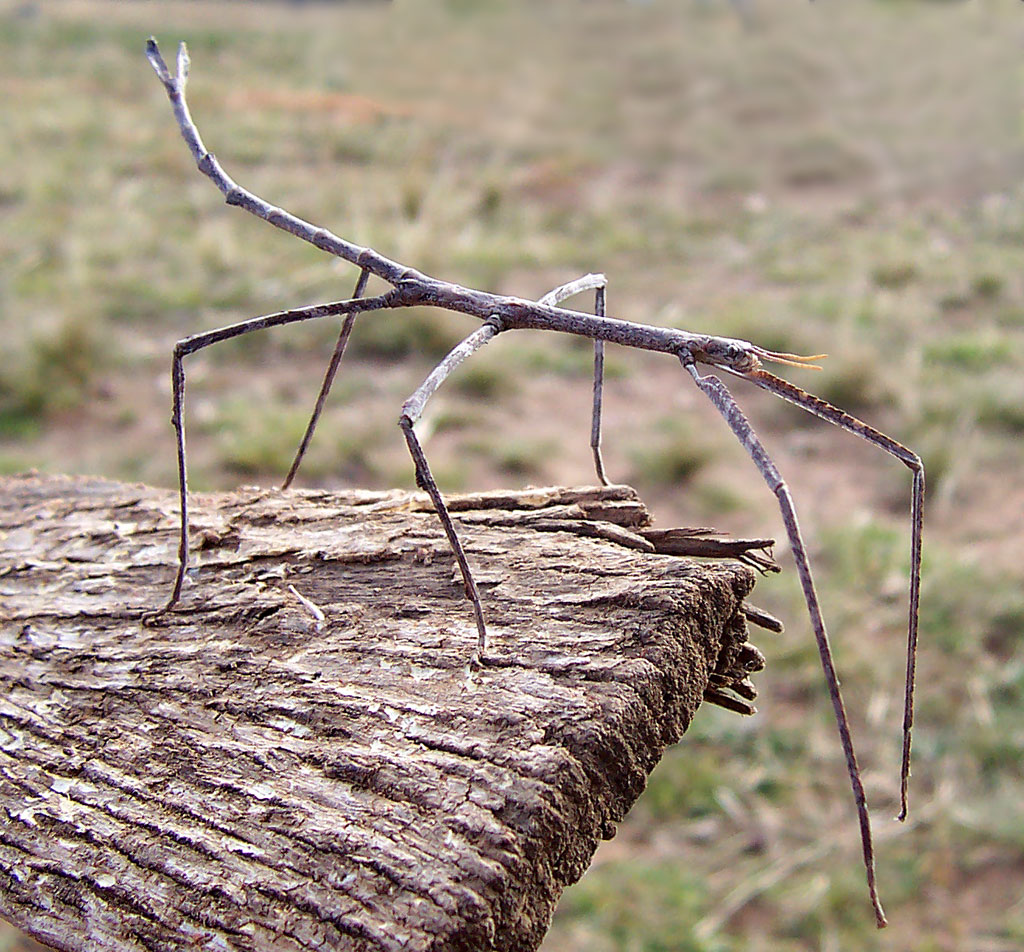
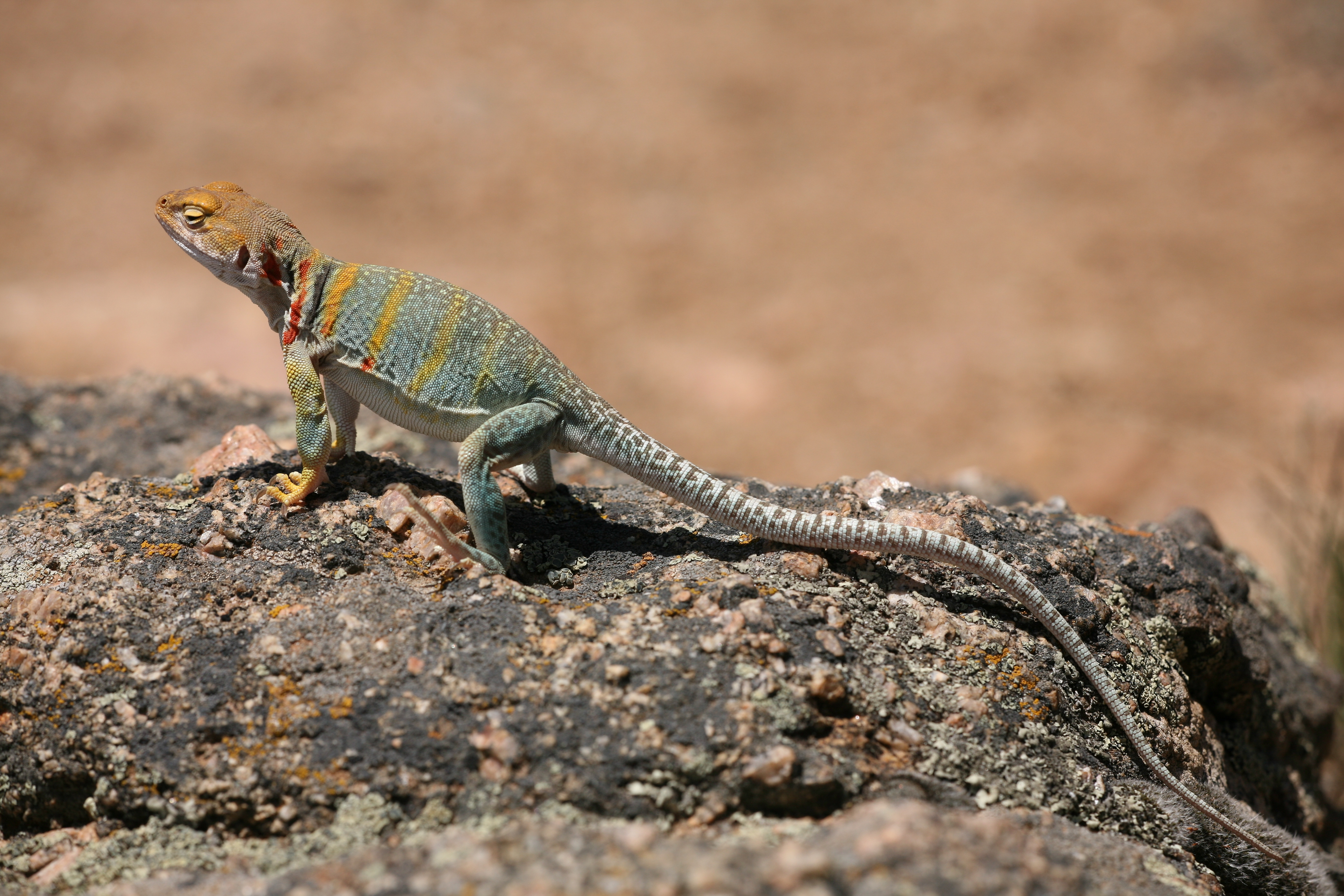
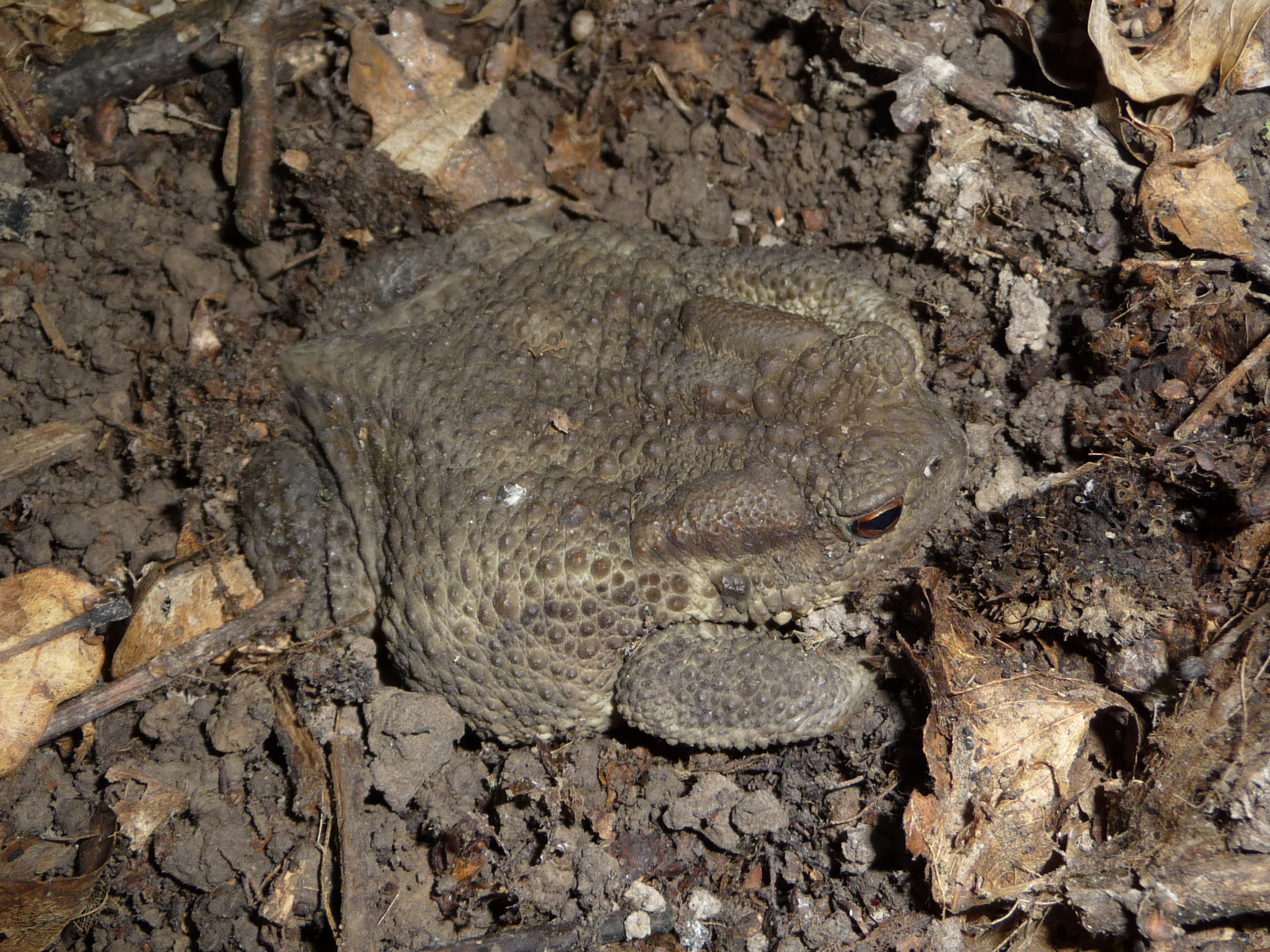
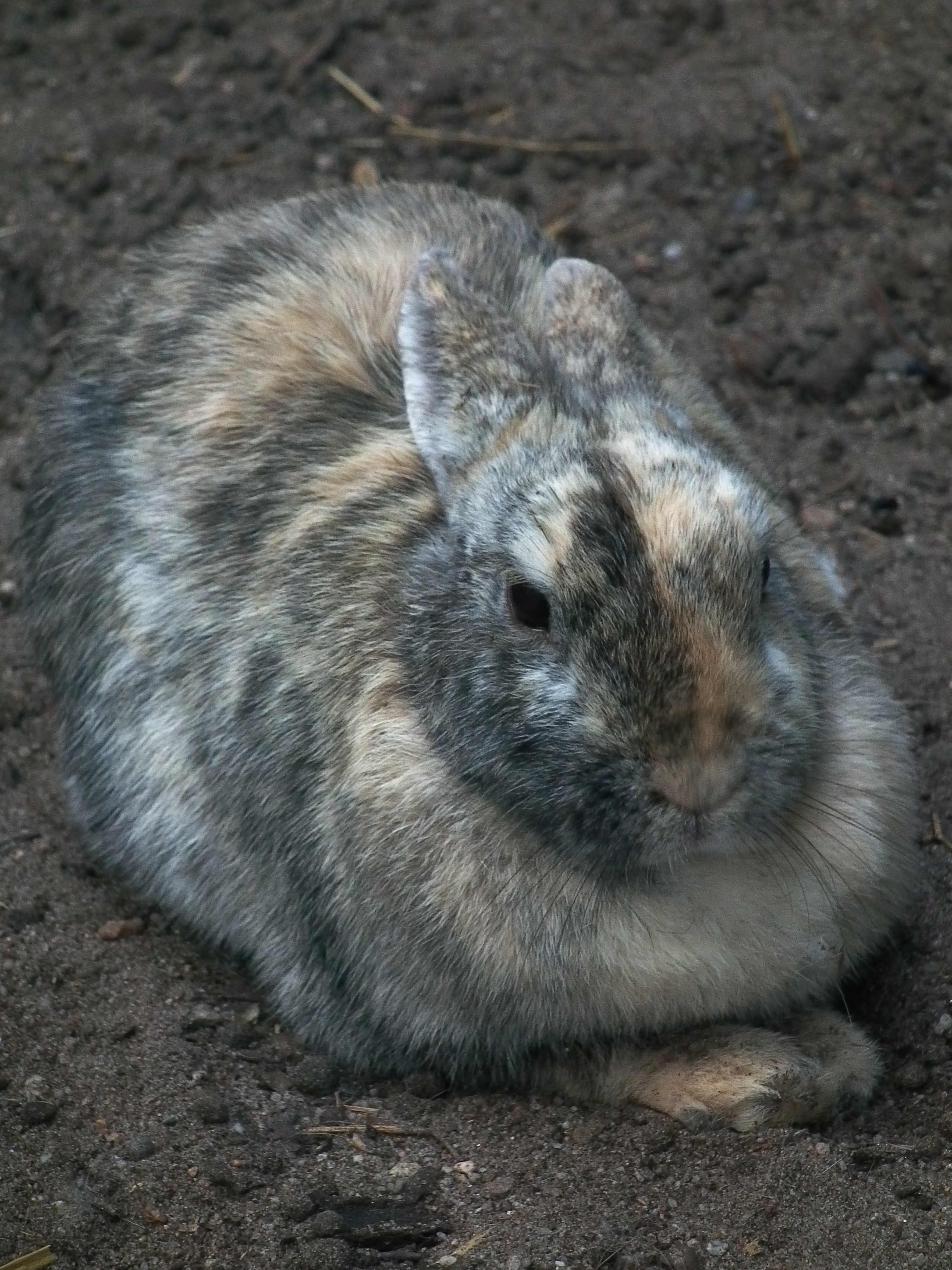
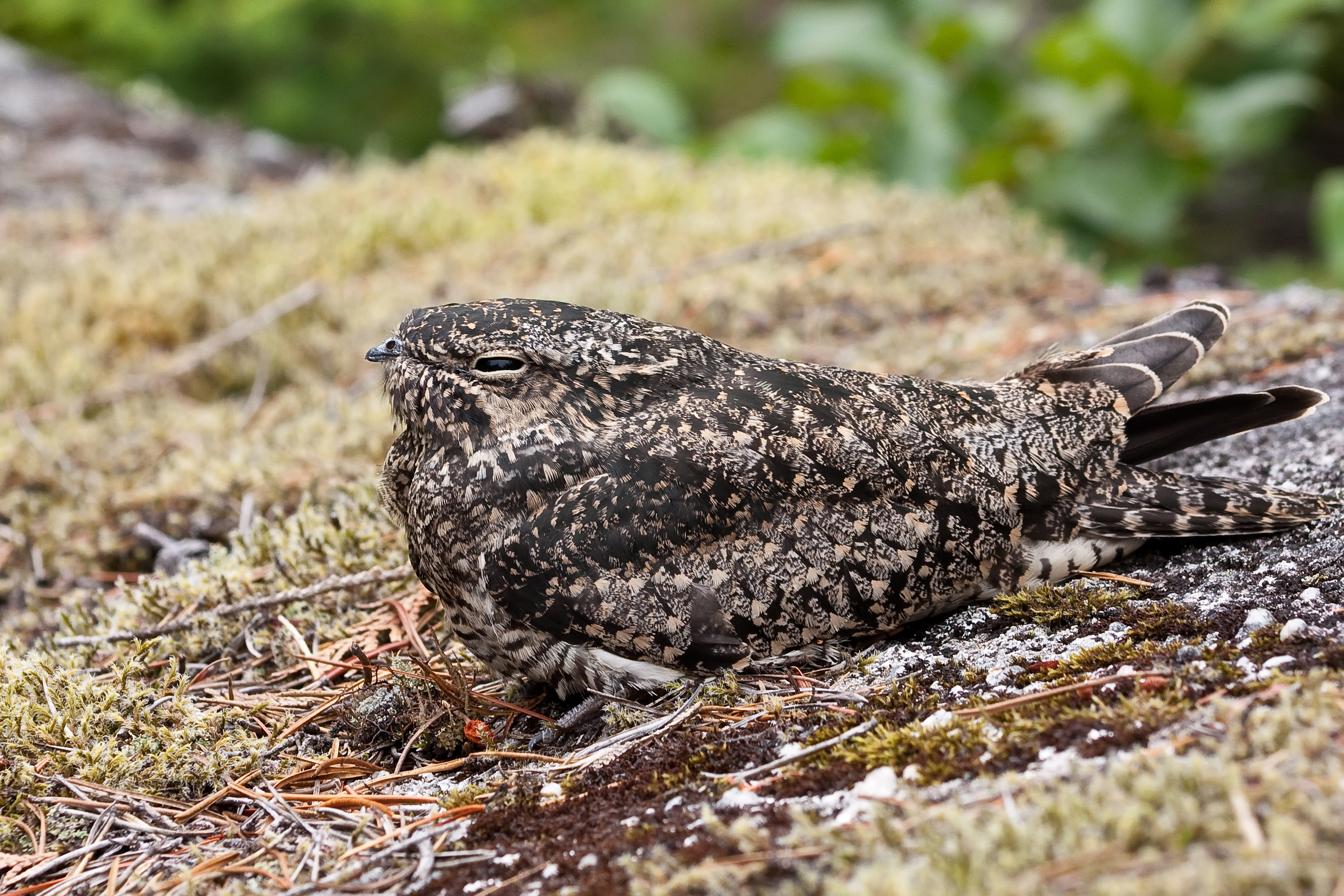
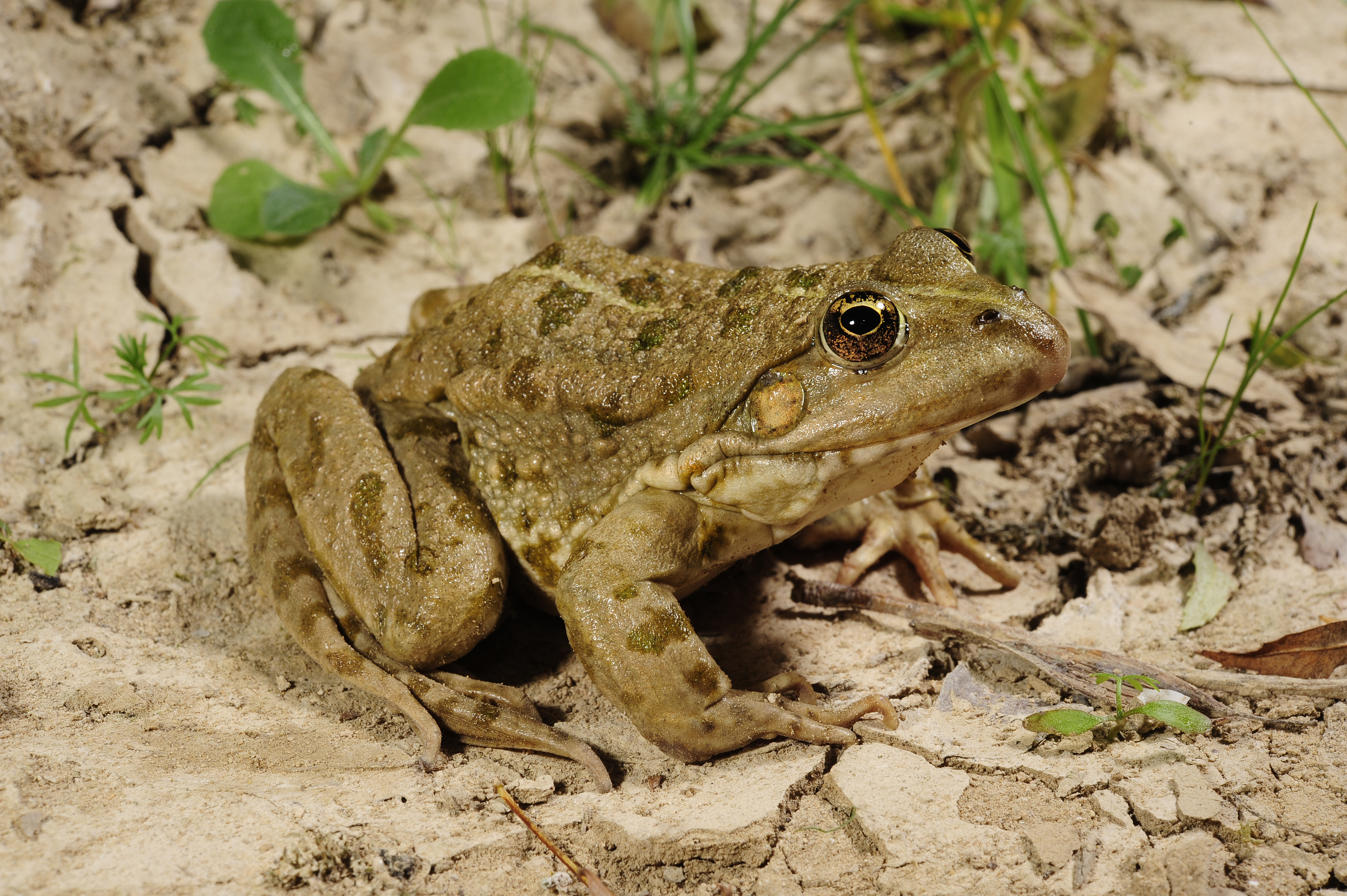
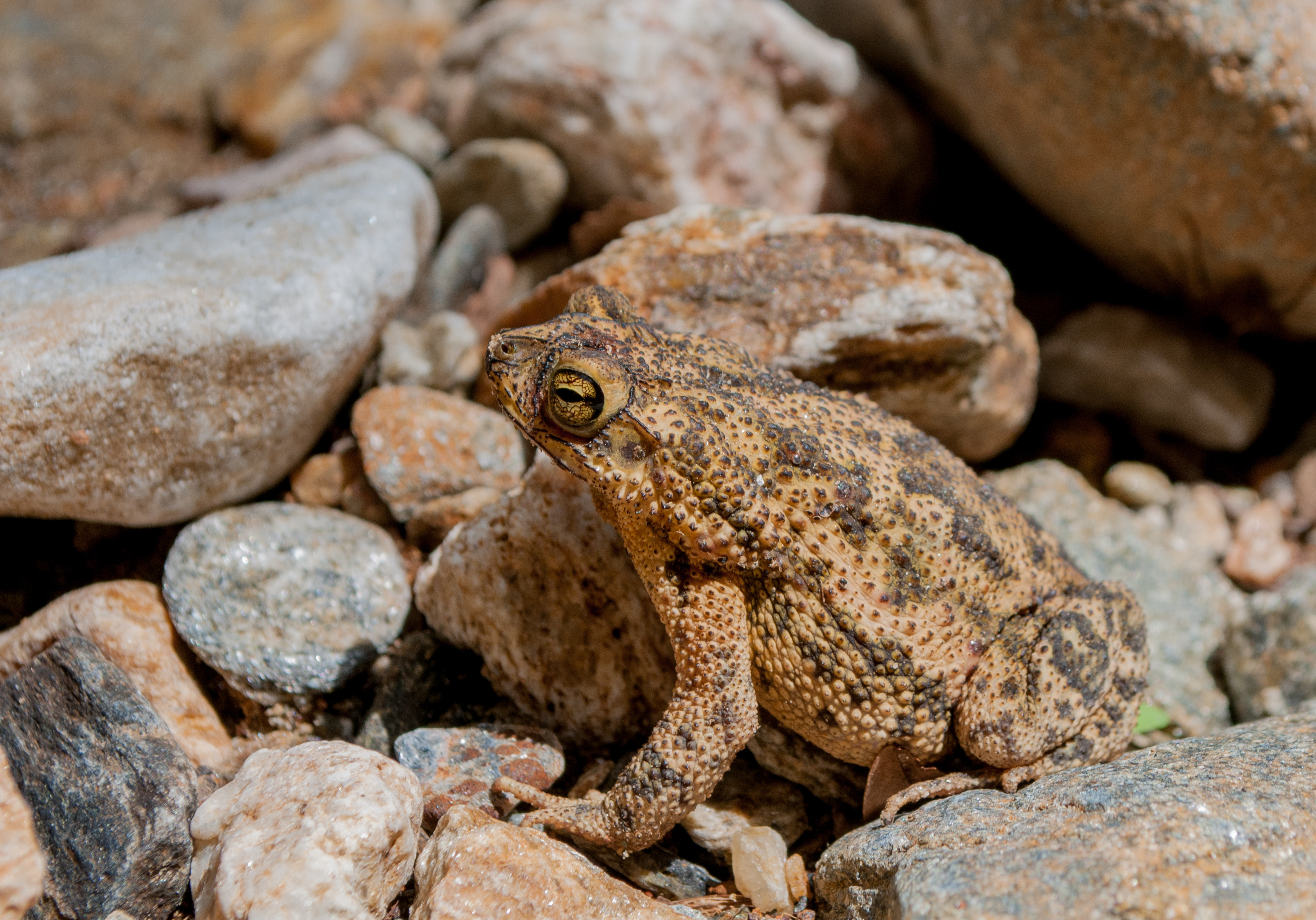
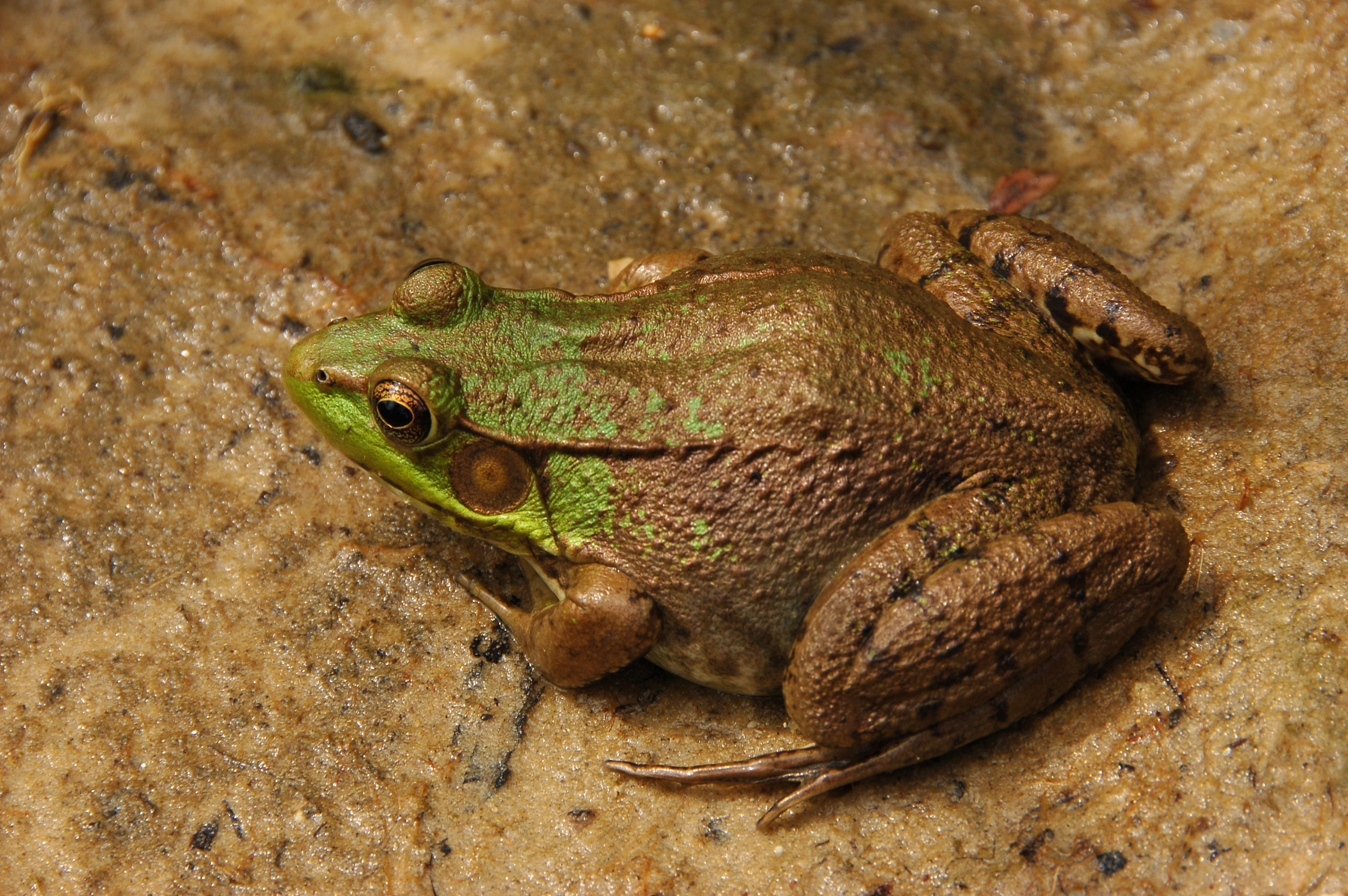
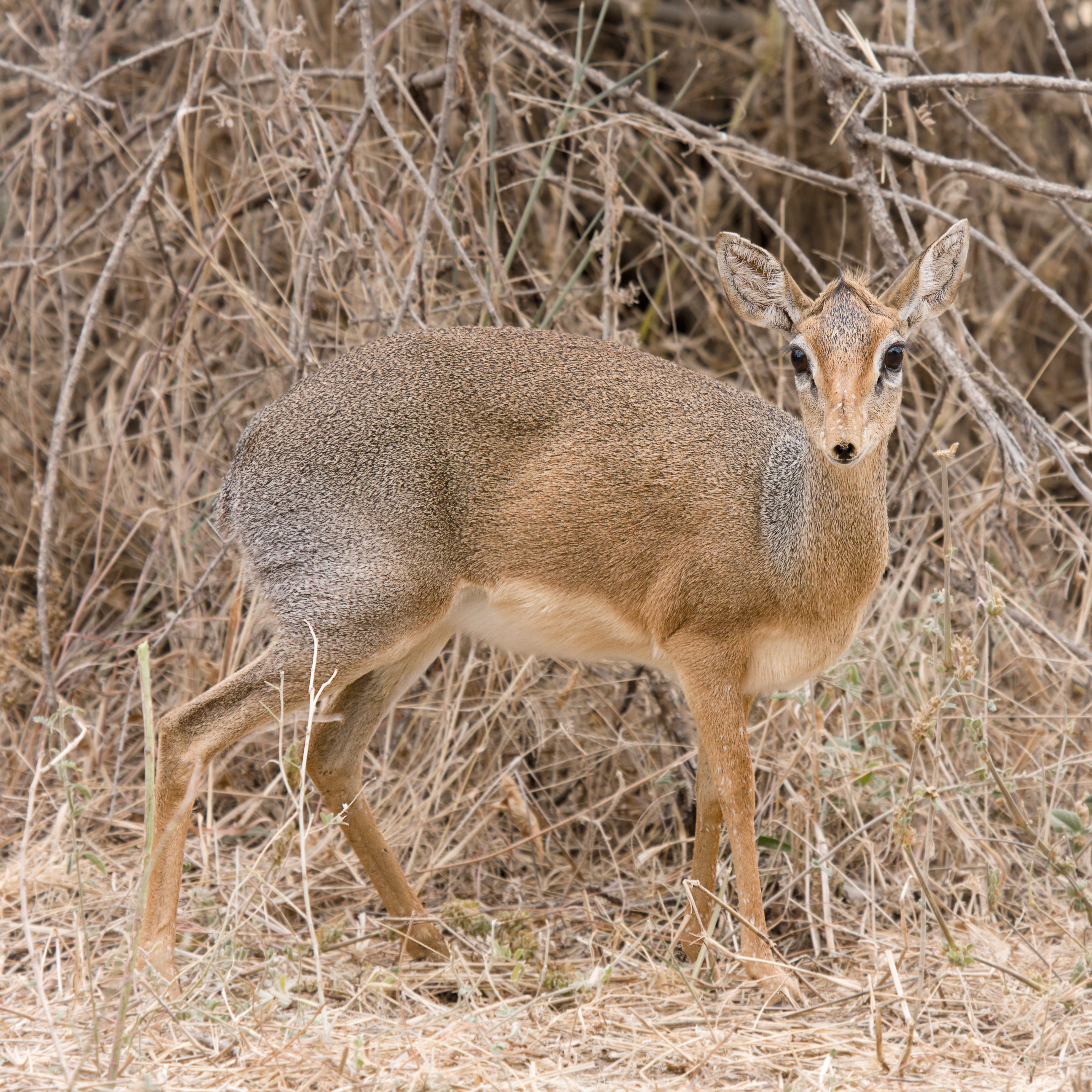
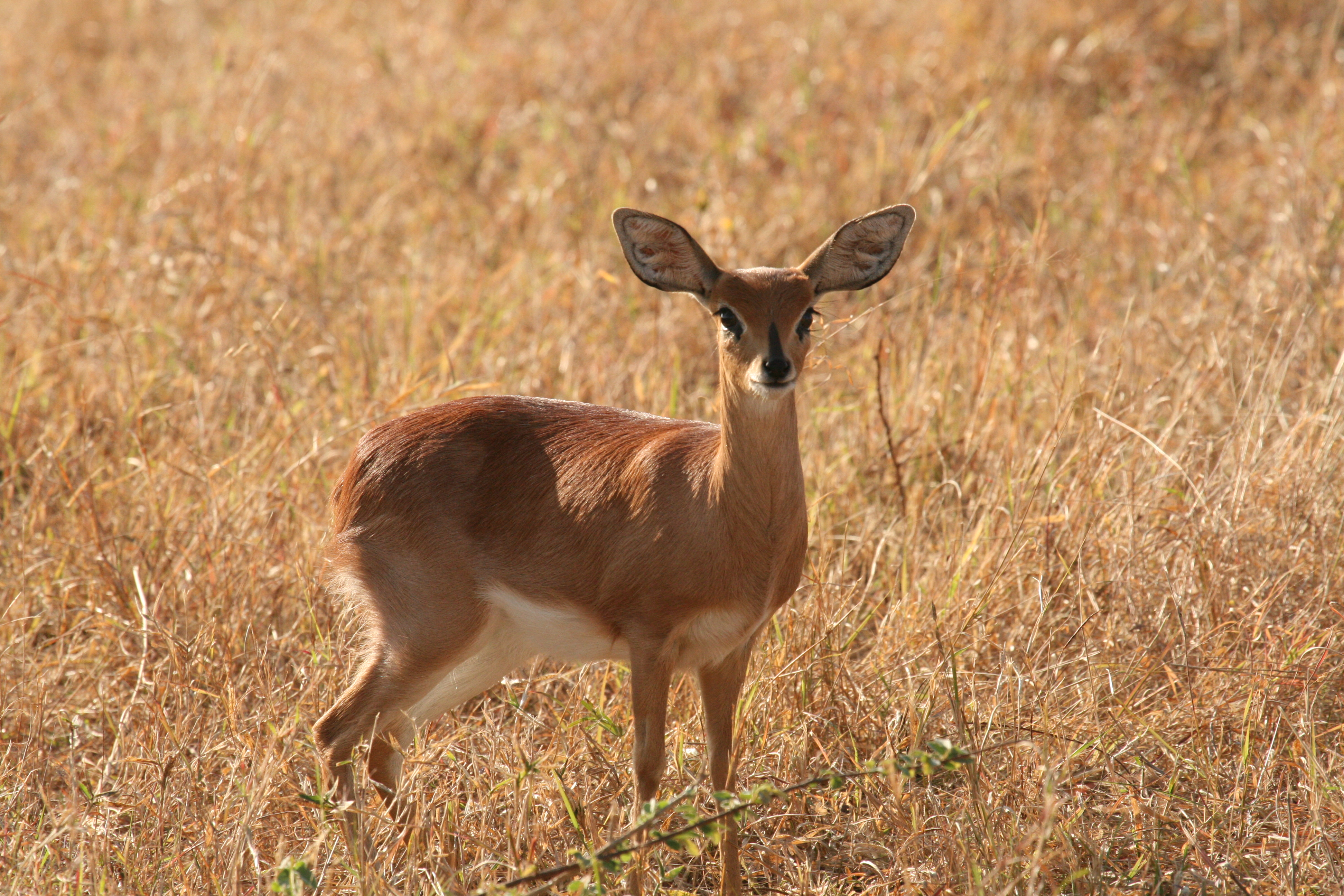

- Lá

### Đánh lừa

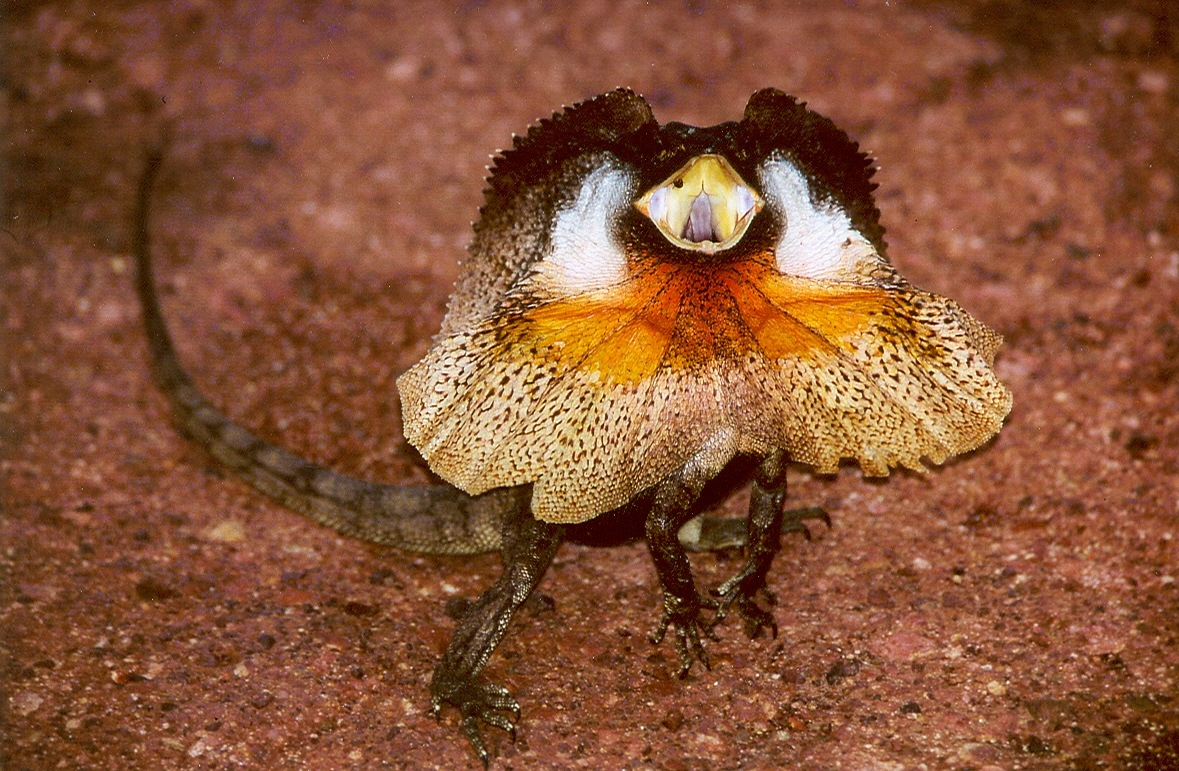
Một con tắc kè phồng mang trông dữ tợn

Lừa bịp là một trong những mánh khóe để giúp con mồi gia tăng cơ hội sống sót, chúng có thể đánh lừa các loài săn mồi thông qua việc bắt chước các loài động vật nguy hiểm. Cách khác là động vật biến hình thành thứ gì khác hấp dẫn hoặc có vẻ ngoài nguy hiểm. Một số động vật ẩn trốn làm giả chuyển động trong tự nhiên ví dụ như chiếc lá trong gió. Các động vật khác gắn liền hoặc lấy những vật liệu trong tự nhiên đắp lên thân mình để ẩn náu. Nhện Cyclosa mulmeinensis có khả năng tự tạo những vật trang trí có hình dạng và màu sắc giống cơ thể chúng, nhằm đánh lạc hướng kẻ thù chính là ong bắp cày, loài nhện này trang trí mạng của chúng bằng xác côn trùng chết và bao trứng của chúng. Do đó ong bắp cày không thể phân biệt được nhện với những vật trang trí trên mạng.
Những con bọ rùa vàng thường được gọi là bọ vàng vì màu vàng nổi bật. Khả năng thay đổi màu sắc nhanh chóng là một trong những điều đặc biệt của bọ rùa vàng trong gia đình bọ cánh cứng. Khi bị đe dọa, những con rùa bọ vàng sẽ thay đổi màu sắc rực rỡ, sự thay đổi màu sắc này sẽ xảy ra 2 hoặc 3 phút, khi mà bọ rùa vàng thay đổi màu sắc, chúng sẽ giống như một con côn trùng độc. Chúng cũng sẽ gây ngạc nhiên cho các động vật ăn thịt. Do đó, bọ rùa vàng có thể thoát thân bởi sự thay đổi màu sắc nhanh chóng. Rắn rào ngọc bích Boiga jaspidea mặc dù là loài rắn không độc nhưng nó có khả năng bắt chước một số loài rắn độc khi bị đe dọa bằng cách phình to phần đầu ra để hù dọa kẻ thù và phát ra những âm thanh đe dọa để tìm cách lẩn trốn.
Thằn lằn quỷ gai có thể thổi phồng cơ thể lên, chúng thổi phồng ngực bằng không khí để làm cho mình lớn hơn và khó khăn hơn cho kẻ săn mồi Loài thằn lằn quỷ gai Thorny Devil (Moloch horridus) sống ở vùng đất đá khô cằn miền trung nước Úc, cơ thể loài này có thể đạt tới chiều dài 20,32 cm. Toàn thân nó được bao phủ bởi gai cứng và sắc nhọn, cản trở các động vật ăn thịt tới gần. Nó cũng có thể tự ngụy trang bằng cách thay đổi màu sắc giống với môi trường xung quanh. Đặc biệt hơn, loài thằn lằn này còn biết đánh lừa kẻ thù. Nó có một cái đầu giả đằng sau cổ để khi một kẻ thù ăn thịt lượn lờ xung quanh, con thằn lằn có gai sẽ vùi cái đầu thật xuống cát, còn cái đầu thật của nó vẫn sẽ được bảo toàn.
Nhiều loài áp dụng chiến thuật giả chết nhất là những loài vật láu cá, giỏi mánh mung. Hầu hết các loài ăn thịt thích giết ngay con mồi của mình để nhấp nháp miếng thịt sống (ăn tươi nuốt sống) nên sẽ không còn có hứng thú với những con vật đã chết từ lâu và thối rữa, bốc mùi hôi thối. Chính điều này giúp nhiều con mồi thoát chết nếu chúng biết giả chết. Dưa chuột biển giả chết mình để tự vệ, khi bị đe dọa, dưa chuột biển sẽ tự moi ruột mình ra khỏi cơ thể, chúng sẽ tự va đập thân thể cho đến khi một số nội tạng trong cơ thể văng ra ngoài bằng đường hậu môn. Sau khi kẻ thù nghĩ rằng con mồi đã chết, dưa chuột biển sẽ tái tạo lại phần cơ thể đã mất và tiếp tục cuộc sống.
Loài thú có túi Opssum châu Mỹ, nếu tình thế trở nên cực kỳ nguy hiểm chúng sẽ thực hiện việc giả chết. Con vật sẽ thả rơi mình xuống đất, miệng nhỏ dãi như thể bị ốm, nằm bất động với cái miệng mở ra, bên cạnh đó, nó tiết ra một chất có mùi như xác chết từ tuyến hậu môn của mình là như xác bị thối rữa. Khi có sợ hãi, thú có túi ôpốt rơi vào trạng thái hôn mê có thể kéo dài nhiều giờ, đủ lâu để thuyết phục bất kỳ loài động vật ăn thịt nào rằng chúng đã chết. Nỗi sợ hãi cũng khiến loài vật này phát ra một mùi hôi như mùi xác chết càng giúp chúng ngụy trang tốt hơn bởi xác chết thối cũng không ngon miệng.
Một số loài động vật có chiến thuật làm cho chúng to lớn hơn để hù họa kẻ tấn công hoặc quấy rầy, những loài chim thường xù lông lên làm chúng trông to lớn hơn, một số loài thằn lằn có mào thì xòe mào ra, các loài ếch, nhái, cóc thì cố bơm không khí vào và làm chúng phình to ra. Chim công trống rực rỡ với cái đuôi xòe ra những họa tiết phức tạp cùng con mắt màu ngọc xanh, nó còn là vũ khí tự vệ cho chim công khi gặp kẻ thù, chúng sẽ thị uy và mê hoặc kẻ thù, và kích thước to hơn nhờ xòe lông cùng những con mắt như mê hoặc kẻ thù sẽ giúp chim công an toàn. Loài cá nóc nhím (Diodon nicthemerus) trông từa tựa như loài cá phồng, có điều, gai của chúng bao phủ hết các vùng da trên cơ thể. Khi bị một loài cá lớn hơn đe dọa, chúng sẽ phồng mình lên giống như loài cá phồng nhằm làm sụp đổ ý đồ của kẻ thù.
Khi một con linh cẩu uy hiếp đàn con báo săn mẹ sẽ cố gắng chống lại, dọa dẫm và có thể đuổi được con linh cẩu đi, chúng có thể dọa và đuổi linh cẩu đi trong khi linh cẩu là một mãnh thú lớn hơn, khỏe hơn, nguy hiểm hơn và là một chiến binh giỏi hơn, nó được giúp sức bởi hai vệt đen hình giòng lệ ở bên dưới mắt, báo săn là loài vật duy nhất thuộc họ mèo có vệt dài hình dòng lệ từ khóe mắt đến khóe miệng, các vệt dài này khuếch đại các đường nét trên khuôn mặt và trông chúng như dữ tợn hơn. Do đó nếu nó gầm gừ, khè khè hay giận dữ thì những vệt hình dòng lệ sẽ khiến nó trông có vẻ hung tợn và có thể làm cho con linh cẩu to hơn bỏ đi.
Loài cóc khổng lồ châu Phi là món ăn ngon cho bất kỳ động vật ăn thịt nào, vì thế nó đã sử dụng khả năng của mình để bắt chước, cải trang thành loài rắn hổ lục Gaboon có nọc độc cao để thoát khỏi bị ăn thịt. Mô hình màu sắc và hình dạng của cơ thể con cóc giống với đầu của rắn hổ lục, hai đốm nâu sẫm và một dải màu nâu sẫm kéo dài xuống lưng, hình dạng tam giác của cơ thể, một ranh giới sắc nét giữa lưng nâu và sườn nâu sẫm và làn da của loài cóc này, rắn hổ lục Gaboon có khả năng gây ra những vết cắn chết người, những kẻ săn mồi có thể sẽ tránh những con cóc trông tương tự để bảo đảm chúng không phạm sai lầm chết người, con cóc khổng lồ Congo dường như không có mặt ở những khu vực không có loài rắn có nọc độc Gaboon, với sự xuất hiện, hành vi tương tự và phân bố địa lý chồng chéo của chúng, những con cóc và rắn hổ lục có thể kết hợp với nhau, và điều này tiếp tục ủng hộ giả thuyết bắt chước.

### Đoạn chi

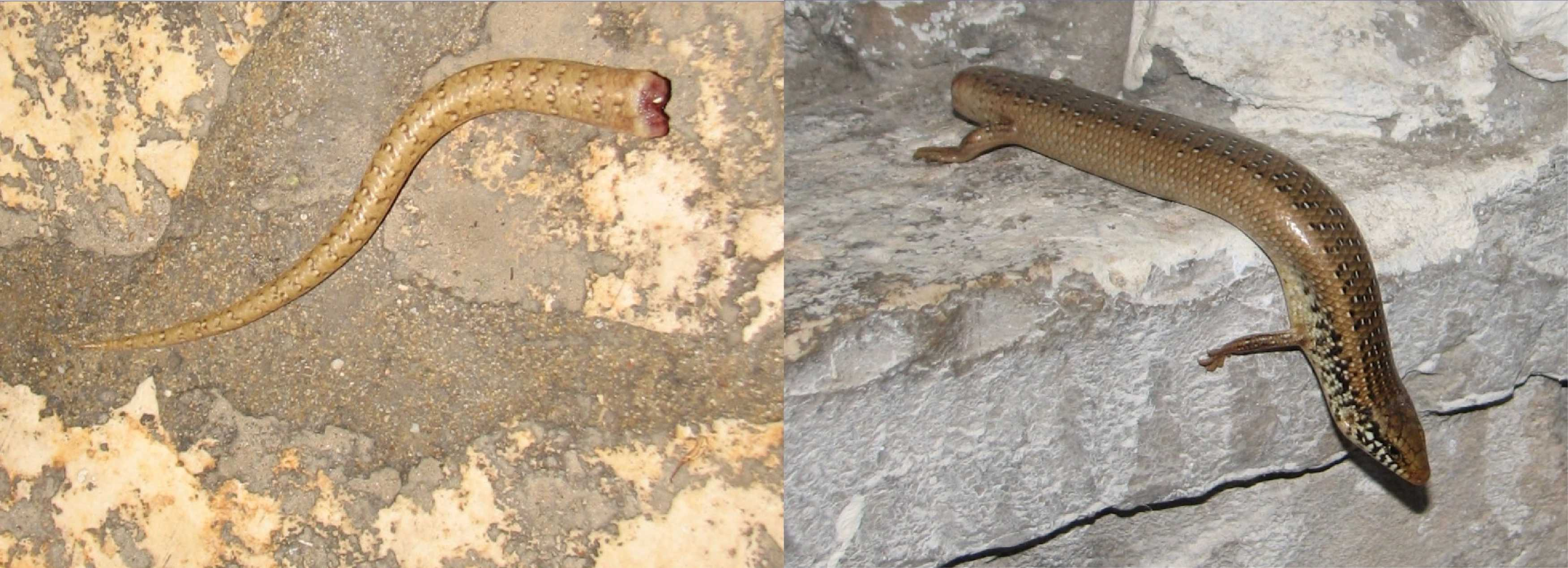
Thằn lằn đứt đuôi

Mực nang có tuyệt chiêu phun mực để tẩu thoát

Thạch sùng hay thằn lằn thường cắn đuôi để tìm cách chạy trốn mà thôi, khi đuôi rơi ra còn đang quằn quại sẽ làm kẻ thù chú ý, còn chủ nhân của đuôi thì đã chạy xa. Nhiều con thằn lằn có thể tự vứt bỏ chiếc đuôi của mình khi bị kẻ thù săn đuổi. Bằng cách chấp nhận hy sinh một phần thân thể của mình, chúng có thể giải thoát cho mình và đánh lạc hướng sự chú ý của kẻ săn mồi. Kể cả khi cái đuôi đã bị tách ra, sự co thắt của dây thần kinh cũng khiến chiếc đuôi ngọ nguậy như thế nó vẫn đang sống để gây chú ý.
Vật thể không đầu kỳ dị này sẽ khiến kẻ thù giật mình và giúp con thằn lằn cụt đuôi có cơ hội quý giá để chạy trốn. Một chiếc đuôi mới sẽ được mọc ra từ sụn, chiếc đuôi nguyên gốc thì bắt nguồn từ xương sống Còn ở loài thằn lằn màu xanh lá cây Anole (Anolis carolinensis) có thể hy sinh phần đuôi đề thoát khỏi động vật ăn thịt và sau đó mọc trở lại vì chúng có ít nhất 326 gene ở các khu vực cụ thể của đuôi tái tạo, gồm cả những gene liên quan đến sự phát triển của phôi thai, phản ứng các tín hiệu nội tiết tố và chữa lành vết thương.
Ngoài khả năng phun mực để tạo ra một đám mây đen cho phép nó thoát khỏi kẻ thù thì loài mực cũng có thể tự cắt phần chi (xúc tu) của mình để chạy trốn theo kiểu "bỏ của chạy lấy người", kèm theo đó nó sẽ phun ra một luồng ánh sáng để đánh lạc hướng kẻ thù hay con mồi tạo điều kiện cho con mực tấn công hoặc trốn thoát. Phần "cánh tay" (xúc tu) bị mất sau đó sẽ được mực tái sinh nhưng phải mất một thời gian. Sau khi tấn công đối phương, con mực ống bỏ trốn và để lại một đoạn xúc tu của nó. Việc con mực dùng vật thế thân để đánh lạc hướng của đối thủ được tin là cách giúp nó có đủ thời gian thoát khỏi kẻ thù trong tình thế hiểm nghèo.
Giống như loài thằn lằn, con mực sau đó tái tạo đoạn xúc tu bị mất. Loài mực ống Octopoteuthis deletron có khả năng tự cắt bỏ một phần tua tay của mình khi tấn công hoặc khi bị kẻ thù tấn công để phòng vệ. Điều này khác với bạch tuộc là loài luôn tung ra toàn bộ xúc tu của mình khi ở trong tình thế căng thẳng, mực O.deletron cắt phần cánh tay ở gần đối tượng tấn công hơn nên giảm thiểu được sự mất mát của cơ thể. Ở trên cạn, khi những con thú, thường là dã thú bị trúng bẫy của thợ săn, nhiều con dã thú sẽ tự gặm chân mình để thoát khỏi cái bẫy kẹp, bất chấp sự đau đớn và thương tật.
Một cơ chế tự vệ dị thường nhất tự nhiên được ghi nhận ở nhện, khi nhện mẹ mang bầu bị tấn công, các nhện con đã đột ngột thoát khỏi túi thai trên lưng nó ra ngoài cùng lúc. Khi người ta bắt nhốt ba con nhện trưởng thành vào một cái bình thủy tinh. Một trong số những con nhện này là cá thể cái đang mang bầu. Một con nhện khác có vẻ hiếu chiến, hung hăng tiến lại gần nhện mẹ trước khi nhảy xổ vào vồ nó. Khi cuộc đụng độ bắt đầu, nhện mẹ dường như "phun trào" lũ con ra khỏi túi thai trên lưng, khiến chúng bò rải rác khắp chiếc bình đựng. con nhện gây hấn đơn giản có thể đã xé toạc túi thai mà các nhện cái thường phát triển trên lưng để chứa con, nhện mẹ đã tạo cho các con cơ hội sống sót tốt nhất khi gặp nguy hiểm, bằng cách thả chúng ra thế giới bên ngoài. Loài nhện vẫn cho phép con cái của chúng sống trên lưng mẹ khi còn nhỏ, nhằm tạo cho chúng cơ hội tránh bị ăn thịt tốt hơn.

### Gây nhiễu

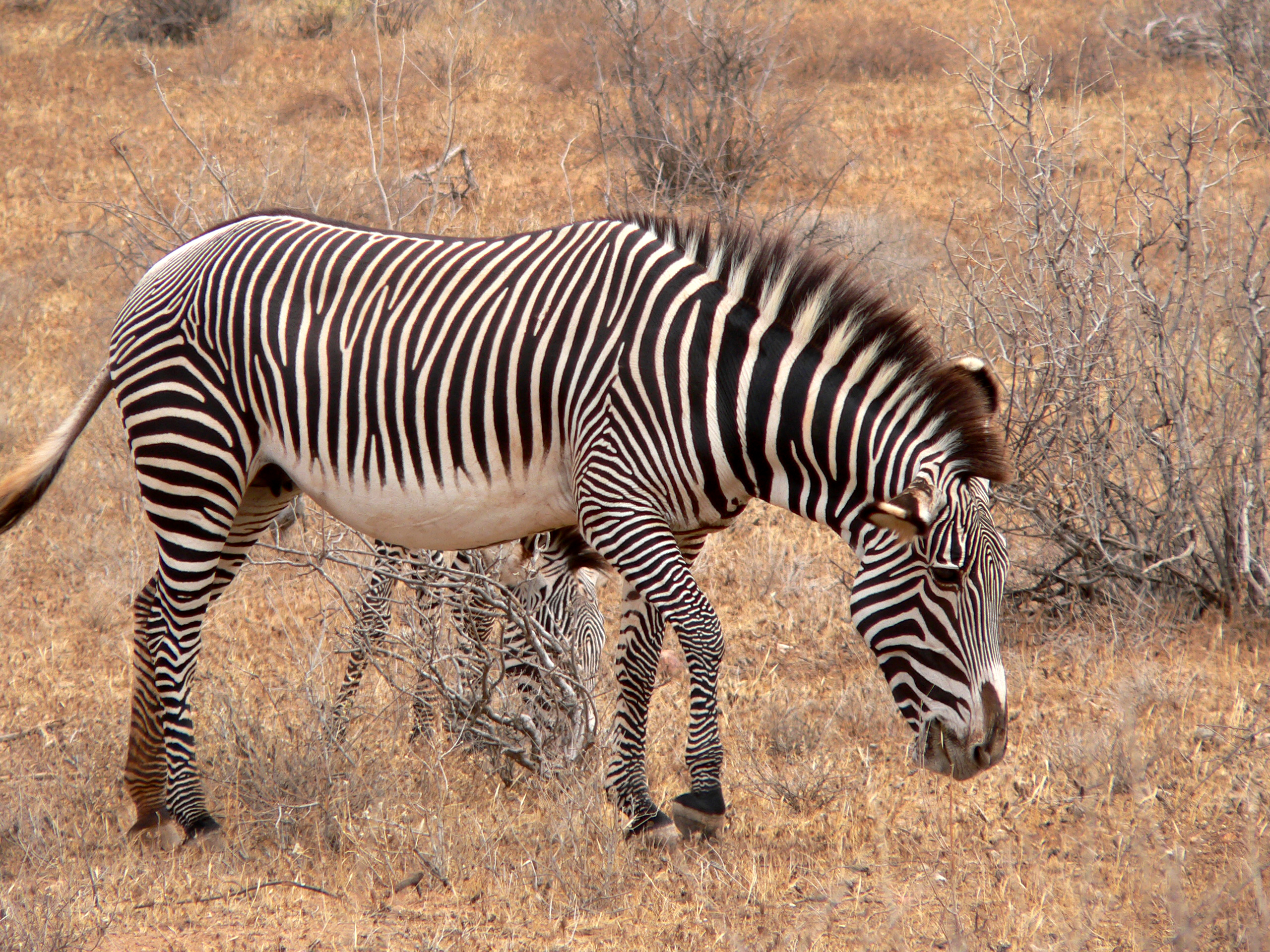
Một con ngựa vằn với những sọc vằn để đánh lạc hướng kẻ thù

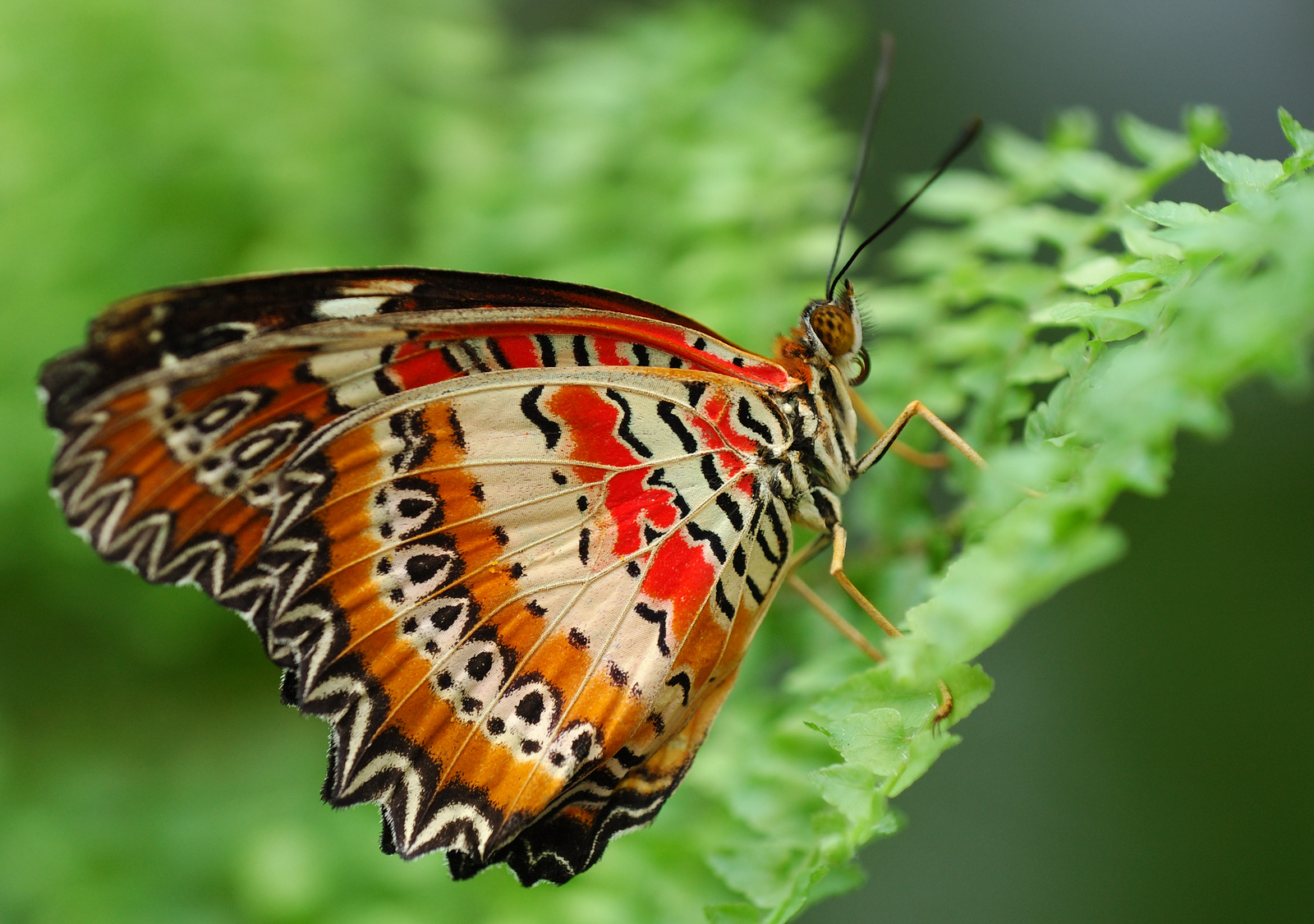
Loài bướm giáp có khả năng phá sóng siêu âm của dơi

Ngựa vằn có bộ lông sọc đen trắng là để đánh lừa thị giác các loài động vật săn mồi, nó sẽ làm hoa mắt đối phương dẫn đến không tập trung vào con mồi, các loài ngựa vằn châu Phi đã sử dụng các sọc trên bộ lông chúng để làm lóa mắt những kẻ thù săn mồi. Các sọc trắng - đen xen kẽ trên bộ lông có tác dụng tạo ra ra ảo giác che giấu cử động của một con ngựa vằn và bảo vệ nó trước việc bị tấn công. Các sọc chạy theo hướng dễ nhận biết trên phần hông và các sọc chạy dọc hẹp hơn trên lưng và cổ của một con ngựa vằn đã tạo ra những tín hiệu chuyển động bất ngờ, gây nhầm lẫn cho các đối tượng quan sát, đặc biệt là trong một đàn ngựa vằn.
Ngựa vằn sống thành từng bầy lớn trên đồng cỏ và những vằn đen trắng so le nhau của ngựa vằn có nhiều tác dụng rất lớn trong việc ngụy trang khi hòa lẫn vào những đồng cỏ xavan rộng lớn hoặc khi đi cả đàn với nhau sẽ hòa thành một khối khổng lồ, gây hoang mang cho kẻ thù. Các sọc đen trắng này lại giúp ngựa vằn đánh lạc hướng các loài thú ăn thịt khác vì khi những con ngựa vằn đứng tập hợp lại với nhau, với số lượng các sọc đen trắng lớn có thể đánh lừa các loài ăn thịt đang rình mò giống như một dạng ảo ảnh quang học, khiến cho 10 con ngựa vằn đứng gần nhau trông giống như một khối khổng lồ để đánh lừa các loài ăn thịt và khiến chúng không dám tới gần.
Trong suốt quá trình tiến hóa, cũng như để ngụy trang, đánh lạc hướng kẻ thù, từ loài có một màu mà ngựa vằn đã tiến hóa để có thêm các sọc đen trắng. Các sọc đen trắng giúp ngựa vằn đánh lạc hướng các loài thú dữ khiến chúng không dám tới gần. Có thể nói, ngựa vằn châu Phi đã sử dụng các sọc trên bộ lông để làm lóa mắt những kẻ thù săn mồi, các sọc trắng đen xen kẽ trên bộ lông có tác dụng tạo ra ra ảo giác che giấu cử động của một con ngựa vằn và bảo vệ nó trước việc bị tấn công, các sọc trên bộ lông ngựa vằn không chỉ gây rối cho những động vật săn mồi lớn như sư tử, mà còn có ảnh hưởng đối với cả ruồi và sâu bọ. 
Các sọc chạy theo hướng dễ nhận biết trên phần hông và các sọc chạy dọc hẹp hơn trên lưng và cổ của một con ngựa vằn đã tạo ra những tín hiệu chuyển động bất ngờ, gây nhầm lẫn cho các đối tượng quan sát, đặc biệt là trong một đàn ngựa vằn. Các sọc trên bộ lông ngựa vằn cũng tạo ra kiểu ảo giác này, giúp bảo vệ chúng trước sự dòm ngó của kẻ thù săn mồi và côn trùng gây hại, các sọc chéo rộng bên hông, đường kẻ sọc hẹp trên lưng và cổ ngựa vằn gây ra ảo giác cho người xem khi con vật di chuyển, đặc biệt trong một đàn ngựa vằn lớn.
Điều này giúp đánh lạc hướng động vật ăn thịt, làm sai lệch quá trình tiếp cận của động vật ký sinh. Khi những con ngựa vằn đứng tập hợp lại với nhau, với số lượng các sọc đen trắng lớn có thể đánh lừa các loài ăn thịt khác. Như một dạng ảo ảnh quang học, 10 con ngựa vằn đứng gần nhau trông giống như một khối khổng lồ. Sọc vằn có thể bảo vệ ngựa vằn trước nguy cơ bị các loài động vật ăn thịt tấn công, nhờ tạo ảo ảnh quang học. Những vạch đen trên da ngựa vằn khiến rất khó phân biệt từng cá thể làm kẻ thù khó tấn công.
Để đối phó với kẻ thù là loài dơi, loài bướm đêm đã phát triển một cơ chế phòng vệ dùng cơ quan sinh dục phóng ra các luồng sóng siêu âm. Trong những hang động tối tăm và các khu rừng rậm rạp trên thế giới, một cuộc chiến tiến hóa dai dẳng và kịch tích kéo dài 65 triệu năm đang diễn ra giữa loài dơi với bướm đêm. Rõ ràng bướm đêm là kẻ yếu, nhưng oài này đã tìm được những biện pháp tài tình để chống lại vũ khí lợi hại của kẻ thù, loài bướm đêm lớn có khả năng làm nhiễu tín hiệu định vị mà dơi sử dụng trong cuộc rượt đuổi trường kỳ trong bóng đêm.
Khi bị dơi truy đuổi, chúng chà xát bộ phận sinh dục vào bụng để tạo ra sóng siêu âm, có tác dụng làm nhiễu khả năng xác định phương hướng của kẻ thù. Tín hiệu siêu âm của loài côn trùng này có thể đóng vai trò như một lời cảnh báo rằng chúng cũng đang có vũ khí, như chân đầy gai, hoặc khiến dơi bị xáo trộn. Trước đó, bướm hổ là loài duy nhất được ghi nhận có khả năng làm nhiễu sóng của dơi. cả bướm đêm lớn lẫn bướm hổ đều sở hữu đôi tai phát hiện được sóng định vị của dơi, đồng thời có luôn khả năng phản ứng bằng cách phát trả lại dạng sóng tương tự. Điểm khác nhau ở đây là tai của bướm đêm lớn ở trên mặt, còn tai bướm hổ ở phần ngực, và bướm hổ cũng phát tín hiệu siêu âm bằng cách dùng các màng ở vùng ngực.

### Bắt chước

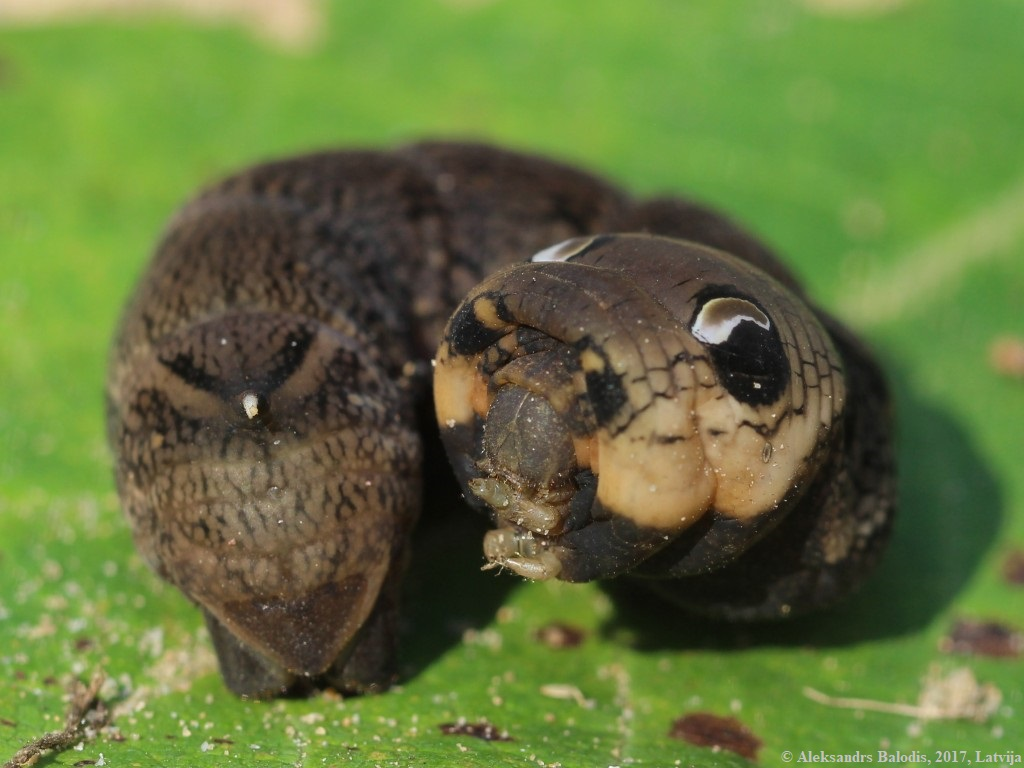
Một con côn trùng có ngoại hình giả dạng như một con rắn lớn

Bạch tuộc biến hình là một loài động vật thủy sinh thông minh có khả năng bắt chước các động vật biển khác nhau bao gồm cả cá, sư tử, rắn biển, cá đuối gai độc và sứa. Ngoài chuyển động cơ thể, chúng cũng có thể biến thành màu sắc của động vật chúng chọn để bắt chước. Chúng cũng sử dụng thay đổi màu sắc để pha trộn với môi trường xung quanh. Loài bạch tuộc có thể bắt chước hình dáng của hơn 15 loài khác nhau bao gồm rắn biển, cá mao tiên hay cá thờn bơn, cỏ chân ngỗng. Chúng sử dụng những khớp xoắn có sẵn trong xúc tu để biến đổi cơ thể trong khoảng thời gian ngắn. Sự thay đổi hình dáng bên ngoài được loài bạch tuộc thực hiện khi chúng nhận thấy có mối đe dọa và phản ứng đầu tiên là bắt chước thành chính kẻ thù mình. Bạch tuộc bắt chước còn có khả năng nhận biết động vật để mạo danh, khi bạch tuộc bị tấn công bởi loài cá biển chuyên sống ở rạn san hô, nó sẽ biến mình thành một chú rắn biển dài, có màu vàng đen để đe dọa rồi sau đó lẩn trốn.
Một loài nhộng bướm ở Costa Rica thường trú trong các chiếc lá cuộn tròn. Khi nhìn ngước lên, đôi mắt giả trên cơ thể con nhộng khiến những con chim nhỏ có ý định tiến lại gần phải sợ hãi và tránh xa. Một loài côn trùng được gọi là Hyalymenus nymph có hình dáng và hành động giống như các con kiến ăn nhựa cây. Nhờ đó, các loài có ý định tấn công chúng sẽ tránh xa vì cho rằng đây là những con kiến hung dữ. Tuy nhiên, nếu đàn kiến phát hiện được cách ngụy trang này, chúng sẽ tấn công các con côn trùng Sâu Cyphonia clavata có điểm đặc biệt là có thêm một phần thừa hình con kiến trên lưng. Phần thừa này khiến kẻ thù của chúng chán nản mà bỏ đi. Hoặc loài rắn chúa ở Mỹ (không có độc) nhưng bắt chước màu sắc của rắn san hô (loài kịch độc) để lừa các loài ăn thịt. Với ngoại hình khá giống với rắn san hô đỏ cực độc, nhưng rắn sữa hoàn toàn vô hại. Để phân biệt rắn sữa và rắn san hô đỏ, người ta căn cứ vào màu sắc của thân: sọc đỏ nằm cạnh sọc đen là rắn sữa, sọc đỏ nằm cạnh sọc vàng là rắn san hô đỏ. Hoặc các loài trong họ ruồi giả ong thường có ngoại hình giả dạng thành các loài ong vò vẽ để làm các con vật săn mồi thôi ý định tấn công.

### Cảnh báo
Một số loài động vật không chỉ có cơ chế phòng vệ thụ động như bỏ trốn hoặc tự cuộn mình mà chúng còn chủ động cảnh báo cho các loài động vật khác về sự nguy hiểm của bản thân. Các động vật biển này được vũ trang chu đáo, nhưng để tránh bớt xung đột, chúng chọn cách cảnh báo kẻ thù bằng màu sắc rực rỡ của cơ thể, với ý nghĩa: "Nguy hiểm, đừng động vào tôi/tránh xa tôi ra". Tín hiệu xua đuổi là sự đổi màu cảnh báo đến các loài săn mồi tiềm năng nhằm xua chúng đi. Ở sinh vật biển, những loài nguy hiểm thường có màu sắc đặc trưng: những đốm xanh dương trên nền vàng. Khi bị đe dọa, khỉ đột đực sẽ đứng thẳng người và dùng hai tay đấm thình thịch vào bụng để cảnh báo trước khi chiến đấu.

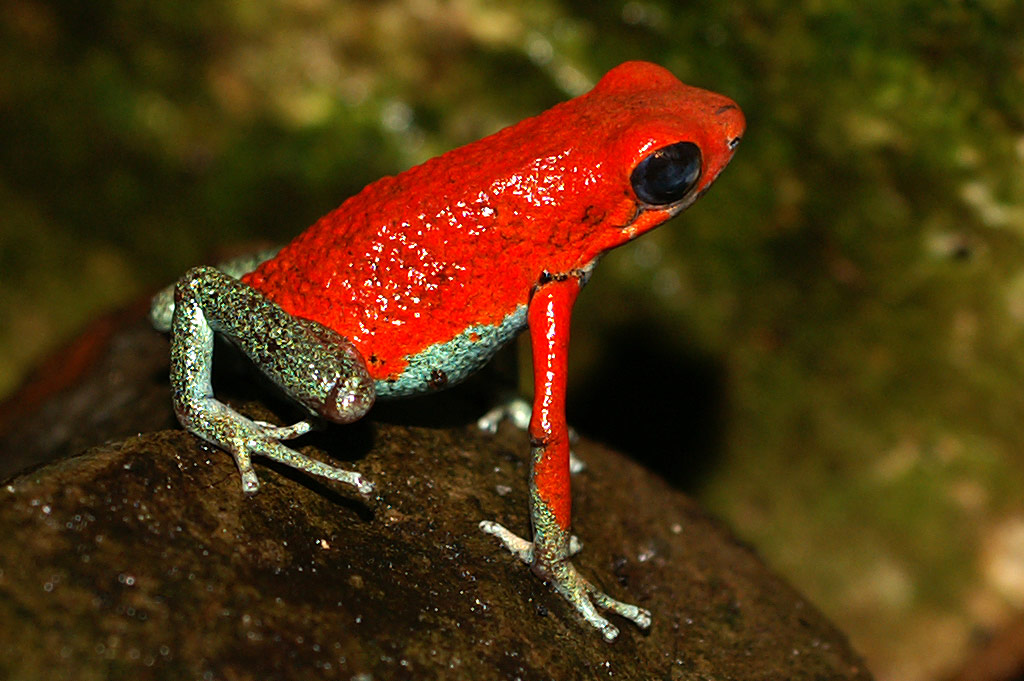
Màu sắc sặc sở của một con ếch là dấu hiệu cảnh báo về độc tố

Các loài chồn hôi thường cảnh báo đối phương trước rồi mới ra tay, trước khi xì hơi, những con chồn sẽ cong đuôi và giậm chân để kẻ lạ mặt có thời gian rút lui. Khi chồn hôi sọc (Mephitis mephitis) giậm chân trước và gầm gừ có nghĩa là nó đang giận dữ, nó muốn cảnh báo là sặp xịt mùi hôi bởi nó có những tuyến mồ hôi tiết ra một loại chất lỏng có mùi cực kỳ khó chịu, chồn hôi luôn nhắm thẳng vào mặt con thú đe dọa mình. Bộ lông với những màu sắc tương phản đậm nét khiến cho những con thú săn thịt nào đã từng một lần bị trúng đòn nước thối sẽ dễ dàng nhận ra bóng dáng chồn hôi và nhanh chóng tránh xa.
Với loài sên biển, chúng hấp thu các chất độc và khó chịu thải ra từ bọt biển và trữ lại trong tuyến hôi của chúng (nằm ở xung quanh lớp vỏ bì), các động vật ăn thịt sên biển đã học cách tránh những loài sên biển nhất định này dựa trên các mảng màu sặc sỡ của chúng. Hải sâm liếm ngón có thân dài, mềm, quanh là các xúc tu phân nhánh, ở mút có các phần tử và vi sinh vật ăn được bám vào, theo định kỳ, hải sâm gập từng xúc tu một về phía miệng trung tâm và mút (vì vậy chúng được đặt tên là hải sâm liếm ngón), trong khi đa số đồng loại có màu nâu nhạt, loài này lại có nhiều màu sắc, nổi bật trong môi trường sống như một cách lưu ý các loài khác. Con vật đẹp rực rỡ ấy ít thấy trong các hồ cá cảnh, vì mỗi lần bị quấy rầy, nó thải chất độc vào nước, làm nhiễm độc cư dân trong hồ cá. Các loài ếch phi tiêu độc có màu sắc rất sặc sở và sê gửi lời cảnh báo đến các động vật khác là chúng có độc.
Các loài rắn bên cạnh việc cảnh báo bằng màu sắc sặc sỡ (như rắn san hô), một số loài còn cảnh báo bằng hành vi, chẳng hạn như rắn hổ mang trước khi tấn công, chúng sẽ ngóc đầu, bạnh mang (phồng mang) và rít phì phì, hay rắn đuôi chuông luôn cảnh báo xung quanh bằng những tiếng rung lắc từ cái đuôi chúng kêu lên những âm thanh chết người, con rắn đuôi chuông sẽ liên tục rung đuôi để cảnh báo những kẻ xâm nhập nên tránh xa, một tín hiệu dễ nhận biết từ khoảng cách xa. Nếu chúng sống dưới đất và ngụy trang tài giỏi thì nguy cơ bị tấn công sẽ rất cao, và nếu kẻ khác phớt lờ lời cảnh báo thì điều không hay sẽ đến đơn giản vì chúng có đủ độc đố chết người.
Thói quen của loài rắn mamba là ngóc một phần ba cơ thể trước lên khỏi mặt đất, nghĩa là một con rắn dài 4 mét có thể đứng lên và cắn vào một người cao gần 2m. Khi bị đe doạ, con rắn sẽ ngóc mình lên không trung, uốn cong lưng rồi sau đó cân bằng trên phần cơ thể còn lại. Nó bò rất nhanh về phía trước và há to miệng để lộ phần màu đen ở bên trong nên mới có tên gọi là rắn Mamba đen chứ bề ngoài chúng không hoàn toàn đen, đợt tấn công của một con rắn mamba sẽ là đợt tấn công dài nhất và kinh khủng nhất vì lượng độc tố khủng khiếp của chúng, nếu bỏ quan dấu hiệu cảnh báo này hoặc cố tình làm phiền, các loài rắn sẽ tấn công bằng nọc độc chết người của chúng.

### Đáp trả
Chiến lược đáp trả của các loài động vật cũng là một trong những vũ khí phòng vệ hiệu quả, chúng là những loài động vật có thể bị săn đuổi nhưng có thể đánh trả một cách cần thiết. Loài thú có túi Opssum châu Mỹ bình thường chúng vẫn có những phản ứng khi gặp nguy hiểm giống như các loài có túi khác như kêu rít lên, cào cấu và nhe răng, nếu tình thế nguy hiểm hơn chúng có thể cắn ác ý. Đà điểu đầu mèo thường rất nhút nhát, nhưng nếu bị đe dọa, nó sẽ tấn công, chúng sẽ nổi cơn điên và cố giết chết con người theo cách tàn bạo nhất có thể, chúng sẽ tiến đến với móng vuốt nhọn sắc to lớn, trong đó, ngón bên trong hay ngón thứ hai trong ba ngón chân có móng đáng sợ, thẳng, dài có thể cắt lìa cánh tay hay moi ruột một cách dễ dàng.
Nhím là loài vốn hiền lành nên rất dễ bị các con vật khác lấn lướt, tấn công nhưng bù lại thì cách duy nhất để chúng xua đuổi kẻ thù là dùng bộ lông rậm rạp, sắc nhọn của mình. Khi bị đe dọa, nhím sẽ giữ khoảng cách an toàn với kẻ thù và gồng mình lên để lộ ra những chiếc gai nhọn cứng cáp. Nếu kẻ thù chưa bỏ cuộc, nhím sẽ chờ kẻ thù lao vào tấn công để trả đũa. Chúng sẽ nằm im, xù gai lên bao bọc khắp cơ thể. Khi kẻ thù lao vào sẽ bị gai nhọn cắm sâu vào thịt gây đau đớn, thậm chí là tê liệt. Đã có những con thú ăn thịt như báo hoa mai, chó hoang phải trả giá vì những chiếc gai tủa này.
Một số loài cá lại có chất độc ở gai bảo vệ, với nhiều loại cá có chất độc ở gai bảo vệ. Chúng có các gai nhọn, sắc ở vây lưng, vây bụng, ngực và mang, sống nhiều ở biển. Một số sống ở nước ngọt như cá mó còn gọi là cá chép hoa Trung Quốc với trên vây lưng có 12 chiếc gai không bằng nhau, gai thứ 4, 5, 6 dài hơn. Khi bị gai cá này đâm vào cơ thể, chỗ bị đâm sưng tấy, mưng mủ và đau nhức, toàn thân sốt, biến chứng sẽ nguy hiểm khi có các chất độc, dịch nhày do cơ thể cá bài tiết qua chỗ gai đâm và thấm vào trong cơ thể. Hoặc như loài cá ngát sọc, chúng có những cái ngạnh sắc nhọn có độc và có thể tấn công những ai bắt lấy chúng.
Cá đuôi chấm xanh dương có mối nguy hiểm nằm ở những gai chắc, có đốt, ngạnh, mang nọc ở vị trí giữa đuôi. Trong trường hợp bị con người đe dọa, đuôi cá quất về phía trước như cái roi, gây vết thương rách thịt vô cùng đau đớn, dễ nhiễm trùng với triệu chứng như sốt, co rút, và điều này cũng đương nhiên là đáng sợ đối với các loài vật khác. Cá hộp ít di động, cơ thể được bọc trong một khung xương như chiếc hộp, chỉ để nhô ra những phần linh hoạt như đuôi, vây, mắt, chất độc dưới da rất mạnh, tiết ra mỗi khi cá toan cắn, chúng là cá nhỏ, thân màu vàng, đuôi xanh dương trông rất đẹp mắt nhưng cho thấy sự nguy hiểm của mình.
Cá mù làn bay bơi lừ đừ, vênh vang với bộ da vằn, vẻ tự tin do nó có một sức mạnh đáng sợ, đó là nọc cá có độc tố rất mạnh, chúng mang một loại gai lưng rất dài với các rãnh khía xoè ra hai bên như hai cánh, ngoài cảm giác đau buốt, nọc có thể gây sốc, đặc biệt nguy hiểm với thợ lặn, chỗ bị thương sưng phù, lâu lành, trong một số trường hợp, nhiễm độc có thể đưa đến rối loạn tổng trạng, gây tai biến tim hay hô hấp và cả tử vong, chúng sẽ tấn công đáp trả khi bị xâm phạm hoặc cố bắt lấy chúng.
Mực vòng xanh là loài mực tí hon, tầm vóc không quá 10 cm, nhưng vết cắn rất độc, có thể gây tử vong, "kẻ sát thủ tí hon" này thường hiện diện trong các vũng nước khi thủy triều xuống. Lấy tay nhặt nó để ngắm là tiếp cận với cái chết. Vết cắn không đau, nhưng gây tê cóng tại chỗ rồi lan ra toàn thân, trong vòng 1-2 giờ từ tê chuyển sang trạng thái liệt các chi, rồi cơ hô hấp. Giun lửa là loài giun có đốt dễ nhận ra nhờ màu sắc rực rỡ như phát lửa, một lớp tơ mịn màu trắng giương quanh thân, nhọn, có ngạnh và dễ gãy, tơ ấy xuyên sâu vào da, gây cảm giác bỏng rát và ngứa, đôi khi rất đau, hiện tượng này mang tính vật lý, vì không tìm ra nọc trên tơ.
Chiến lược dùng vỏ đáp trả đòn tấn công của loài ốc sên cũng đã được ghi nhận thông qua việc phát hiện hai loài ốc sên có khả năng tấn công kẻ thù bằng cách đung đưa lớp vỏ qua lại, đó là cơ chế phòng thủ của các loài ốc sên thuộc chi Karaftohelix trước kẻ săn mồi là bọ cánh cứng Carabid. Ốc sên đã dùng vỏ đối phó đòn tấn công của bọ cánh cứng, loài ốc sên Karaftohelix gainesi sống ở Hokkaido, Nhật Bản, và Karaftohelix selskii sống ở vùng Viễn Đông của Nga, có phản ứng rất độc đáo trước cuộc tấn công của bọ cánh cứng. Thay vì rút lui cơ thể mềm mại vào lớp vỏ bảo vệ, chúng đung đưa lớp vỏ qua lại như một cây gậy để tấn công bọ cánh cứng đang tiến đến gần. Hành vi của những con ốc sên và hình dạng lớp vỏ của chúng có mối tương quan với nhau để tối ưu hóa chiến lược phòng thủ ưu tiên, hai phương pháp phòng thủ thụ động (chui vào trong vỏ) và phòng thủ chủ động (sử dụng vỏ để tấn công kẻ thù) tiến hóa độc lập với nhau trong các loài ốc sên sống tại Nhật Bản và Nga.
Các loài thú móng guốc cũng có những chiến lược đáp trả kẻ địch một cách đích đáng, chẳng hạn như loài ngựa, tuy chúng không có sừng nhọn nhưng quá trình tiến hóa chúng đã hình thành một kỹ năng tự vệ sở trường là những cú đá hậu trời giáng để chống lại các loài dã thú ăn thịt thường tấn công vào phần lưng và mông nhạy cảm của nó. Ở thảo nguyên châu Phi, không ít lần, sư tử đã nhận thất bại đau đớn khi bị ngựa vằn phản đòn, tung các cú đá hậu như trời giáng, không ít lần, bản năng sinh tồn đã giúp ngựa vằn lật ngược tình thế và hạ sư tử bằng những cú đá hậu sở trường. Khi sư tử nhảy thẳng lên lưng ngựa vằn định ra đòn chí mạng, nhưng không ngờ lại bị con mồi tung ra cú đá hậu hiểm hóc, tung cước trúng hàm khiến sư tử đau đớn thậm chí là trọng thương.

### Gây hấn

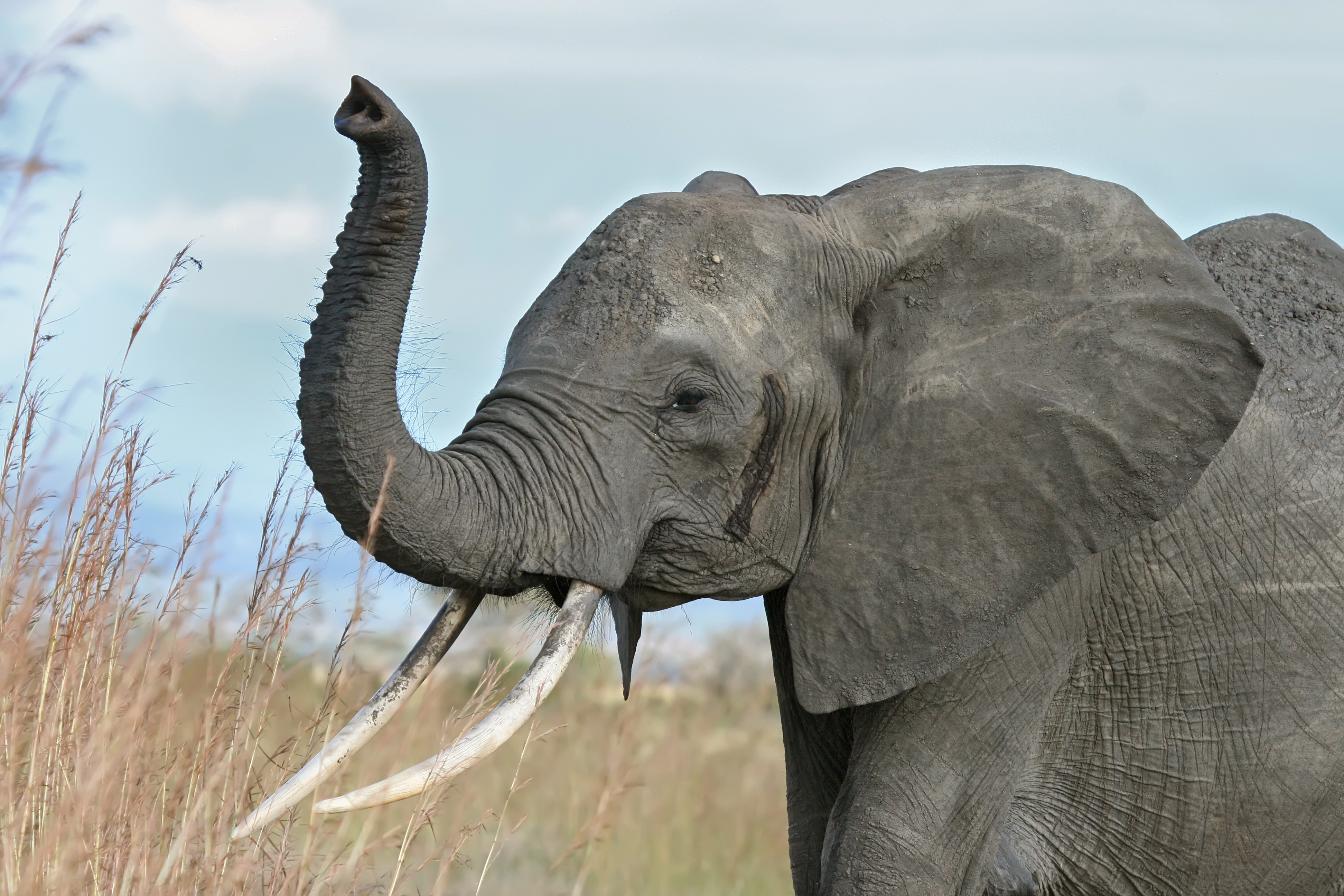
Voi châu Phi đang lên cơn hăng

Sự hung hăng hay tính hiếu chiến là hành vi phòng vệ chủ động của các loài để loại trừ các mối nguy hiểm hay sự bất an của chúng. Điển hình là loài trâu rừng châu Phi. Trâu rừng châu Phi có xu hướng loại bỏ mối nguy hiểm thay vì trốn tránh chúng, chúng đôi khi hung hăng, nóng nảy một cách vô cớ và là một sát thủ quả quyết. Với tính tình nóng nảy, dễ bị kích động cộng với tốc độ chạy có thể lên đến 58 km/h cùng cặp sừng lớn đây là một động vật nguy hiểm. Vì tính tình hung dữ này, đây là loài động vật chưa bao giờ được thuần hóa thành công. Ngay cả khi người ta nhìn chúng qua ống nhòm ở khoảng cách xa, những con đực dường như đang nhìn chăm chăm vào với sự thù ghét. Chúng là một sinh vật rất khó lường và là một trong những động vật nguy hiểm nhất trên đất liền. Trâu rừng châu Phi sẽ hung hăng tấn công nếu có thú săn mồi nào dám bắt con của chúng.
Trâu rừng châu Á vốn rất kỵ với hổ và bản tính thì trâu rừng vốn ghét hổ nên hễ thấy mùi hổ là trâu liền giậm chân, lồng lộn lên và cuồng loạn lạ thường đồng thời khi trâu rừng đánh hơi được chỗ hổ đang rình rập thì lao tới. Hai con trâu rừng châu Á khỏe mạnh có thể dễ dàng hạ gục được một con hổ Mặc dù vậy, hổ vẫn là loài đe dọa đến sự sinh tồn của loài trâu rừng, một con hổ có thể đánh hạ được một con trâu rừng trưởng thành để ăn thịt chúng So với bò rừng, bò tót dữ hơn, nguy hiểm cho người hơn. Khi bị bắn, bò rừng phân tán chạy trốn nhưng bò tót sẵn sàng tấn công kẻ thù. Bò tót khá hung dữ, chúng hay húc tung những chướng ngại vật và có thể húc chết người.
Tê giác không thường tấn công con người hoặc các loài vật khác, tuy nhiên do sở hữu thị lực kém, chúng rất dễ bị giật mình và một khi đối tượng trong tầm ngắm của chúng, sẽ bị truy đuổi đến tận cùng. Một tường thuật về vụ một phụ nữ trẻ bị tê giác húc chết ở Nam Phi cho thấy con vật này đáng sợ và không thể đoán trước như thế nào. Một con tê giác trắng trưởng thành có thể nặng tới 6.000 pound và là loài động vật nặng thứ hai trong số các loài có vú sống trên cạn (sau voi). Tê giác thiển cận, tính rất hung dữ, thất thường, điều đó làm chúng rất nguy hiểm. Chúng sẽ xông vào với toàn bộ sức lực và dùng sừng để làm bị thương hay giết chết những gì chúng cho là mối nguy hay làm phiền chúng. Đừng bao giờ ở giữa một con tê giác và con của chúng, hoặc ở gần bất kỳ một con tê giác đực già nào. Nai sừng tấm thường chủ động tránh người, nhưng khi bị đe dọa hoặc làm phiền, chúng sẽ trở nên rất hung hăng, nhất là trong giai đoạn nuôi con.
Voi có trọng lượng cơ thể lên tới 16 tấn (12.000 pound), tiềm ẩn những nguy hiểm cho con người, nên tránh những va chạm hay tiếp xúc với voi đực trưởng thành hay voi cái đang nuôi con nhỏ. Trong số các mối nguy hiểm nhất là voi độc (voi sống một mình), chúng là những con voi sống riêng lẻ và rất hiếu chiến, hành vi của loài vật này rất khó đoán biết, đặc biệt là khi chúng tức giận và điên tiết, lên cơn (cơn hăng), khi đó với trọng lượng to lớn của mình, chúng có thể nghiền nát bất cứ thứ gì Voi Châu Phi, đặc biệt những con voi độc và con đực trẻ có thể rất hung dữ ngay cả khi không bị trêu chọc, phần lớn cái chết do voi gây ra là giẫm nát nạn nhân, những nơi có nạn bắn trộm voi và khi môi trường sống của chúng bị đe dọa, voi hung dữ hơn.

### Đương đầu

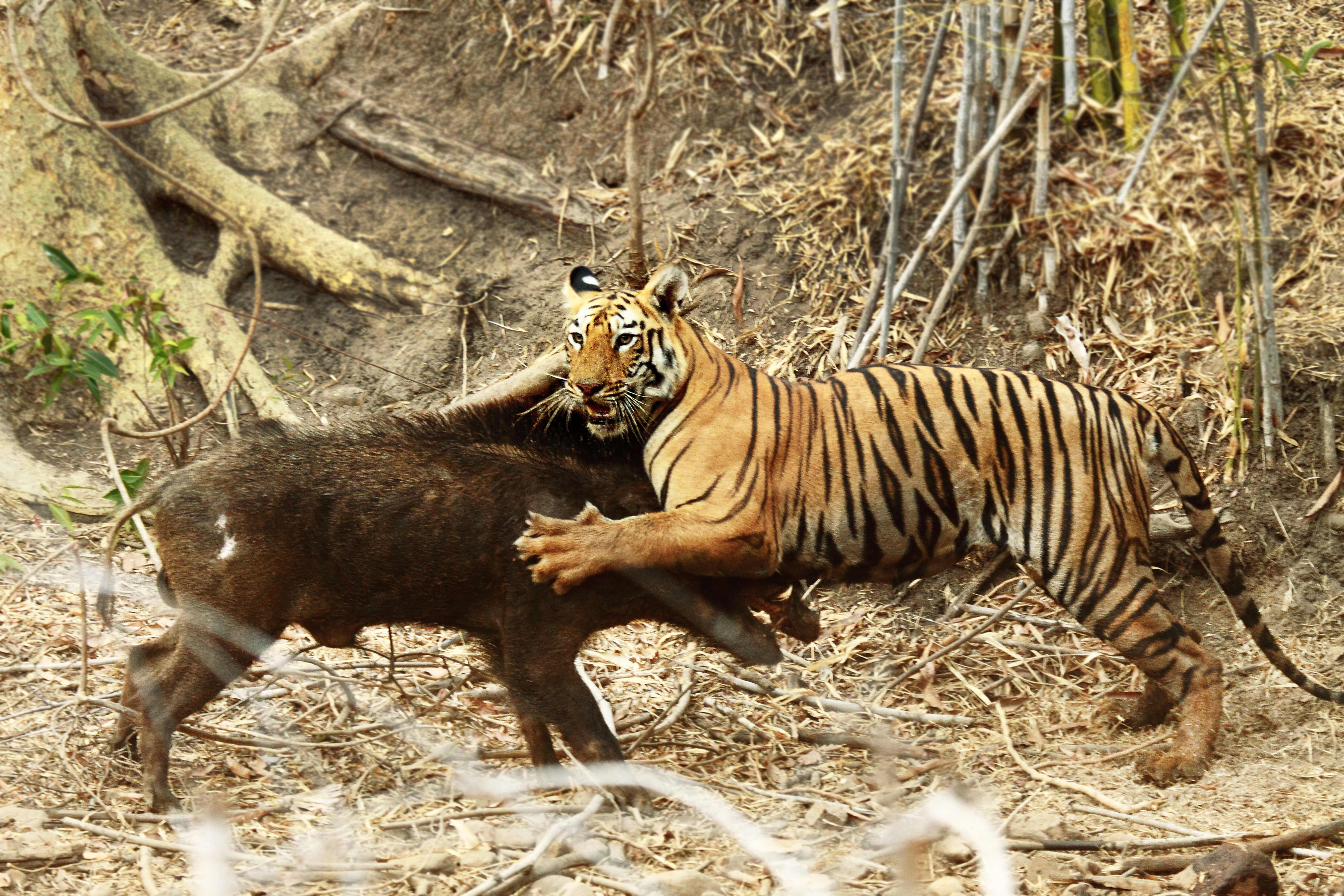
Một con lợn rừng đang chống trả lại con hổ non

Lợn rừng là loài rất hung dữ, một con lợn đực trưởng thành được xem là đặc biệt nguy hiểm do chúng có bản tính hung dữ, lỳ lợm có máu điên tiết Trong tự nhiên, lợn rừng là loài thú hung dữ là lì lợm, khi bị thương nó có thể liều lĩnh húc cả trâu khiến trâu bật ngã Với bản tính của mình, lợn rừng rất thích phá phách và tấn công, do đặc tính của lợn lòi rất hung dữ, chúng có nhiều vũ khí tự nhiên lợi hại, đặc biệt khi sùng máu, nó có thể quay trở lại tấn công bất chấp thương tích.
Lợn rừng nổi tiếng là sống dai, ngay cả khi bị hạ nó cũng có thể vùng dậy tấn công bất thình lình, điều này khiến chúng trở thành con mồi cứng đầu, ương ngạnh, lì lợm và khó xơi tái kể cả đối với những siêu dã thú như hổ, báo, sư tử. Với độ lỳ đòn, lỳ lợm của mình thì heo rừng lục chiếc thường hung hãn tấn công bất ngờ bất kỳ con vật nào ngay khi vừa giáp mặt, khi đã chiến đấu thì nó không bao giờ bỏ chạy trước bất kỳ đối thủ nào, chiến đấu cho đến chết mới chịu thôi
Lửng mật là một loài thú ăn thịt to khỏe, với lớp da dày và khả năng phòng vệ dữ dội, dù trọng lượng trung bình chỉ đạt gần 14 kg nhưng chúng được trang bị hàm răng và móng vuốt sắc nhọn. Trong tự nhiên, lửng mật hiếu chiến hiếm khi gặp rắc rối, ít bị ăn thịt trong tự nhiên vì lớp da dày của nó và khả năng phòng vệ rất dữ dội, chúng nổi tiếng là loài động vật hung dữ, bặm trợn, liều lĩnh không chùn bước, lửng mật còn có khả năng đề kháng độc tốt ngay chất kịch độc cả rắn hổ mang. Chúng từng chiến đấu với sư tử, trăn khổng lồ, rắn độc và hiếm khi chịu thua, chúng dường như không hề biết sợ và chịp lép vế trước bất cứ động vật nguy hiểm nào.
Không chỉ có khả năng phòng vệ, lửng mật còn rất hung hăng và bất chấp, khi đối đầu với những động vật nguy hiểm hoặc mãnh thú, chúng không hề sợ hãi, chùn bước và nổi tiếng là "gã điên" của tự nhiên, dám chống lại cả sư tử nếu bị khiêu khích, với bản tính hung hăng không biết sợ, từng có con lửng mật dám lừng lững xông vào giữa bầy sư tử. Thậm chí dù to hơn gấp nhiều lần lửng mật, trăn đá châu Phi khổng lồ vẫn phải chịu thua trước sự liều lĩnh và linh hoạt của đối thủ nhỏ bé và nhờ bản tính liều lĩnh và linh hoạt, lửng mất đã giành phần thắng
Việc trực diện đối đầu một cách tự tin còn là một biện pháp tự vệ hữu hiệu thay vì bỏ chạy càng làm kích thích bản năng săn mồi của các con dã thú. Sự liều lĩnh và tự tin đôi khi còn tạo ra bất ngờ, thậm chí những con linh dương đầu bò còn non cũng có thể tấn công trở lại và đuổi báo săn đi, với cặp sừng nhọn hoắt, nếu đấu trực diện, nó không hê thua kém. Thậm chí báo săn còn phải tháo chạy trước sự to khỏe của các con linh dương đầu bò trong trường hợp bị báo săn tấn công, các con linh dương đầu bò có thể liều lĩnh chống trả và đuổi báo săn đi, ngay cả những động vật nhỏ hơn như cáo tai dơi nếu liều lĩnh và dữ tợn trong cuộc đối đầu với báo săn cũng khiến cho báo phải bỏ chạy ngay cả khi đã rượt và bắt được.

## Chiến lược

### Xa tầm với

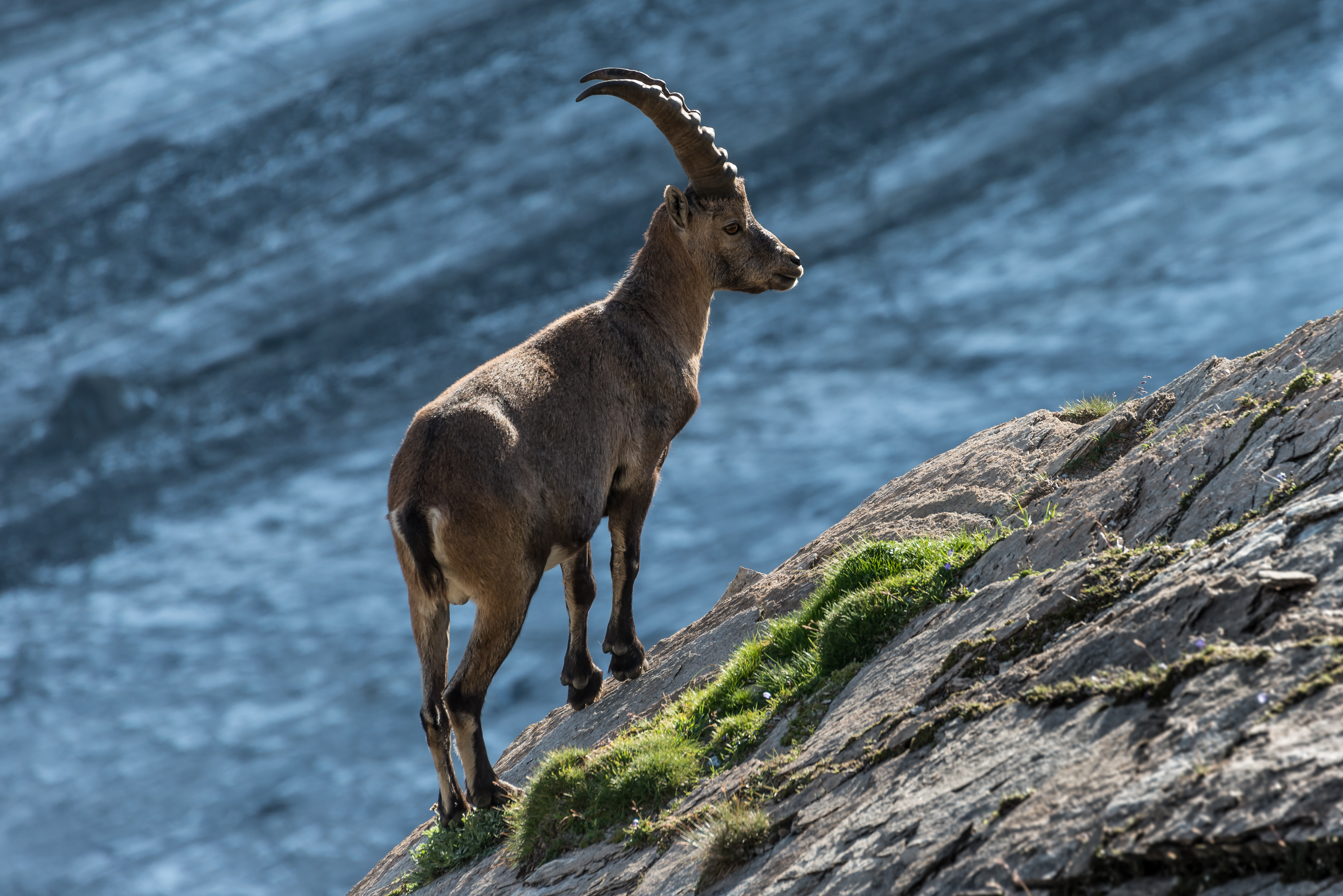
Một con sơn dương đang đứng trên vách núi cheo leo

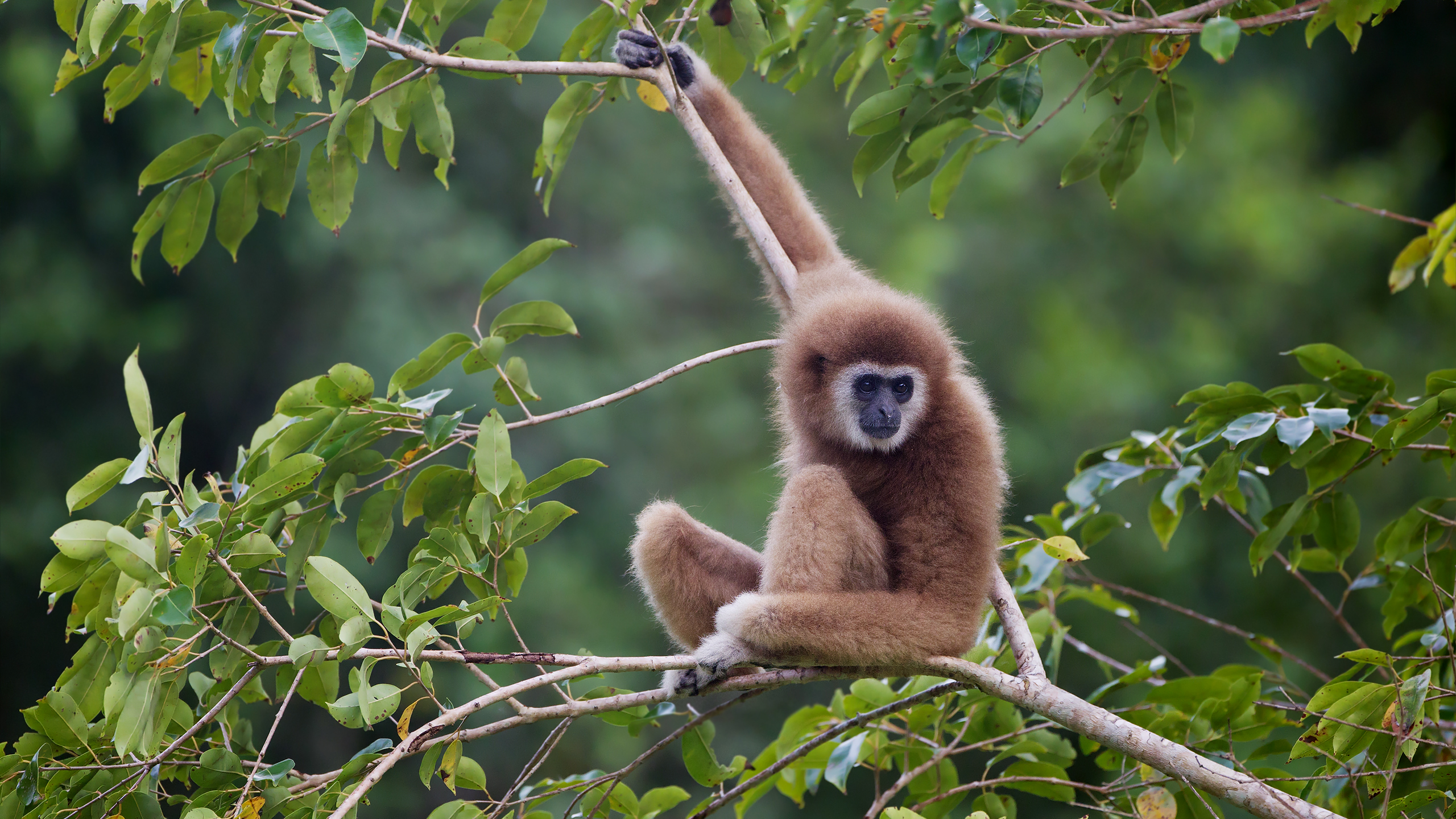
Một con vượn chọn môi trường sống trên cây, tránh xa tầm với của các loài dã thú

Một trong những chiến lược của con mồi để thoát khỏi nguy cơ đối mặt với những kẻ săn mồi là cố gắng ở ngoài tầm với của kẻ thù. Chúng có thể thực hiện chiến lược này bằng cách tiến hóa, chủ động chọn môi trường sống, chẳng hạn như các loài chim yến thường làm tổ yến ở những vách đá, hang đá cheo leo, dựng đứng đầy nguy hiểm Một số loài chọn cách sống ở những vùng khắc nghiệt ít có động vật sinh tồn để không phải cạnh tranh, chẳng hạn như những động vật sa mạc, trên sa mạc, vào ban ngày trời nóng như thiêu đốt còn ban đêm thì lạnh giá băng, chính sức nóng rực lửa vào ban ngày đã giúp con mồi tồn tại, một số loài khác sống trên các cành cây cao vút và mỏng manh như các loài khỉ, một số khác thì chọn cuộc sống an toàn dưới lòng đất bằng hệ thống hang cho chúng đào, chẳng hạn như các loài chuột, chuột chũi, dúi, chuột sóc, sóc đất, rái cá cạn. Rắn thường là con mồi của chim ưng, chó sói, chồn một số loài rắn tận dụng sự nhanh nhẹn lẩn vào các hốc đá, hang sâu để trốn.
Loài dê thích lựa chọn vách núi chênh vênh để di chuyển, các loài dê hoang dã, chúng có sở thích leo trèo trên những vách đá hẹp chênh vênh và dốc đứng vì chúng muốn tránh khỏi sự đe dọa của những con thú săn mồi vẫn hay rình rập ở địa hình thông thường, và dê núi hoang dã là loài đã tiến hóa trong môi trường những vách đá dốc đứng. Dê núi dành phần lớn cuộc sống của chúng trên các vách đá, cuộc sống trên những vách đá lại mang lại cho chúng nhiều lợi ích, bao gồm cả việc có thể an toàn trước các kẻ thù trên mặt đất. Ưu điểm của dê chính là khả năng leo trèo, tốt hơn nhiều lần so với các loài động vật họ mèo như hổ, báo, mèo, cũng như các loài sói.
Các loài dê có cấu tạo cơ thể đặc biệt bẩm sinh, giúp trở thành bậc thầy về leo trèo, phần móng guốc chẵn, chẻ đôi thành 2 phần (móng chẻ) với các cạnh chắc chắn và cứng cáp. Ở giữa bộ móng guốc có khoảng trống đủ rộng và phần đệm thịt êm, cơ thể rắn chắc và rất cơ bắp. Phần thân trước chắc khỏe, đặc biệt là cơ vai, giúp chúng có thể kéo toàn bộ cơ thể lên phía trước khi leo trèo ở độ cao lớn, phần chi sau tuy không chắc khỏe bằng nhưng vẫn đủ mạnh mẽ để giúp chúng có những bước nhảy chính xác và nhanh gọn. Guốc đôi giúp khả năng giữ thăng bằng tốt, đặc biệt ở địa hình hiểm trở và phần đệm thịt đóng vai trò giống lớp đế cao su tăng độ ma sát, bám chắc vào những diện tích tiếp xúc dù nhỏ nhất, chúng không hề sợ hãi, có khả năng giữ thăng bằng rất tốt.
Một số loài khỉ phát triển khả năng phòng vệ liên quan đến việc leo trèo. Chúng là một trong những loài có khả năng leo trèo tốt nhất thế giới và hầu hết chúng chọn môi trường sống trên những tán cây. Đối với loài khỉ, cái đuôi đóng vai trò rất quan trọng. Hầu hết loài khỉ sống trên cây, vì thế, để giữ thăng bằng khi nhảy từ cành cây này sang cành cây khác, khỉ sẽ phải nhờ đến cái đuôi của mình, cái đuôi có chức năng tương tự như bàn tay, có thể cầm nắm được, giúp chúng leo trèo qua các cành cây. Trong khi đó, khi ở trên cây, chúng chỉ dùng 2 chi trước để chuyền từ cành cây này sang cành cây khác. Trong trường hợp di chuyển trên cây, cái đuôi của loài khỉ giúp chúng giữ thăng bằng rất tốt.
Hầu hết các loài động vật hoạt động vào ban ngày trong khi đó các loài ăn đêm (nocturnal) thi hoạt động vào ban đêm, buổi tối khi các loài ăn thịt đã ngủ say. Chúng chủ yếu là kiếm ăn và ngủ vào ban ngày như thế sẽ giảm nguy cơ bị ăn thịt, hoặc do nhiệt độ ban ngày quá nóng và sự cạnh tranh của các loài động vật khác. Các loài động vật sống về đêm thường có các giác quan phát triển cao đối với thính giác, khứu giác, thị giác, xúc giác và đặc biệt là khả năng cảm nhận, đặc điểm này có thể giúp loài vật có thể lẩn tránh kẻ thù. Nhiều động vật có vú hoạt động vào ban đêm hay kiếm ăn đêm, để tránh loài săn mồi vào ban ngày, hoặc bởi vì ban ngày quá nóng không hoạt động được, sống về đêm giúp ong như Apoica flavissima tránh bị săn bắt trong ánh sáng mặt trời dữ dội. Tuy vậy, nhiều loài săn mồi như hổ, báo, sư tử cũng là các loài động vật hoạt động về đêm và thường đi săn đêm.

### Số đông

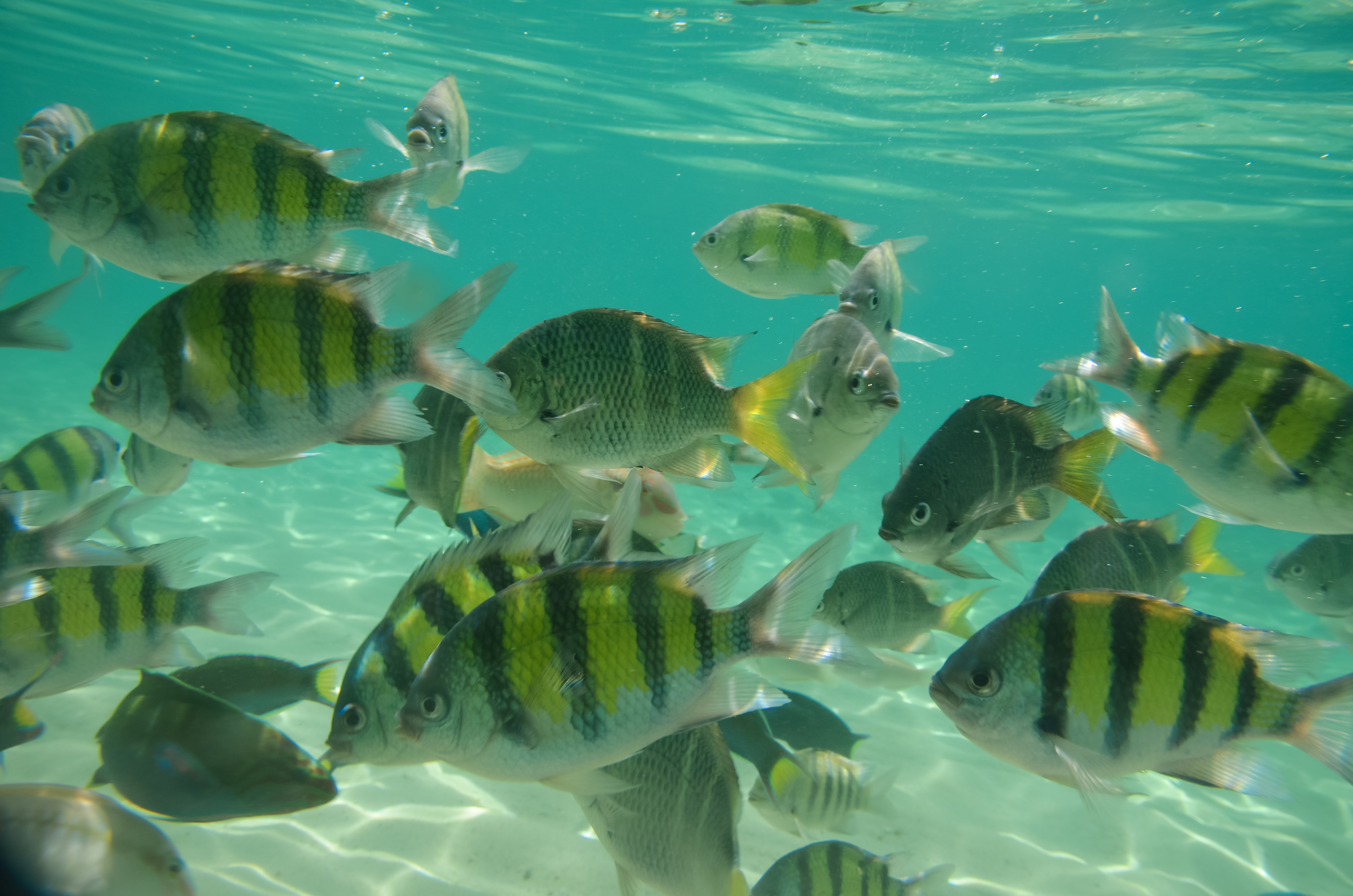
Một đàn cá đang bơi cùng nhau

Sống quần tụ theo bầy đàn là một loại tập tính quan trọng của các loài thú hoang dã, đoàn kết luôn là biểu tượng của sức mạnh. Sống theo bầy đàn giúp các loài thú tự bảo vệ trước kẻ thù hay thú ăn thịt cũng dễ dàng tìm bắt và tiêu diệt được nhiều con mồi hơn. Những con mồi cũng có thể tự bảo vệ bằng sự đoàn kết được đặc trưng bởi một lối sống theo bầy, theo đó giúp chúng gia tăng sự cảnh giác đối với kẻ thù chẳng hạn như một bầy nai sẽ có sự cảnh giác, chú ý cao hơn vì có nhiều cá thể quan sát hơn so với một cá thể nai đi lạc, tuy có bản năng cảnh giác và sợ sệt nhưng có thể chúng không bao quát như khi đi theo bầy. Thông thường những con thú ăn cỏ (thú móng guốc) có xu hướng tập hợp thành những đàn lớn và thậm chí có quy mô rất lớn, trong đó lý do tự vệ là nguyên nhân quan trọng.
Những đàn bò rừng, đàn trâu rừng khi gặp hổ, sói chúng sẽ tự vệ bằng các quây vòng, những con non và già yếu ở vòng trong, những con khỏe mạnh ở vòng ngoài và chĩa sừng ra như một đội hình chiến đấu, khiến cho hổ, sói phải kinh sợ mà rút lui. Loài trâu vốn sống tự nhiên trong rừng hoang, chúng thường bị thú dữ như hổ, báo săn đuổi, ăn thịt, nên để tự vệ, trâu dùng cặp sừng cong và nhọn chống trả, một con trâu thì không đủ sức đánh lại hổ nhưng bản năng sinh tồn đã mách bảo cả đàn trâu cùng hợp sức chống hổ dữ nên chúa sơn lâm nhiều phen phải chịu thua, không bắt được trâu, hổ sẽ quay sang rình nghé, và để bảo vệ nghé, khi đêm xuống cả đàn trâu gồm trâu đực, trâu cái, trâu choai đứng thành vòng tròn, đầu và sừng chĩa ra ngoài, cho nghé ở giữa, cách tự vệ cộng đồng đó rất hiệu quả, hổ ít khi vồ được nghé, có khi còn bị trâu húc cho lòi ruột.
Hoặc việc tụ thành đàn lớn khi di chuyển cũng gia tăng sự sống sót của các cá thể, chẳng hạn như khi di chuyển các cá thể chạy theo đàn sẽ có cơ hội sống sót cao hơn những cá thể bị bỏ lại, lạc bầy hoặc tách khỏi đàn, những cá thể lạc bầy, lẻ bạn dễ bị săn bắt hơn. Những loài thú móng guốc khi chạy trốn theo bầy thường chạy sát nhau, nhiều cá thể có chen vào giữa để được an toàn hơn. Loài cừu, mặc dù cũng nhút nhát giống như các loài hươu nai, nhưng chúng lại có bản năng bầy đàn mù quáng, khi hoảng sợ, loài cừu có xu hướng xích lại gần nhau điều này khiến chúng luôn tụ lại với nhau khi hoảng sợ theo kiểu hiệu ứng bầy cừu nhưng đôi khi mang lại hiệu quả vì gây khó cho kẻ ăn thịt khi phải chọn ra một con trong số chúng để tấn công.
Ngoài ra, việc chạy sát nhau tạo nên một dòng di chuyển khí thế không gì cản nổi, có thể thấy điều này ở những đàn ngựa hoang di chuyển, những con sói hay động vật săn mồi khác nếu cố chen vào hoặc ngáng đường thì có nguy cơ bị giẫm đạp, giày xéo không thương tiếc. Hay những con linh dương đầu bò khi di cư chúng tụ lại lên đến hàng triệu con, khi chúng vượt sông, những con cá sấu đang chờ chực, linh dương sẽ đi sát nhau, nếu bị tấn công cả đàn sẽ hoảng loạn và giẫm đạp lung tung, sức mạnh của những vụ giẫm đạp hoảng loạn này có thể làm trọng thương, nhấn chìm cá sấu, làm gãy xương sống của chúng. Hoặc những đàn bò rừng châu Mỹ hoặc đàn trâu rừng châu Phi với số lượng lớn khi di chuyển thì tạo nên một trận cuồng phong không gì cản nổi, mọi thứ ngáng đường đều bị thổi bay, đá phăng đi.
Ngựa là loài to khỏe, chạy nhanh, thường gặm cỏ thành bầy trên các đồng cỏ, chúng tránh kẻ thù bằng cách phi nước đại, với xương bàn chân, ngón chân ít hơn nên các chân trở nên nhẹ hơn vì vậy chạy nhanh hơn để trốn tránh kẻ thù. Chúng thường tụ tập thành bầy để an toàn hơn, đời sống bầy đàn giúp ngựa tránh kẻ thù nhất là đối với ngựa con. Ngựa giao tiếp với nhau để tập hợp đàn, báo nguy cho đồng loại, khi hốt hoảng, chúng đầu ngẩng, đuôi cong, cổ vươn, mũi phồng báo hiệu cho đồng loại. Lợn rừng cũng giống như nhiều loài động vật sống bầy đàn khác là thường liên hệ với nhau bằng âm thanh, lợn rừng sống bầy đàn thường có tập tính cọ xát thân mình vào nhau nhằm tạo mối quan hệ thân thiện, tăng sự tự tin, tính đoàn kết, sức mạnh tập thể và cảm giác an toàn trong bầy. 

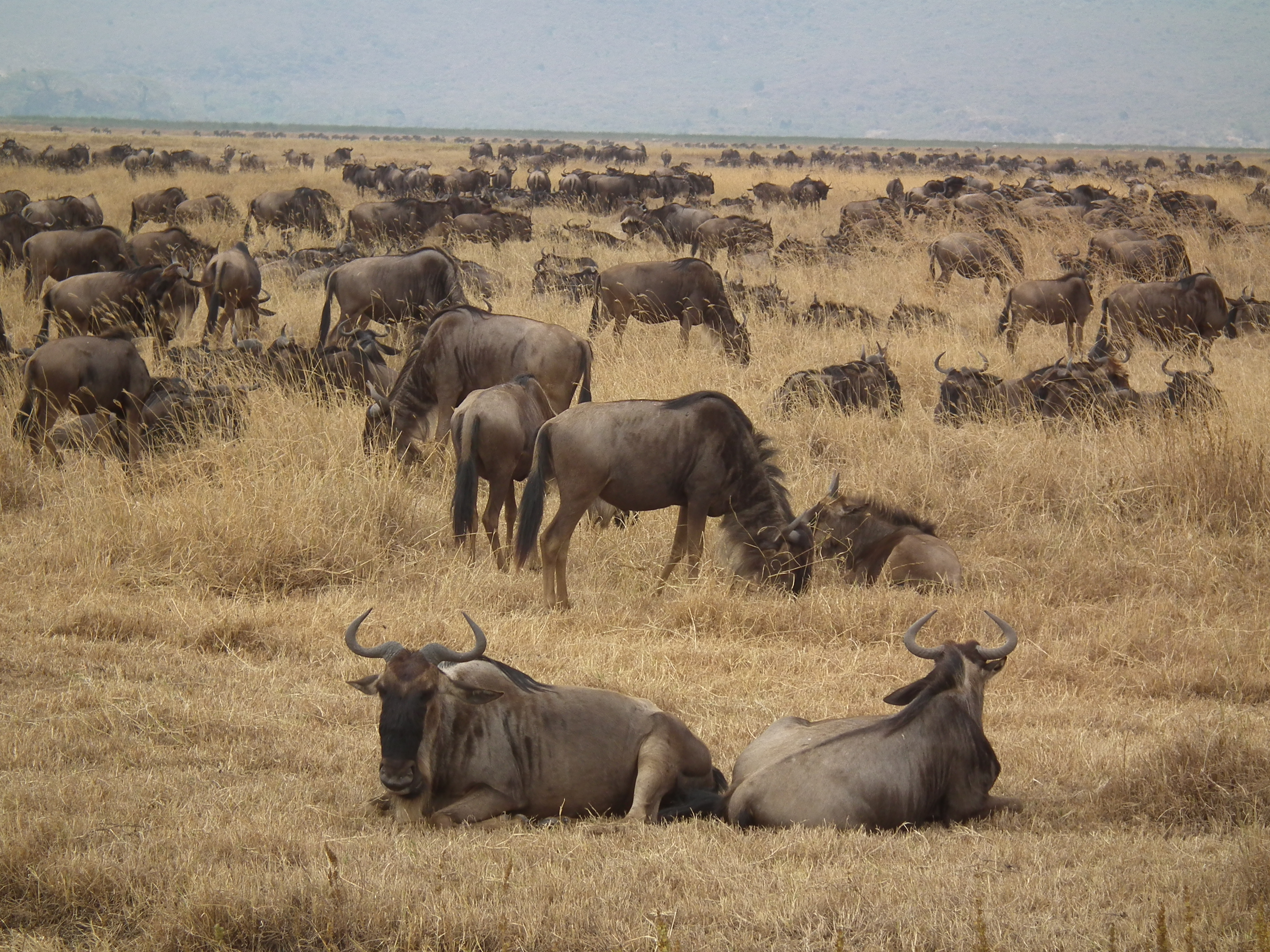
Đàn linh dương đầu bò trên đồng cỏ khô

Nhiều động vật khác loài cũng tụ lại với nhau theo kiểu quan hệ cộng sinh, hội sinh để chống lại kẻ thù, thông thường những con khỉ đầu chó hay nhũng con sóc đất, rái cá cạn thường lẫn vào giữa những đám linh dương, dù sao thì nhiều con mắt trông chừng vẫn an toàn hơn là một vài cặp mắt, nhất là thảo nguyên châu Phi có nhiều dã thú. Ngựa vằn cũng thường trà trộn ra vào đàn sơn dương khi đi kiếm ăn. Các con cua đấm bốc tăng cường sức mạnh bằng cách dụ hải quỳ sống bám trên càng của chúng như găng tay đấm bốc, những vết chích của hải quỳ sẽ giúp cua xua đuổi kẻ thù. Nhiều loài cá cam thích bơi quanh cá mập vì chúng biết sẽ được an toàn trước các loài cá ngừ do cá ngừ thường e sợ cá mập.
Cá mòi thường di cư theo đàn, chúng thường bơi với số lượng hàng triệu con, khi gặp kẻ thù hay chướng ngại vật, đàn cá khổng lồ nhanh chóng biến hình. Để chống lại những loài cá lớn như cá mập, cá heo, cá voi hay chim ó bao quanh, đàn cá mòi kết thành khối cầu khổng lồ, đường kính 20m, cuồn cuộn lao đi. Việc di chuyển theo đàn giúp chúng tránh kẻ thù và tăng khả năng sống sót hơn so với việc di chuyển một mình. Đây có thể được coi là bữa tiệc của những loài săn cá mòi, tuy nhiên, bữa tiệc đó không hề dễ để thưởng thức bởi việc di chuyển thành đàn khiến những loài săn cá mòi khó để tấn công chính xác con mồi, dù vây quanh nó toàn là thức ăn, những con cá nhỏ thường bơi quanh kẻ săn mồi như một biện pháp tự vệ nếu chúng cảm thấy bị đe dọa.
Những con cá sống theo bầy đàn để chống lại những kẻ ăn thịt, di chuyển theo bầy đàn là cách tốt nhất đối với cá mòi nếu chúng muốn sống sót giữa biển cả bao la. Sống thành bầy là một phương pháp tự vệ rất hữu hiệu của cá mòi, vì bầy cá không thể bị cá lớn ăn thịt đến tuyệt giống, chúng sẽ trình diễn một cơ chế phòng vệ đủ để làm nản lòng sự đánh phá ban đầu của kẻ thù, nhưng chỉ một thời gian ngắn. Bằng cách xếp lại gần nhau, toàn bộ khối cá mòi làm giảm thiểu khả năng bị bắt, mỗi cá nhân dễ bị ăn hơn một nhóm lớn và chiến thuật này đủ ngăn cản nhiều kẻ đi săn tiềm năng. Thậm chí chúng còn vây bủa cá cá mập khiến cá mập hoàn toàn không tìm được lối đi sau khi bị đàn cá mòi bao vây trong cuộc di cư thường niên của cá mòi dọc theo bờ biển Nam Phi
Kiến là loài vật đông đảo, chúng có thể cắn người do phản ứng phòng vệ, kiến đốt rất đau và ngứa lâu khỏi, vết cắn thường sưng tấy. Loài kiến khủng khiếp khác được biết đến là Kiến quân đội châu Phi hay kiến lính châu Phi. Kiến quân đội càn quét khắp châu Phi với những đội quân hùng hậu, nuốt trọn bất kỳ sinh vật sống nào trên đường đi của chúng. Ong là loài vật có hệ thống tổ chức khá chặt chẽ và bài bản. Cách thức tự vệ của ong thì dựa vào sức mạnh cả đàn lớn giúp chúng tồn tại. Mỗi tổ ong sẽ chia ra nhiều bộ phận như ong gác tổ, ong thợ, ong chiến đấu, trong đó, quan trọng hơn cả chính là đội quân chiến đấu để bảo vệ tổ. Khi nhận được tín hiệu có kẻ xâm nhập tổ từ ong canh gác, đội chiến đấu lập tức ùa ra bên ngoài và dùng chiếc đuôi có chứa kim nhọn tấn công kẻ thù.

### Đánh động
Chồn đất Châu Phi (hay còn gọi là cầy vằn, cầy đất) là một loài động vật có vú kích thước nhỏ trong họ cầy mangut. Chúng sống chủ yếu trong các khu vực của sa mạc ở Botswana và Nam Phi, sống ở sa mạc, tập trung theo từng bầy lớn và là loài động vật hết sức cảnh giác với các mối đe dọa bị tấn công trong môi trường sống. Mỗi bầy khoảng từ 20-30 con, cũng có bầy lên đến 50 con. Trong môi trường sống ở châu Phi, số lượng các loài sát thủ săn mồi đáng sợ không hề ít. Do đó, meerkat luôn luôn phải cảnh giác với các mối đe dọa tiềm tàng, đây là loài động vật khá cẩn trọng. Chúng có khả năng nhận thức về mối nguy hiểm bị săn mồi trong phạm vi rộng khi đứng thẳng bằng hai chân sau để quan sát cũng như cảnh báo cho bầy đàn.
Một hoặc nhiều chồn đất đứng canh gác trong khi những con khác đang tìm kiếm thức ăn hay đùa nghịch, để cảnh báo khi có nguy hiểm đến gần. Khi một động vật ăn thịt được phát hiện, Meerkat làm lính gác kêu một tiếng cảnh báo, và các thành viên khác của nhóm sẽ chạy và ẩn vào một trong những hốc nhỏ và truyền tin trên toàn lãnh thổ của chúng. Những con chồn Meerkat lính gác sẽ là con đầu tiên xuất hiện trở lại từ các miệng hang và quan sát, phát giác các động vật ăn thịt đang rình rập để liên tục hét để báo cho những con khác dưới hang. Nếu không có mối đe dọa, các con chồn Meerkat lính gác dừng phát tín hiệu cảnh báo này lại và những con khác cảm thấy an toàn để xuất hiện.
Những con linh dương giống như hầu hết các con mồi khác thì cặp mắt của chúng được cấu trúc ở hai bên hộp sọ, do đó, trong khi báo săn có tầm nhìn khoảng hơn 200 độ thì việc bố trí hai mắt ở hai bên đầu của linh dương giúp nó giúp nó có tầm nhìn lên đến 270 độ, chỉ cần xoay nhẹ đầu nó có thể quan sát được 360 độ xung quanh ngoài ra mắt của chúng rất nhạy cảm ngay cả với những chuyển động nhỏ nhất của con thú săn mồi do đó, khi trong tầm quan sát của linh dương thì phải hoàn toàn bất động vì nếu không, những kẻ săn mồi sẽ bị phát hiện và chúng sẽ báo động cho cả đàn bỏ chạy, linh dương là những con mồi có khứu giác rất nhạy do đó chỉ cần đánh hơi đúng hướng gió là có thể phát hiện nguy hiểm.
Chim hét cao cẳng lông đen trắng là loài chim nhỏ sống thành đàn từ 3-15 con ở sa mạc Kalahari, châu Phi. Chúng sử dụng 95% thời gian săn mồi trên mặt đất, tìm kiếm con mồi dưới cát. Ngược lại, chúng bị săn đuổi bởi các loài chim ăn thịt, động vật có vú, và rắn. Khoảng 30% thời gian, nhóm săn mồi có một lính gác đậu trên cao, tích cực dò tìm động vật săn mồi khác. Lính gác báo cho những con khác biết sự có mặt của nó bằng tín hiệu âm thanh, thường được gọi là "tiếng hót chim canh gác" và nó cũng dùng tiếng kêu này để cảnh báo cho cả đàn.
Vì chim hét cao cẳng thường tìm con mồi trong các hốc, chúng không thể xác định sự có mặt của con chim làm nhiệm vụ gác bằng mắt mà không dừng việc săn mồi, tiếng hót của chim canh gác thể hiện hành vi cộng tác. Sự có mặt của con chim canh gác làm tăng tỉ lệ sống sót của những con cùng đàn, từ đó dẫn đến kích thước đàn lớn hơn, đồng thời cải thiện cơ hội sống sót khi bị tấn công hoặc khả năng đẩy lùi đối thủ khỏi lãnh thổ của đàn. Ngược lại, những con chim canh gác cũng có lợi khi tỉ lệ săn mồi thành công của các con cùng bầy tăng. Thêm vào đó, thành viên của một đàn có quan hệ gần gũi vì vậy có chung một lượng gen lớn, các con chim canh gác thu lợi về mặt sinh sản từ tỉ lệ sống sót được nâng cao.

### Cảnh giác
Sự cảnh giác, nhút nhát, sợ sệt, nhạy cảm, đa nghi là những đặc tính của các con mồi khi có những mối nguy hiểm hay bất an, cảm giác sợ hãi thậm chí còn tồn tại ở loài người. Nỗi sợ là bản năng gốc giúp động vật sinh tồn, giúp nhận thức được hiểm nguy. Nhà tâm lý Susan Jeffers cho rằng sợ hãi là cảm xúc tiêu cực, xuất hiện từ việc nhận thức các mối đe dọa, sợ là khả năng nhận ra nguy hiểm và chạy trốn khỏi nó hoặc chiến đấu chống lại. Sợ hãi vốn là một cảm tính bản năng của con người, nó cũng rất cần thiết trong cuộc sống và nỗi sợ luôn giúp con người đề cao cảnh giác, phản ứng và trực giác sẽ mách nên chiến đấu hay bỏ chạy, rời xa khỏi nguy hiểm, đây chính là tập tính cảnh giác và tính đa nghi của các loài vật.

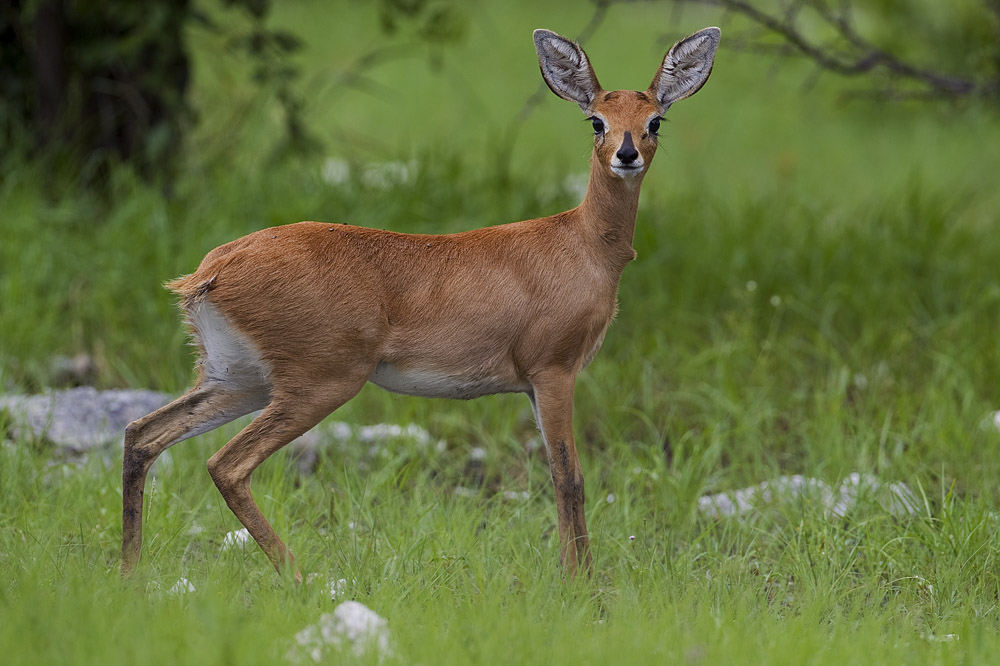
Một con linh dương nai đang cảnh giác cao độ, sự cảnh giác và nhút nhát là chìa khóa giúp chúng sống sót vì khả năng nhận ra hiểm nguy

Nhiều loài bò sát nhỏ như rắn và thằn lằn sống trên mặt đất hoặc dưới nước có nguy cơ bị các loại động vật ăn thịt săn bắt và ăn thịt, vì vậy trốn tránh kẻ thù là hình thức phổ biến nhất trong kỹ năng tự vệ của các loài bò sát. Hầu hết các loài rắn và thằn lằn nhận biết từ dấu hiệu đầu tiên của mối nguy hiểm bằng lông tơ, trong khi đó rùa và cá sấu sẽ lao vào nước và lặn đi mất tăm. Một số loài thú ăn cỏ có xu hướng hoảng hốt và bỏ chạy khi bị giật mình như các loài hươu, nai và linh dương Gazen do chúng dễ hoảng sợ và cảnh giác cao độ và sẵn sàng nhảy qua các tường rào cao để tẩu thoát khi có động, hươu hay linh dương là các loài có bước nhảy cao cho phép chúng thoát khỏi những cái hàng rào khá dễ dàng.
Hươu mũ lông có ngoại hình đáng sợ với răng nanh nhọn chìa ra tựa như ma ca rồng nhưng chúng khá nhút nhát. Loài hươu này sống rất bí mật, chỉ hoạt động vào lúc bình minh và hoàng hôn. Khi gặp nguy hiểm, chúng phát ra âm thanh giống tiếng chuông báo động để xua đuổi kẻ thù. Cá chép khá tinh vì cả năm cơ quan thính giác, thị giác, khứu giác, xúc giác và vị giác đều phát triển cho chúng có khả năng cảm nhận tốt, nhờ vậy chúng phát hiện nguy hiểm nhanh và nhậy hơn nhiều so với các loài cá khác. Cá chép còn có sự giao tiếp khá tốt với đồng loại, chúng thông tin cho nhau nơi có thức ăn, mối nguy hiểm và khi mắc lưỡi hay bị thương chúng sẽ tiết ra một loại mùi báo hiệu cho các con chép khác chạy trốn.
Ngựa hoang sống trên thảo nguyên, trong thời xa xưa vừa là đối tượng săn bắt của loài người, vừa là thức ăn của các loài thú dữ như hổ, báo, chó sói, sư tử, ngựa có rất nhiều thù địch chung quanh rình rập ăn thịt như cọp, sư tử, beo, gấu, chó sói, chúng không giống như trâu rừng có thể dùng sừng để quyết đấu khi bị dồn đến bước đường cùng nên biện pháp đối phó duy nhất là bỏ chạy thoát thân, tẩu thoát. Đó là nguyên nhân khiến cả đêm lẫn ngày, chúng phải đứng ngủ, đồng thời luôn dùng đôi tai, chiếc mũi rất thính nhạy để đề cao cảnh giác. Tập tính, thói quen ngủ đứng của ngựa vẫn được bảo tồn, phát huy đến ngày nay.
Khi cảm thấy bị đe dọa, biểu hiện của những con ngựa kinh hoàng, ngẩng đầu cao, hai tai vểnh sang hai bên, thấy kẻ thù nguy hiểm thì chạy trốn thẳng cẳng. Nếu không chạy kịp, hay có ngựa con bên cạnh thì nó đứng dựng lên, sẳn sàng chiến đấu chống lại mối nguy hiểm. Trong trường hợp nghi ngờ, phân vân thì một tai hướng về phía trước, tai kia hướng về phía sau để quyết đoán có kẻ thù hay không. Khi hoảng sợ thì đá hậu, tức giận thì dướn miệng, nhe răng, tai cụp về phía sau. Loài ngựa có cách giao cảm với đồng loại qua một loại âm thanh phát từ miệng như thở phì trong lúc đầu gật lên gật xuống (tỏ sự hoan hỉ), hay thở dài như cằn nhằn (chán ngán trở lại làm việc), chân đập vào đất (đòi ăn), hí dài (báo động nguy hiểm).

### Lãnh thổ

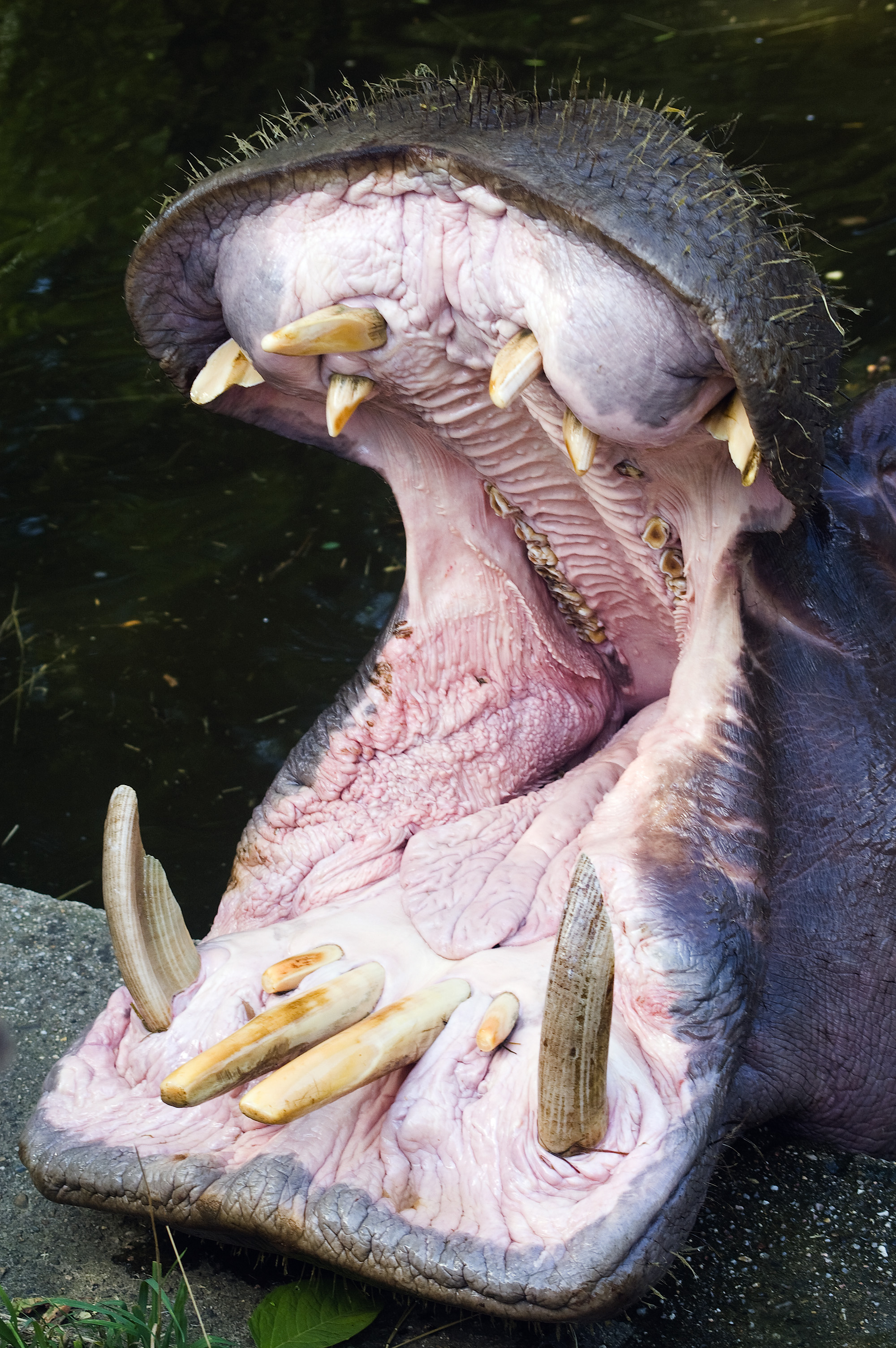
Hà mã đang há mồm rộng ngoắc, chúng có thể đánh gãy đôi con cá sấu bằng một cú ngoạm

Cấm xâm phạm lãnh thổ là một trong những chiến lược đáp trả chủ động thông qua hành vi và thái độ hung hăng, nhiều loài chọn sống trong một khoảng không gian tối thiểu. Kẻ nào xâm nhập ranh giới này sẽ bị tấn công ngay. Cá lịch chỉ sống quanh quẩn trong hang, từ cửa hang, chúng nhìn ngắm thế giới, nhưng bằng đôi mắt kém nên dễ trở nên hung hăng hơn, khi sơ ý chạm tay vào cửa hang, cá lịch cắn ngay, vết cắn rất độc, lâu lành. Cá phẫu thuật là động vật ăn rong biển, thường lui tới vùng nước không sâu lắm, đặc biệt ở vùng san hô, nơi có nhiều loài rong ngắn, thay vì di chuyển theo đàn, chúng lại rải ra, mỗi con bảo vệ một vườn rong rộng vài mét vuông, chúng phục kích chớp nhoáng, đuổi kẻ xâm lược, vũ khí là "dao mổ" ở hai bên cuối đuôi.
Hà mã là một trong những sinh vật hung hăng nhất trên thế giới và thường được xem như một trong những động vật nguy hiểm nhất ở châu Phi cũng như trên thế giới Hà mã đực rất tích cự bảo vệ lãnh thổ của nó, vốn dọc theo các bờ sông hay bờ hồ. Con cái cũng được biết đến là rất hung dữ nếu cảm nhận một sự xâm nhập của ai đó giữa nó và các con, con nhỏ vẫn ở dưới nước khi nó lên bờ tìm thức ăn. Hà mã đặc biệt hung dữ khi bị xâm phạm lãnh thổ của chúng và động đến con cái của chúng, thổ dân châu Phi rất dễ mất mạng khi vô tình xâm phạm lãnh thổ của hà mã, chúng sẽ rượt đuổi, kéo họ xuống đầm, cắn nát thuyền và cắn nát cả đầu của họ, do đó, không nên trêu chọc một con hà mã, nhất là khi chng đang nhấm nháp bữa ăn trưa.

## Phòng bị
Một số loài các có cách tự vệ thụ động hơn bằng cách co rút lại trong những tấm giáp sinh học (giáp mô), đặc thù của những loài vật này là nhím, khi bị tấn công nhím sẽ cuộn tròn và xù lông lên và những gai nhọn tủa ra và đâm vào kẻ thù nếu chúng cố tình tấn công. Một số loài khác như rùa có chiến thuật co đầu, rút cổ vào những cái mai cứng mà không có nhiều loài vật có thể xuyên thủng được, tương vự vậy là các loài động vật có vỏ như ốc có thể rút mình vào những vỏ ốc xoắn để lẩn tránh sự tấn công của kẻ thù, một hình thái tương tự cũng diễn ra ở các loài động vật có hai mảnh vỏ như trai, hàu, hến, vẹm, nghêu, ngao khi bị đe dọa hoặc tấn công chúng sẽ kép mảnh vỏ lạ và núp trong đó để bao đảm an toàn cho bản thân mình.

### Giáp mô

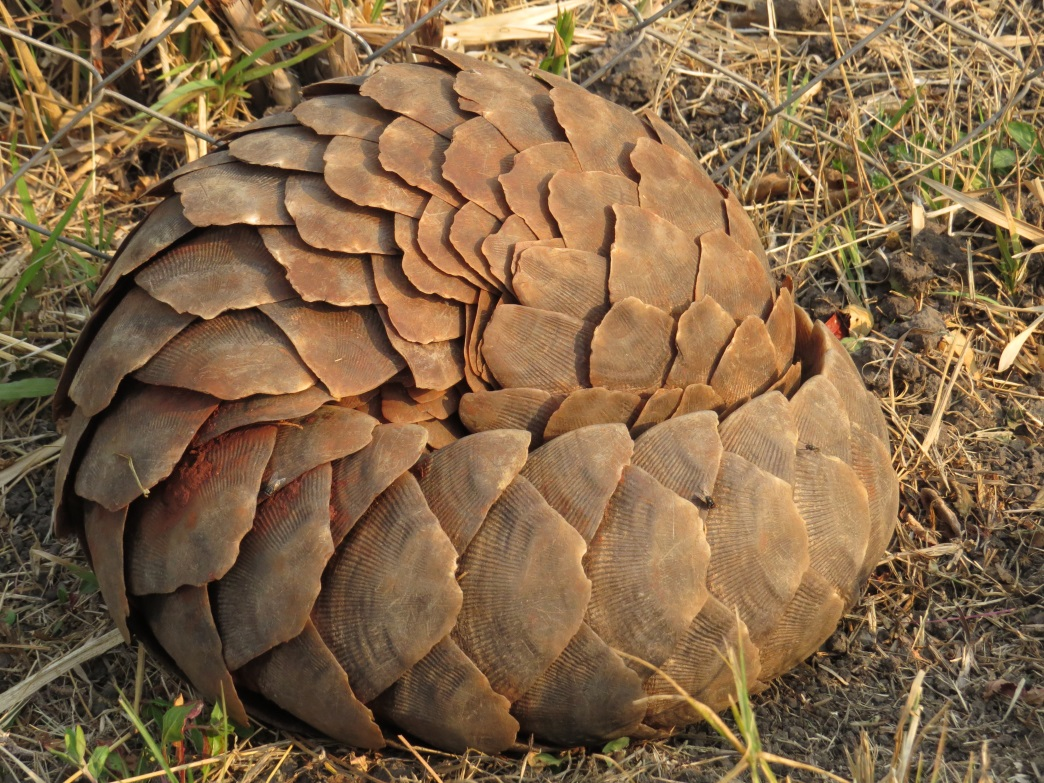
Một con tê tê đang cuộn tròn phòng thủ

Để sống sót, các loài động vật thường tiến hóa và trang bị cho mình một số vũ khí để phòng ngự, thông thường là vỏ bọc, điển hình là các loài rùa có lớp mai cứng để rụt cơ thể vào, các loài như tê tê có lớp vỏ cứng, các loài động vật có vỏ như ốc, điển hình là ốc sên. Tê tê có thể cuộn mình thành quả bóng và lăn trốn rất nhanh, loài tê tê với lớp vảy cứng, loài tê tê gần như không phải lo ngại kẻ thù nào, chúng có vẻ bề ngoài khá kì dị với lớp vỏ giáp khiến chúng trông như những nón thông khổng lồ di động, chúng có những móng vuốt lớn và đầy sức mạnh, nhưng lại hiếm khi sử dụng. Thay vào đó, nó cuộn người lại như một quả bóng, khiến chúng rất khó bị loài thú ăn thịt trải ra. Phần rìa sắc nhọn của lớp vảy khiến chúng rất khó bị tác động bởi hầu hết các loài ăn thịt. Chúng cũng có thể tặng cho kẻ thù những cú quất đuôi mạnh mẽ, gây ra những tổn thương nghiêm trọng và còn tự cuộn mình thành quả bóng và bất thình lình cuộn đi với tốc độ cực nhanh để chạy trốn.
Tatu có khả năng cuộn mình như quả bóng da, không một khe hở cho kẻ thù là cách tự vệ của tatu. Loài tatu ở Nam Mỹ còn đặc biệt hơn ở khả năng cuộn thành một quả bóng hoàn hảo. Ngoài lớp vỏ giáp ngoài cột chặt thít, phần đầu và đuôi đan vào nhau khi loài vật này cuộn thành quả bóng. Điều này giúp chúng hoàn toàn an toàn trước mọi kẻ thù. Trông tatu giống như một con vật mặc áo giáp vàng, chúng có một trò tự vệ đặc biệt nữa là, tạo nên âm thanh kì lạ trước khi cuộn tròn thành quả bóng, khiến cho kẻ thù giật nảy mình, tuy vậy, con Tatu khác phải chạy hoặc đào hang khi chúng cần phải chạy trốn khỏi những kẻ săn mồi, chúng không dựa vào lớp vỏ dày dặn đó để bảo vệ trước các loài thú ăn thịt lớn. Thay vào đó, chúng tự đào hố để chôn mình dưới đất để trốn thoát.

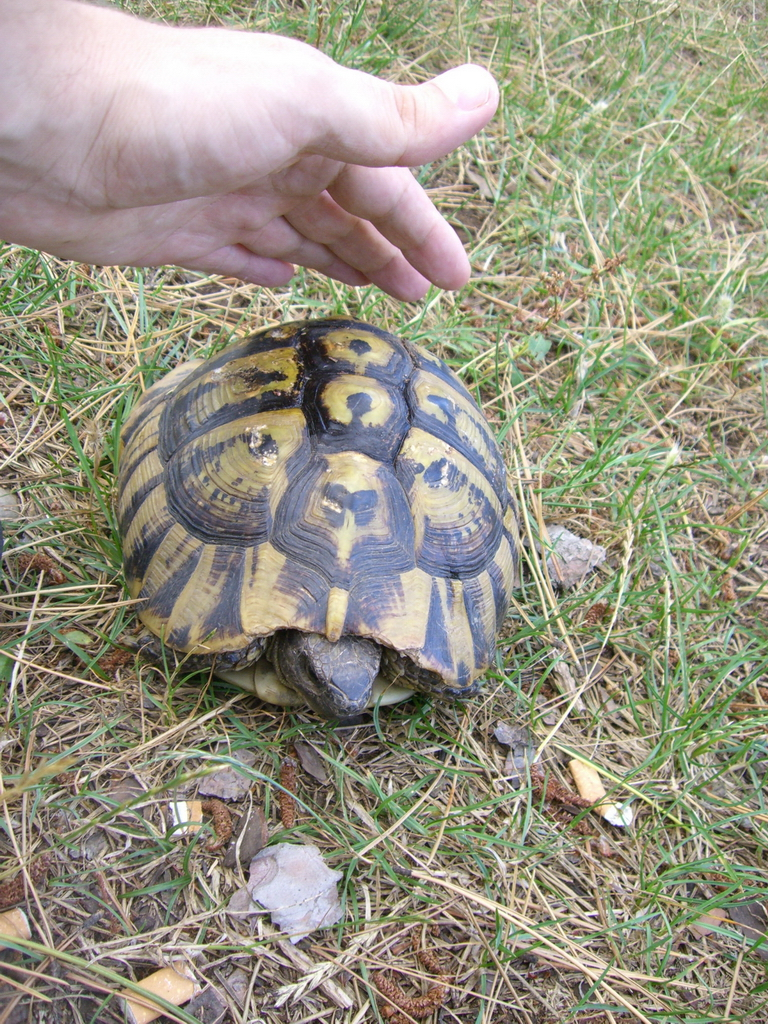
Một con rùa với phản ứng tự vệ là rụt đầu, rụt cổ khi bị đe dọa

Ốc sên tạo ra vỏ bằng cách xây dựng một ma trận protein trên lưng và sau đó phủ lên một lớp vôi vừa cứng vừa có tính chất bảo vệ Vỏ Ốc xoắn vặn theo chiều kim đồng hồ hay còn gọi là vỏ vặn phải. Với kiểu xoắn vặn làm cho vỏ ốc thu gọn hơn và dễ di chuyển nhưng cơ thể Ốc phải vặn theo để vừa với vỏ. Chính vì vậy Ốc bị mất đối xứng các nội quan. Ốc sên dưới nước có một bộ phận tự vệ riêng, đó là một mặt phẳng tròn, cứng được gọi là vảy Ốc để che đậy lối ra vào ở Vỏ Ốc. Khi hết nguy hiểm, ốc sên lại từ từ chui ra ngoài, dùng chân cơ để di chuyển. Lớp Song kinh là loài thuộc ngành Chân mềm sống ở biển cách đây khoảng 500 triệu năm. Cũng giống như sên và ốc sên, Song kinh có chân cơ và lưỡi nạo, nhưng vỏ của chúng phẳng dẹt được tạo thành từ tám miếng xếp lợp mái ngói khi bị tách khỏi bờ đá, chúng thu người vào trong lớp vỏ để được an toàn.
Ốc sên vỏ siêu cứng Crysomallon squamiferum, tên thường gọi là ốc sên chân vảy, thường sống ở độ sâu khoảng 2.400 m so với bề mặt đại dương, loài ốc sên này có vỏ siêu cứng được làm cấu tạo từ 3 lớp, giúp chúng chịu được những tác động mạnh và tránh sự tấn công của kẻ thù, trong đó lớp ngoài cùng cấu tạo từ sắt sulfide và lớp xốp giữa có chức năng giảm sốc. Cấu tạo lớp vỏ tinh vi của loài ốc sên tạo cảm hứng nghiên cứu cho các nhà khoa học để áp dụng thiết kế các loại áo giáp trong quân đội. Ốc sên thích nghi với môi trường sống là loài ốc sên Lymnaea pereger là loài động vật chân bụng sống phổ biến trong các hồ nước ở Anh, có khả năng đặc biệt thích ứng với môi trường sinh sống khi loài ốc sên này sống chung với cá, chúng có khả năng thay đổi màu sắc và thậm chí cả vỏ cứng từ dạng xoắn ốc sang dạng tròn nhằm đối phó với kẻ thù.
Đối với các loài rùa thì mai rùa được tiến hóa từ mô xương, còn gọi là vảy xương, bộ phận này cũng tạo thành các bộ giáp cho cá sấu, loài tatu, và nhiều loài khủng long. Những mô xương đơn giản này đã mở rộng, kết hợp với xương sườn và xương sống, tạo ra một vỏ bọc vững chắc, mai rùa, được xem là một ví dụ tiến hóa. Ban đầu, mai rùa như một công cụ giúp rùa đào giỏi, sau đó đã tiến hóa thành như một bộ áo giáp, mai rùa vốn không phải để bảo vệ cơ thể chúng, mà là để đào đất, chiếc mai mang tính biểu tượng đặc trưng của loài rùa không phải để bảo vệ nó, mà là để đào đất. Chiếc mai gắn liền với phần cánh tay mạnh mẽ để chuyển đất và cát. Trước khi rùa đã trở thành pháo đài bất khả xâm phạm, chúng là những tay đào đất chuyên nghiệp, chiếc mai cứng của rùa biển còn hạn chế những cú đớp của cá mập. Rùa hộp có tên như vậy là bởi chúng có những chiếc mai rất đặc biệt, chúng có thể thu mình hoàn toàn vào trong mai để tránh kẻ thù khi cần thiết.
Tê giác là loài mãnh thú to lớn, đầy sức mạnh, nét nổi bật của tê giác là lớp da bảo vệ của chúng được tạo thành từ các lớp chất keo với độ dày như một bộ áo giáp, và nhất là chiếc sừng mọc trên mũi tạo thêm sức mạnh cho tê giác. Các loài tê giác ở châu Á có da dầy cứng, lông rất thưa, với 3 nếp gấp sâu và nhiều nếp gấp nhỏ chia bề mặt da thành nhiều mảnh giống áo giáp, Tê giác Java hay tê giác Sunda cũng có một bộ da nếp gấp giống như một bộ áo giáp, còn tê giác Ấn Độ thì có da của chúng gồ ghề nối ghép các miếng lại với nhau trông như một "thảm đinh tán". Như vậy, với lớp da này, tê giác trông như một chiếc xe thiết giáp (xe bọc thép) đồ sộ, việc các loài thú ăn thịt tấn công chúng dường như là điều bất khả thi và khi cỗ máy chiến đấu này lao sầm tới thì ngoại trừ voi, ít có sinh vật nào muốn ngáng đường.

### Gai tủa

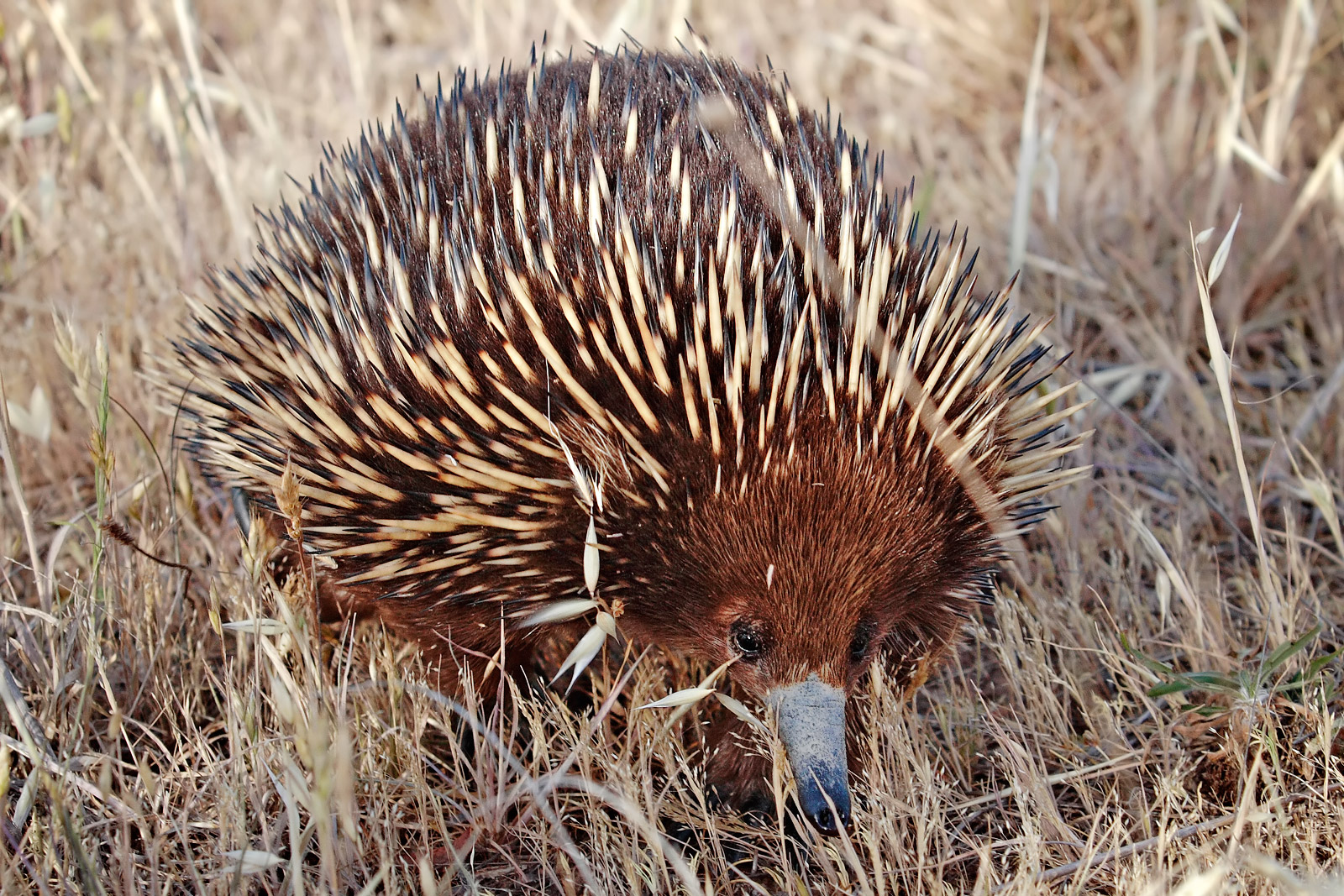
Một con nhím với gai nhọn tua tủa

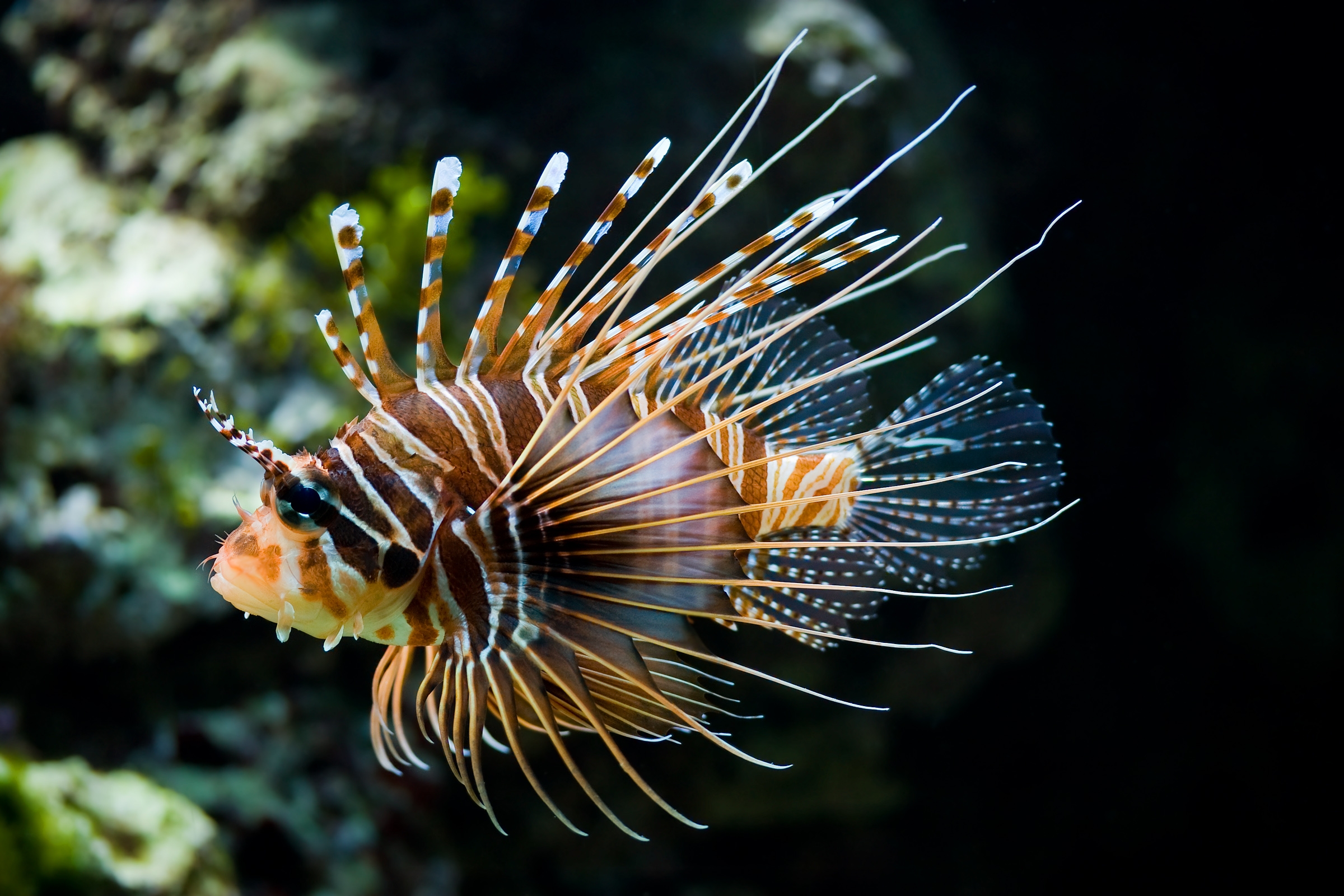
Những cái gai độc của một con cá sư tử giúp chúng tự vệ hữu hiệu

Có một số loài hình thành một cơ chế riêng để tự vệ trước các loài động vật ăn thịt. Những loài động thực vật có gai sắc nhọn với những chiếc gai nhọn trên cơ thể giúp chúng nằm ngoài danh sách sinh vật dễ gặp nguy hiểm vì bị kẻ thù tấn công. Nhím có mào sinh sống ở châu Phi và cả ở phía Nam châu Âu, chủ yếu là ở Ý, chúng được coi là loài gặm nhấm lớn trên thế giới và cũng là một trong những loài thú có vú tự bảo vệ mình tốt nhất. Loài nhím có mào có thể gây chết kẻ thù bằng cách đâm lông vào kẻ thù. Vũ khí lợi hại của chúng là những chiếc lông cứng và sắc nhọn bằng keratin. Nên dù màu sắc của lông thường là trắng và đen, khiến chúng dễ bị kẻ thù phát hiện từ xa nhưng chúng vẫn có thể an toàn.
Khi bị đe dọa, chúng thường lắc cái lông đuôi, tạo ra những tiếng ồn để đe dọa kẻ thù. Nếu không hiệu quả, chúng cố gắng quay lưng, tấn công hay đâm kẻ thù bằng phần lông cứng ở thân. Chúng có chất kháng sinh trong máu giúp không bị nhiễm độc khi gặp tai nạn. Những chiếc lông nhím rất dễ gãy. Khi chúng đi vào cơ thể kẻ thù gây nhiễm trùng từ những vết thương như vậy, khi những cái lông cứng chọc sâu vào thịt, chúng phá hoại các mạch máu và cả nội tạng. Do có gai như vậy, các loài nhím là khắc tinh của loài trăn, không những vậy khi chúng gặp trăn, chúng còn lăn xả vào gắn liên tục khiến loài trăn rất ngán gặp nhím.
Cầu gai vương miện mang các gai dài tua tủa quanh thân, gai có ngạnh như lao móc và dễ gãy. Trừ những động vật săn cầu gai hay những loài có hàm lớn và mạnh, những loài khác nên tránh xa chúng. Nếu sơ ý giẫm phải, cơn đau buốt xuất hiện ngay, dù không thấy nọc ở cầu gai. Hay loài Tripneustes gratilla là một loài cầu gai ở Thái Bình Dương, vũ khí của loài vật này đương nhiên là những cái gai sắc nhọn, chúng có một cơ chế tự vệ rất đáng sợ. Khi bị tấn công, nó sẽ giải phóng hàng trăm cái đầu tí hon, mỗi cái đầu có nguyên bộ hàm nhọn hoắt. Chúng sẽ bơm vào người kẻ thù những giọt chất độc chết người. Cơ chế này được gọi là "phát tín hiệu truy đuổi dưới nước". Những cái đầu này được gọi là chân kìm (pedicellariae), và nó khá phổ biến ở những loài động vật có gai. Ở các loài cầu gai thông thường, các chân kìm sẽ gắn vào những mục tiêu di động, thường được dùng để thu hút thức ăn và chống lại kẻ thù còn chân kìm của Tripneustes gratilla thì có thể tự động tách ra khỏi thân cầu, tự truy đuổi kẻ thù, tự cắn và tự tiêm nọc độc.
Loài cá nhím biển (Pterois antennata) sặc sỡ được đặt dựa trên hình dáng chiếc vây cá giống như cái rẻ quạt và chiếc vây nhọn ở phần lưng như một cái bờm sư tử khổng lồ. Cá nhím biển tự bảo vệ mình theo hai cơ chế chính: thứ nhất, màu sắc cơ thể cho phép chúng ngụy trang trong môi trường sống; hai là, chúng có nọc độc trong những chiếc gai lưng. Chất độc này sẽ khiến kẻ tấn công chúng mất sức và khó thở. Kích cỡ của loài cá nhím biển dài khoảng một bàn chân. Đây cũng được xem là một trong những loài cá độc nhất trên thế giới kể cả đối với con người và các loài sinh vật biển khác.
Cấu trúc gai còn được ghi nhận ở các loài côn trùng, trong đó, Đây cũng là một trong những loại côn trùng gây kích ứng da. Loại sâu có lông, có gai dễ gây kích ứng hơn sâu thân trơn. Sâu róm là ấu trùng của bướm. Chúng không đốt người nhưng lông gai của hầu hết các loài sâu róm tiết ra chất làm ngứa rát da khi con người chạm phải. Lông gai của một số loài có thể gây đau nhức dữ dội ở vùng da tiếp xúc, đi kèm với việc mề đay mẩn ngứa do dị ứng. Các nốt xuất huyết có thể xuất hiện trong vòng 2–3 giờ và trong nhiều ngày. Những triệu chứng khác gồm sưng hạch, nhức đầu, sốt, hạ huyết áp và co giật, diễn biến nặng có thể tử vong.
Với những chiếc gai màu vàng bao quanh cơ thể, trông loài sâu bướm Automeris io nếu cầm nó lên sẽ cảm thấy ngứa hoặc nóng rát, gai của loài sâu bướm gắn với những tuyến độc là biện pháp tự vệ hữu hiệu khi phải đối mặt với kẻ thù. Châu chấu voi đầu nhọn (Panacanthus cuspidatus) có họ hàng với châu chấu và dế với thân hình màu xanh nhạt. Gai cũng mọc khắp cơ thể nó như một công cụ bảo vệ. Khi bạn chạm vào một trong những cái gai ấy, nó sẽ dễ dàng xuyên qua da con người như chơi, đầu của loài vật này lớn hơn đầu châu chấu và trên đỉnh đầu nhú lên những chiếc gai màu hơi đo đỏ giống hệt một chiếc mũ miện.

### Tầm vóc

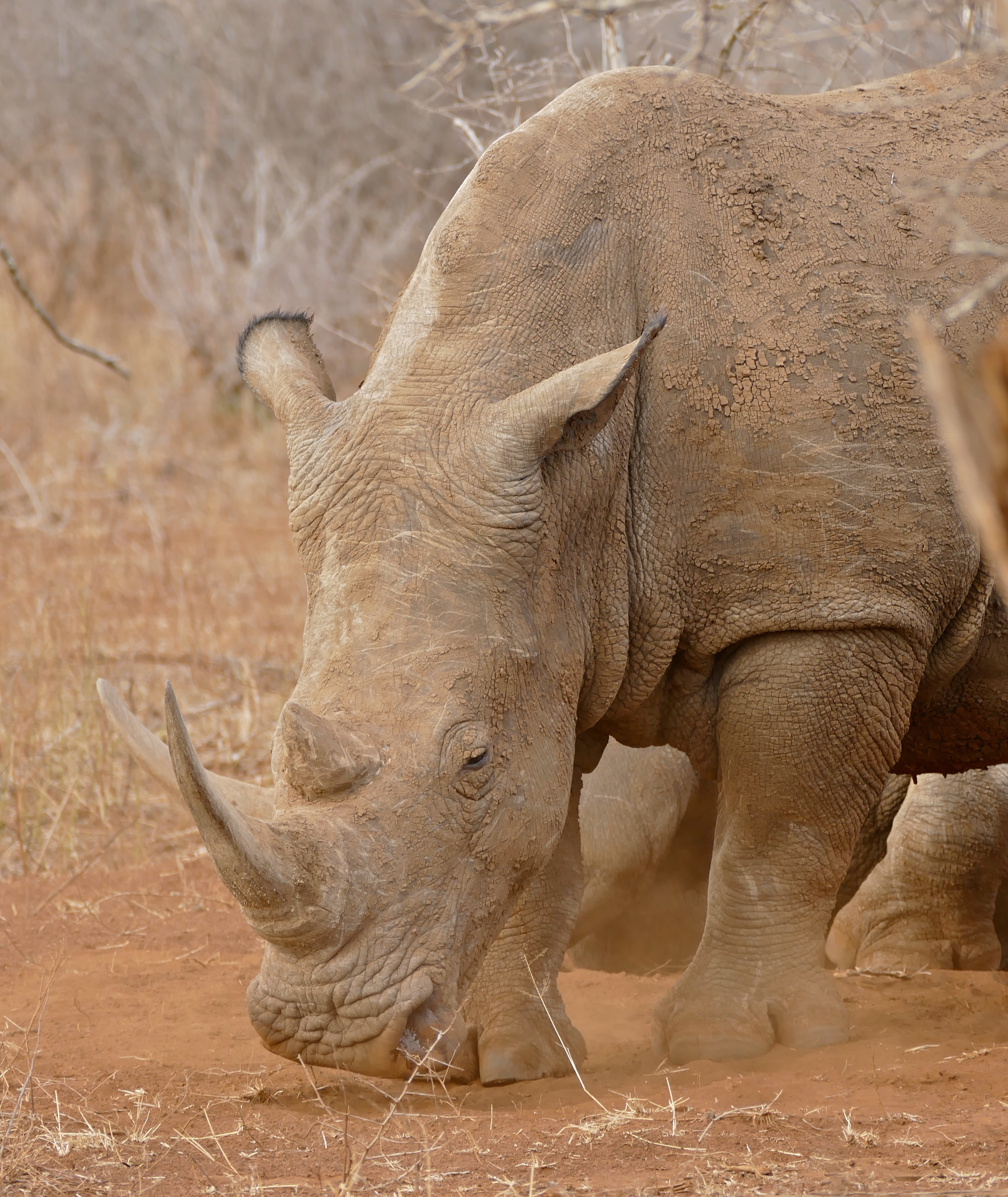
Một con tê giác với thể vóc khổng lồ gần như không có đối thủ

Một chiến lược hữu hiệu để chống lại các loài động vật ăn thịt là tiến hóa và phát triển kích thước của bản thân đến tầm vóc cực đại làm kẻ thù phải e dè khi đối diện. Với sức mạnh của mình, trâu rừng châu Phi thường có thể tự bảo vệ mình và khiến một số kẻ thù phải e ngại, ngoại trừ con người, cá sấu lớn và sư tử, với cân nặng tới 1.540 pound (700 kg), ngay cả những con sư tử cũng không dám kiếm một miếng thịt từ những con quái vật to lớn này, về mặt sinh học, trâu rừng Cape (trâu rừng Hảo Vọng) có khối lượng cơ thể trung bình nặng 500 đến 900 kg, một con trâu trưởng thành có thể đạt chiều cao 1,7 m và chiều dài 2,7m. Trâu rừng châu Phi là một trong năm loài thú săn lớn ở châu Phi, thường được gọi là Tử thần đen (The Black Death) và được coi là một loài động vật rất nguy hiểm (Widowmaker) vì chúng húc và giết chết hơn 200 người mỗi năm.
Bò tót (nhất là phân loài bò tót Đông Dương) là loài thú có tầm vóc khổng lồ là biểu tượng của sức mạnh và sự cường tráng, một con bò mộng đực trưởng thành cao trung bình 1,8-1,9m, dài trung bình khoảng 3 m, khối lượng trung bình của bò tót khoảng từ 1-1,5 tấn, có cá thể cao tới 2,1-2,2m, dài 3,6-3,8m và nặng hơn 1,7 tấn. Bò tót là loài thú lớn thứ 3 về chiều cao (sau hươu cao cổ và voi), đứng thứ 5 trên cạn về khối lượng (sau voi, tê giác trắng và tê giác Ấn Độ và hà mã). Với vóc dáng khổng lồ và sức mạnh của mình, bò tót hầu như không có kẻ thù trong tự nhiên, ngoại trừ hổ. Hổ là loài thú săn mồi duy nhất có thể đánh hạ một con bò tót trưởng thành, tuy nhiên chỉ những con hổ trưởng thành có kích thước lớn và giàu kinh nghiệm mới dám đối đầu với chúng.
Mặc dù có thân thể thấp đậm và bốn cái chân ngắn cũn nhưng hà mã là loài thú có vú trên cạn nặng thứ 3 trên mặt đất, một con hà mã đực có thể nặng tới 1,8 tấn và dài khoảng 5m, trọng lượng trung bình lên tới 1,5 tấn. Khỉ đột được biết đến như một dã thú có thân hình to lớn đồ sộ và đầy sức mạnh với ngoại hình to lớn, khỏe hơn nhiều so với người, đôi tay cơ bắp mạnh mẽ, một cú đấm của khỉ đột có thể khiến mọi vật đối diện phải biến dạng do đó, chẳng ai dại dột mà đi ngáng đường một khối cơ 150 kg đang lao đến. Loài vật lớn nhất trên cạn là voi, chúng có kích thước khổng lồ và tất nhiên là không có đối thủ trong tự nhiên, voi có thể tự bảo vệ mình với ngà rất lớn của chúng cho nên dù là con mồi nhưng hầu hết chúng ít gặp kẻ thù. Voi châu Phi là loài lớn nhất trong nhóm với cân nặng có thể lên đến hơn 7 tấn. Với vóc dáng cao lớn cùng cân nặng khổng lồ của mình, voi châu Phi gần như không có đối thủ trên vùng thảo nguyên rộng lớn, trong tự nhiên chúng chỉ có thể bị đánh bại bởi đàn sư tử, một loài dã thú mạnh mẽ và lại săn bắt theo bầy đàn, tuy nhiên, chỉ những con voi con hoặc con voi già yếu, những con voi lạc đàn mới có nguy cơ bị tấn công.

### Tốc độ

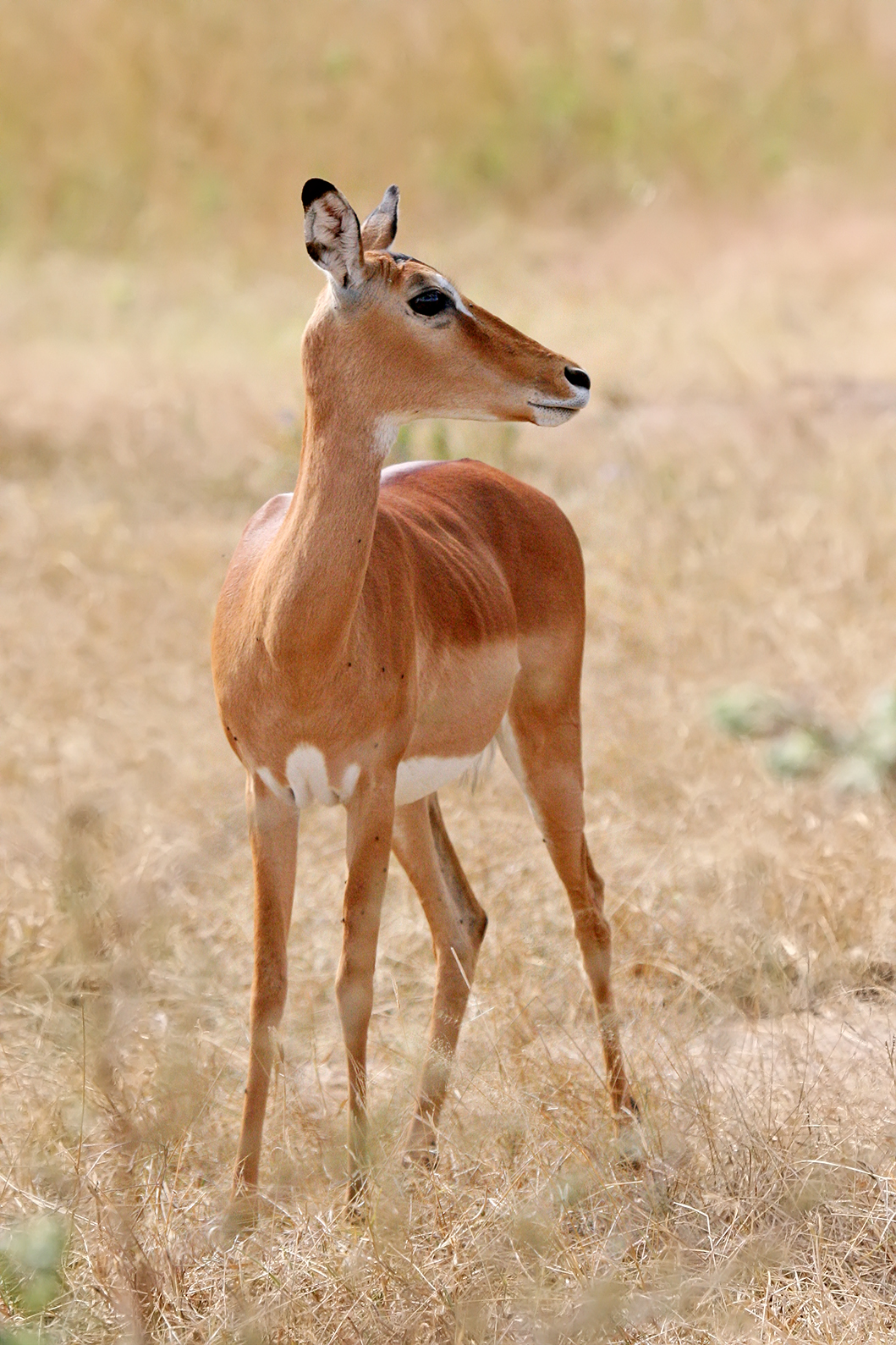
Một con linh dương với cấu trúc thon gọn tiêu biểu cho sự lanh lợi

Nhanh nhẹn và lanh lợi là một chiến lược tồn tại của các động vật hoang dã trong thiên nhiên. Giai đoạn cuối cùng của cuộc rượt đuổi thường không xảy ra ở tốc độ cao. Nếu những con mồi cố gắng trốn thoát bằng tốc độ, chúng sẽ lọt vào nanh vuốt của kẻ săn mồi do động vật ăn thịt có khả năng chạy và tăng tốc nhanh hơn. Chiến thuật tối ưu của con mồi là chạy tương đối chậm và quay ngoặt sang hướng khác ở thời điểm cuối cùng, các loài động vật ăn thịt như sư tử và báo săn chạy nhanh hơn đáng kể và khỏe hơn con mồi của chúng. Tuy nhiên, khả năng linh hoạt của sư tử và báo săn không thể sánh bằng ngựa vằn và linh dương nếu chạy ở tốc độ thấp.
Bình thường loài tuần lộc di chuyển chậm, nhưng khi chạy nó có thể đạt tốc độ 80 km/giờ. Khi phát hiện động vật săn mồi, tuần lộc thường bắt đầu chạy trốn nước kiệu là kiểi chạy từ từ với cái đầu ngẩng cao và song song với mặt đất, còn cái đuôi thì lắc lư trong không khí, một khi kẻ thù truy đuổi, nó sẽ phi nước đại để tăng tốc một cách nhanh chóng. Nếu như các loài sóc có thể dễ dàng lao vút lên cây cối thì khỉ và vượn do có đôi tay dài (khi cơ động có thể thành chân để chạy, chuyền cành) có thể phi ngay lên cây với sự hỗ trợ của đuôi. Khỉ đa phần cuộc đời sống trên cây, và chúng thường tạo ra những lối đi xuyên qua cành lá được sử dụng khi kiếm ăn hoặc lẩn trốn kẻ thù. Với cái đuôi dài, đặc biệt của loài khỉ đuôi dài, khỉ có thêm một bàn tay (hoặc bàn chân) thứ năm hỗ trợ đắc lực cho việc leo trèo trên cây hoặc di chuyển từ cây này sang cây khác rất nhẹ nhàng và nhanh chóng.
Loài khỉ sở hữu đến ba cách di chuyển. Khi bước đi và chạy, chúng sử dụng cả hai tay và 2 chân. Nhiều người vẫn quan niệm rằng loài khỉ di chuyển bằng cách đu cánh tay gọi là chuyền cành, nhưng sự thật chỉ có các loài vượn là di chuyển theo cách đó. Hầu hết khỉ di chuyển bằng cách chạy trên các cành cây mọc đan xen nhau một cách khéo léo. Khỉ là loài nhanh tay nhanh mắt nhất thế giới và các loài khỉ cũng là những loài phản ứng cực nhanh trong bất kỳ điều kiện nào tự nhiên hoặc xã hội, chúng có thể di chuyển trên cây hoặc dưới đất rất nhanh nhẹn. Khi bị tấn công hoặc phát hiện có hiện tượng lạ, khỉ sẽ nhanh chóng di chuyển tới nơi khác hoặc biến mất sau những cánh rừng.
Cá bay (cá chuồn) là cá sở hữu hình dáng giống một quả ngư lôi có thể đạt tốc độ gần 59,5 km/h khi bắn lên khỏi mặt nước. Với các vây ức giống như cánh, chúng có thể lướt khoảng 200 mét trên mặt nước. Cũng có loài ốc sên di chuyển cực nhanh không như các loài ốc sên chậm chạp khi chạm trán kẻ thù thường chọn giải pháp thu mình trong vỏ với hy vọng thoát chết, do đặc thù về tốc độ di chuyển chậm khiến chúng không thể chạy trốn, tuy nhiên, loài ốc sên vỏ hình nón sống tại Australia là một ngoại lệ, khi phát hiện kẻ thù, chúng mở rộng chiếc chân giả có nước nhầy và nhảy liên tục đến nơi an toàn, thậm chí chúng còn có thể di chuyển cực nhanh để lẩn trốn.
Bộ chân kiếm (copepod) có khẳ năng nhảy cao. Đối với động vật giáp xác thuộc bộ chân kiếm, nhảy chính là giải pháp để có thể thoát khỏi những kẻ săn mồi dưới nước lớn hơn mình như sứa, cá trích và cá thu. Loài này được công nhận là nhảy cao nhất trên thế giới vì động vật bộ chân kiếm có hai hệ thống cơ khác nhau, một cho nhảy và một cho bơi cho phép đôi chân rất nhỏ của chúng có lực. Các cơ sử dụng để nhảy khác biệt so với cơ sử dụng để bơi. Bên cạnh cơ chế bảo vệ tuyệt vời, khả năng siêu nhảy của loài này còn cho phép nó tấn công lén con mồi nhỏ hơn. Loài ếch là loài nhảy xa nhất, bằng chứng một con ếch nhỏ có thể nhảy chiều dài hơn 10 lần chiều dài cơ thể của nó do cơ bắp chân của nó, đó là bộ phận cực kỳ linh hoạt so với những động vật khác. Trước khi nhảy, ếch đặt mình ở tư thế cúi kéo dài và kéo dài cơ bắp chân sau. Như vậy, những con ếch sẽ có năng lượng cơ học đáng kinh ngạc và cất bước để thoát khỏi các mối đe dọa tiềm tàng.
Trong cuộc đua sinh tử với loài báo săn, những con linh dương có thể vừa chạy vừa di chuyển sang hai phía theo kiểu chạy zich zac lạng lách và mỗi lần chuyển hướng con linh dương buộc con báo phải thay đổi hướng chạy làm mất thêm 2 giây trong một cuộc săn đuổi nay và nếu chuyển hướng 10 lần trong một cuộc rượt đuổi thì con linh dương sẽ đẩy con báo tới tốc độ giới hạn của sự chịu đựng. Con linh dương có thể chậm hơn con báo nhưng trong quá trình tiến hóa đã cung cấp cho nó một vụ khí phòng vệ tiềm năng đó là sự lanh lợi, trong trận chiến sống còn này, báo săn có lợi thế về tốc độ nhưng nó phải bắt được con mồi vì nó không thể duy trì tốc độ được lâu và cuộc săn đuổi kéo dài sẽ đẩy cơ thể con báo đến giới hạn, nếu không thì chính cuộc săn đuổi sẽ giết nó.
Trong cuộc đua, một khi cơ thể bắt đầu quá tải, vượt quá ngưỡng nhiệt độ, não bộ là phần bị ảnh hưởng nhiều nhất (khi não bị quá nóng), nhưng những con linh dương lại ít khi vượt quá ngưỡng nhiệt độ do nó có hệ thống làm mát tự nhiên, trước khi đến não, máu được đi qua một nhóm mạch máu và được làm lạnh nhanh chóng bằng một lượng khí từ khoang mũi rộng giống như bộ phận tản nhiện trong xe hơi, nó ngăn những chất lỏng quan trọng không bị quá nhiệt cho nên dù nhiệt độ con linh dương chạm đến mức 42 độ thì bộ não nó vẫn được bảo vệ và được làm mát mặc dù đang chịu áp lực nhưng khi nhiệt độ của báo chạm tới mốc 49 độ thì cơ thể con báo đã đưa ra lời cảnh báo hoặc nó phải cho con linh dương thoát hoặc nó sẽ chết khi săn con mồi. 

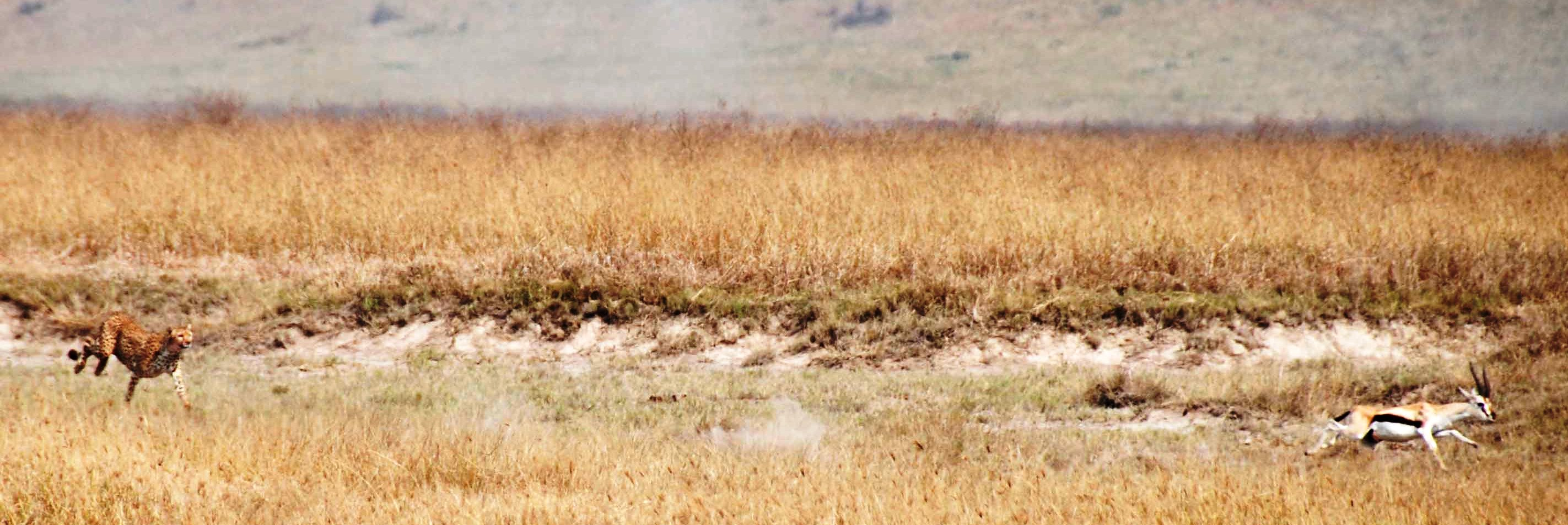
Cuộc rượt bắt giữa báo săn và linh dương là cuộc đua sinh tử của cả hai loài

Đối với báo săn khi bắt đầu quá sớm, nó có thể nhanh đuối sức và không thể bắt được con mồi những con linh dương có thể chạy hơn 80 km/h nhưng linh dương có thể duy trì tốc độ trong thời gian dài chúng giống như những vận động viên chạy đua đường trường trong khi báo săn chỉ có thể chạy nước rút ngoài ra con linh dương còn có một chiến lược quan trọng khác là vừa chạy vừa nhảy lên nhảy xuống theo kiểu nhảy tưng tưng, chúng vừa chạy, vừa bật nhảy thật cao vào không trung lên đến gần 3 m điều này làm con linh dương liên tục vào trong và ra ngoài tầm nhìn của con báo làm nó mất phương hướng và nhiều khi buộc phải bỏ cuộc. Linh dương chạy chậm hơn báo cheetah, nhưng nó có thể sống sót trong cuộc rượt đuổi nếu chạy lắt léo và rẽ ngoặt vào phút chót.
Các loài chuột giỏi ẩn náu vì kích thước nhỏ và nhanh nhẹn (tốc độ di chuyển của loài chuột rất nhanh, có loài 2 m/s, có loài 2,7 m/s), tinh ranh nên khó diệt trừ. Ngoài ra, ở những vùng thảo nguyên Mông Cổ với đặc trưng là sự bao la hùng vĩ và cây cỏ thấp sát đất, ở các nơi này có nhiều con sông hẹp và cạn, nhiều hồ đầm, thu hút tất cả các loại cầm thú chân dài, cánh rộng, mắt tinh, tai thính, mũi nhạy, những loài sống ở không gian bao la như lừa hoang, ngựa hoang, linh dương đều là những loài chạy rất nhanh và không biết chồn chân, khó đuổi kịp được chúng do đó chỉ có những đàn sói mới tồn tại vì sứ mạng của chúng là sói đã không cho phép bất kể một kẻ yếu ớt nào có thể tồn tại trên đồng cỏ, còn các loài hổ báo đều không thể thích nghi.
Thằn lằn Basilisk có khả năng chạy bộ dị thường trên mặt nước, chúng thỉnh thoảng vẫn chạy trên mặt nước như một động vật đi bằng 2 chân suốt một quãng đường dài, trước khi chìm xuống. Trên mặt nước, thằn lằn Basilisk có thể chạy với vận tốc 1,5 m/s (tương đương 5,4 km/h) trong gần 4,5 mét, trước khi chìm xuống nước và bơi. Các màng giữa những ngón chân giúp nâng đỡ nó trên mặt nước, bằng cách tạo ra một bề mặt tiếp xúc lớn hơn và một túi khí, chúng cũng có thể tự chống đỡ cơ thể bằng 4 chân trong khi chạy bộ trên mặt nước nhằm làm tăng thời gian ở trên bề mặt nước thêm khoảng 1,3 mét. Điều này giúp chúng dễ dàng trốn thoát khỏi những kẻ ăn thịt.

## Vũ khí

### Sắc nhọn

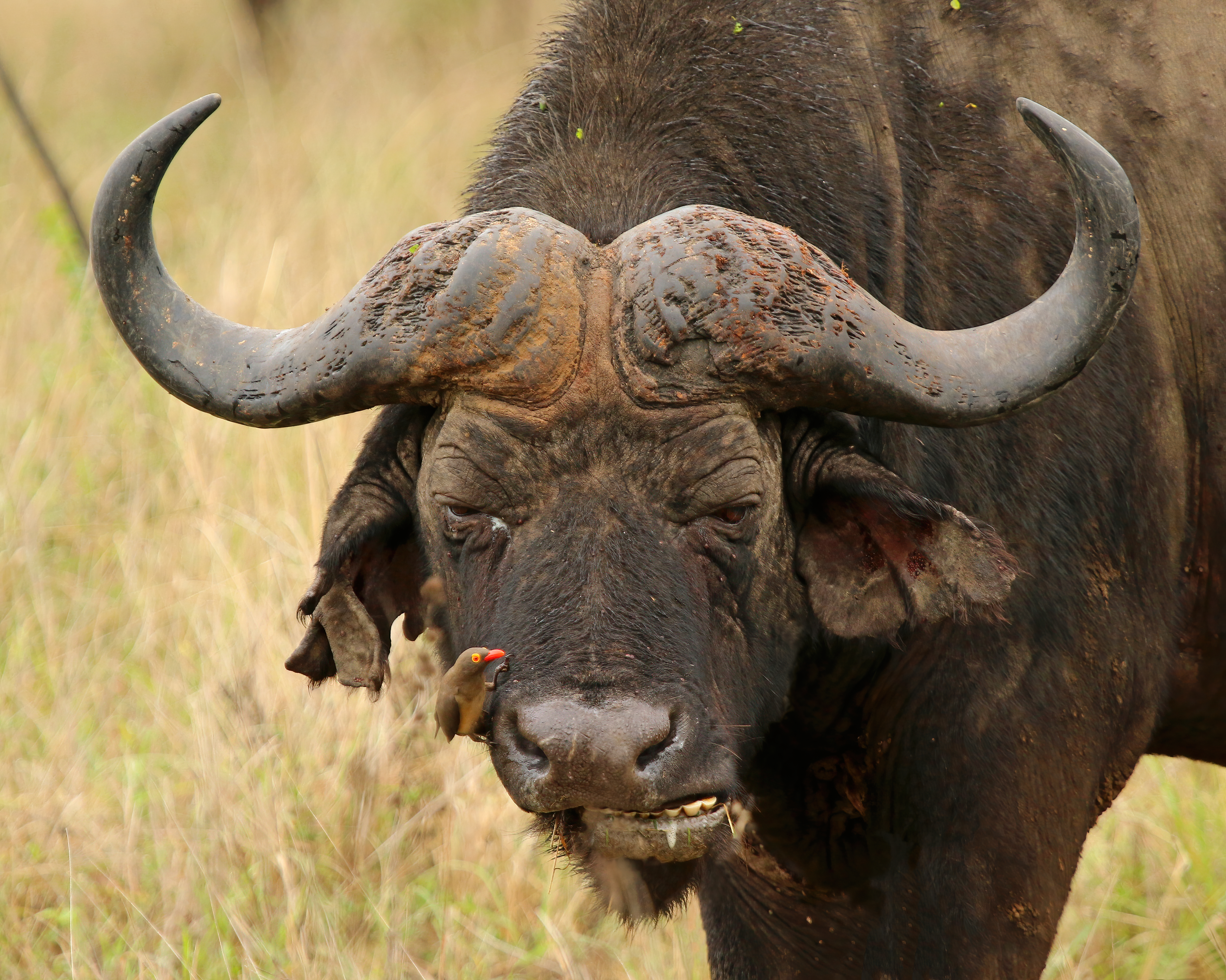
Trâu rừng châu Phi

Một số loài động vật được vũ trang để chống lại kẻ tấn công bằng những bộ phận, vật sắc nhọn của cơ thể như nanh, vuốt, sừng, ngà, đây là sự tiến hóa mà tự nhiên đã ban tặng cho những con vật yếu thế những thứ vũ khí nguyên thủy. Những con hà mã có một cái hàm đủ lớn để giữ 20 cái răng nanh dài 20 inch và hàm răng có sức mạnh tương đương với một chiếc búa tạ cỡ lớn, hàm của hà mã có thể nghiền nát một hoặc hai con cá sấu dài khoảng 3m, độ hung bạo của chúng mạnh hơn bất cứ loài vật kích thước lớn nào.
Trâu rừng châu Phi có cặp sừng cứng và rất nhọn, sừng trâu trưởng thành là đặc điểm tiêu biểu của loài, cặp sừng hợp nhất tại bệ góc, tạo thành một lá chắn xương liên tiếp được gọi là một "cái bướu". Cặp sừng của loài trâu rừng châu Phi có thể làm chết người chỉ sau một lần húc. Khi gặp nguy hiểm, chúng luôn cúi đầu, hướng cặp sừng nhọn ra phía trước để húc vào đối thủ, đầu tiên chúng sẽ đâm bổ vào, sau đó húc nạn nhân, vết thương do trâu rừng gây ra rất nguy hiểm. Chúng có thể hạ gục (và giết chết) cả sư tử bằng những cú húc trờ giáng, rồi húc liên tiếp sau đó là những cú giẫm đạp tàn bạo kinh hoàng.
Lợn rừng ngoài yếu tố rất nhanh nhẹn, lỳ lợm, có lớp da đày thì những con quái vật cứng đầu này lại còn có cặp răng nanh khoằm có khả năng gây chết người, hay đánh lủng bụng của con chó săn, hai chiếc răng cửa trắng như ngà, dài gần gang tay chìa ra ngoài như sẵn sàng đâm thủng da thịt của đối thủ vì vậy chúng còn được gọi là lợn lòi, chúng có mõm dài cứng để đào đất, nó mọc hai răng nanh nhọn hoắt trắng ởn. Đây là thứ vũ khí rất lợi hại của chúng để chống lại kẻ thù và cũng là một điểm khác biệt lớn so với lợn nhà, da và lớp lông lợn lòi rất dày, như một tấm áo giáp vững chắc và tổng thể các yếu tố lại với nhau thì có vẻ lợn rừng được trang bị vũ khí phòng vệ hoàn hảo.
Heo rừng khi trưởng thành những con đực tách bầy độc hành này gọi là lục chiếc (độc chiếc), có bộ dáng rất hầm hố, mông thấp, đầu to. Chiếc đầu quá khổ có cặp nanh cứng và sắc luôn dựng ngược lên chờ đối thủ. Để tự tạo bộ giáp khí cho mình, heo lục chiếc thường mài nanh vào thân cây gỗ dầu chai tiết ra chất nhựa, con heo lăn bộ lông cứng vào chất dẻo đó. Khi nhựa dầu khô, bộ lông heo trở thành một thứ giáp cứng. Chúng thường mài nanh vào thân cây dầu chai, chất nhựa ở cây gỗ dầu chai dính lên làm cho chiếc nanh cứng hơn nhiều lần so với nanh thường và biến đổi cấu tạo của một vài chiếc nanh heo rừng khiến nó uốn cong thành vòng tròn.

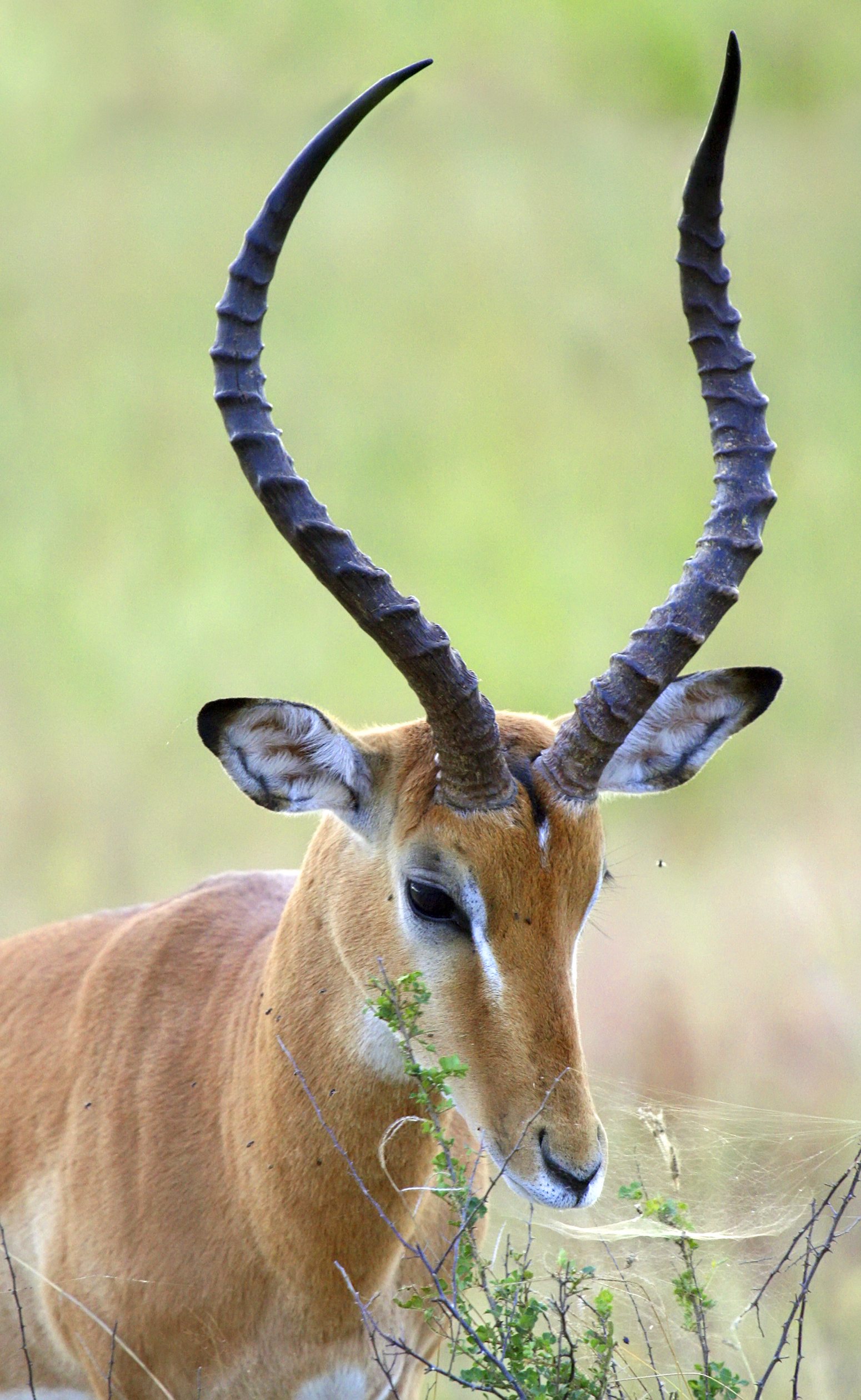
Sừng của một con linh dương (linh dương giác)

Với cặp nanh chĩa ngược kỳ quái, lợi thế răng nanh sắc dài 8–10 cm, một con lợn rừng to hoàn toàn có khả năng giết chết hổ nếu như chúa sơn lâm sơ ý. Tuy nhiên thông thường, hổ thường dùng tư thế đứng chếch ngang rồi quay sang vít đầu lợn xuống đất đã làm cho chiếc mồm lợi hại của con lợn bị vô hiệu hóa. Có những khi trong cuộc săn lợn rừng, những con chó săn bị lợn rừng húc chết, những con chó quá liều lĩnh khi tấn công trực tiếp vào heo rừng và bị nó dùng nanh đánh gục tại chỗ.
Bò tót đực và bò tót cái đều có cặp sừng. Sừng của bò tót to, chắc, và uốn cong về phía trước. Chiều dài trung bình của sừng thường từ 80 – 85 cm ở bò đực, sừng bò cái ngắn, nhỏ hơn và uốn cong hơn. Trên trán, giữa 2 gốc sừng là 1 chỏm lông, thường có màu vàng. Mũi sừng có màu xanh xám, chuyền dần sang xám đen rồi đen bóng ở những chú bò già, gốc sừng có màu xám đen, và có những lằn rãnh nằm ngang, gọi là răng. Phần giữa gốc sừng và mũi sừng có màu vàng nhạt. Những con bò nhà thuộc giống bò rừng châu Âu cũng có cặp sừng nhọn hoắt chĩa về phía trước, sẵn sàng gây thương tích cho đối thủ, tiêu biểu là giống bò tót Tây Ban Nha (hay chính xác là bò đấu).
Sừng hươu nai có trong hầu hết các loài hươu nai, chỉ có con đực trưởng thành là có gạc và chức năng chính là để tăng khả năng hấp dẫn của bản thân trong việc thu hút các con cái lựa chọn để giao phối hoặc sử dụng làm vũ khí chiến đấu con đực khác hoặc dùng làm vũ khí tấn công, tự vệ. Sau khi đạt đến kích cỡ tối đa, xương gạc bắt đầu cứng lại và lớp da mềm mại sẫm màu phủ bên ngoài bắt đầu rụng dần. Khi lớp da rụng hết, chỉ còn lại bộ xương không, nó trở thành thứ vũ khí sắc bén và rất nguy hiểm trong các cuộc chiến đấu. Vào cuối mùa kết đôi, khi nhu cầu chiến đấu tranh giành bạn tình và lãnh thổ không còn, hươu đực sẽ rụng bộ gạc đi để bảo tồn năng lượng. Tuy nhiên nhiều con hươu đực có sừng quá đồ sộ có thể mất mạng khi bị thú săn rượt đuổi do cặp sừng lớn sẽ vướng vào cây cối.
Sừng linh dương (linh dương giác) cũng là vũ khí đáng gờm, từng có sự việc linh dương bất ngờ lao tới húc thẳng vào bụng con hươu cao cổ làm nó chết tại chỗ trong một vườn thú, con linh dương chạy tới với tốc độ cao, cắm thẳng cặp sừng của mình vào bụng con hươu cao cổ rồi bỏ đi còn con hươu cao cổ đã nhanh chóng tắt thở do vết thương sâu và bị thủng tim, vết thương quá nghiêm trọng. Trong cuộc chiến với báo săn, với kích thước của con linh dương thì con báo không thể giữ được con mồi thậm chí con mồi có thể lừa thế quay trở lại húc và giết nó, con linh dương với sừng nhọn hoát trên đầu do đó con báo nếu không thực hiện đúng, nó có thể sẽ bị đâm chết. Những con linh dương lớn hoặc linh dương mẹ có thể tấn công lại và đuổi báo săn đi có trường hợp ghi nhận một con linh dương Gemsbok mẹ đã đánh đuổi một đàn báo săn khi những con báo này, nó dùng sừng nhọn tấn công báo săn khi cả hai đang khống chế con con.
Răng nanh loài linh trưởng thường cũng mạnh bằng hoặc hơn của loài thú ăn thịt. Nhìn chung răng nanh của con cái và đực khỏe tương đương nhau. Đối với vượn người, răng nanh của con đực dài gấp 4 lần con cái, đối với sức mạnh và răng thực sự được dùng làm vũ khí. Răng nanh dài, mỏng của con đực cũng mạnh hoặc mạnh hơn của con cái, điều đó cũng cho thấy chúng có thể được dùng để chiến đấu. Khỉ đột có hàm răng khỏe với lực cắn được ghi nhận lên tới 590 kg/cm2. Khỉ đột có răng to, ngắn và chắc tương ứng với cơ thể đồ sộ. Để có được tỉ lệ như các loài linh trưởng khác, răng nanh của con đực sẽ phải dài 25 cm. 

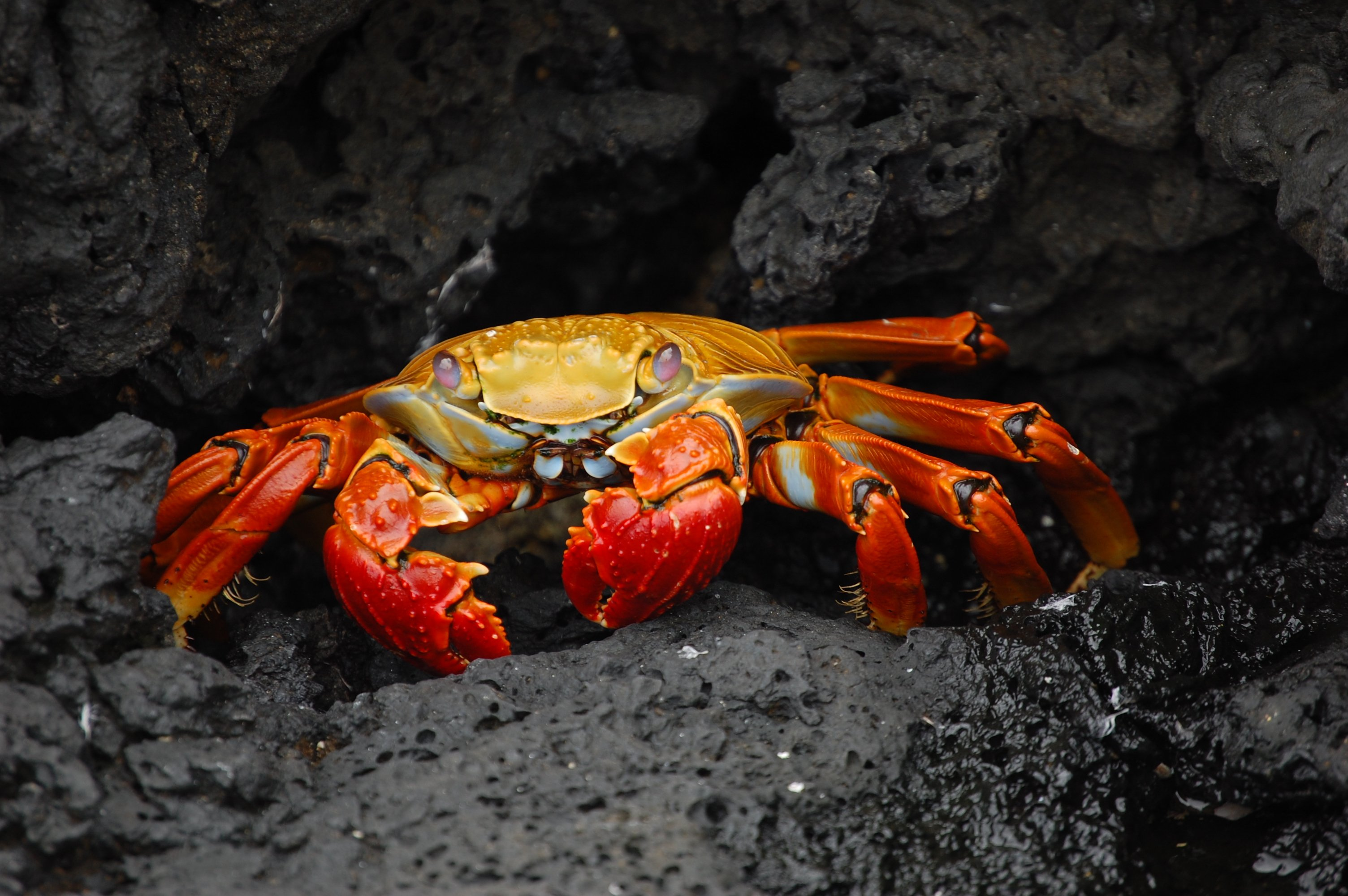
Loài cua với cặp càng lớn để tự vệ

Mặc dù chậm chạp, nhưng ít khi các loài thú khác tấn công được những con lười, bởi chúng có bộ móng vuốt vô cùng sắc bén. Bình thường, bộ móng vuốt này giúp chúng treo mình trên cây, nhưng khi gặp nguy hiểm thì biến thành vũ khí, chỉ một cú vả chúng thì ngay cả thú ăn thịt toạc da, tóe máu. Mỗi ngón tay và mỗi ngón chân đều có một móng vưốt vừa cong và dài, đủ để gây ra những vết thương sâu. Một cú đánh bằng vuốt nhọn có thể làm cho thú dữ phải chựng lại. Một số loài động vật khác cũng có những vũ khí độc đáo riêng để tự vệ, chẳng hạn như những loài bọ cạp có cái đuôi gắn nọc độc có thể dùng để dọa dẫm hoặc đánh trả những kẻ tấn công. Kiến lưỡi câu ở công viên hoàng gia Virachey của Campuchia có một loài kiến cực độc và có tên là kiến lưỡi câu, điều khiến nó đặc biệt chính là phần thừa có hình lưỡi câu trên lưng, phần này được dùng để chống lại kẻ thù.
Hoặc những con cua có những cái càng lớn dùng để tự vệ, chúng sẽ kẹp vào kẻ tấn công gây đau nhói cho chúng rồi tẩu thoát. Có loài cua có càng cắp khỏe hơn hàm sư tử, cặp càng của cua dừa (Birgus latro) có lực cắp khỏe chỉ sau bộ hàm cá sấu, chúng sở hữu cặp càng khỏe nhất trong nhóm giáp xác, có thể nâng cả trẻ nhỏ, lý do khác dẫn đến cặp càng khỏe ở cua dừa là tự vệ. Những con cua trưởng thành không có vỏ để trú ngụ và phải dựa vào lớp vỏ ngoài cứng tạo từ calci hóa, có tác dụng bảo vệ kém hơn, chúng cần phát triển cặp càng khỏe để xua đuổi kẻ thù, chúng có trọng lượng 4 kg, chiều dài 40 cm và sải chân gần một mét. Cặp càng lớn của nó khỏe tới mức có thể nâng được 28 kg và tách vỏ những quả dừa cứng.
Lực quắp của một con cua dừa hoang dã nặng từ 30 gram đến hai kilogram là rất lớn có thể bổ tách được những quả dừa cứng, một con cua dừa cỡ lớn nhất nặng 4 kg có thể tạo ra lực cắp lên trên 3.300 newton. Lực cắp này mạnh hơn mọi loài giáp xác khác, bao gồm tôm hùm với lực cắp đo được khoảng 250 newton. Càng cua dừa khỏe hơn nhiều so với cơ hàm sư tử có lực cắn trung bình khoảng 2.670 newton, chỉ xếp sau hàm cá sấu, loài sở hữu bộ hàm khỏe nhất với lực cắn 16.000 newton. những con cua dùng càng tách hạt và trái cây cứng thuộc chi dứa dại, chúng cũng ăn xác động vật chết, sử dụng cặp càng để nghiền gãy xương với vũ khí đặc biệt này, cua dừa dùng để tự vệ hữu hiệu khi bị tấn công.

### Nọc độc

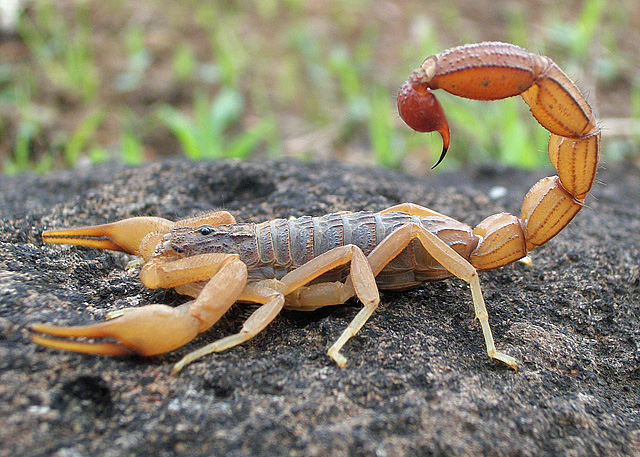
Một con bọ cạp đang cảnh báo để chuẩn bị tấn công

Một số loài động vật được trang bị nọc độc để săn mồi nhưng cũng dùng chính những nọc độc để tự vệ trước các loài động vật khác. Nọc độc của chúng có thể ở dạng ngòi, gai, trong nanh vuốt hoặc các dạng khác và khi tấn công chúng dùng độc tố của mình để gây hại cho đối phương. Có một số những loài động vật có vú sở hữu nọc độc hoặc các vũ khí chứa độc để tự vệ, chẳng hạn như mang chứa trong mình và thực hiện những cú châm chích, cắn đốt chết người. Những vết thương do chúng mang lại có thể làm tê liệt hệ thần kinh dẫn tới tử vong.
Lượng nọc độc tiết ra từ đuôi của các loài bọ cạp khác nhau rất nhiều. Mặc dù nhiều người e sợ chúng nhưng vết chích của hầu hết các loài bọ cạp thường chỉ gây đau nhức như vết cắn của một con ong và hiếm khi gây tử vong. Dẫu vậy, vẫn có một số ít loài bọ cạp có khả năng gây chết người, kể cả loài bọ cạp vỏ cây ở miền tây nam Mỹ. Việc sở hữu nhiều chân khiến các con rết trông có vẻ rùng rợn. Tuy nhiên, điểm nguy hiểm là những chiếc răng nanh của rết. Mặt trước và mặt sau của nhiều con rết trông tương tự như nhau. Nếu nhầm lẫn tóm vào phần lưng, con rết sẽ cuộn mình lại và cắn. Loài rết Scolopendrid ăn chủ yếu là rệp nhưng thực phẩm khoái khẩu của chúng là cóc và chuột. Điều này hoàn toàn có thực vì chúng có dài tới 30,5 cm.
Vết chích của một con ong có thể giết chết những người bị dị ứng. Ở Mỹ, số người tử vong do bị ong chích nhiều hơn số trường hợp chết vì các vết cắn hoặc chích của rắn, nhện hoặc bất kỳ sinh vật có nọc độc nào khác. Chỉ ong cái mới có một vòi chích nằm ở cuối thân và số con cái vô sinh này chiếm số lượng lớn trong lực lượng lao động của một tổ ong. Một con ong hướng vòi chích của nó vào nạn nhân và găm nó lại đó. Nọc độc sẽ được giải phóng khi con ong rời đi. Mất phần thân sau khiến con ong cuối cùng cũng bị chết. Rệp có mỏ (Apiomerus flaviventris) có một cái mỏ để tiêm nọc độc trong nước bọt của nó vào con mồi. Vết chích cũng có thể gây đau cho con người. Loài sinh vật này cũng tiết ra mùi nồng nặc để tự vệ khi bị quấy rầy.
Cá bò cạp với thân loài cá miền nhiệt đới này có những mảng da phất phơ như tảo, màu đỏ nhạt, sáng chói dưới ánh đèn. Nhưng trong ánh sáng mờ nhạt dưới biển rất khó nhận ra. Cá có gai độc, nhất là ở vây lưng và ở nắp mang cá. Cá đá nổi tiếng nọc độc nơi loài cá, vết chích có thể gây tử vong, cá ngụy trang khéo, hầu như hoàn toàn bất động trong môi trường, đôi khi nó ở nơi nước cạn và gai dễ dàng xuyên qua đế giày nếu đạp phải. Vết chích của cá làm đau dữ dội, đôi khi gây sốc. Vùng bị chích sưng phồng. Nọc còn tác động đến hệ thần kinh, gây co giật, tê liệt, rối loạn tim hay hô hấp, có thể làm thiệt mạng. Có đến 1.250 trên tổng số hơn 1.600 loại cá trê có chứa nọc độc. Cá trê dùng độc của mình chủ yếu là để tự bảo vệ mình trước cá loài cá khác, nhưng đã có nhiều ngư dân phải chịu cảm giác đau đớn từ nọc độc của cá trê.
San hô lửa là những nhánh san hô có màu vàng, viền sáng, hiện diện ở vùng đá ngầm không sâu lắm, dù mang tên san hô, nó thực sự thuộc nhóm thủy tức. Khi chạm phải san hô lửa, nạn nhân đau nhói tức khắc, nổi chấm đỏ trên da, đôi khi phản ứng mạnh hơn, với cảm giác nóng bỏng đi kèm, dễ gặp nguy cơ nhiễm trùng. Các con sao biển gai thường sống tụ họp lại, thành tấm thảm gai độc. Vết chích của nó rất đau, sưng phồng, tê cóng có thể khiến chỗ bị chích liệt tạm thời, chúng là sinh vật ăn san hô đáng gờm, mỗi ngày nó nạo sạch khoảng nửa mét san hô tảng, để lại bộ xương khoáng vật trắng. Một loài sứa thân không lớn lắm, đường kính 10 cm, nhưng kéo theo sau những sợi dây dài đến 10 m giúp nó bắt được các phiêu sinh vật, những sợi này gây ngứa dữ dội cho người nếu bị chạm phải. Trong những loài sứa nhiệt đới, sứa được mệnh danh "ong vò vẽ của biển cả", đường kính chỉ vài phân, nhưng có thể gây chết người.

## Hóa sinh

### Mùi hôi

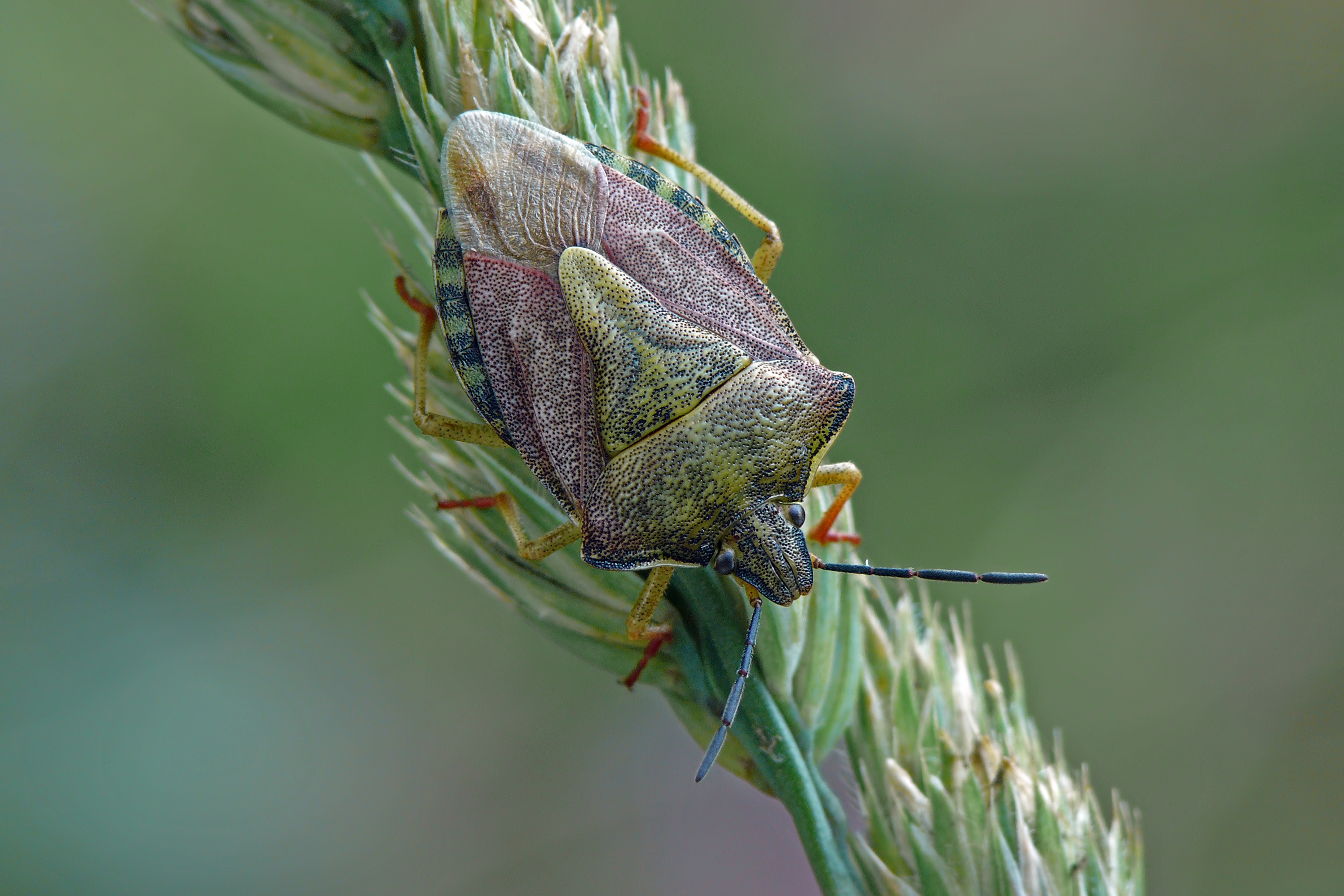
Một con bọ xít, chúng nổi tiếng là hôi thối khiến ít có động vật nào chọn nó là thức ăn

Các loài động vật khác nhau sở hữu thứ vũ khí sát thương của riêng loài. Chúng có thể sử dụng răng, móng vuốt, mỏ nhọn hoặc nọc độc và nhiều hơn thế. Tuy nhiên sử dụng mùi hôi khủng khiếp làm vũ khí tấn công là khó báo trước nhất. Có những loài động vật có khả năng tiết ra thứ chất lỏng có mùi khó chịu làm vũ khí bảo vệ bản thân trước kẻ thù. Chồn hôi có lẽ là loài động vật nổi tiếng nhất sử dụng mùi hôi làm vũ khí. Chúng sản xuất khí độc từ hai tuyến ở hai bên hậu môn. Thứ mùi khủng khiếp đó khiến hầu hết các loài động vật ăn thịt không dám tới gần. Sọc trắng đặc trưng của chồn hôi cũng chính là dấu hiệu cảnh báo về mối đe dọa tiềm tàng.
Chồn hôi có hai tuyến dịch hôi ở phía dưới đuôi, đây chính là vũ khí tự vệ của chồn. Gặp kẻ thù, nó phóng ra một tia chất dịch ép rút lui. Một tia bảo vệ như vậy có thể bắn xa 3 m. Chồn bắn lúc tia này, lúc tia kia, thậm chí cả hai tia cùng lúc. Mỗi tuyến hôi có thể bắn 5-6 phát về phía kẻ thù. Sức mạnh của các tia mang mùi khó chịu đó không hề gây thương tích, cũng không có sức thẩm thấu vào cơ thể địch thủ, nhưng chúng sẽ khiến đối phương ngạt thở. Nếu bị bắn trúng mắt, địch thủ có thể bị sức mạnh của tia làm mù tạm thời. Chồn hôi sọc có thể xịt chất lỏng xa hơn 6m, và xịt đúng chính xác vào mặt kẻ thù trong phạm vi 3m. Chất lỏng đó là một vũ khí lợi hại bởi mùi đó sẽ làm cho đối phương ngưng thở tạm thời, nếu trúng mắt có thể làm cho kẻ thù không nhìn thấy gì một lúc. Chúng không dùng mùi hôi này để chống lại những con chồn hôi khác, mà chỉ dùng để chống kẻ thù khác loài.
Chồn sọc Zorilla có vẻ ngoài khá giống chồn hôi nhưng đây là hai loài động vật khác nhau. Sinh sống chủ yếu ở các thảo nguyên khô ở Châu Phi. Khi bị tấn công, chúng phun khí thải hôi thối qua đường hậu môn khiến đối phương tạm thời bị mù nếu trúng mắt, hoặc gây ra cảm giác nóng rát, đau đớn trên da. Cũng như chồn hôi, chúng có sọc trắng dễ dàng nhận biết để tránh xa. Lửng mật (Honey badger) có thể biến túi hậu môn từ trong ra ngoài, tạo thành mùi hôi đến nghẹt thở có tác dụng răn đe kẻ thù. Lửng lợn Đông Dương toàn thân có mùa hôi rất nặng, trên người luôn toát ra thứ mùi hôi khó chịu khiến mọi loài sống xung quanh đều né, mùi hôi của nó là vũ khí tự vệ hữu hiệu, nó thường xuyên vừa đi vừa xả hơi còn ghê hơn mùi hôi cố hữu. Những con thú ăn thịt chỉ ngửi thấy mùi hôi lửng là bỏ qua (hôi như lửng lợn).
Chim chào mào (chim đầu rìu) cũng có khả năng tiết ra mùi hôi. Khả năng này bình thường được giữ kín, nhưng đến lúc sinh đẻ, nhằm giúp cho con cái ra đời bình an, chim mẹ đã thông qua tuyến hôi ở đuôi tiết ra một dịch lỏng màu nâu đen có mùi khó ngửi. Trong một khoảng thời gian, tổ chim có mùi khó thở. Dù rằng có một số động vật chuyên ăn trộm trứng chim, nhưng khi đối mặt với hoàn cảnh tồi tệ như vậy cũng phải rút lui. Chim Woodhoopoe sinh sống ở phía nam sa mạc Sahara của Châu Phi, khị bị đe dọa, chúng có khả năng phun ra một loại dầu màu đen và có mùi hôi thối đấy là thứ vũ khí mùi vô cùng lợi hại giúp chim mẹ bảo vệ được đàn chim con thân yêu của mình.
Đối với bọ xít, được mệnh danh là "Hoàng hậu hôi", miệng tuyến hôi của nó nằm ở bụng, bình thường dùng để phòng chống kẻ địch. Khi chúng sinh con thì mùi hôi này có thể hình thành một "vòng hôi" xung quanh ấu trùng, như một bức tường bảo vệ con cái khỏi sự xâm hại của kẻ thù. Bọ xít thuộc họ côn trùng có hai tuyến trên ngực tiết ra thứ mùi khó chịu ngăn chặn sự tấn công của những kẻ săn mồi. Nhiều vùng vẫn coi đây là món ăn hấp dẫn tuyệt vời, tuy nhiên dù có bịt mũi mùi hương của bọ xít cũng khó lẫn vào đâu. Rắn King ratsnake còn được gọi là rắn bốc mùi hay nữ thần hôi thối. Tuyến sau hậu môn của con vật sản xuất ra thứ mùi hôi, hăng mạnh và có khả năng phát tán ra rộng khắp. Cũng như nhiều loài có mùi hương khó chịu, rắn sử dụng mùi như một cơ chế bảo vệ cơ thể.

### Hóa chất

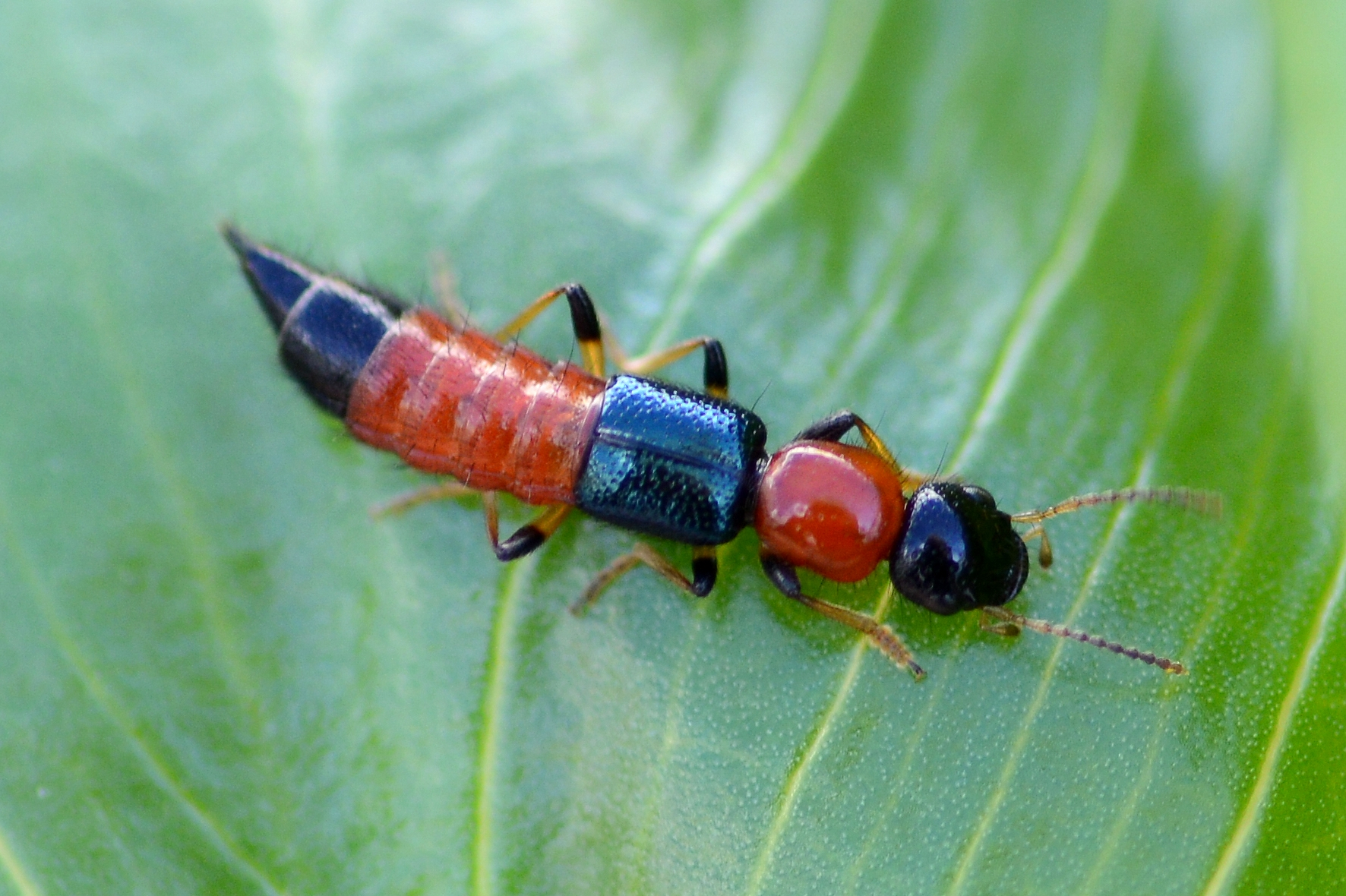
Kiến ba khoang là côn trùng có chứa các chất hóa học

Những loài bị ăn thịt cũng tự bảo vệ bằng các chất độc từ các hợp chất hữu cơ và vô cơ đa dạng. Một số kiến thợ thành kiến bảo vệ tổ, chúng tăng trưởng rất nhanh và giúp bảo vệ tổ bằng cách tiêm, cắn axit vào kẻ thù. Bọ cánh cứng Bombardier Beetle là một trong những loài có mùi hôi thối đáng sợ nhất. Khi bị quấy rầy, nó phun chất lỏng, sôi nóng và có mùi hôi thối vào kẻ thù với độ chính xác cao. Ngoài ra, chất lỏng được tạo ra từ phản ứng hóa học, nhiệt lượng đạt tới độ sôi của nước, do đó gây ăn mòn da và đau đớn, loài bọ này có khả năng phun chất độc trên một phạm vi rộng.
Kiến ba khoang là loài côn trùng có thân thon dài, các khoang đen-vàng cam xen kẽ, có kích thước lớn hơn nhiều so với loại kiến đỏ, kiên gió, chúng có ba đôi chân, bụng có đốt, trong đó có một đốt màu đỏ. Trong dịch cơ thể của kiến ba khoang có chứa pederin là một loại chất độc có thể làm da bị phỏng rộp, đỏ tấy, viêm lở, độc tính này gấp 12-15 lần nọc rắn hổ mang. Độc kiến ba khoang gây phồng rộp khó chịu, nặng hơn có thể máu mủ, loét, phù nề, gây sốt, thậm chí hoại tử, những vết thương thường là một thương tổn ở một hoặc hai bên, viêm đỏ giống như vết cào xước, có xu hướng tạo thành vệt dài.

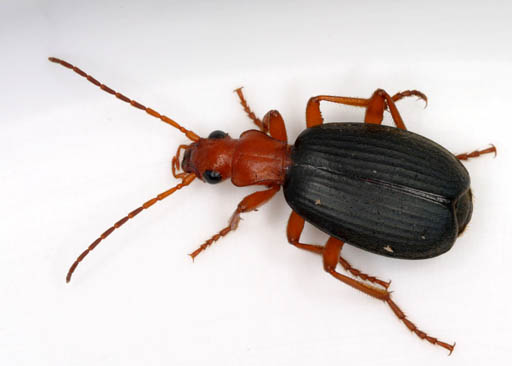
Bọ cánh cứng Bombardier Beetle

Sâu tai Earwig có khả năng phun ra tia nước tiểu một màu, mùi hôi thối để tấn công kẻ thù. Ngoài ra, chúng cũng có thể vừa phun chất lỏng vừa sử dụng những chiếc càng cùng một lúc. Đôi càng của một con sâu tai trông khá đáng sợ. Tuy nhiên, đối với những sinh vật nhỏ khác, sự ghê rợn lại nằm ở những chất hóa học được phun xịt từ bụng loài sinh vật này. Để thuận tiện, sâu tai cũng hướng phun xịt hóa chất về phía đôi càng của nó. Cuốn chiếu có thể tiết ra chất lỏng có mùi hôi thông qua các lỗ nhỏ gọi là Ozopore nằm dọc hai bên cơ thể. Chất lỏng tiết ra có khả năng làm bỏng da kẻ thù khi tiếp xúc.
Loài Vinegaroon (tên khoa học là Mastigoproctus giganteus) có vẻ ngoài trông khá giống bọ cạp nhưng cái đuôi phía sau của nó có tác dụng như ăng ten định hướng, không dùng để tấn công. Tuy nhiên, sinh vật này có thể phóng đi một lượng dung dịch axít axetic đậm đặc (thành phần gây chua ở giấm) thông qua các lỗ tuyến ở cuối chiếc đuôi mà nó có thể trỏ về bất kỳ hướng nào với độ chính xác cao. Chất dịch tiết ra sẽ xua đuổi kiến, chuột và những động vật săn mồi khác. Loài bọ cánh cứng lặn (Thermonectus marmoratus) là một động vật lặn để săn mồi. Chúng là các vận động viên bơi lội cừ khổi và thậm chí có thể ăn thịt các loài cá nhỏ. Không có con mồi nào dễ bắt nạt nên bọ Thermonectus marmoratus cũng có thể di chuyển từ vùng nước này tới vùng nước khác. Nếu bị tấn công, những con bọ cánh cứng này sẽ tiết ra các steroid độc hại đối với cá và động vật lưỡng cư.
Những con kiến có thể trở thành quả bom sống để tự vệ cho cả đàn, đó là cơ chế khi một con kiến Camponotus saundersi khi bị đe dọa có thể sẽ khiến con mồi phải chết trong niềm vui chiến thắng. Loài kiến nổ Malaysia này có chất độc khắp cơ thể. Khi bị đe dọa, chúng sẽ phồng thân thể và tự phát nổ. Việc nổ tự sát sẽ khiến chất độc dính vào người đối thủ. Kẻ đi săn có thể sẽ gặp khó khăn, thậm chí có thể bị chất độc ăn mòn. Những kiến thợ không thể tái tạo lại cơ thể thì nổ tự sát để bảo vệ đồng loại. Nói chung, khi bị đe dọa, loài kiến này sẵn sàng phát nổ như một cơ chế phòng vệ tự sát. Chúng mang theo các túi độc, tiết một chất độc hại dẻo dính khỏi cơ thể trước khi phát nổ và chết.

### Độc tố

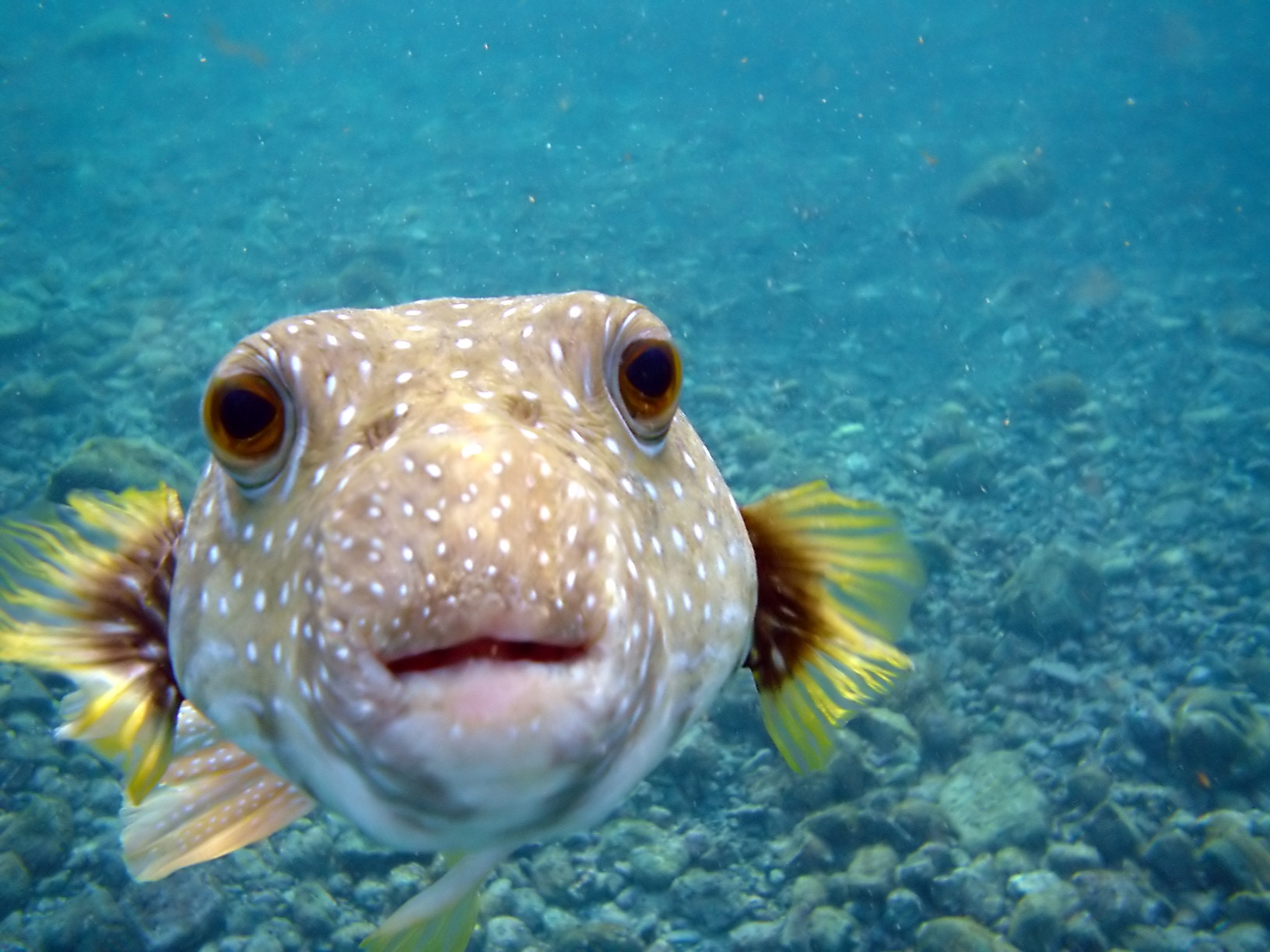
Cá nóc là loài chứa độc tố

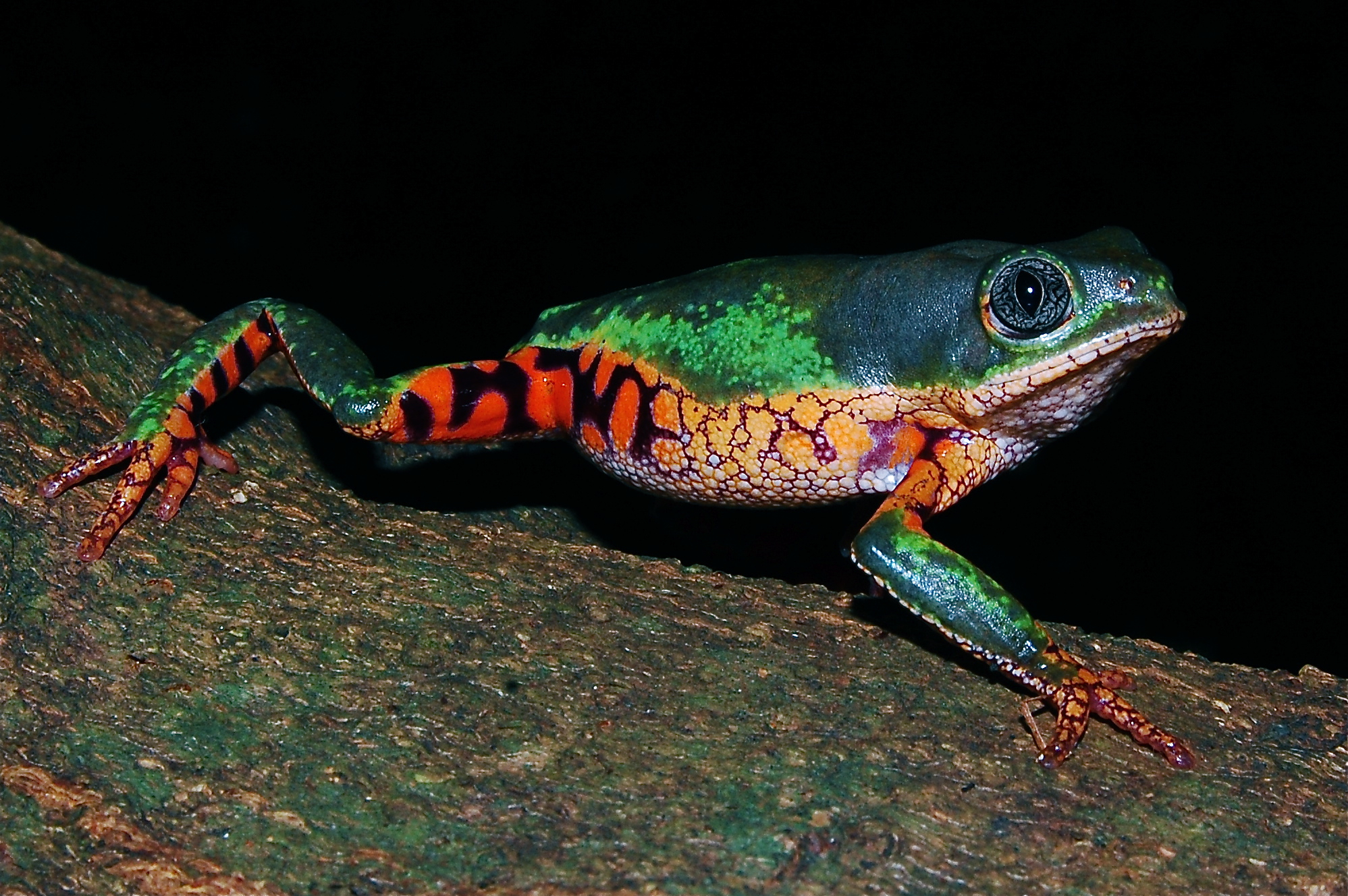
Các loài ếch độc

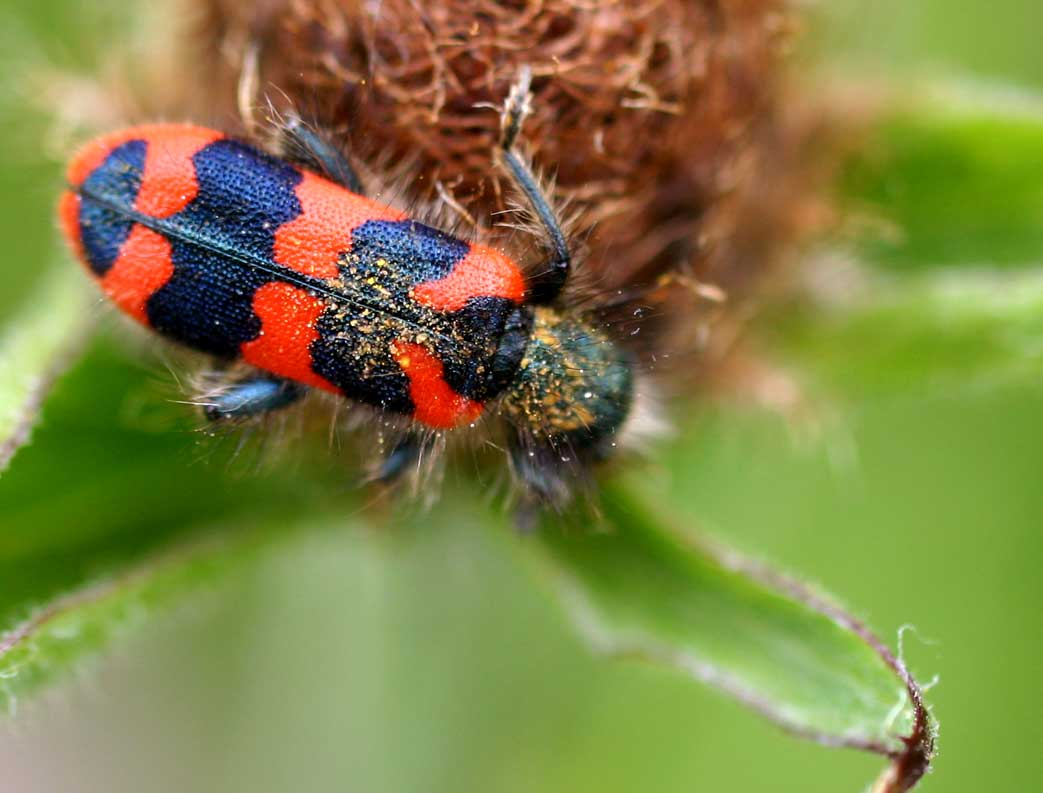
Một loài côn trùng có độc

Nhiều loài động vật tiến hóa phòng vệ theo cơ chế có độc tố trong cơ thể, qua quá trình tiến hóa, cơ thể của một số loài động vật sẽ sản sinh ra các loại độc tố, tuy chúng không dùng để tấn công nhưng nếu các loài ăn thịt chúng sẽ bị ngộ độc và từ đó sẽ tránh xa chúng (thường kèm theo màu sắc sặc sở để cảnh báo), như vậy các loài này sẽ có cơ hộ sinh sôi, nảy nở và tồn tại phát triể thành công. Các loài như vậy có thể kể đến như cóc, ếch độc, các loài cá độc chẳng hạn như các loài cá nóc và nhiều loại côn trùng, sâu bọ khác cũng chứa độc tố trong cơ thể.
Có tất cả gần 1.200 loài cá có độc trong đó có thể kể đến các loài cá nóc (có khoảng 40 loài có khả năng gây độc tố. Phần lớn những loài thường gây độc tố thuộc họ Tetraodontidae), trong đó cá nóc chuột vằn mang (Aronthron immaculatus) thân có dạng hình trứng, vây lưng viền đen, bụng màu trắng không đáng sợ nhưng trong trứng loài cá này tập trung một lượng chất độc mạnh, cứ 100g trứng có thể giết chết 200 người. Sau cá nóc chuột vằn mang, cá nóc chấm cam (Torquigener gallimaculatus) cũng nguy hiểm, cứ 100g trứng hoặc gan loài cá này có thể giết chết 60–70 người. Chất độc chứa trong cá nóc là tetrodotoxin, có tác động trên thần kinh trung ương rất mạnh làm liệt các trung khu thần kinh, gây tê liệt cơ thể, ngừng tuần hoàn, hô hấp dẫn đến tử vong nhanh chóng. Ngoài ra có những hải sản độc, thịt và da lại là những nơi tập trung độc tố cao hơn cả, như loài cá bống vân mây. Chất độc của cá này tuy có ở tất cả các bộ phận cơ thể, nhưng tập trung nhiều nhất ở da, cứ 100g da có thể giết chết 9–10 người.
Nổi tiếng có lẽ là các loài ếch phi tiêu độc, đây là tên gọi chung của một nhóm các loài ếch trong họ Dendrobatidae có nguồn gốc ở Trung và Nam Mỹ, các loài này hoạt động ban ngày và thường có thân màu rực rỡ. Mặc dù tất cả các loài trong họ Dendrobatidae hoang dã ít nhất phần nào có độc, mức độ độc tính thay đổi đáng kể từ loài này sang loài khác và từ nhóm này sang nhóm khác. Những động vật lưỡng cư này thường được gọi là "ếch phi tiêu" do thổ dân da đỏ bản xứ sử dụng các chất tiết độc của da các loài ếch này để tẩm độc đầu mũi phi tiêu thổi để đi săn hoặc tấn công kẻ thù cho thấy độc tính mạnh của những loài ếch này.
Ếch phi tiêu độc nổi tiếng là loài lưỡng cư đầy màu sắc đa dạng và sặc sở thực sự sở hữu chất độc cực mạnh đủ để giết chết một đội quân gồm 20.000 con chuột. Điều này có nghĩa rằng với khoảng 2 microgam chất độc của loài ếch phi tiêu độc (khoảng chất độc chấm trên đầu kim) ếch phi tiêu độc có thể khiến trái tim của một loài động vật lớn ngừng đập. Kinh khủng hơn, chất độc của loài ếch này nằm trên bề mặt da của chúng, tuyệt đối không thể chạm vào nhất là khi đang có vết thương hở.
Ở loài cóc, chúng tự vệ bằng các tuyến trên da bài tiết ra chất nhầy màu trắng, dính keo, còn gọi là "nhựa cóc" là hỗn hợp độc tố có khả năng gây ảo giác, nghẽn mạch và tăng huyết áp. Hiếm khi xảy ra trường hợp ngộ độc do đụng chạm, sờ mó phải cóc, tuy nhiên, khi chất nhầy bài tiết của chúng dính vào một số vùng nhạy cảm như mắt, miệng có thể gây ra hiện tượng rát bỏng, sưng phồng. Ngoài ra, thịt cóc lại tiềm ẩn nguy cơ vô cùng nguy hiểm đe dọa đến tính mạng, nhất là hững phần chứa độc tố cóc như nhựa cóc (ở tuyến sau tai, tuyến trên mắt và các tuyến trên da cóc), trong gan cóc và trong buồng trứng của con cóc.
Hầu hết tất cả các phủ tạng như gan, mật, trứng và nhựa cóc, đặc biệt là trứng cóc vì rất độc, sau khi ăn trứng cóc sẽ có những biểu hiện ngộ độc như nôn mửa dữ dội, đau bụng, sùi bọt mép Ngoài ra, một số loài cóc còn chứa cả độc tố tetrodotoxin thông qua cơ chế cộng sinh với một số vi khuẩn. Cóc mía là một trong những loài cóc khổng lồ, da của chúng sần sùi và có chứa nhiều độc tố. Kể từ khi còn là nòng nọc, loài cóc mía đã là mối đe dọa cho nhiều loài khác nếu vô tình ăn vì lượng độc tố mạnh của loài này. Với nọc độc sẵn có cùng sự phàm ăn của loài này, chúng phát triển theo cấp số nhân.
Với màu sắc sặc sỡ, sên biển trở thành đối tượng đáng chú ý ở dưới nước. Tuy nhiên, hình dáng sáng sủa của chúng lại có tác dụng cảnh báo kẻ thù rằng cơ thể chúng có độc hoặc nếu chạm vào sẽ nguy hiểm. Một số loài sên biển có cách tạo chất độc rất kỳ lạ là chúng ăn hải quỳ và đánh cắp lại các tế bào gai chích và ngấm vào da của chúng. Ốc sên có độc Ampullariidae, thường được gọi là ốc sên táo, là một trong những loài có chất độc mạnh. Trong trứng của loài ốc sên này có hai loại độc đặc biệt là antinutritive và antidigestive, khiến đối tượng ăn phải trứng bị rối loạn tiêu hóa và không thể hấp thụ chất dinh dưỡng cần thiết khi ăn uống. Chất độc trong trứng của ốc sên táo có chứa trong thực vật hoặc do vi khuẩn tạo ra, còn trong thế giới động vật, chúng là loài duy nhất chứa chất độc này

## Biến đổi

### Khó nuốt
Loài vượn cáo Tây Phi là loài thú sống về đêm, thức ăn chủ yếu là nhựa cây, hoa quả và các loài động vật nhỏ. Vì di chuyển chậm chạp, các loài ăn thịt dễ dàng đe dọa mạng sống của chúng. Vì vậy, chúng có một cách tự vệ rất đặc biệt. Vượn cáo tránh được những cú cắn chết người nhờ sự phòng vệ độc đáo. Chúng mở rộng phần cột sống từ cổ tới vai, tạo thành những điểm lồi, giống như một thứ vũ khí đặc biệt. Điều này, ngoài việc đe dọa kẻ thù, còn khiến cho chúng khó bị nuốt hơn. Những phần cột sống này cũng có tác dụng như một chiếc khiên, bảo vệ phần cổ của con vượn cáo khỏi những cú cắn chết người của kẻ thù vào những điểm yếu như cổ hay sau đầu. Thằn lằn quỷ gai (Moloch horridus) toàn thân được phủ đầy gai nhọn với những cái vảy gai góc và hai cái sừng trên đầu để cản cuộc tấn công của kẻ thù bằng cách làm cho nó khó nuốt

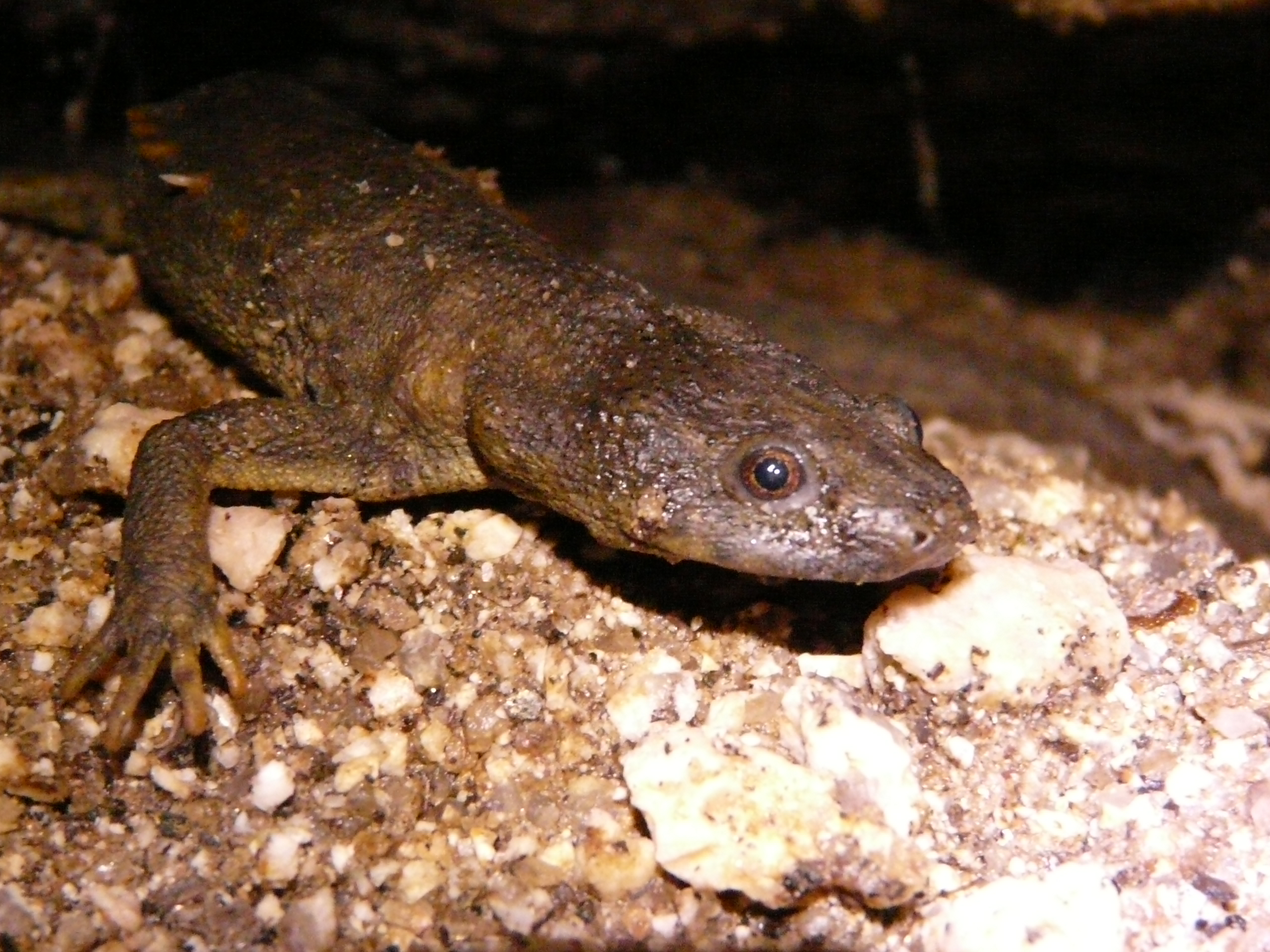
Sa giông Tây Ban Nha có khả năng biến đổi cơ thể trở thành vật khó nốt đối với kẻ thù

Sa giông gân Tây Ban Nha có cách tự vệ bằng xương sườn. Sa giông có xương sườn Iberia khi bị tấn công, các xương sườn của loài sa giông này sẽ đâm xuyên qua da. Những chiếc xương sau đó sẽ đóng vai trò như gai ngạnh, được bao phủ trong một dịch tiết cực độc, giúp sa giông không bị cắn. Theo đó, sa giông Tây Ban Nha có thể co rút các cơ bắp để xương sườn đâm ra ngoài. Tuy nhiên, có ý kiến cho rằng loài sa giông này đã tìm cách xoay chuyển xương sườn của mình cho đến khi điểm nhọn của xương để đâm qua da. Nhờ vào khả năng khiến xương sườn sắc nhọn đâm xuyên qua da, tạo thành một lớp gai nhọn để bảo vệ cơ thể. Những chiếc xương sườn này, trong quá trình được đưa ra ngoài, sẽ được bao phủ một lớp độc từ một bộ phận trên cơ thể, giúp vũ khí của chúng thêm lợi hại. Ngoài ra, sa giông Tây Ban Nha có hệ thống miễn dịch rất tốt, giúp lớp da của chúng chóng lành và không bị nhiễm trùng.
Ếch lông (Trichobatrachus robustus) có nguồn gốc từ Cameroon, loài ếch này có cái tên khá đặc biệt là "ếch lông" do cơ thể chúng được bao phủ bởi một lớp lông, khác với ếch thông thường hô hấp bằng da, lông của loài ếch này đóng vai trò như mang của loài cá, giúp chúng hô hấp một cách dễ dàng trong nước, điểm đặc biệt hơn cả của ếch lông chính là ở khả năng tự vệ, loài ếch này tự làm gãy xương của mình, tự bẻ gãy các xương ngón chân để chọc thủng da, biến chúng thành móng vuốt sắc nhọn. Các xương gãy đâm xuyên qua lớp da gan bàn chân của chúng, hình thành móng vuốt giống như nhân vật dị nhân người sói Wolverine. Chúng có những đốt xương nhỏ được giấu dưới mô các đầu ngón chân. Bình thường, các móng này được giữ chặt bằng các sợi collagen chắc chắn, nhưng khi bị đe dọa, ếch sẽ làm đứt mối nối này và đẩy móng ra ngoài. Sau khi móng được thu lại như cũ, các mô bị tổn thương sẽ tự tái tạo lại.
Cơ thể cá nóc có cấu tạo đặc biệt. Đoạn ruột phía trên của cá nóc có một khúc phình rộng để chứa không khí. Khi bị kẻ địch tấn công, cá nóc sẽ bơi vọt lên mặt nước há miệng hít đầy không khí vào túi khí trong ruột. Vì vị trí túi khí nằm ở đoạn ruột phía trên và da bụng chùng hơn da lưng, nên phần đầu cá và bụng cá phình to hơn phần lưng cá. Cũng do phần bụng chứa nhiều không khí nên bụng cá nổi lên mặt nước, phần lưng chìm xuống. Túi khí cũng có thể hút và chứa nước, nhưng khi gặp kẻ địch, cá nóc thường hút khí vào túi này. Sau khi kẻ địch đi xa, nó sẽ từ từ nhả khí để lấy lại thăng bằng rồi bơi đi. Hiện tượng phình hơi chính là một giải pháp tự vệ của cá nóc để tránh bị kẻ địch nuốt chửng hay cắn nát. Dưới đáy biển, những con cá nóc gai nghe động liền hút nước và không khí đầy bụng, bỗng chốc trở nên tròn căng như quả bóng lớn dựng tua tủa hàng trăm chiếc gai nhọn hoắt. Đây là thứ vũ khí sinh tồn của loài nóc gai, đến như loài bạch tuộc khổng lồ kẹp vào cũng phải nhả ra tức thì.

### Phát quang
Hiện tượng phát quang sinh học ở một số sinh vật gọi là phát quang (phát sáng) sinh học là một hiện tượng hấp dẫn và là cơ chế tự vệ đối với nhiều sinh vật biển nhỏ như sứa biển sâu, cá rồng đen, mực. Dù được sử dụng như một kiểu nguỵ trang, đây cũng là dấu hiệu cảnh báo cho những kẻ săn mồi lớn hơn để tránh xa. Sứa sử dụng phương pháp này như một cơ chế tự vệ của động vật khi một động vật săn mồi nhỏ cố gắng nuốt chửng sứa, nó sẽ loé sáng lên, từ đó sẽ thu hút một động vật săn mồi lớn hơn đến và đuổi dộng vật săn mồi nhỏ đi. Người ta biết là động vật sử dụng các mảng màu của chúng để xua đi thú săn mồi, tuy nhiên, cũng quan sát được một loại sắc tố từ bọt biển có thể bắt chước được một loại hóa chất mà có liên quan đến sự lột xác của một loài giáp xác.
Ốc sên tự phát sáng là loài ốc sên Clusterwink có màu xanh vàng được tìm thấy ở Australia. Loài ốc sên này có khả năng đặc biệt đó là tự phát ra một loại ánh sáng xanh khi bị quấy rầy bởi các tác động bên ngoài, đây có thể là công cụ giúp chúng báo động, liên lạc với đồng loại hay gây sợ hãi cho kẻ thù. Loài cuốn chiếu có thể phun chất độc là loài cuốn chiếu phát sáng còn có tên khoa học là Motyxia sequoia. Trông chúng giống như một con cuốn chiếu bình thường. Tuy nhiên, vào ban đêm, khi bị đe doạ, loài cuốn chiếu này sẽ phát sáng. Khi ánh sáng không đủ để xua đuổi mối nguy hiểm, loài cuốn chiếu này còn rỉ chất độc Xyanua và mùi hôi từ các chân nhỏ của mình.

### Tiết nhớt
Cá mù hay còn gọi là lươn nhớt thuộc lớp cá không hàm, nhìn giống lươn, có quá trình trao đổi chất chậm và hấp thu dinh dưỡng qua da nên cá mù có khả năng sống trong nhiều tháng mà không cần thức ăn, cá mù còn có lượng máu khổng lồ, bao quanh cơ thể ở áp suất gần như không cao hơn với vùng nước xung quanh giúp giảm tối đa tình trạng mất máu khi bị kẻ săn mồi tấn công. Chúng là một loại sinh vật kỳ lạ dù bị cá mập cắn xé cũng không chết, cơ thể chúng có cấu tạo đặc biệt giúp hạn chế tối đa việc tổn thương nội tạng khi bị cá mập tấn công. Khi bị tấn công bất ngờ, cá mù có cách tự vệ rất dị thường đó là phun ra một lượng lớn chất nhờn vào đối phương. Chính vì vậy mà loài cá này còn được biết đến như bậc thầy tiết chất nhờn, kể cả những kẻ săn mồi lão luyện cũng hiếm khi bắt được loài cá này.
Bên cạnh việc phòng thủ bằng cách tiết chất nhờn thì cá mù còn có một kiểu cơ chế phòng thủ nữa. Lớp da mềm dẻo và linh hoạt của cá mù sẽ giúp chúng hạn chế tối đa những tổn thương. dù da của cá mù có bị cắn rách thì chúng cũng không bị tổn thương nội tạng nghiêm trọng. Da của lươn nhớt có độ chùng nhất định, do đó khi bị kẻ thù tấn công thì hàm răng của chúng cũng chỉ sượt qua cơ thể lươn nhớt. Đó cũng là lý do khiến nhiều kẻ săn mồi chán nản khi gặp lươn nhớt. Da của lươn nhớt gồm 3 lớp, không có vảy. Thực tế, da của lươn nhớt cũng không bền chắc hơn nhiều các loài cá bống biển hay cá hồi vân.
Bí mật phòng vệ của lươn nhớt nằm ở chỗ sự chùng nhão linh hoạt của lớp da chúng, độ chùng lớn kết hợp khoảng tiếp xúc tối thiểu giữa da và các cơ thịt cho phép cơ thể của các loài chẳng hạn như cá Hagfish không bị thương tổn ngay cả khi da bị rách. Nhờ có lớp da linh hoạt mà cá mù hạn chế được những tổn thương nghiêm trọng khi bị kẻ săn mồi tấn công. Chính bởi lớp da lỏng lẻo nên cá mù vẫn có thể sống sót dù bị cá mập Mako tấn công, chất nhờn của cá mù có chứa hàng chục ngàn sợi protein vô cùng mảnh mai, nhỏ hơn tóc người khoảng 100 lần. Độ chùng của da cũng là điểm đặc trưng của một số giống chó chọi, điển hình là chó ngao, nhiều giống chó có lớp da chảy xệ, nhăn nheo, chùng xuống để tạo độ chùng như cái giẻ làm giảm chấn thương khi bị các con chó khác cắn vào.

## Phun phụt

### Phóng dịch

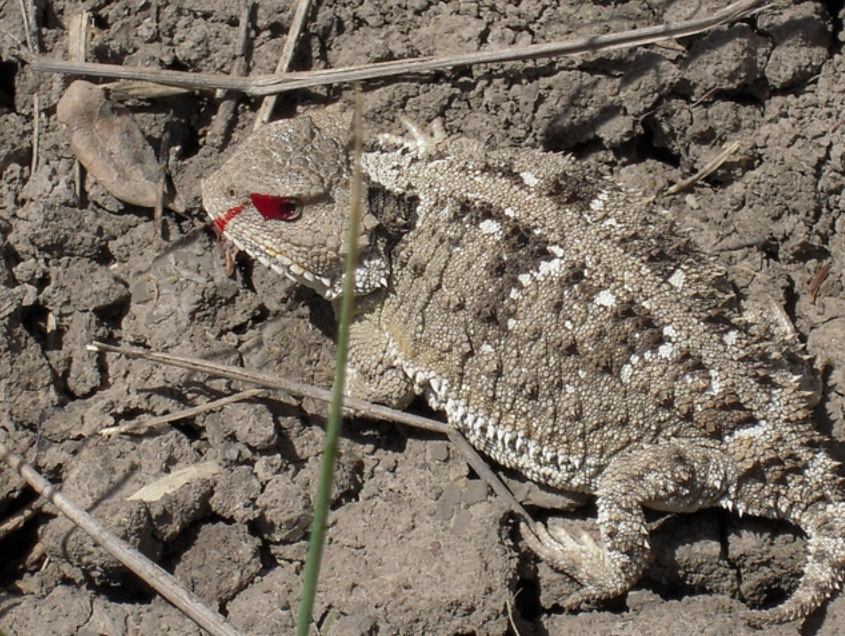
Thằn lằn phun máu mắt

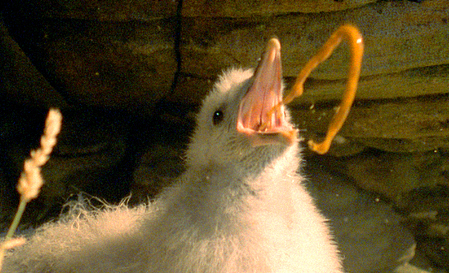
Một con hải âu phương Bắc non đang nôn dịch dạ dày

Cơ chế phòng vệ kỳ lạ hơn cả là phun máu từ mắt vào kẻ thù, dòng máu phun từ mắt thằn lằn quỷ gai có thể bắn xa tới 1,5m, được pha trộn với một loại chất hóa học có mùi hôi hướng đến kẻ thù. Trên thực tế, cách dùng máu bắn vào đối phương với độ chính xác cao không thể khiến kẻ thù của chúng bị tổn hại, tuy nhiên do máu có mùi rất khó chịu nên những con vật săn mồi phải từ bỏ.Phương pháp tự vệ kỳ lạ kể trên có thể lấy đi 1/3 tổng số nguồn máu của thằn lằn, chiếm khoảng 2 % trọng lượng cơ thể chúng. Khi thằn lằn quỷ sử dụng cơ chế phun máu ghê rợn, bất kỳ kẻ thù nào dù nhỏ hay to lớn như rắn, chó hoang đều hoảng sợ, trong lúc đó nó sẽ nhanh chóng lẩn trốn. Cơ chế phun máu của thằn lằn quỷ gai diễn ra thông qua việc tăng cao áp lực trong hốc xoang cho tới khi các mạch máu trong mắt của chúng vỡ ra, bắn vào kẻ săn mồi.
Hải sâm có thể phóng các cơ quan nội tạng phủ độc ra khỏi hậu môn của chúng, đánh bẫy kẻ thù ăn thịt, các cơ quan nội tạng này sau đó sẽ tái phát triển bên trong cơ thể chúng và như thế Hải sâm có khả năng tách nội tạng ra khỏi cơ thể, cho thấy hải sâm có một cơ chế tự vệ khá ghê rợn dựa vào khả năng tự tái tạo của mình, khi bị đe dọa, hải sâm có thể phóng một phần nội tạng qua hậu môn bằng cách co rút mạnh các cơ bắp, các nội tạng này thường chứa dịch nhầy chứa một dạng hóa chất khá độc được gọi là holothurin, khiến phần lớn kẻ thù của chúng phải chùn bước, đặc biệt, sau khi thoát nạn, các nội tạng đã mất của hải sâm có thể tự tái tạo lại.
Hải âu Fulmar phương Bắc (Fulmarus glacialis) có phương pháp tự vệ bằng cách nôn vào kẻ thù. Loài hải âu này có một vẻ ngoài khá hiền lành, tuy nhiên cách tự vệ của chúng đặc biệt. Khi cảm thấy bị đe dọa bởi bất cứ thứ gì dù là một con đại bàng hay chỉ là một chú chim lai vãng vô can chúng sẽ lập tức nôn thẳng vào kẻ xâm phạm. Chất lỏng này thực chất là một loại dung dịch giàu dinh dưỡng, được hải âu Fulmar sử dụng làm chất dinh dưỡng cho con non, hoặc là nguồn nhiên liệu cho cá thể trưởng thành khi phải di chuyển trên quãng đường dài. Tuy nhiên, bãi nôn của loài hải âu này lại có mùi cá chết vô cùng khó chịu, đồng thời làm dính lông khiến nạn nhân của chúng không bay nổi. Không chỉ vậy, khi nạn nhân của hải âu đáp xuống nước, chúng sẽ chết chìm vì chất nôn đã vô hiệu hóa chức năng phao cứu sinh của bộ lông.
Không giống nhiều sinh vật khác, kền kền gà tây không có tuyến chuyên sản xuất thứ mùi hôi thối, thay vào đó, chúng nôn thức ăn của bữa cuối cùng trong dạ dày ra đầy quanh tổ để tự vệ. Do kền kền thường ăn những loại thức ăn thối rữa, xác thịt động vật chết nên những bãi nôn của chúng có mùi rất kinh khủng. Chim kền kền gà tây là loài chim kền kền phổ biến nhất Bắc Mỹ này nôn mửa khi bị đe dọa. Động thái này đóng vai trò như sự "hối lộ" thức ăn hoặc xua đuổi kẻ thù bằng mùi. Gián rừng Florida (Eurycotis floridana) trong bụng của nó là một tuyến sản sinh ra chất bài tiết với 40 thành phần, bao gồm cả axit, ête và chất bốc mùi hôi thối. Loài gián rừng Florida có thể phun chất bài tiết khó chịu này xa tới 15 cm hoặc hơn, cả chuột và thằn lằn đều không thích điều này.

### Phun dịch

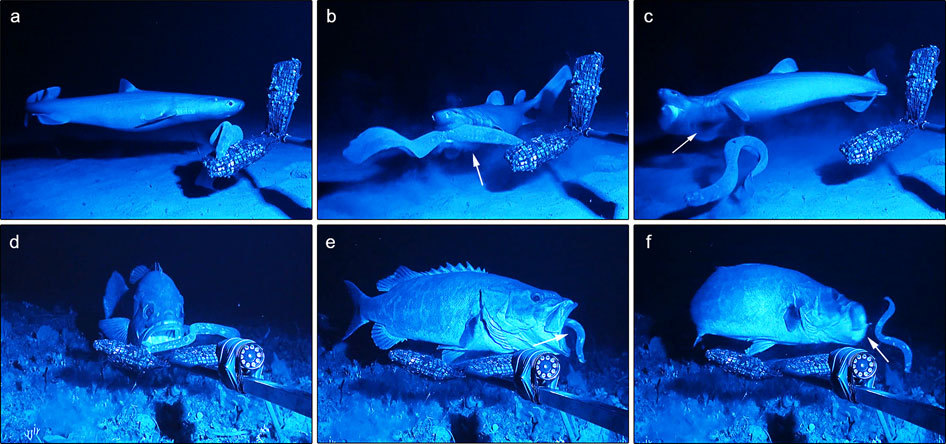
Cá nhám Dalatias licha, cá vược Polyprion americanus cố gắng để ăn thịt cá miệng tròn Myxinidae. Myxinidae đã phun các chất nhờn vào miệng và mang kẻ săn mồi khiên chúng nghẹt thở và bỏ cuộc

Cá mực thuộc loài động vật nhuyễn thể, đặc điểm lớn nhất của nó là trong bụng có "nang" chứa đầy mực. Nếu phải rút lui trước kẻ thù, con mực liền nhanh chóng dùng một cái "ống nước" phun nước và lùi dần để đề phòng kẻ thù đuổi theo, nó phun ra một chất lỏng đen như mực để làm đục nước. Chất nước đen như mực này cũng được con người chế thành thuốc nhuộm màu nâu. Dung dịch mực trong bụng cá mực là một loại vũ khí để tự vệ, bình thường, cá mực ở biển lớn chuyên lấy tôm cá nhỏ làm thức ăn. Một khi có kẻ thù hung tợn nào vồ lấy thì cá mực sẽ lập tức phun một dòng mực từ trong nang, làm cho nước biển xung quanh nhuộm đen, rồi trong màn khói màu đen này nó sẽ chuồn và trốn chạy nhanh chóng.
Cá voi tinh trùng Pygmy chỉ phát triển tới chiều dài 1,2 mét nên cá voi pygmy là mồi của cá mập và cá kình. Chúng phát tỏa một chất dịch màu đỏ từ hậu môn, tạo ra một đám mây bao phủ, che chắn để bơi an toàn khi bị đe dọa. Cá mút đá Myxin là loài cá có ngoại hình giống những con lươn tạo ra một chất nhớt lan rộng trong nước biển. Chất nhớt này bám vào kẻ thù ăn thịt, bao phủ mang và bóp nghẹt nó. Hagfish là một loài động vật biển có hình dáng giống con lươn với khả năng đặc biệt là tiết chất nhờn vào kẻ thù của chúng. Khi bị đe dọa, các con hagfish sẽ tiết ra một chất nhờn từ lỗ chân lông của chúng, chất nhờn này khi trộn với nước sẽ mở rộng thành một loại keo. Loại keo này có thể bẫy kẻ săn mồi khiến chúng chết ngạt bằng cách làm tắc nghẽn mang của chúng. Khi động vật ăn thịt cắn nhằm con hagfish, chúng nhanh chóng phun hagfish ra khỏi miệng mình và bơi ra xa để nôn. Những con hagfish không hề bị thương. Cách phòng thủ của chúng là có hiệu quả đối với kẻ săn mồi.
Sâu bướm có cách phòng thủ khá hiệu quả khi một con kiến đang cố gắng gặm nhấm con sâu bướm có tên khoa học Dalcerides ingenita. Tuy nhiên, kẻ tấn công rốt cuộc sẽ bị "khâu" miệng bởi lớp phủ keo dính trên các mụn cóc của con sâu bướm. Một số loài như sên trần hay sên dẹp (loại sên không vỏ, có nơi gọi là sâu nhớt hay con bà chằng) thuộc loài sống trên cạn cùng họ ốc sên, sống trong vùng khí hậu ẩm ướt, thường gây hại cây trồng trong vườn, cây trồng quanh nhà, chúng di chuyển bằng cách trượt trên chất nhớt do khối chân cơ tiết ra. Khi gặp nguy hiểm, thì các loài ốc sên có vỏ sẽ thu mình vào trong vỏ ốc còn những con sên trần này thì lại tiết ra chất nhớt có độc để tấn công lại, nhớt của nó khá ngứa, đây là cách phòng thủ khá hiệu quả để chống lại những con kiến hay bâu lại cắn xé nó.